# Art nouveau
Ne doit pas être confondu avec Art déco.
L’Art nouveau est un mouvement artistique de la fin du XIXe et du début du XXe siècle qui s'appuie sur l'esthétique des lignes courbes. Il met en avant les motifs floraux.
Né en réaction contre les dérives de l'industrialisation et la reproduction des anciens styles, c'est un mouvement soudain et rapide qui connaît un développement international. Le mouvement a connu des dénominations diverses selon les régions : Tiffany (d'après Louis Comfort Tiffany) aux États-Unis, Jugendstil ou Art nouveau en Allemagne, Sezessionstil en Autriche, Art nouveau ou Nieuwe Kunst aux Pays-Bas, Art nouveau ou Stile Liberty en Italie, Art nouveau ou Modernismo en Espagne (pour le second terme, plus spécifiquement en Catalogne), style sapin en Suisse, Modern en Russie. Le terme français « Art nouveau » s’est imposé notamment dans le monde anglo-saxon et hispanique, en même temps que la France, en lien avec la vague d’anglomanie qu’elle connaissait alors, a brièvement utilisé le terme Modern Style au début du XXe siècle.
Si l’Art nouveau comporte des nuances selon les pays, il se caractérise par l'inventivité, la présence de rythmes, de couleurs et d’ornementations inspirés de la faune et de la flore. C'est aussi un art total : il occupe tout l'espace disponible, y compris celui du quotidien, dans l'intention de favoriser l’épanouissement de l'homme moderne à l'aube du XXe siècle. En France, l'Art nouveau était appelé avec humour « style nouille », par ses détracteurs comme par l'homme de la rue, en raison de ses formes caractéristiques en arabesques, ou encore « style Guimard », en lien avec les entrées des stations du métro de Paris réalisées en 1900 par Hector Guimard.
On peut considérer que le mouvement Art nouveau, apparu au début des années 1890, atteint son apogée en 1905. Quelques années avant la Première Guerre mondiale, ce mouvement évolue vers un style plus géométrique, caractéristique du mouvement artistique dominant des années 1910 jusqu'aux années 1940 : l'Art déco.

## Précurseurs auXIXesiècle
Au XIXe siècle, à l'innovation, l’Art académique privilégie l'imitation de la tradition picturale et sculpturale européenne depuis la Renaissance ainsi que les modèles gréco-romains. Naissent alors tout au long du siècle des réflexions sur la création d'un art « moderne » plus en phase avec la société contemporaine. L'apparition d’un « art nouveau » s'inscrit dans cette volonté de renouvellement de l'art et de l'émancipation des modèles anciens. On observe ainsi au XIXe siècle des précurseurs de l'Art nouveau.

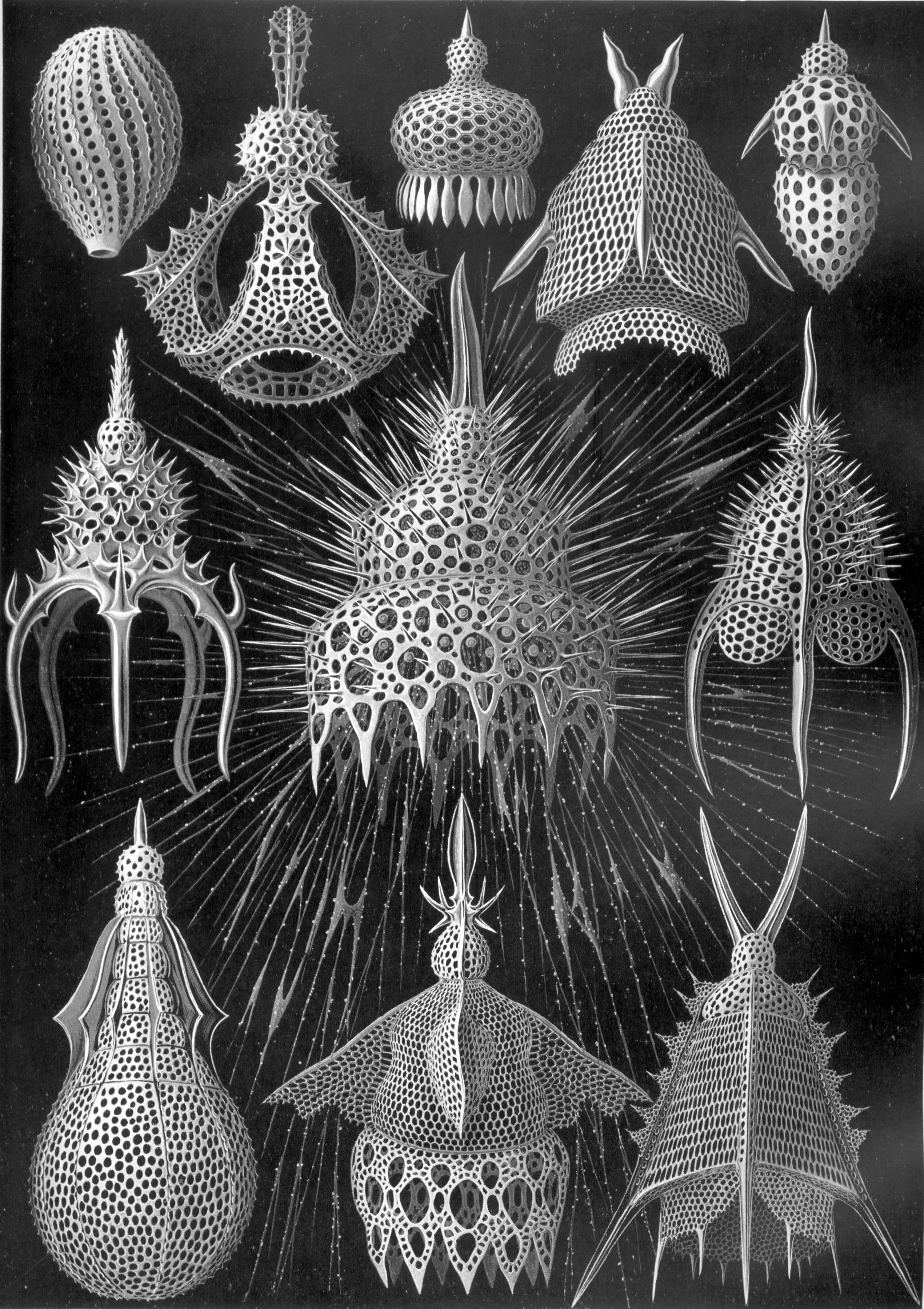
Les planches dessinées par Ernst Haeckel, comme ces radiolaires, seront source d'inspiration pour les artistes de l'Art nouveau.

Ernst Haeckel, avec la publication de nombreux livres scientifiques richement illustrés sur la faune et la flore, est considéré comme une des sources d'inspiration de ce mouvement artistique. Son travail a par exemple inspiré les grands lustres en forme de méduse de Constant Roux, pour le musée océanographique de Monaco ou encore la porte monumentale de l'architecte français René Binet, à l'Exposition universelle de 1900. Les artistes de l’Art nouveau feront souvent référence à son œuvre qui, pour Haeckel, ne visait que la reproduction du réel.

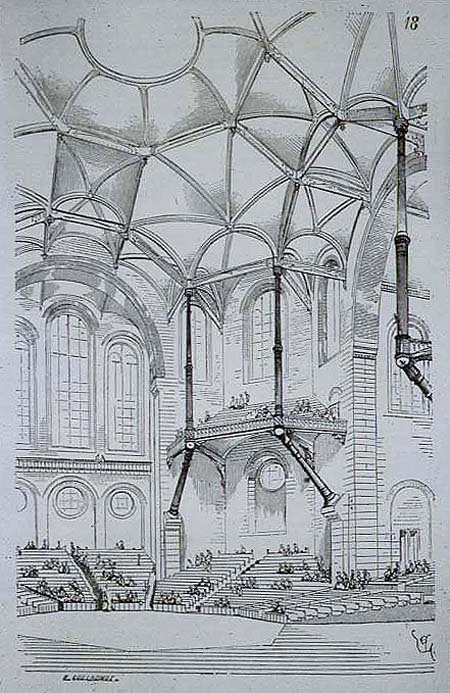
Viollet-le-Duc, gravure issue des Entretiens sur l'architecture.

Eugène Viollet-le-Duc est aussi un précurseur important de l'Art nouveau,,. En effet, l'architecte combattait le classicisme antique qui monopolisait l’enseignement des beaux-arts à Paris. À l’instar de l'art gothique qu’il étudiait pendant ses restaurations, il milite pour que « la logique de la nature soit le modèle à suivre » en architecture. Il appelle à l’unité des arts ainsi qu'à l’abolition de la distinction entre art « pur » (ou architecture) et art « décoratif ».
De 1863 à 1872, Viollet-le-Duc écrit les Entretiens sur l’architecture, un résumé de ses théories qu'il a voulu enseigner aux Beaux-Arts de Paris. Ces Entretiens, « considérés comme fondateurs de l'architecture moderne, seront presque une bible pour des architectes tels que Horta, Guimard, Gaudi ».
Les milliers de dessins, notamment naturalistes, qui illustrent les ouvrages de Viollet-le-Duc seront aussi une source d’inspiration pour la future génération de jeunes architectes partout en Europe : « Nous avons tous copié les modèles de Viollet-le-Duc, même si neuf acheteurs sur dix de ses livres ne lisaient pas le français. »

## Prémices dans les différents pays européens

### Royaume-Uni
(août 2008).

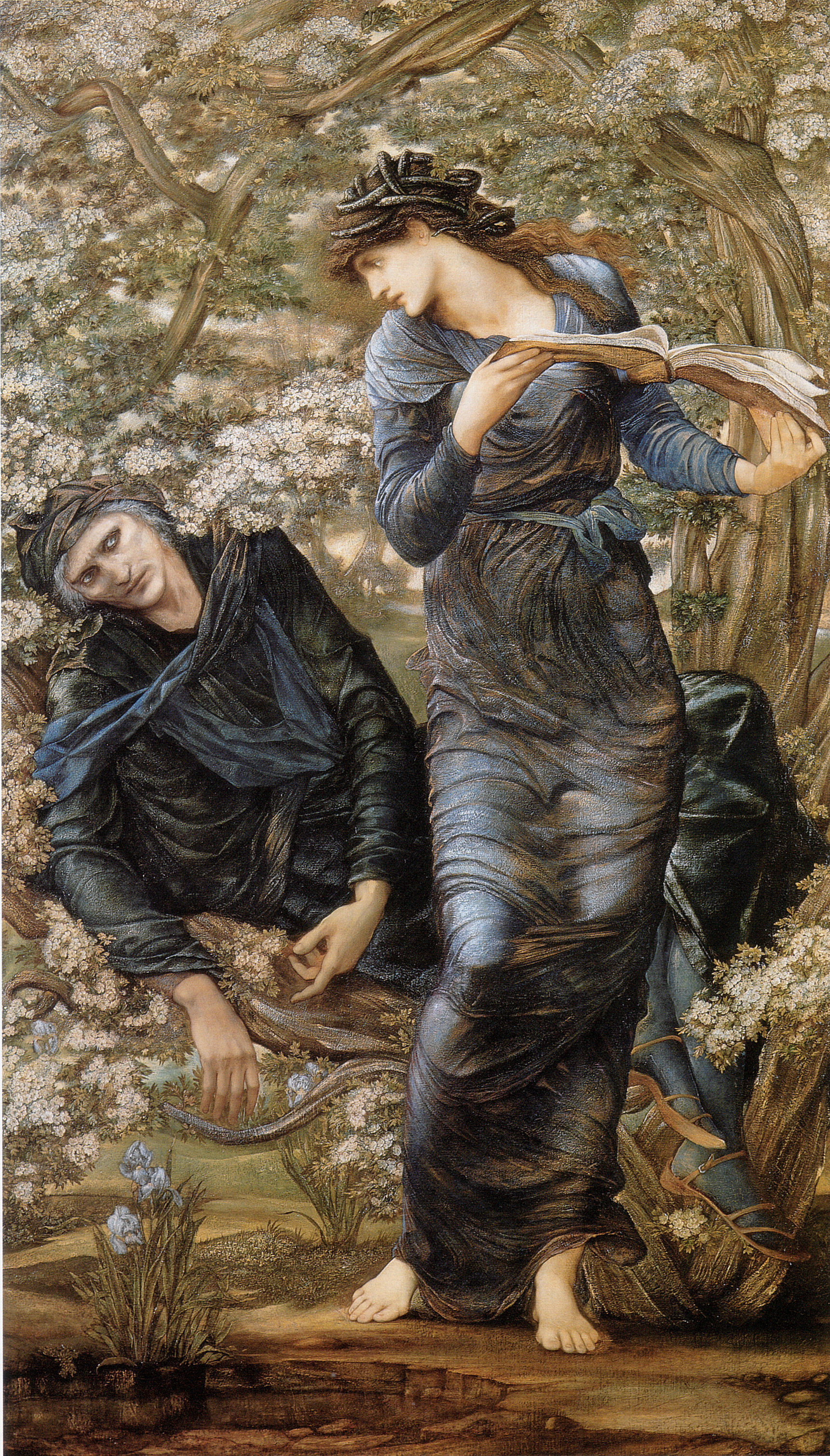
Edward Burne-Jones, L'Enchantement de Merlin (1874), Liverpool, Lady Lever Art Gallery.

Les prémices de cet art sont perceptibles dans la dimension onirique de l'œuvre des peintres préromantiques. Le style d'Augustus Pugin (Angleterre, 1812-1852), classé parmi les artistes de style néogothique, préfigure l’extraordinaire saturation décorative de l’Art nouveau, la liberté des formes, la puissance de la couleur, la lutte entre architecture et décor, qui est l’un des grands combats artistiques de la seconde moitié du XIXe siècle. Par ailleurs, le préraphaélisme s'éveille dès 1850 aux courbes et aux couleurs, inspirées des maîtres italiens du XVe siècle ou de la Renaissance florentine (Botticelli) en réaction à la révolution industrielle.
Les fondements théoriques du mouvement Arts & Crafts, ainsi que les thèses de William Morris, de John Ruskin (lequel influence Arthur Heygate Mackmurdo) ou de Charles Rennie Mackintosh, architecte du nouveau bâtiment de la Glasgow School of Art conçu de 1897 à 1909, définissent un nouvel art décoratif au Royaume-Uni. Ces théories se positionnent contre les « dérives de l'industrialisation » et de « l'assèchement créatif » qu'elle entraîne et prônent un retour à l'esprit des guildes médiévales, à l'étude du motif naturel, à l'emploi de formes épurées. Pour ces théoriciens une régénération de la société ne peut advenir sans la vérité des formes qui l'entourent et dont elle use.
Mais l'héritage Arts and Crafts sera renié par la génération des artistes avant-gardistes qui prônent un art intégré à l'industrie. Dans le mouvement Arts and Crafts, l’influence de Ruskin est supplantée dès les années 1860 et 1870 par celle de Viollet-le-Duc. Si l'architecte Arts and Crafts Charles Eastlake admire son professeur, il est explicitement plus enthousiaste à l'égard de Viollet-le-Duc.

### Espagne

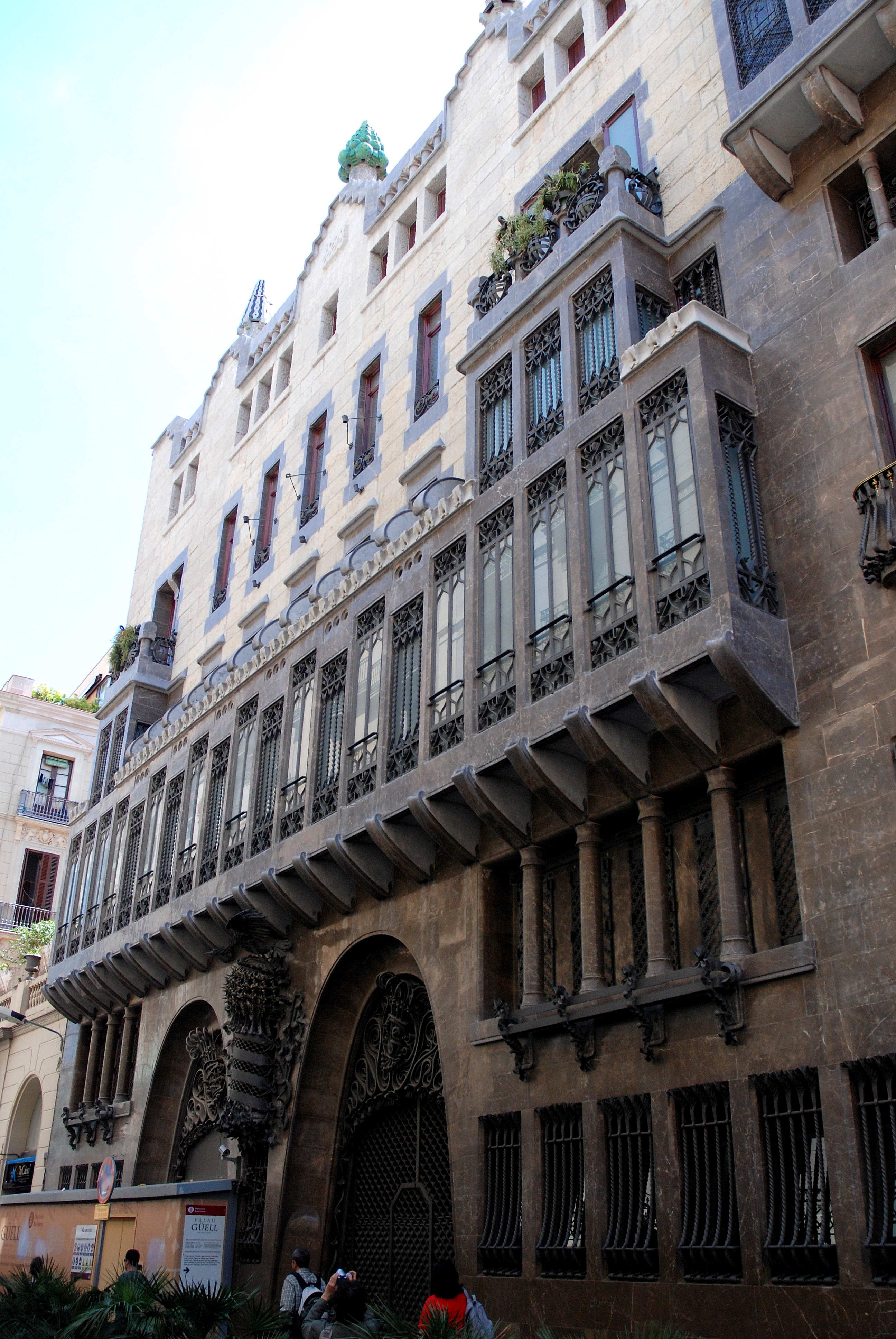
Palais Güell d'Antoni Gaudí, Barcelone, 1886-1890.

En Espagne, et notamment en Catalogne, le mouvement que l'on appelle « modernisme catalan » s'élabore durant les années 1870. Les artistes de ce mouvement sont à la recherche de nouvelles expressions formelles et ont la volonté de se situer dans une modernité d’envergure européenne. Il s'agit pour l’écrivain Joan Fuster de transformer « une culture régionale traditionaliste en une culture nationale moderne ».
Les prémices de l'Art nouveau se retrouvent dès 1871 dans les cours de la nouvelle École provinciale d'architecture de Barcelone, alors dirigée par Elies Rogent (1821-1897). « Admirateur et exégète des théories de Viollet-le-Duc, il obligera ses élèves à le lire » : Gaudi, Lluis Montaner et Puig i Cadafalch, futures figures emblématiques du modernisme catalan. « Pour Gaudi lui-même, l’œuvre de Viollet-le-Duc a été presque l’unique instrument de la théorie de l’architecture… c’était sa bible architectonique ».
On considère généralement qu'en Catalogne, le mouvement de l'Art nouveau commence en 1888, lors de la première exposition universelle de Barcelone, à l'occasion de laquelle un grand nombre d'édifices modernistes sont construits. De cet évènement subsistent l'arc de triomphe de Barcelone et le château des trois dragons. « Les architectes modernistes Catalans conservent une fidélité extraordinaire à Viollet-le-Duc ».
Ce mouvement présente des similitudes conceptuelles et stylistiques avec diverses variantes de l’Art nouveau qui se développent en Europe à la même époque. Il se singularise toutefois par plusieurs aspects comme son développement dans la continuité de la renaissance catalane (1833-1880) ainsi que le pressant besoin d’évolution et de rénovation politique et sociale. De plus, la naissance du mouvement se fait dans un contexte d'accroissement de la plupart des villes de Catalogne à un rythme effréné inconnu depuis la Renaissance : Girone, Tarragone, Reus, Sabadell, Terrassa, Mataro et surtout Barcelone. Cette dernière, avec le plan Cerdà lancé en 1859, offrait 1 100 hectares de terrains nus à l'imagination des architectes. L'Art nouveau espagnol cherchait à créer un art national alors que d'autres pays d’Europe cherchaient à dépasser leurs frontières. Dès 1886, Antoni Gaudí est le principal représentant des nouvelles tendances de ce mouvement, avec notamment le Palais Güell (1886-1890) orné de ferronneries et pinacles ouvragés, qui succède à sa période orientalisante initiée en 1883 (El Capricho, Casa Vicens) et précède le Collège Sainte-Thérèse de Barcelone (1888-1889) aux accents déjà modernes, puis le plein épanouissement de sa période naturaliste à la fin du siècle.

### Belgique et France

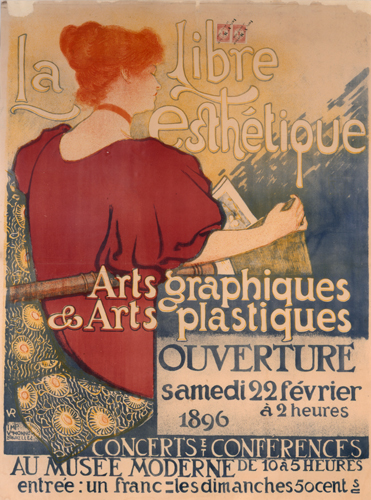
Affiche de l'exposition de 1896 de la Libre esthétique par Théo Van Rysselberghe.

En France, le propos se veut plus rationnel, moins tourné vers le passé et moins fermé aux matériaux nouveaux. Dans ses écrits théoriques, marqués par le rationalisme (Entretiens sur l'architecture, 1863-1872), Eugène Viollet-le-Duc ne rejette pas le matériau moderne (le fer notamment) et veut au contraire lui donner une fonction ornementale et esthétique, à la manière des structures gothiques du Moyen Âge. Paradoxalement, alors que Viollet-le-Duc est connu comme le chef de file français du mouvement néogothique, c’est son enseignement qui préfigure le mieux la pénétration de l’Art nouveau en France, notamment le mouvement L'Art dans Tout né vers 1896 auquel appartient Henri Sauvage, lequel avait été « nourri aux écrits de Viollet-le-Duc ». En ce qui concerne Hector Guimard, il était « profondément un adepte de Viollet-le-Duc dans l’utilisation de la nature pour la décoration » et il utilisera directement des dessins de Viollet-le-Duc pour certaines de ses œuvres comme ses édicules du métro de Paris ou l'École du Sacré Cœur à Paris.
Par ailleurs, certaines des œuvres décoratives de Viollet-le-Duc, comme ses fresques de Notre-Dame de Paris ou celles du château de Roquetaillade, sont de parfaits exemples du lien de filiation entre le mouvement néogothique et l'Art nouveau.
Avant de se répandre en France, les principes formels d'une architecture spécifiquement dénommée « Art nouveau » sont définis à Bruxelles à partir de 1892 avec Victor Horta, Henry Van de Velde et Paul Hankar, tous trois disciples de Viollet-le-Duc : « Victor Horta et Paul Hankar étaient profondément inspirés par les écrits de Viollet-le-Duc[réf. incomplète]. »
L'influence considérable de Viollet-le-Duc s'étend aux architectures les plus divergentes telles que celles d'un Henry van de Velde… Ses écrits s'avèrent très marqués par les idées du maître français.
À Bruxelles, il existe un milieu d'avant-garde à la recherche de nouveauté capable de faire pièce à l'historicisme triomphant. Un ensemble de mécènes et d'artistes connu sous le nom de Groupe des XX qui « répondait aux théories de Viollet-le-Duc » organise à partir de 1884 des expositions regroupant des artistes refusés par les salons officiels. Ce groupe est peut-être le premier à intégrer au sein d'une exposition de peinture et de sculpture des objets d'art décoratif. Ce mouvement est très influencé par des penseurs et artistes anglais, tels que William Morris, James Abbott McNeill Whistler ou Aubrey Beardsley ainsi que par l'art japonais. Il poursuit la même activité après 1894 sous le nom de La Libre Esthétique.

## Évolutions du mouvement
Le mouvement identifié en tant que tel est divisé en trois périodes, notamment par Paul Greenhalgh (en), historien de l'art britannique : une période d'apparition au grand public, très courte, entre 1893 et 1895 ; une période pendant laquelle le mouvement s'étend rapidement et prend place dans tous les milieux culturels, entre 1895 et 1900 et, enfin, un moment où le mouvement se stabilise, commence à faire des bilans sur lui-même et essuie de sévères critiques, avant de s'effacer durant la Première Guerre mondiale.

### Débuts de l'Art nouveau (1890-1895)
« À chaque époque son art, à chaque art sa liberté ! »

— Devise de la Sécession viennoise inscrite sur le palais de la Sécession à Vienne, 1897.

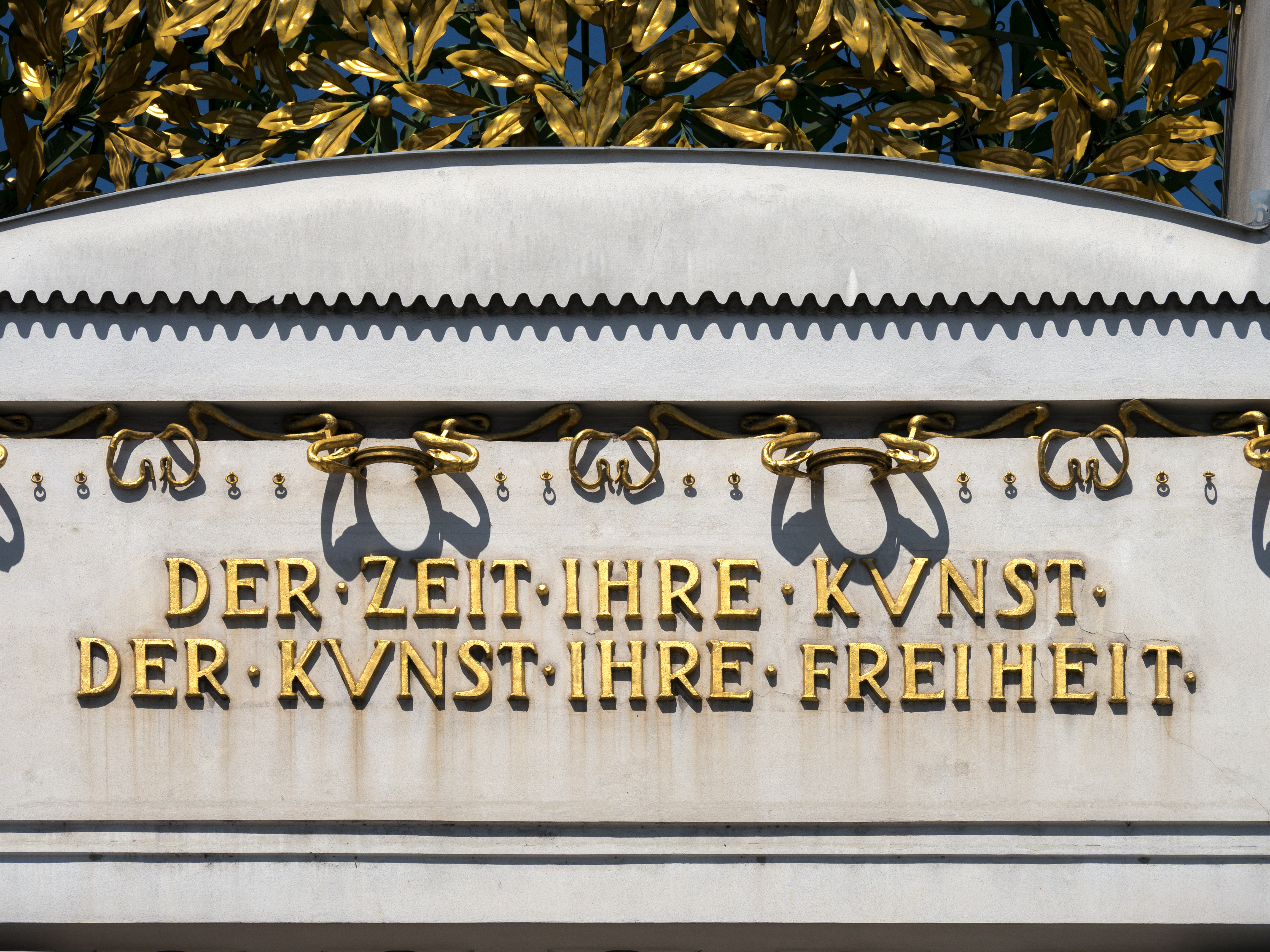
Détail du frontispice du palais de la Sécession à Vienne.

Le mouvement en tant que tel naît et se développe dans toute l'Europe entre 1890 et 1895 avec une très grande rapidité. Il est ainsi très délicat d'identifier des initiateurs précis. Le fait que de très nombreuses disciplines s'emparent de ce nouveau catalogue de formes donne très rapidement l'impression aux contemporains qu'ils assistent à l'émergence d'un mouvement artistique à part entière englobant tous les aspects de la vie.
Paul Greenhalgh identifie la phase initiale du mouvement entre 1893 et 1895, autour de quatre évènements se déroulant surtout dans de grandes capitales, Londres, Bruxelles et Paris.
L'évènement initiateur est la publication dans le no 1 de la revue The Studio des dessins d'Aubrey Beardsley en 1893. Ce jeune illustrateur présente pour la première fois un style de dessin qui sera caractéristique de l'Art nouveau, et il devient instantanément le centre d'intérêt des avant-garde des deux côtés de l'Atlantique.
La même année, à Bruxelles, Victor Horta achève l'hôtel particulier d'Émile Tassel, première réalisation architecturale Art nouveau aboutie. Horta exploite le premier la ligne courbe, symbole entre tous de ce mouvement. La fluidité des espaces fait écho aux courbes végétales qui investissent ferronneries, mosaïques, fresques et vitraux, éléments tant structures qu'ornements, dans la plus parfaite ligne d'Eugène Viollet-le-Duc. Horta conçoit un édifice inédit avec des meubles qui correspondent au rythme des murs et de l’architecture ; il dessine les motifs des tapis, conçoit les meubles : c'est la naissance d'un « art total ».
L'année suivante, toujours dans la capitale belge, Henry Van de Velde publie un pamphlet, Le Déblaiement d'Art, dans lequel il prend du recul sur les évolutions artistiques contemporaines et fustige avec fougue le monde de l'art institutionnalisé. Cette réflexion est la première intellectualisation de deux idées fortes de l'Art nouveau : la valeur des arts décoratifs aux côtés des arts dits nobles et l'importance de l'harmonie générale dans tout travail de décoration.
Le dernier évènement, qui clôt la phase initiale du mouvement, est l'ouverture à Paris en 1895 du magasin et centre d'exposition « Maison de l'Art nouveau » par Siegfried Bing qui popularise le style dans la capitale et le fait connaître au grand public,.

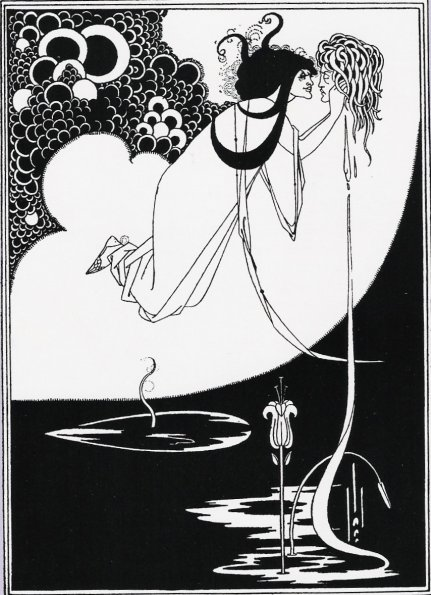
Aubrey Beardsley, J'ai baisé ta bouche Iokanaan, illustration pour la pièce de théâtre Salomé d'Oscar Wilde.
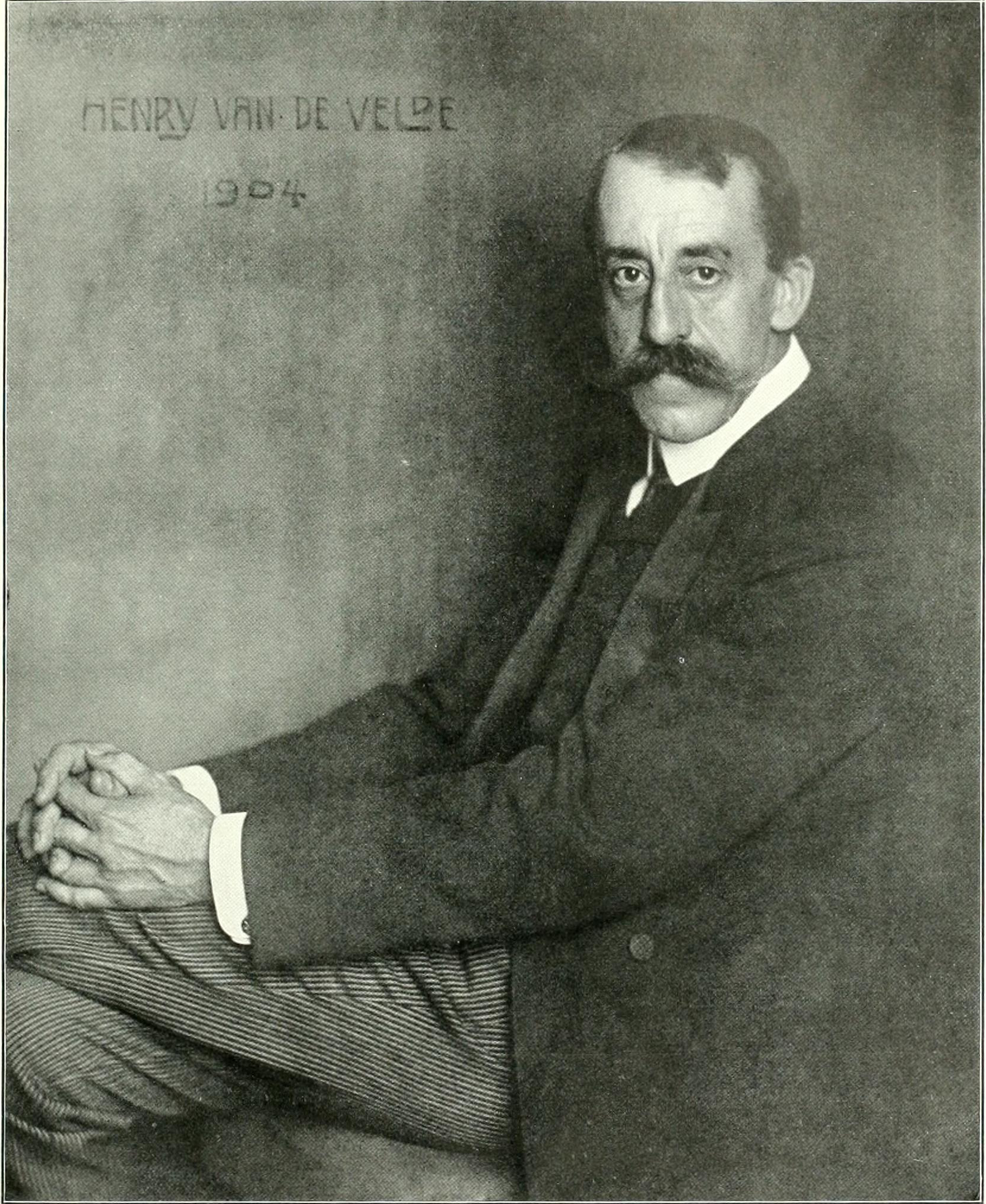
Nicola Perscheid, Portrait d'Henry Van de Velde (1904).
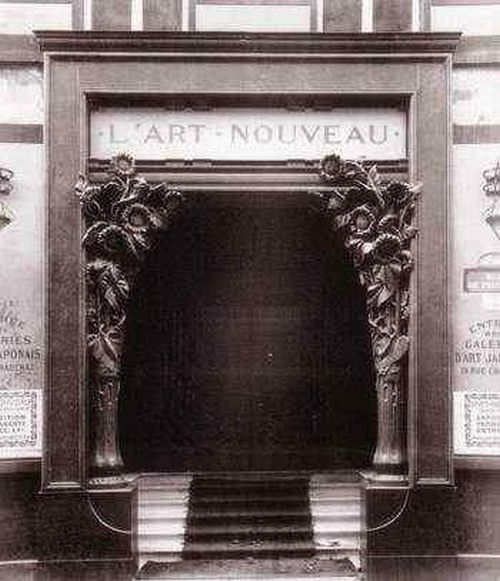
Entrée de la galerie Art nouveau de Siegfried Bing, rue de Provence à Paris.
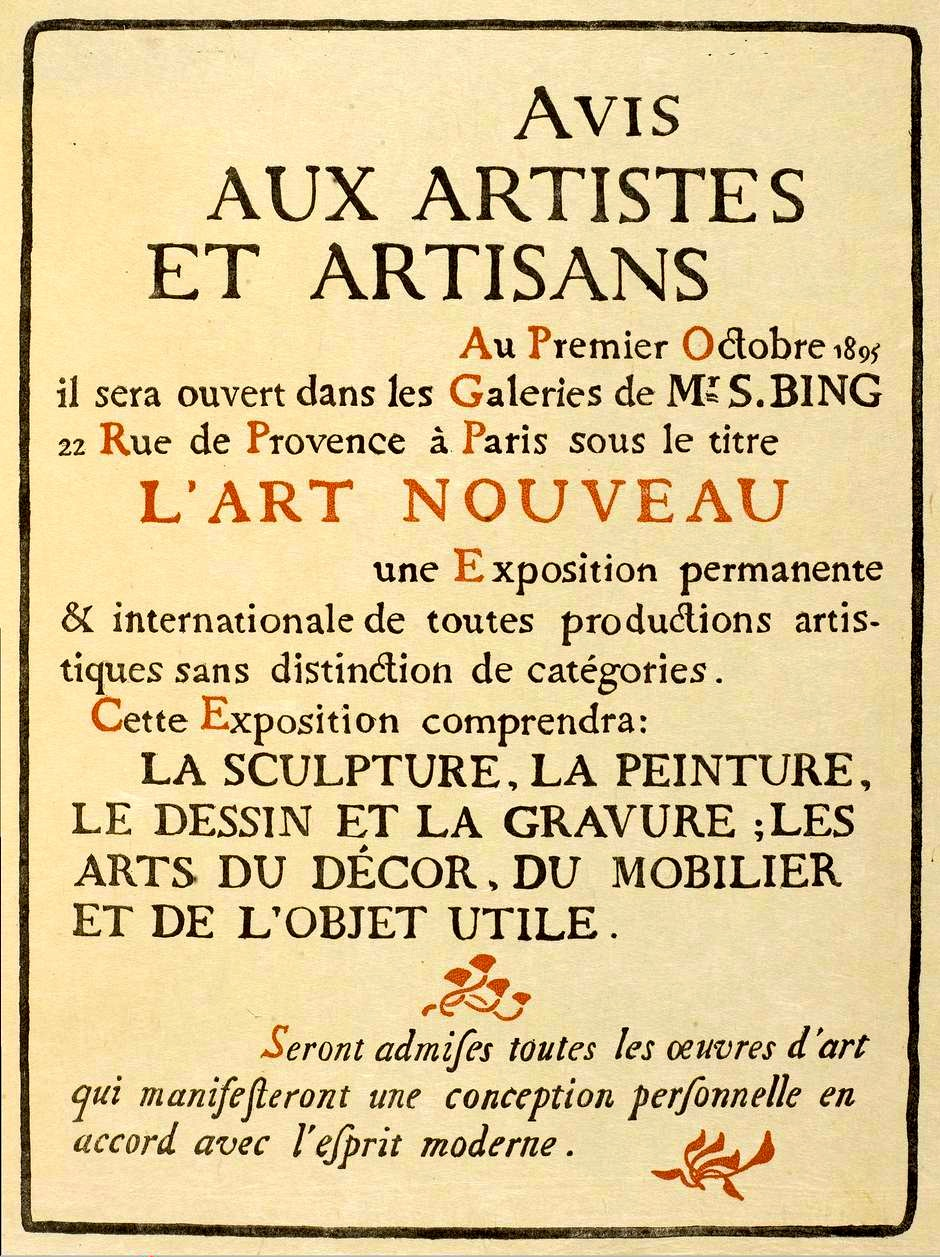
Art nouveau, affiche de la galerie Siegfried Bing (1895).

À la fin du XIXe siècle, les échanges artistiques s’étant intensifiés, le mouvement se diffuse rapidement. Des albums et revues d’art et d’architecture sont abondamment illustrés et propagent les idées nouvelles, comme L'Estampe originale (1888-1895), The Studio (1893), Jugend (1896), Art et décoration (1897), etc. Le développement des moyens de communication permet aux architectes de voyager ; ainsi des connexions s'établissent entre Bruxelles et Paris : Hector Guimard sera très influencé au cours d’un voyage qu’il a fait en 1895 pour voir les architectures de Victor Horta, ce qui l’amènera à intégrer certaines de ses formes dans sa propre architecture. De même, des liens très étroits se tissent entre Vienne et Glasgow, et un architecte comme Otto Wagner recevra la visite de Charles Rennie Mackintosh.

#### Dénomination
L'expression « Art nouveau » est employée pour la première fois par Edmond Picard, en 1894, dans la revue belge L'Art moderne, dans la lignée de La Jeune Belgique, pour qualifier la production artistique d'Henry van de Velde.
Cependant, le nom a été inventé par Van de Velde avec Victor Horta, Paul Hankar et Gustave Serrurier-Bovy. Elle passe en France lorsque, le 26 décembre 1895, elle devient l'enseigne de la galerie d'art de Siegfried Bing, sise 22, rue de Provence à Paris et baptisée Maison de l'Art nouveau.
En France, on utilise concurremment le terme Modern Style pour faire référence au rôle initiateur joué par l'Angleterre ou style Nouille, dénomination populaire. Avec Art nouveau, il existe les expressions style Guimard, style de Glasgow,. Les personnes critiques envers ce courant artistique emploient volontiers les termes style métro, style Maxim's, style ténia ou Yachting style, comme le nomme Edmond de Goncourt en comparant les présentations de Bing à l'Exposition universelle de 1900 à des cabines de bateau.
En Angleterre, ce mouvement est également connu sous le terme de Arts and Crafts movements, même si les personnes qui emploient cette expression l'utilisent pour désigner un mouvement plus large.
En Allemagne, on emploie soit Studio-stil en référence à la revue The Studio qui a popularisé le mouvement soit Jugendstil, du nom d'une autre revue défendant l'Art nouveau Jugend. Les Allemands emploient également les termes Belgischestil ou Veldeschstil en référence à la Belgique ou à Henry Van de Velde. Apparaissent également outre-Rhin les expressions Lilienstil (style lys) ou Wellenstil (style vague).
En Italie, en Espagne ou en Amérique latine, le terme de style Liberty est employé en référence aux magasins du même nom qui importent des produits de ce mouvement.

### Déploiements (1895-1900)
La phase d'extension et de maturité du mouvement se situe entre 1895 et 1900. Ce style se répand dans toute l'Europe, chaque ville ou pays adaptant le mouvement artistique à ses propres caractéristiques et considérations locales.
La Maison de l'Art nouveau de Bing est une des vitrines sur cette période de l'étendue de ce que propose le mouvement. Il expose ainsi des vitraux de Tiffany, des réalisations de Van de Velde, de Beardsley, Lalique, Colonna, Gaillard ou De Feure.
Lors de l'exposition universelle de 1900 à Paris, le vitrail des apôtres de Józef Mehoffer a été récompensé par une médaille d'or. L'Art nouveau était ainsi arrivé dans l'art sacré.

### Ruptures et déclin (1900-1920)
Entre 1900 et 1914, l'Art nouveau s'est imposé et il commence à faire l'objet de débats, de discussion, de critiques. Dès 1900, de nombreux critiques d'art s'attaquent à ce mouvement. Ils reprochent notamment de laisser obstinément de côté l'un des principes des arts décoratifs qui veut que l'ornementation d'un objet doit être subordonné à sa fonction. Dès l'exposition universelle de 1900, Charles Genuys, critique à La Revue des arts décoratifs soulève ce point entre autres. L’Art nouveau est également violemment attaqué par les mouvements nationalistes, à partir des années 1904-1905 au cours desquelles les associations d’extrême droite française condamnent notamment Hector Guimard. Ces mouvances n'hésitent pas à employer la même rhétorique que pour les juifs, accusant ces artistes d'être contre la nation et de devoir être éliminés.
Par ailleurs, les créateurs authentiques sont vite rattrapés par le succès d'une mode dont ils sont les inspirateurs et qui triomphe à partir de l'exposition universelle en 1900, notamment dans une bimbeloterie envahissante qui ternit pendant longtemps la mémoire de l'Art nouveau. À partir de 1910, les salons des arts décoratifs sont inondés d'objets quelconques, reprenant des styles anciens et ne laissant plus de place aux objets Art nouveau, que le public délaisse. De fait, la production d'objets Art nouveau après la Première guerre mondiale se poursuit avec un certain succès de nombreuses années, mais ceux-ci sont la plupart du temps de simples copies n'intégrant aucune nouveauté ni créativité.
Le déclin de l'Art nouveau se constate notamment par l'éloignement d'une partie de ses créateurs, lesquels se reportent vers d'autres styles (dès 1905-1906) qui, eux, se maintiennent. Par ailleurs, comme les représentants les plus influents de ce courant sont dispersés dans toute l'Europe, ils ne peuvent pas élaborer de système formel, ni s'inscrire au sein d'une institution officielle qui aurait légitimé et porté le mouvement.
Toutefois, cette vision est l'héritière d'une historiographie qui, pendant un temps très important, a peu étudié la fin de ce mouvement. La vulgate de l'histoire de l'art a longtemps considéré que les mouvements artistiques postérieurs ont rompu radicalement avec l'Art nouveau. Il ne faut toutefois pas omettre que de nombreux artistes pleinement membres du mouvement ont d'eux-mêmes et très progressivement fait évoluer leur pratique et que les nouveaux artistes s'inscrivent, la plupart du temps volontairement, dans la continuité des avant-gardes précédentes.

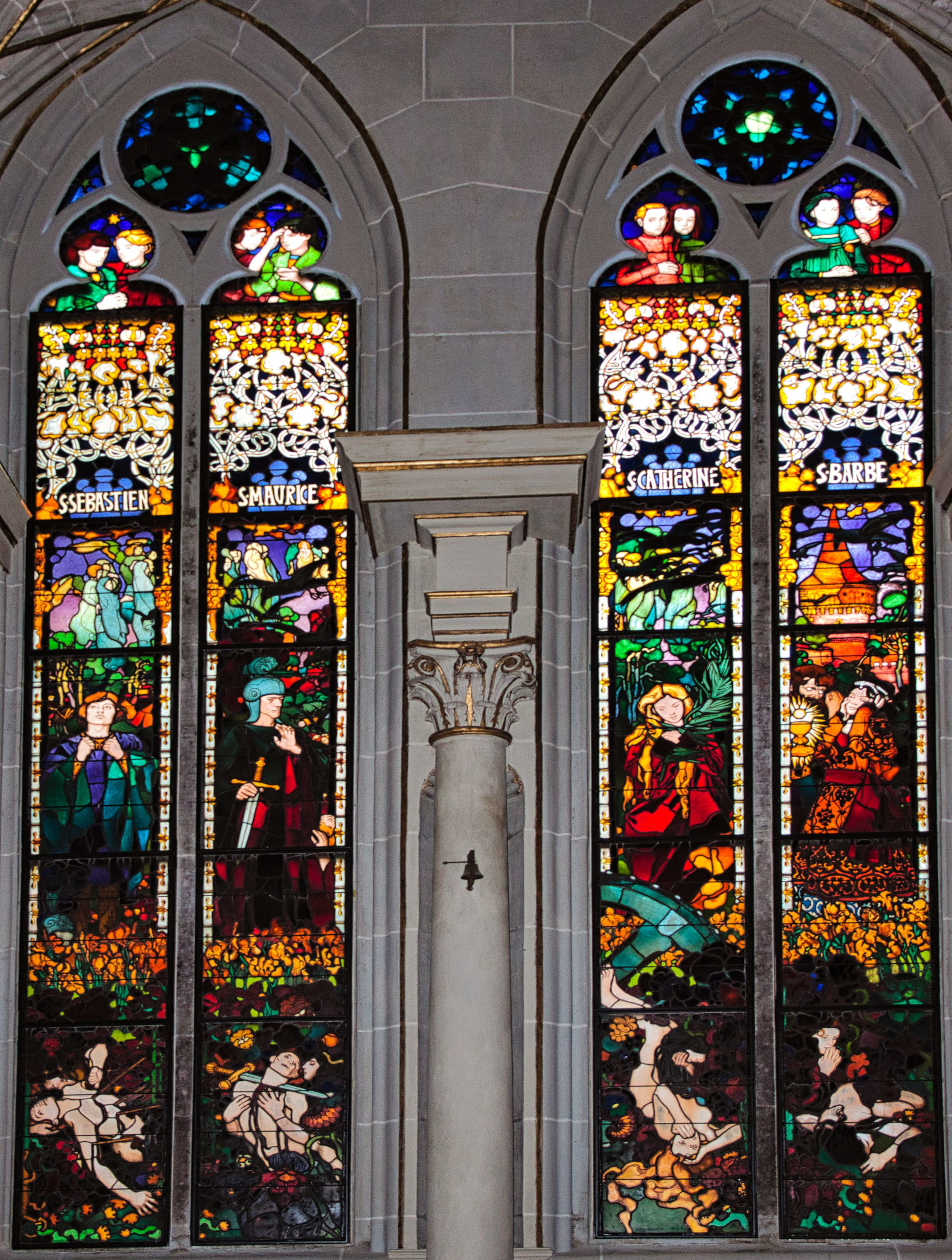
Vitraux des martyrs (1898-1899) par J. Mehoffer à Fribourg, Suisse.

Les treize vitraux de Józef Mehoffer à Fribourg couvrent une période allant de 1896 à 1936. Ils ont une importance qui dépasse le simple intérêt local. Ils sont remarquables du fait que, entre autres, ils traduisent des tendances stylistiques qui vont de l'historicisme au réalisme, avec des signes du style moderne, en passant par l'Art nouveau. Le cycle fribourgeois se distingue également parce qu'il a influencé le développement de l'art du vitrail monumental qui – après avoir suscité un regain d'intérêt dans la première moitié du XIXe siècle – se trouvait encore au stade expérimental à l'époque de la création des vitraux de Mehoffer.

### Devenir (depuis 1920)
L'utilitarisme généré par la Grande Guerre puis la reconstruction des régions dévastées portent un coup fatal au goût modern style, dès lors généralement déconsidéré. Ses détracteurs, qui ne désarment pas, l'ont toujours tenu pour futile ; il est désormais suranné aux yeux du grand public. L'Art déco lui avait succédé qui, dans sa version colossale des années 1930, en était devenu la négation.
Dès 1926, on commence même à en démonter les réalisations, à commencer par certaines stations de métro parisien, par exemple les stations Place de l'Étoile et Pereire. Par nécessité et manque d'intérêt pour ce style, les démolitions s'accélèrent après la Seconde Guerre mondiale jusqu'aux années 1970, lors desquelles une prise de conscience en Belgique comme en France permet finalement d'épargner les constructions survivantes puis de les protéger et enfin de les restaurer.

## Caractéristiques de l'Art nouveau
L'Art nouveau est un mouvement artistique d'une extrême richesse, qui ne s'est pas déployé de la même manière selon les lieux, les moments et les techniques. Ce mouvement se reconnaît toutefois à un certain nombre de caractéristiques communes, même si tous les artistes n'ont pas exploité les mêmes thèmes ni intégré les mêmes influences.

### Thèmes
La grande variété inhérente au mouvement Art nouveau empêche d'isoler un nombre fini de thèmes explorés par les différents artistes mais certains d'entre eux sont fondamentaux : la femme, la nature, les lignes courbes et l'asymétrique.

#### Femme
L'image de la femme est extrêmement présente au sein de la production artistique Art nouveau. Que ce soit en femme éthérée et mystérieuse, en femme symbole de la nature, en femme active et pleine de vie ou en femme fatale, matinée d'érotisme, ce thème est récurrent dans la grande majorité des tendances, des lieux et des mouvements internes.
L'image de la femme fatale est déjà très présente dans la littérature fin-de-siècle. Ainsi, le nu féminin est traditionnellement limité aux scènes mythologiques et il est très codifié, expurgeant ainsi tout érotisme. De nombreux artistes Art nouveau s'en emparent et l'utilisent en n'hésitant pas à rompre avec l'image académique de la femme. Ils réinterprètent ainsi les Salomé, les sphinx féminins et autres mythes similaires.

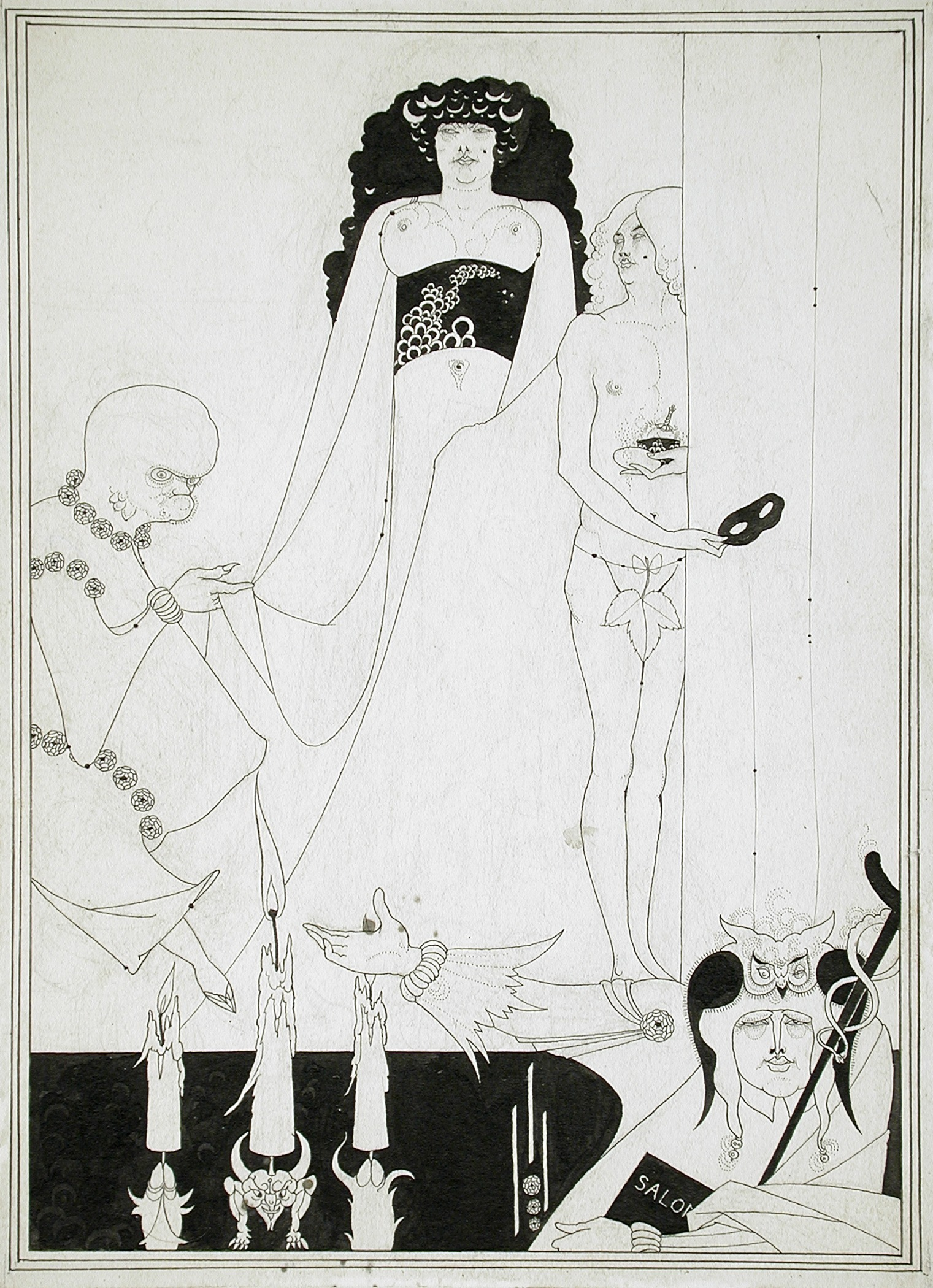
Aubrey Beardsley, Salomé (1893), musée d'Art du comté de Los Angeles.
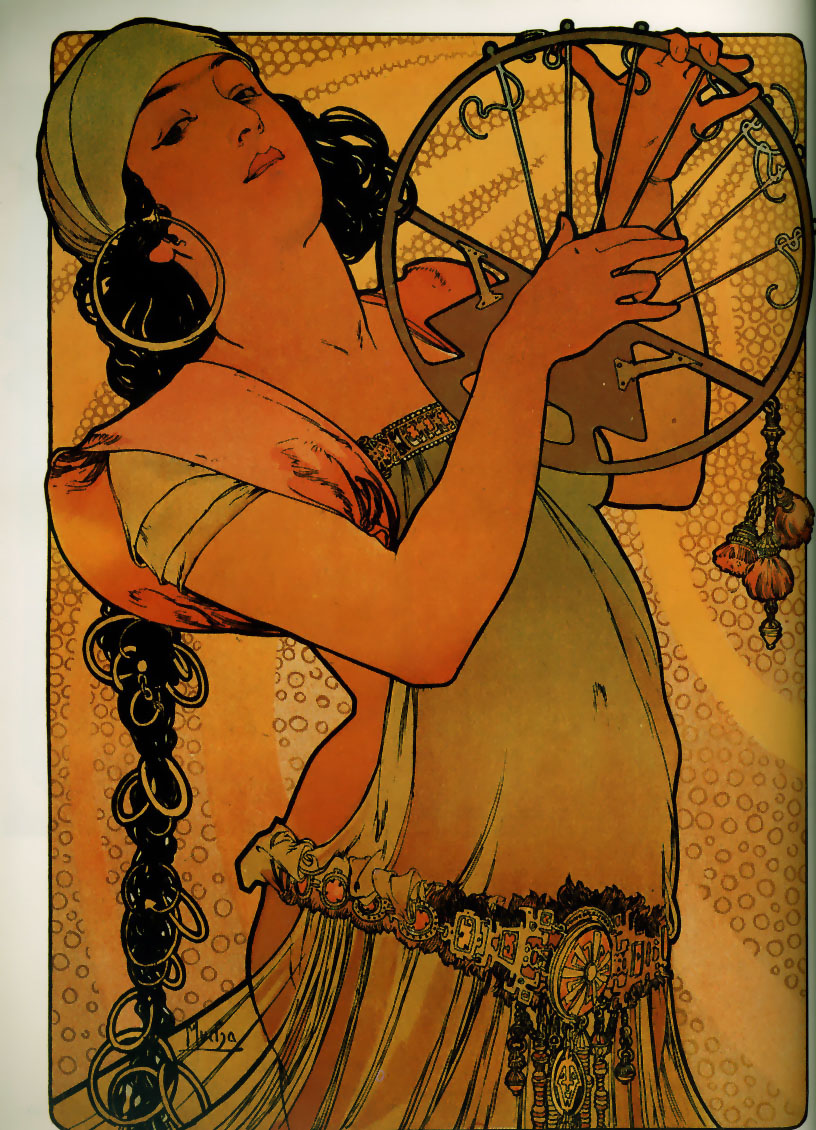
Alfons Mucha, Salomé (1897), collection particulière.
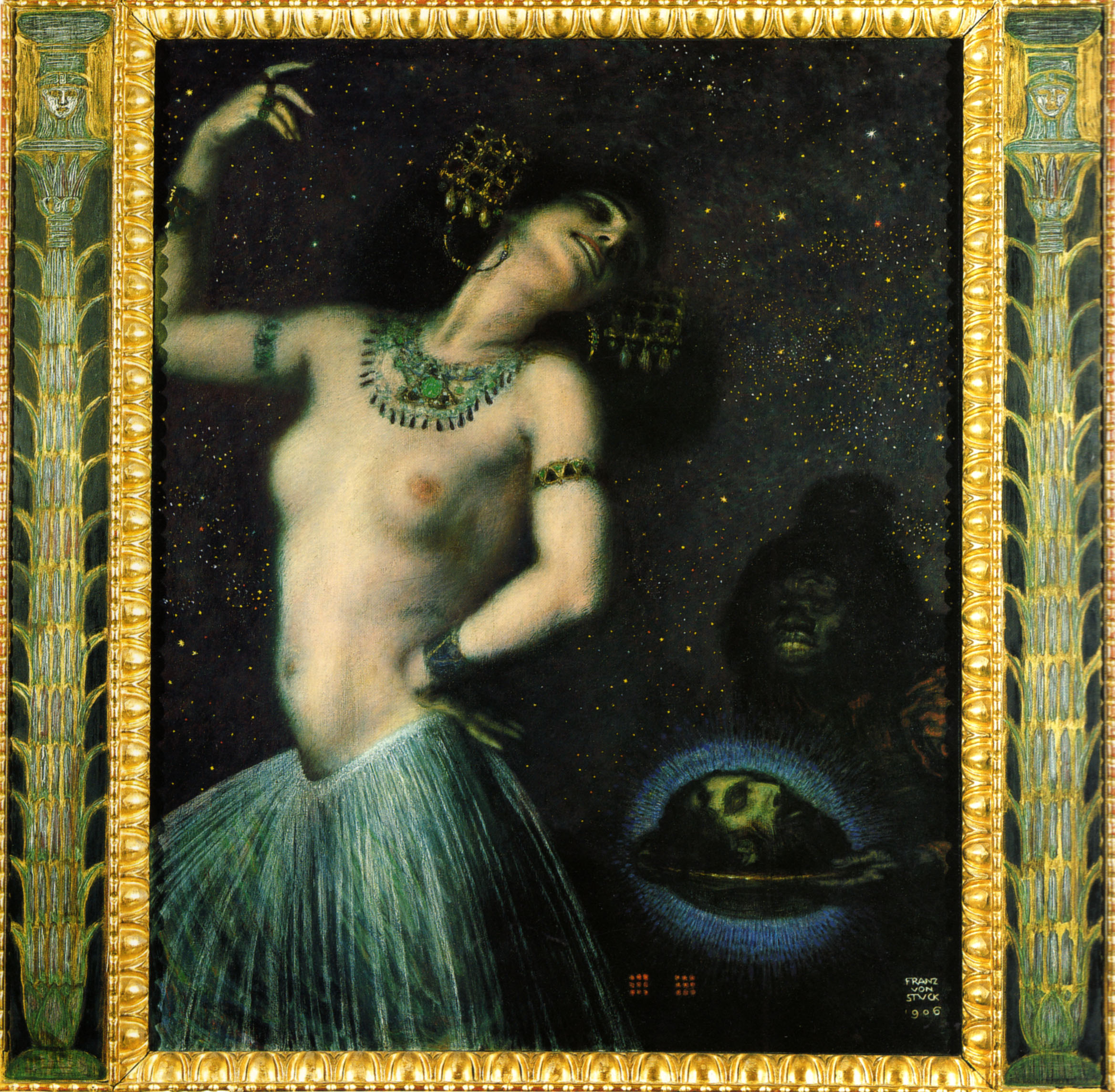
Franz von Stuck, Salomé (1906), musée Lenbachhaus de Munich.
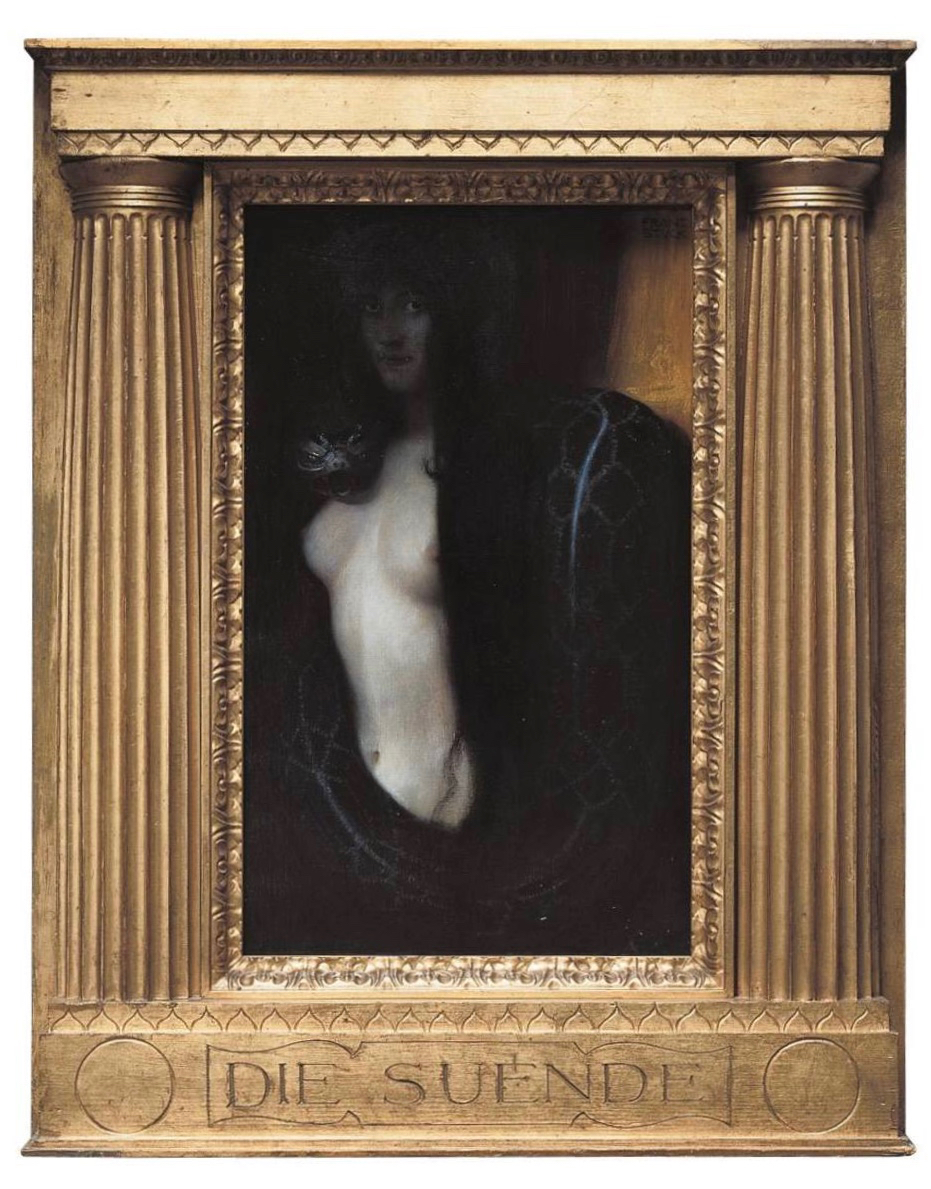
Franz von Stuck, Le Péché (1893), Munich, Neue Pinakothek.
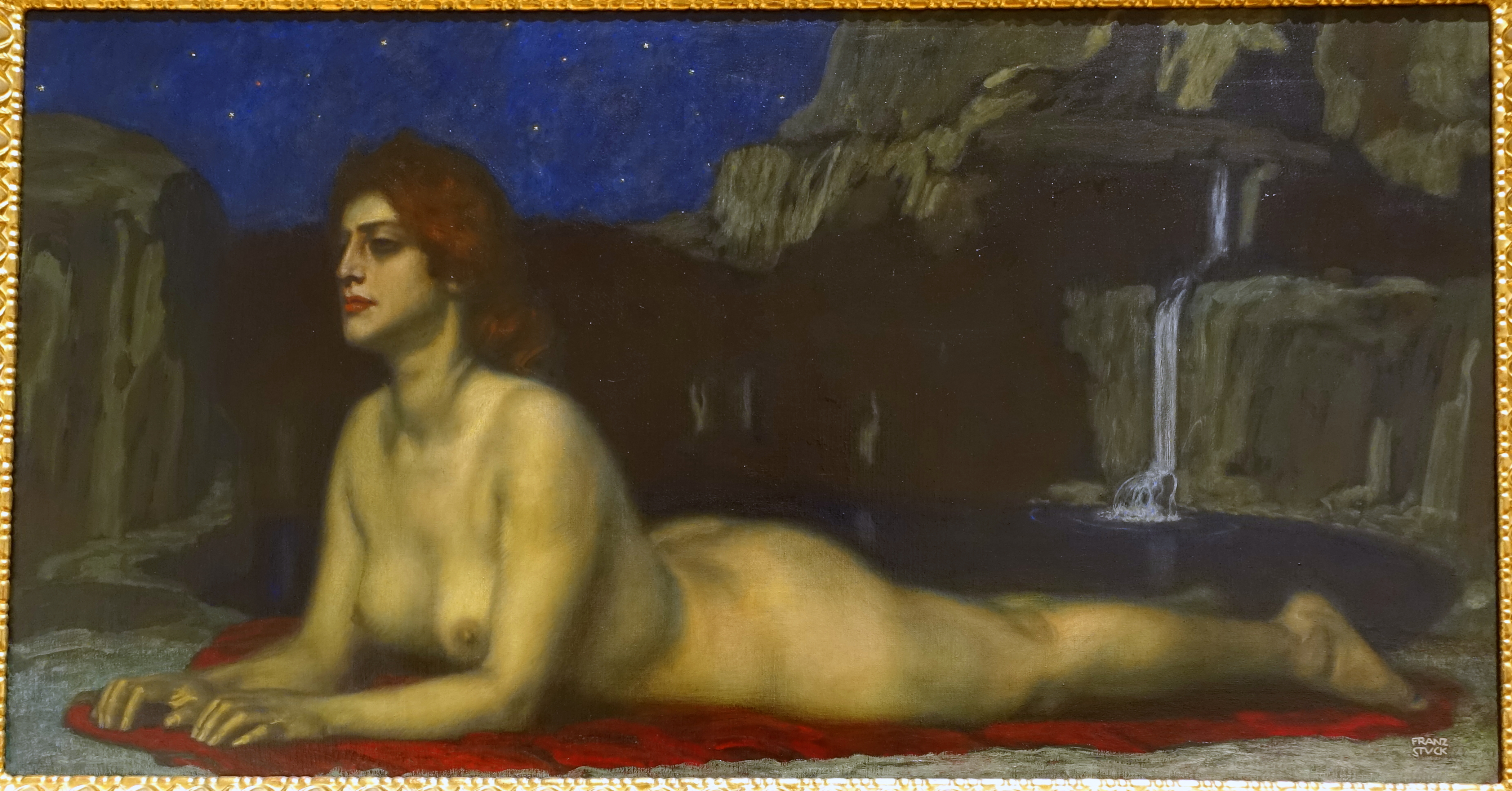
Franz von Stuck, Sphinx (1904), Darmstadt, musée régional de la Hesse.

L'image de la femme est également importante dans le mouvement Art nouveau pour son aspect naturaliste. Un grand nombre d'artistes montrent les femmes actives, fortes et maîtresses de leur destin, là aussi à rebours des codes classiques des représentations réalistes de la femme. L'époque est celle de l'émergence des femmes de théâtre célèbres, de chanteuses à succès et de courtisanes. Les femmes artistes ont les faveurs des peintres et sculpteurs Art nouveau, qui voient dans ces femmes l'exemple des femmes fascinantes qu'ils se plaisent à imaginer et représenter.

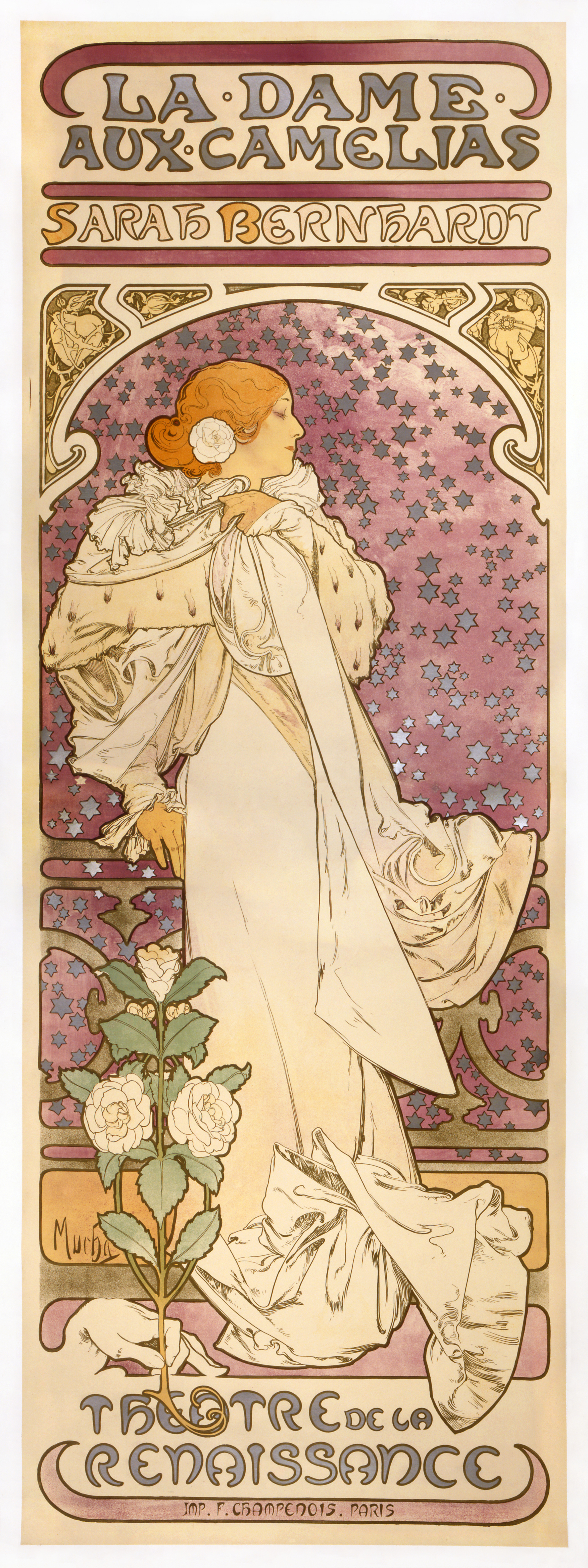
Alphonse Mucha, Sarah Bernhardt jouant dans la Dame aux camélias (1896), Washington, Bibliothèque du Congrès.
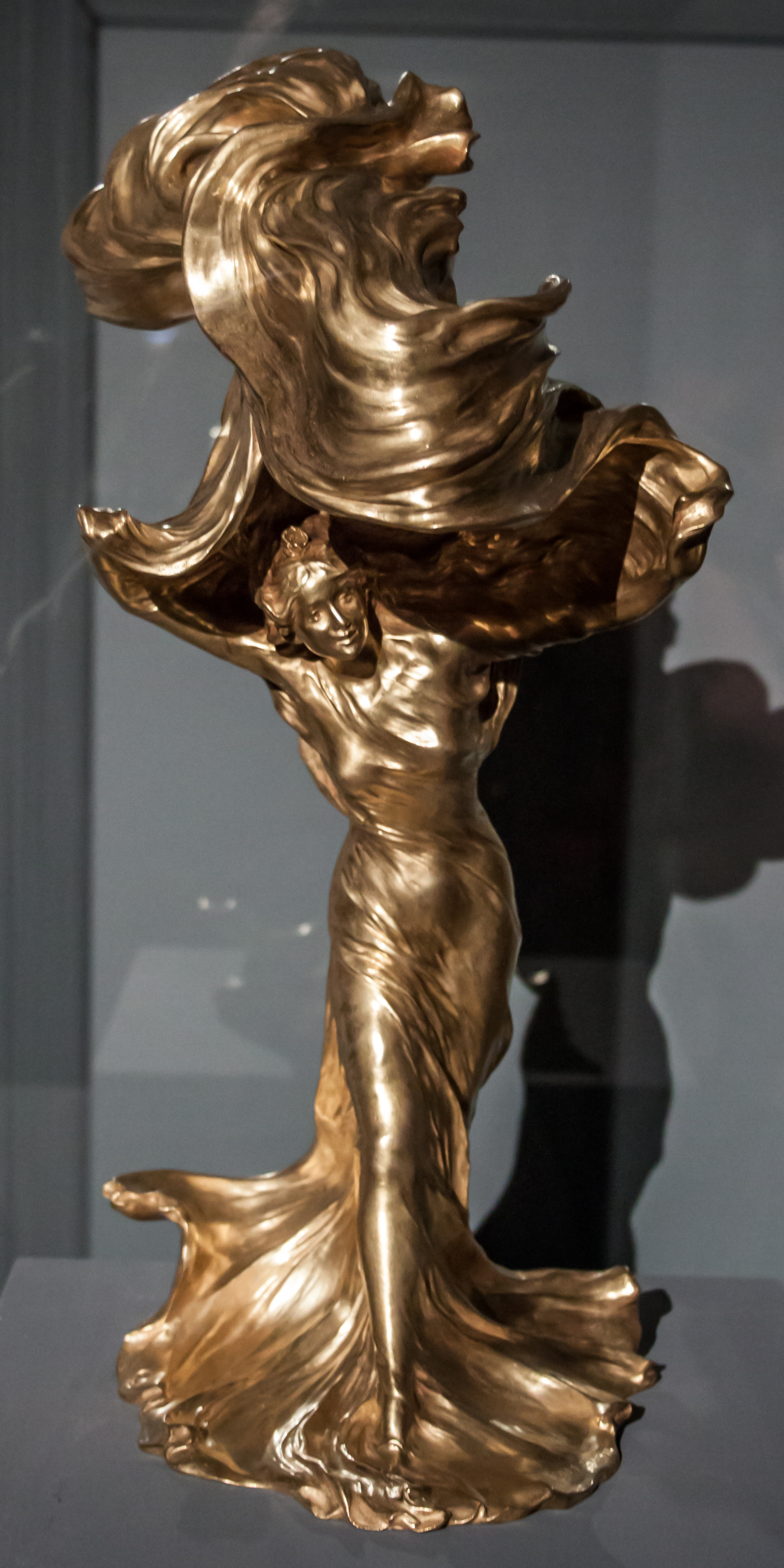
Raoul Larche, Loïe Fuller (1900), lampe, Budapest, musée hongrois des Arts décoratifs.
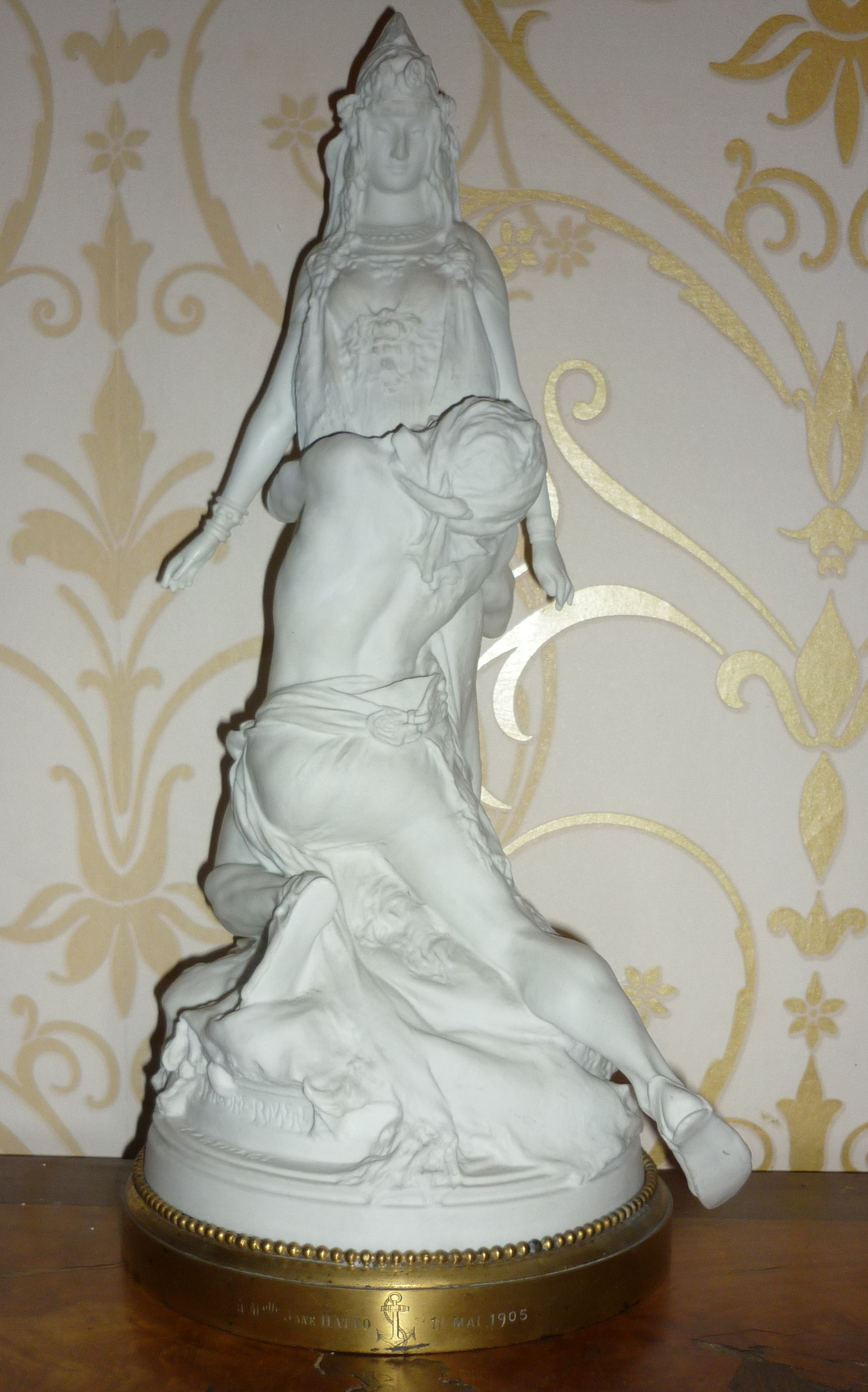
Théodore Rivière, Salammbô chez Mâtho, biscuit de Sèvres, (1904), représentation de la femme fatale du roman-opéra de Gustave Flaubert, collection particulière[47].
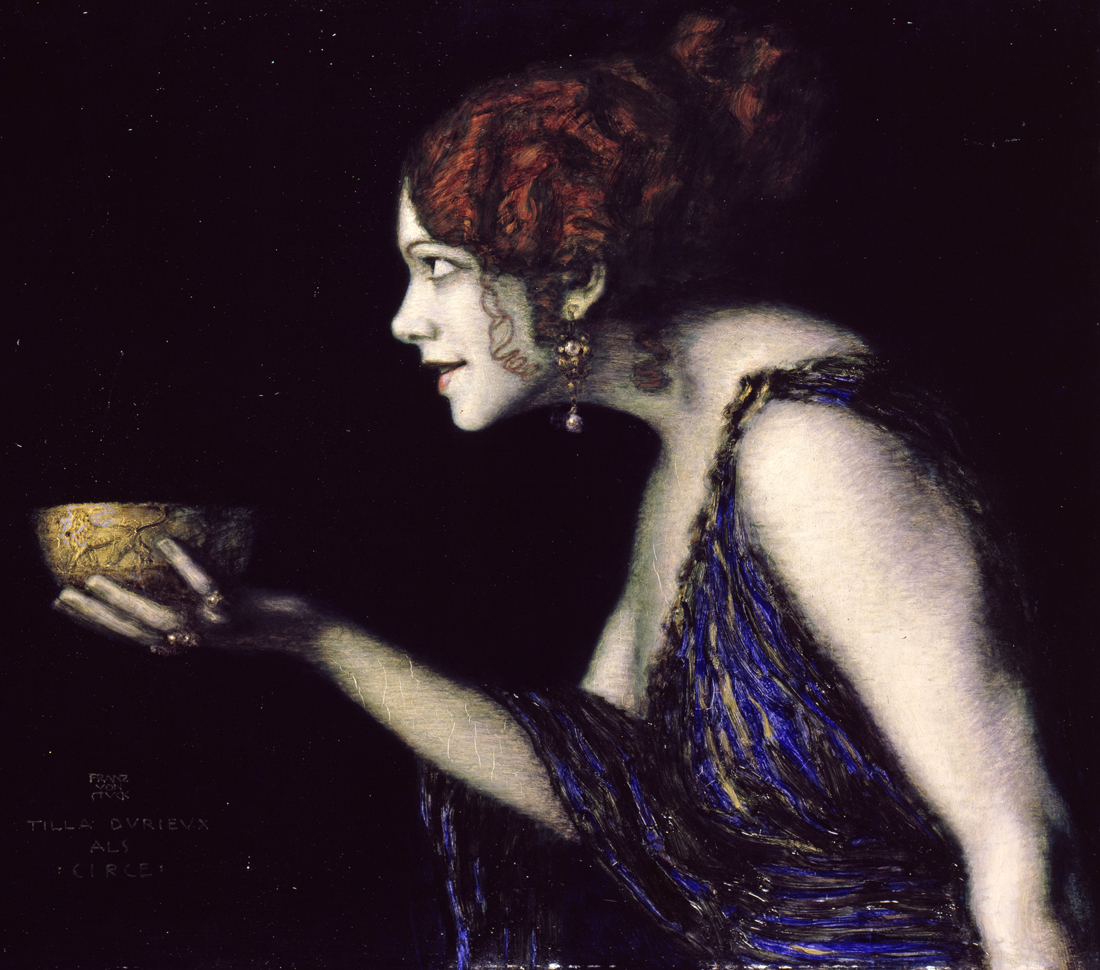
Franz von Stuck, Tilla Durieux jouant Circé (1913), Berlin, Alte Nationalgalerie.

#### Nature
En tant qu'objet scientifique en plein essor, la nature représente à la fin du XIXe siècle la modernité. Modèle de beauté parfaite, la nature est donc largement exploitée comme thème par le mouvement Art nouveau, mais en dépassant le naturalisme traditionnel. Si les artistes Art nouveau sont nombreux à sortir des ateliers pour aller voir la nature de plus près, ils s'emparent également largement de nombreuses publications scientifiques qui décrivent et représentent le plus précisément possible la faune et la flore pour non pas en reproduire l'image le plus fidèlement possible, mais pour en trouver une forme esthétique nouvelle. D'ailleurs, un certain nombre de créateurs Art nouveau ont fait des études scientifiques et publient dans des revues universitaires. Ainsi, cette idée de dépasser les représentations traditionnelles de la nature en exploitant avant tout les formes proposées par la faune et la flore apparaît très tôt via le mouvement Arts and crafts et est théorisée par plusieurs figures du mouvement tels Owen Jones ou van de Velde. Les artistes s'emparèrent largement de l'ouvrage de Ernst Haeckel Formes artistiques de la nature qui, publié entre 1899 et 1904, est pour eux comme un immense répertoire de formes. Josef Maria Olbrich déclare ainsi : « Qu'y a-t-il de plus propre à éveiller en nous des sentiments de vie que les lignes suggestives des longues antennes d'une méduse qui ondule dans l'eau ? ».
L'exploitation de la nature est pour nombre des premiers artistes Art nouveau également un rejet des thèmes traditionnels historicistes de l'art (scènes de guerre, portraits d'hommes célèbres, scènes religieuses, de la mythologie grecque ou romaine), tout autant que de leur forme.

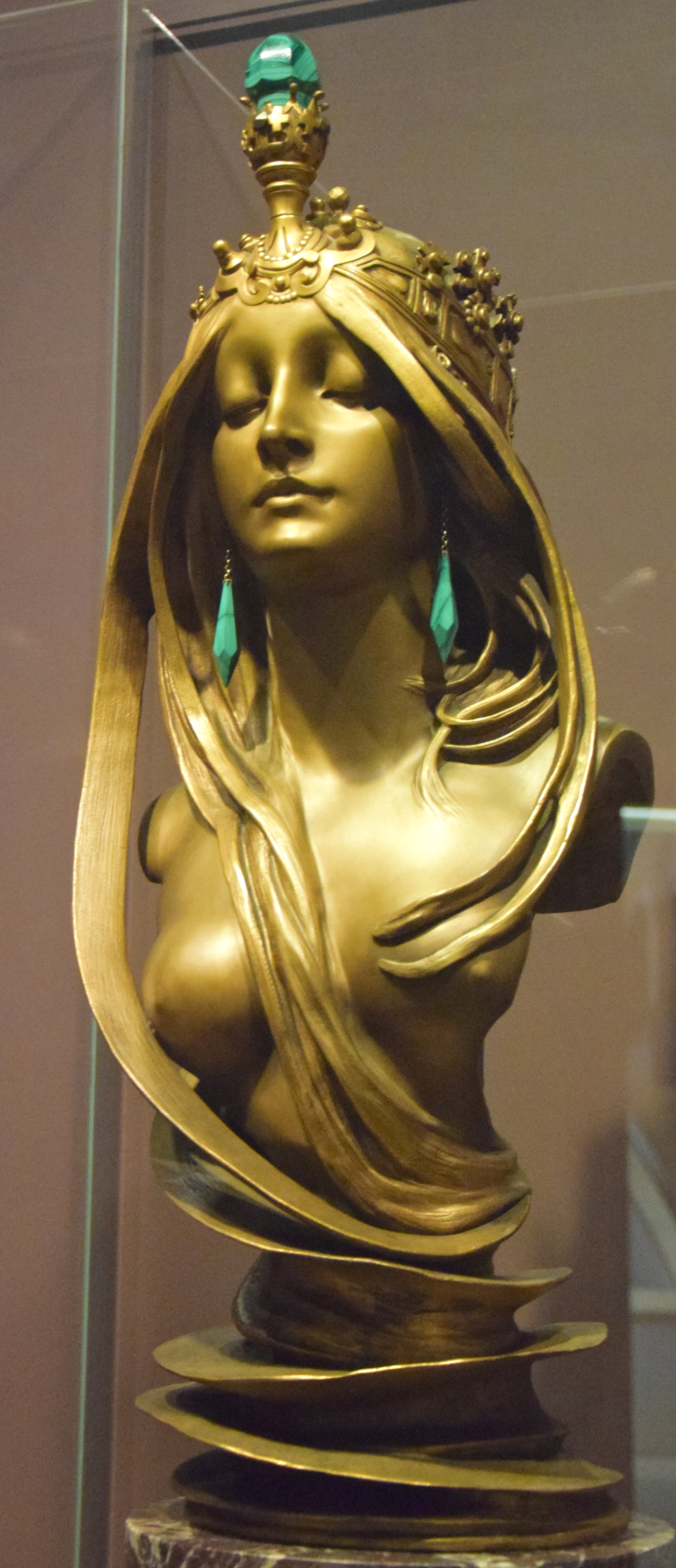
Alfons Mucha, La Nature.
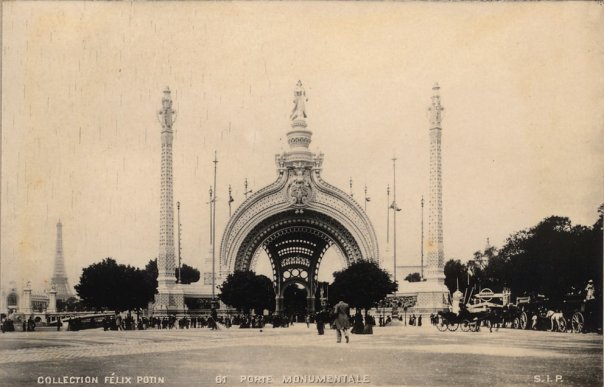
René Binet, porte de l'Exposition universelle de 1900 à Paris, influencée par la publication d'Ernst Haeckel.
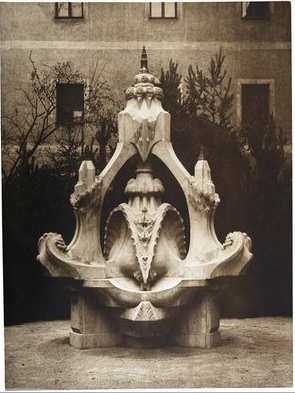
Hermann Obrist, fontaine (1912), Munich.
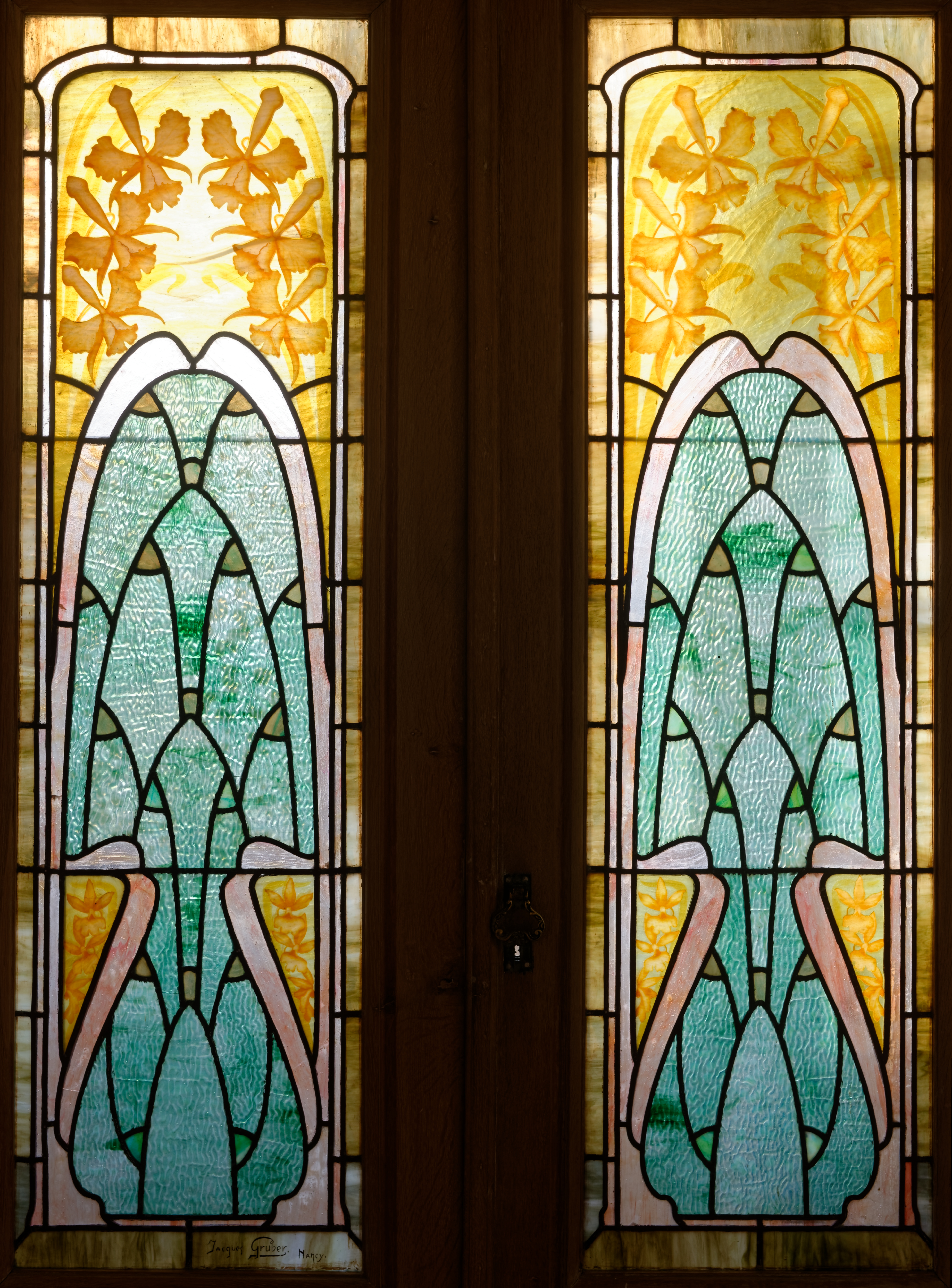
Jacques Gruber, vitraux aux iris jaunes, Saint-Germain-en-Laye, musée départemental Maurice-Denis.

### Influences
Malgré la volonté affichée de rompre avec le passé, les artistes de ce mouvement ne rejettent pas entièrement les héritages du passé. En revanche, ils les mélangent avec d'autres influences, absentes des styles qui les ont précédés. Par exemple, l'Art nouveau viennois procède parfois à un emprunt au classicisme en réintégrant la mythologie dans ses œuvres. Ou encore la Casa Milà en Espagne, qui mélange à la fois archaïsme (baroque) et modernisme, dont l'inspiration est puisée dans la nature et le style byzantin.

#### Naturalisme
Inspirés par les planches des encyclopédies et ouvrages illustrés médicaux, d'anatomie, de zoologie, d'entomologie, ornithologie, de botanique ou par observation directe, notamment lors des études d'anatomie des écoles d'art, plusieurs artistes « nouille » ont intégré à leurs œuvres les éléments observés. Les efflorescences végétales très décoratives leur sont communes et on trouve chez Gaudi ou chez Guimard la présence de pièces en forme d'ossements (manifeste pour certains montants des stations du métro parisien).

#### Modernisme
Ces artistes ont baigné dans un flot d'images imprimées qui touchaient pour la première fois toutes les couches sociales. Les illustrations des livres d'anticipation d'Albert Robida ou de Jules Verne ont introduit un nouvel imaginaire et la figuration de machines de science-fiction ou d'inventions récentes dans des décors dantesques ou exotiques se retrouve dans la création modern style.

#### Exotisme
Comme d'autres artistes inspirés par des civilisations lointaines et très différentes, les membres de l'Art nouveau ont été nombreux à être inspirés par l'art asiatique, japonais notamment, ou islamique. En cette fin de siècle, des images et des œuvres arrivent de ces contrées et surprennent les Européens, qui s'emparent des formes et thèmes utilisés. L'exposition universelle de Paris en 1867 les ayant révélées aux Français comme à d'autres Européens, les estampes japonaises envahirent les intérieurs bourgeois, et même rapidement bien des logis urbains modestes (japonisme).

#### Mythes et folklores
Dans la veine de la redécouverte des anciennes civilisations européennes, de nombreux artistes Art nouveau s'emparent des motifs et formes des images qui leur parviennent. Cela concerne surtout les civilisations celtiques ou Vikings.

#### Styles antérieurs
Même si les artistes tenant de l'Art nouveau critiquent les excès de l'historicisme duquel ils veulent s'extraire, cela ne signifie pas qu'ils rejettent indifféremment les formes des styles antérieurs. Ainsi, il se retrouve de nombreux exemples, mêlés de manière plus ou moins complexe à leur propre style, de réemploi de motifs gothiques, renaissance, classiques et même rococo dans leurs œuvres. Le rejet du classicisme formel, l'inspiration naturaliste et la rupture des lignes droites qui en est le corollaire au profit d'ornements contournés et une certaine (sur)abondance décorative, avaient conduit aux XVe siècle à l'évolution du gothique vers le flamboyant et au XVIIe siècle du classicisme vers le baroque puis le rococo en un mouvement comparable. En ce sens, l'Art nouveau est baroque.

#### Symbolisme
L'art symboliste a une influence importante sur de nombreux artistes Art nouveau, surtout en France. C'est ainsi que de nombreux postimpressionnistes, pointillistes, synthétistes ou membres du groupe Nabi se retrouvent pleinement dans la mouvance Art nouveau,.

### Nouvelle manière de s'exprimer
C'est à partir d'idées et d'idéaux communs que naquit l'aspiration à un style homogène qui trouverait son expression non pas dans l'uniformité, mais dans la diversité. L’Art nouveau contient l’acceptation des différences de genre et d’esprit entre les êtres, il procède d’une très grande générosité de pensée. Ainsi dans la même ville, Bruxelles, trois architectes de renom ont pu cohabiter : Paul Hankar, Henry van de Velde et Victor Horta. Plutôt que de s’enfermer dans un style, les artistes ont avant tout la volonté de trouver de nouvelles manières de s’exprimer.

#### Art de la jeunesse

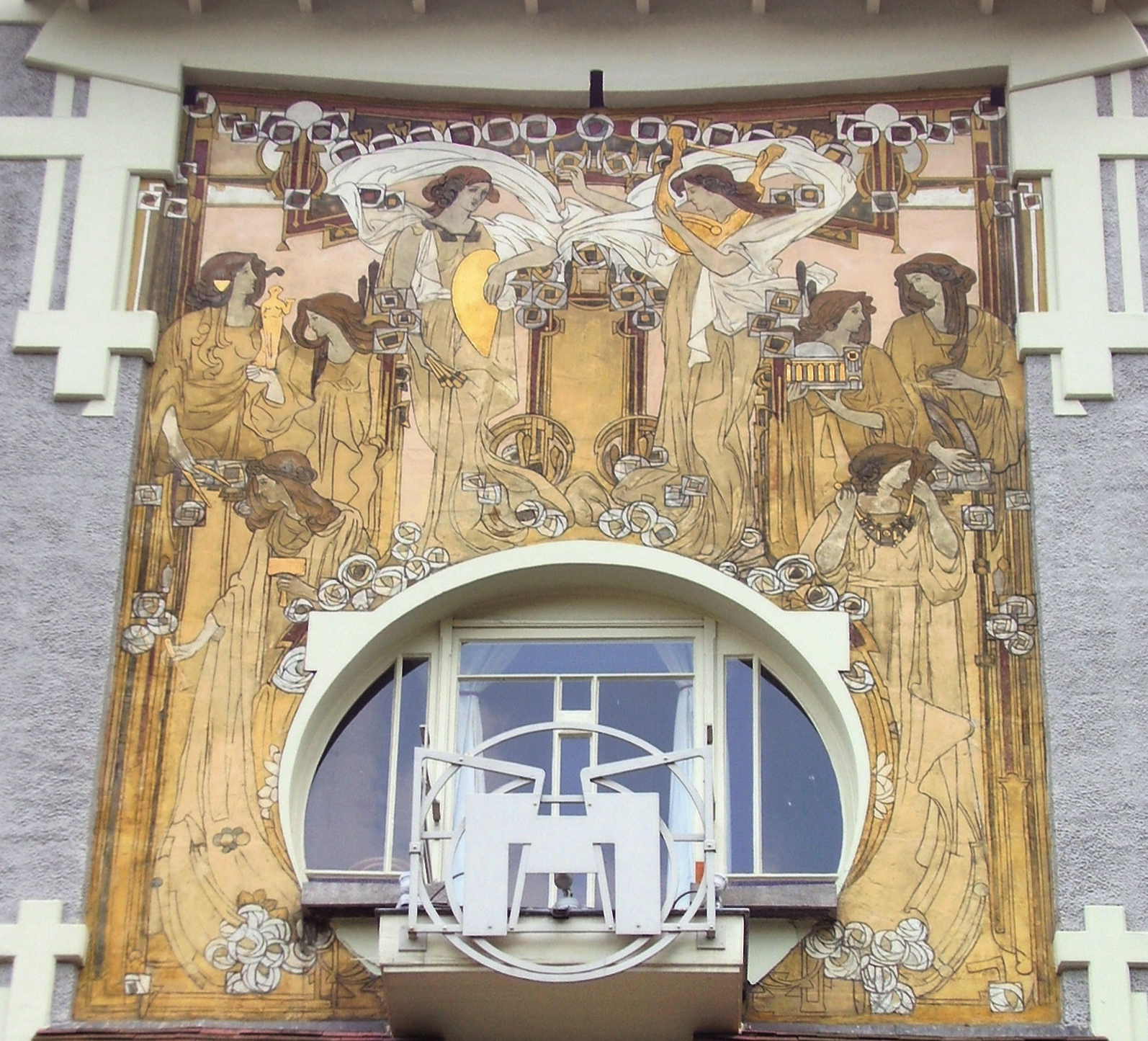
Sgraffites sur la maison Cauchie, Bruxelles (1905).

L’Art nouveau apparaît un peu partout au même moment. L'historien Mario Praz parlera de « déflagration », « d'explosion de la jeunesse ». Ce courant est le fait d'une génération d'artistes, souvent jeunes (Hector Guimard a moins de trente ans lorsqu'il dessine le métro parisien), et qui sortent de leur tour d'ivoire pour prendre en main le décor de la vie. L'objectif est de rompre avec l'exploitation des styles du passé, afin de proposer une alternative à un historicisme officiel qui empêche le renouveau des formes. Le terme allemand Jugendstil signifie explicitement « style de la jeunesse ».
L’Art nouveau vient en réaction à l’obligation de faire ce qui est convenable, codifié. Ainsi, la lecture de la baronne Staffe, qui a écrit un traité des bonnes mœurs pour faire l’éducation des classes moyennes, permet de mieux comprendre la société de 1900 : tout y apparaît codifié, de la longueur du voile de deuil à la carte de visite en passant par le type de chapeau… Ces règles seront insupportables aux artistes de la mouvance Art nouveau, tout comme celui-ci paraîtra insupportable, en tant qu'art non convenu, dans lequel il est impossible de se repérer par rapport aux styles et aux conventions de l’époque. Dans l’Art nouveau, il y a liberté de jouer, de s’amuser, d’être non conventionnel : c'est un art sonore, joyeux, musical, ce n’est pas un art du silence, de l’austère.
Plus encore, la sensualité et l’érotisme de l’Art nouveau font scandale. S'il porte une charge érotique manifeste, la sensualité des formes végétales comme la sur-utilisation de l’image de la femme dans le répertoire ornemental sont intimement liés à ce sentiment de vie que les artistes cherchent à restituer dans le décor quotidien.

#### Art dans la vie

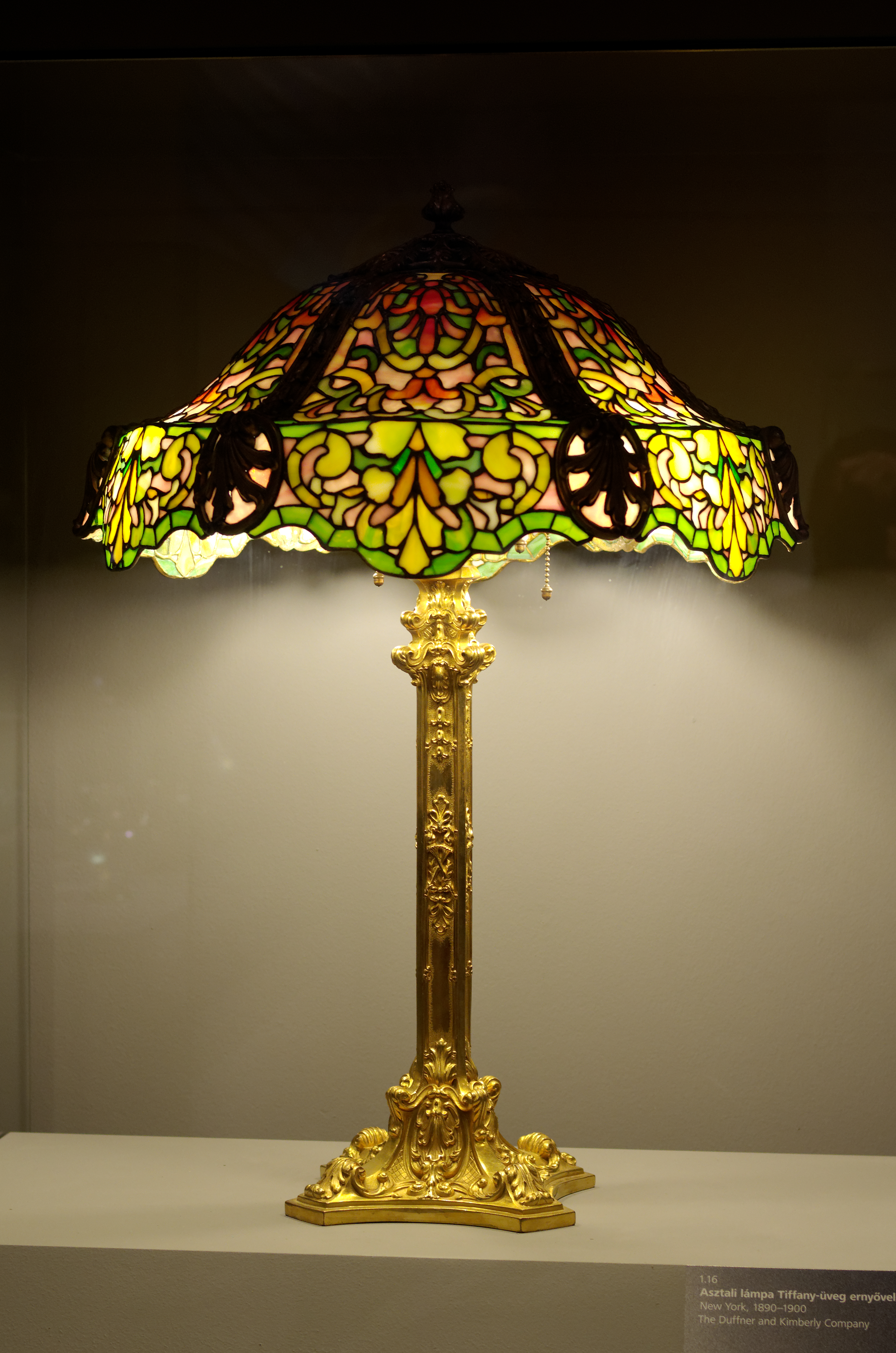
Lampe Tiffany (vers 1890-1900).

Réaliser l'unité de l'art et de la vie, tel était l'objectif déclaré de l'Art nouveau, qui estime qu’il faut un cadre de vie qui correspond aux exigences de l’homme moderne du début du XXe siècle. Un autre objectif est de réagir contre une dérive liée à l’industrialisation à outrance et dépourvue de toute capacité d’invention. Prendre la nature comme référence, c’est alors réagir contre le rationalisme du début de l’ère industrielle, sa froide efficacité et sa morale puritaine. Les motifs habituellement représentés sont des fleurs, des plantes, des arbres, des insectes ou des animaux, ce qui permettait non seulement de faire entrer le beau dans les habitations, mais aussi de faire prendre conscience de l'esthétique dans la nature. Si la référence à la nature est une constante, la façon dont ces artistes vont aborder les modèles naturels varie.
Émile Gallé est un artiste naturaliste qui s'inspire de la nature en la stylisant très peu, il utilise ses formes dans les décors et dans les dessins de ses meubles. D’autres artistes vont plus loin et restituent dans les formes qu’ils inventent le sentiment de la sève qui circule dans le monde végétal. Naissent ainsi des formes qui suggèrent plus un organisme en croissance qu’un modèle précis. C'est par exemple le cas de Guimard, de Gaudí et de certains artistes allemands, comme August Endell, qui partent de la nature pour évoluer vers un phénomène d’abstraction.
Les artistes vont créer des formes originales, inédites, inventer un vocabulaire nouveau tout en tenant compte de la possibilité de les reproduire industriellement. C'est une réaction à la fois contre une industrialisation mal pensée, tout en intégrant cette volonté de modernité. Avec l'utilisation des matériaux nouveaux et des moyens de production modernes, l'un des buts poursuivis, pour lequel il a échoué, était de s’adresser au plus grand nombre.
C'est dans cette optique que les anciens matériaux, comme le bois ou la pierre, ont été élégamment mariés avec les nouveaux, comme l'acier ou le verre. Pour chacun d'eux, des artistes ont poussé leurs recherches à l'extrême pour en tirer le meilleur parti. C'est ainsi que les pâtes de verre multicouches, les rampes d'escalier à entrelacs de ferronneries, les meubles aux ondulations de bois ont permis de mettre l'art à disposition de tous, pour un coût abordable, tout en gardant une volonté d'innovation formelle, inspirée de la nature. Cet art est tout de même lié à de nombreux mécènes et se propage dans un premier temps dans un milieu élitiste bourgeois.
Les clients sont nombreux pour les vases Gallé, dans les milieux mondains parisiens, entre 1896 et 1899. Mais, très vite, le succès populaire notamment dans le domaine de l’affiche, en fait quelque chose qui manque de classe et l’Art nouveau sera assez vite assimilé à l’émergence des classes moyennes. Très vite dévalué, puis mis en cause par les nationalistes, il devient totalement inexistant dans les milieux supérieurs en quelques années. Au contraire, dans les classes moyennes françaises, l’Art nouveau a une très longue durée, et se prolonge jusque dans les années 1920, comme en témoigne l’Exposition des Arts Décoratifs de 1925, où son influence est encore sensible.

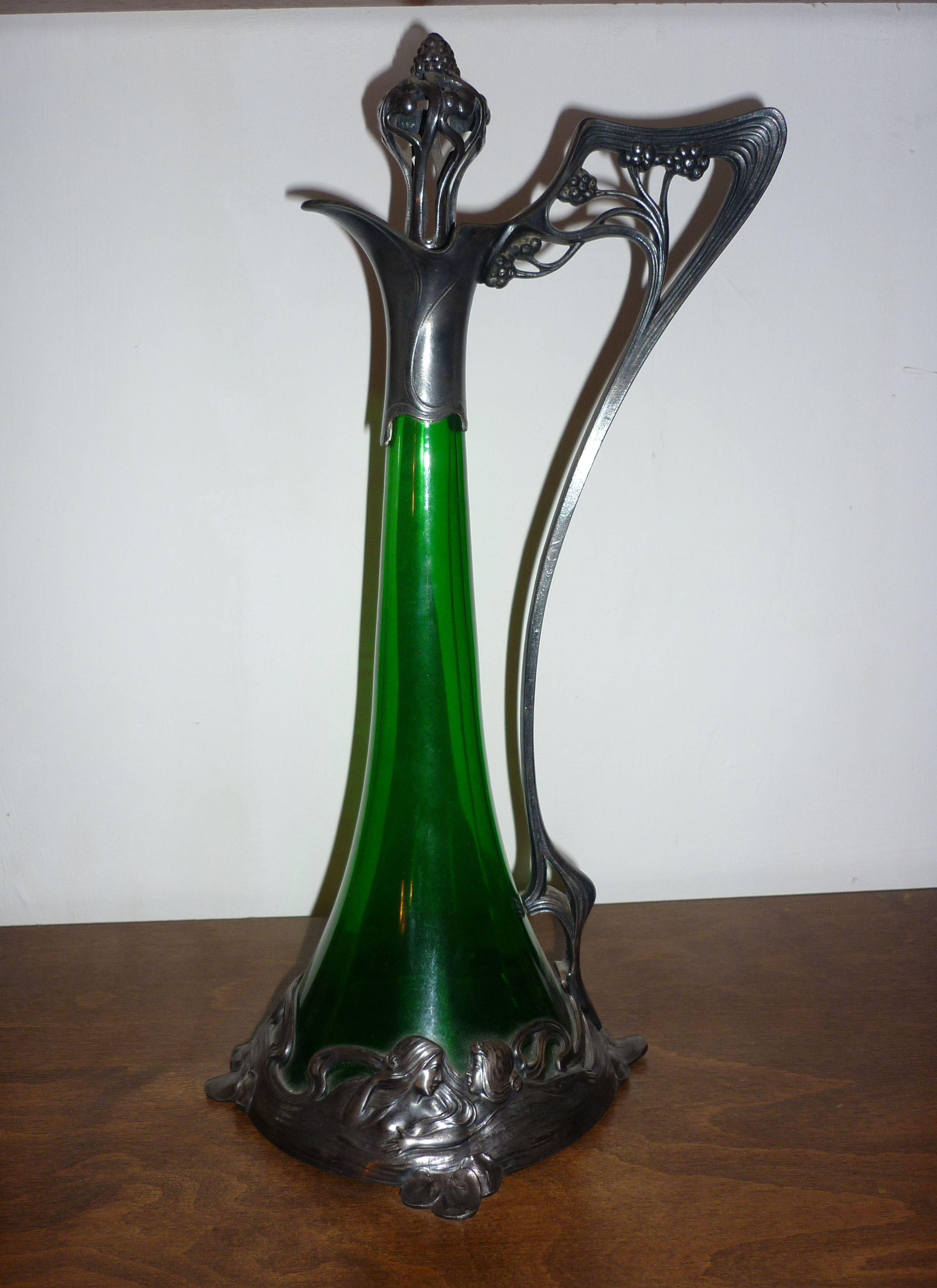
Carafe, étain et verre (vers 1900), fabrique allemande WMF Württembergische Metallwarenfabrik.
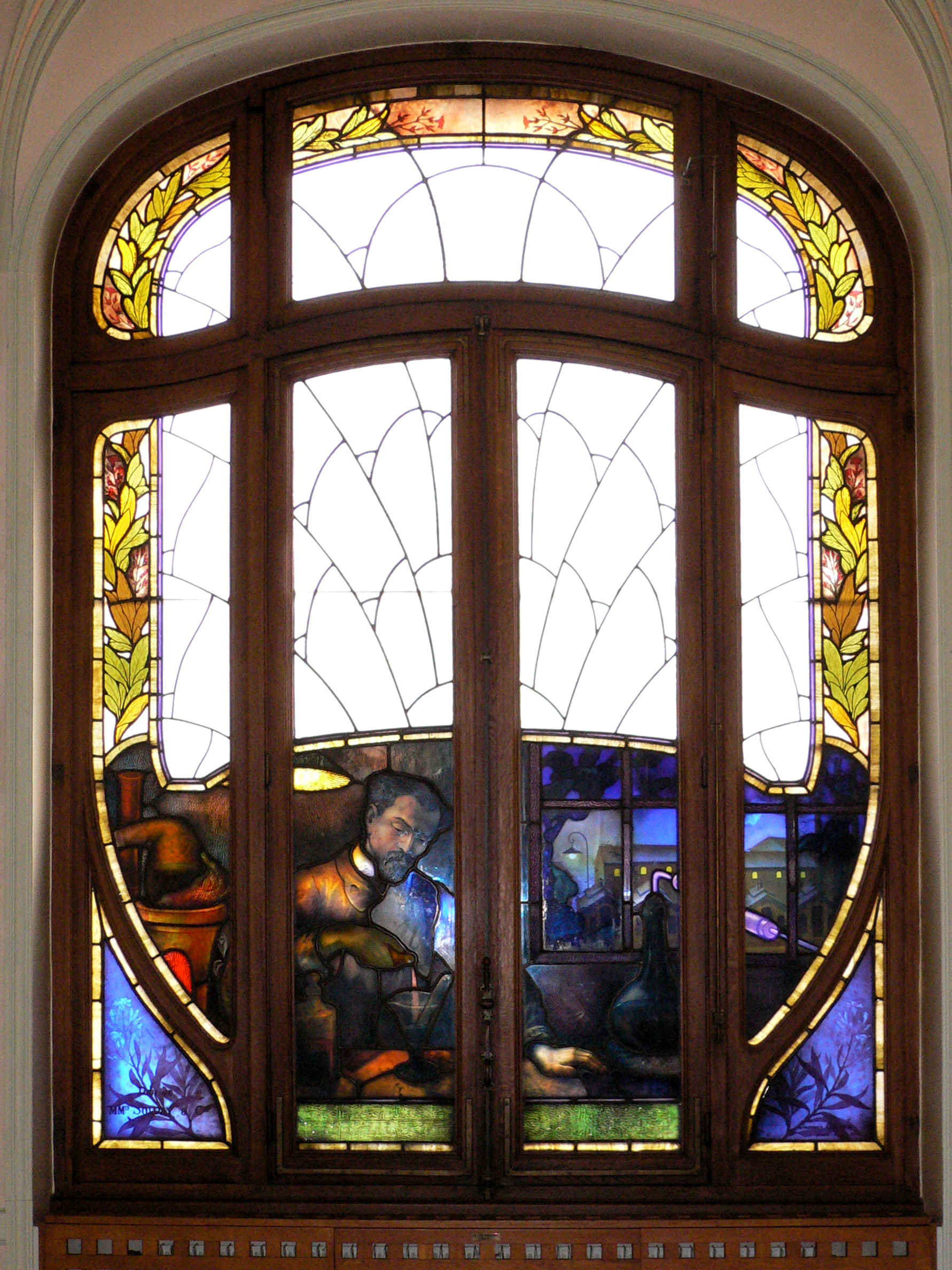
Jacques Gruber, La Chimie, un des vitraux de la Chambre de commerce et d'industrie de Meurthe-et-Moselle.
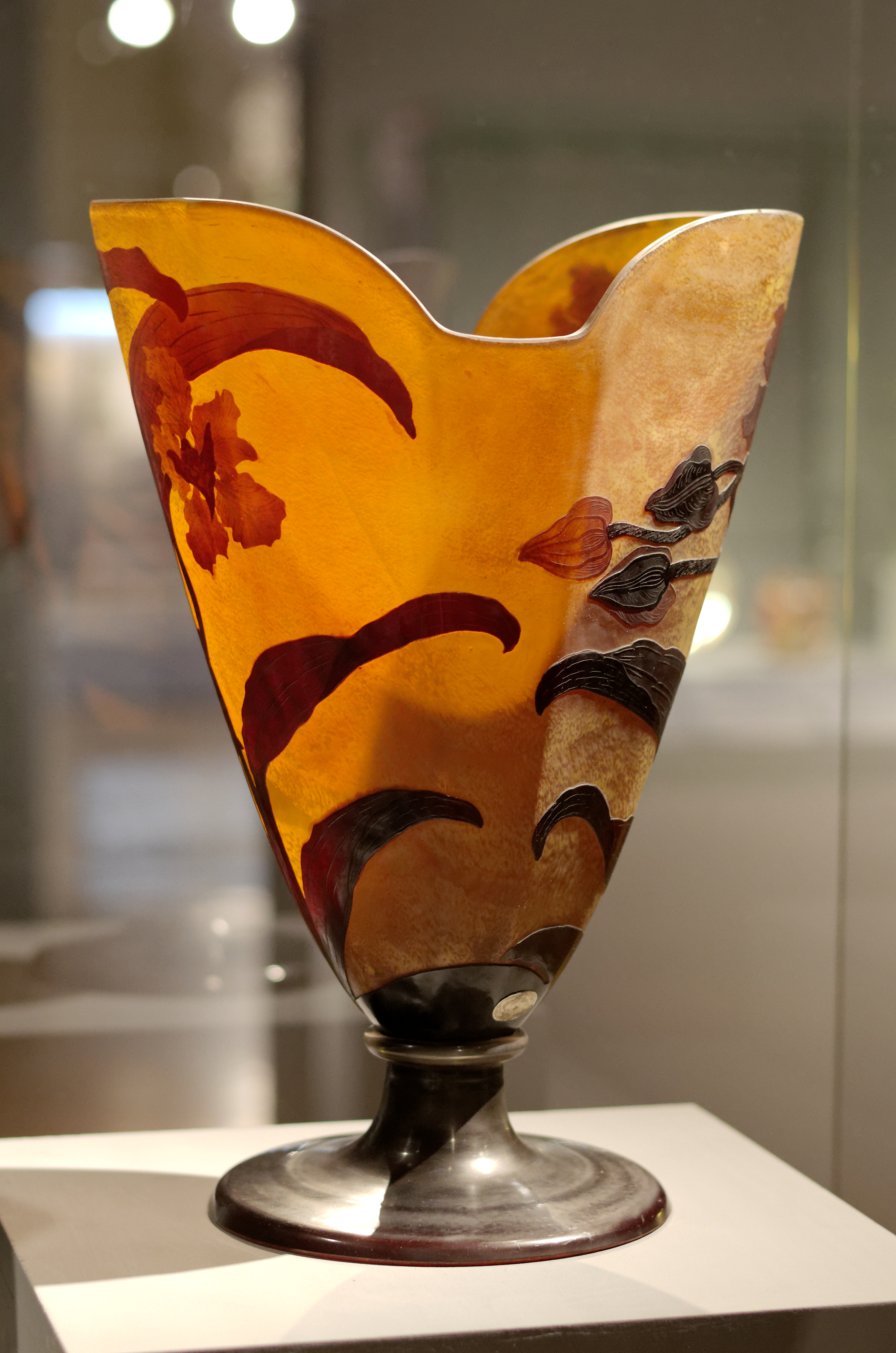
Émile Gallé, Vase à décor d'orchidée (vers 1900).
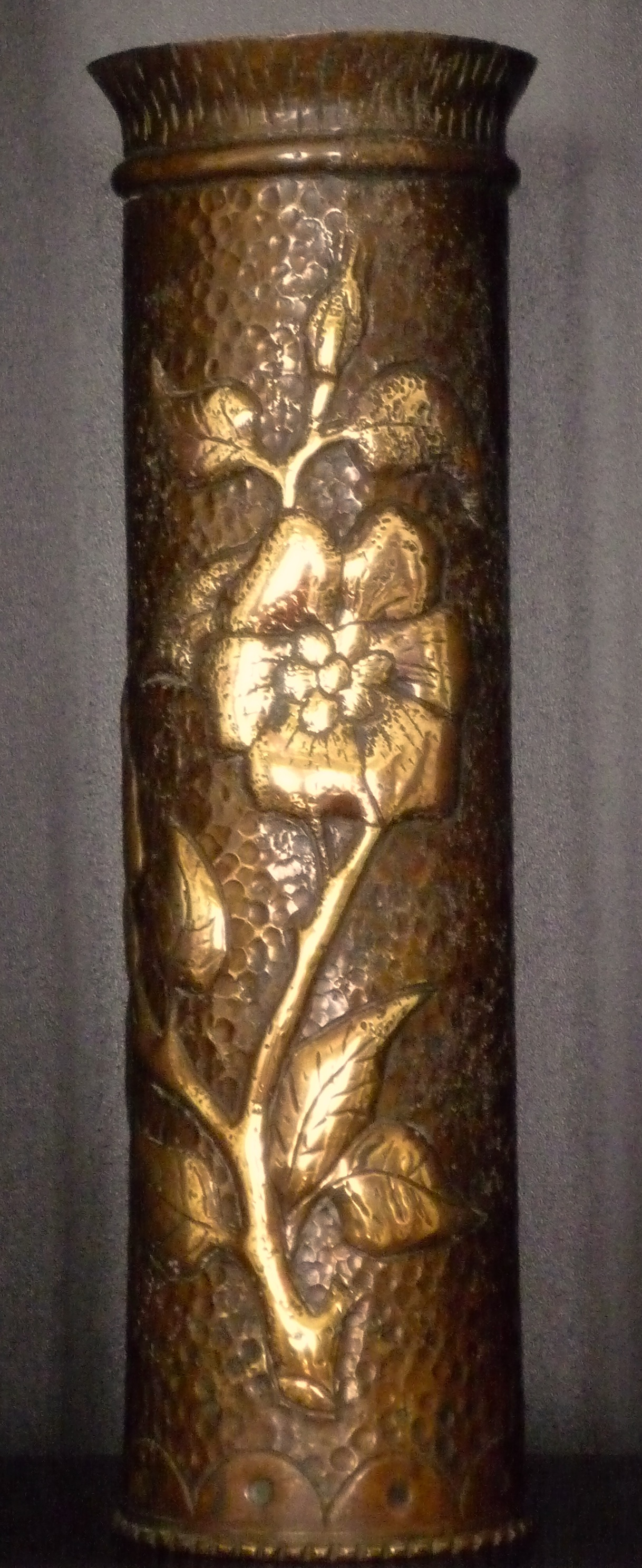
Vase à décor floral réalisé dans une douille d’obus, artisanat de tranchée de la Première Guerre mondiale.
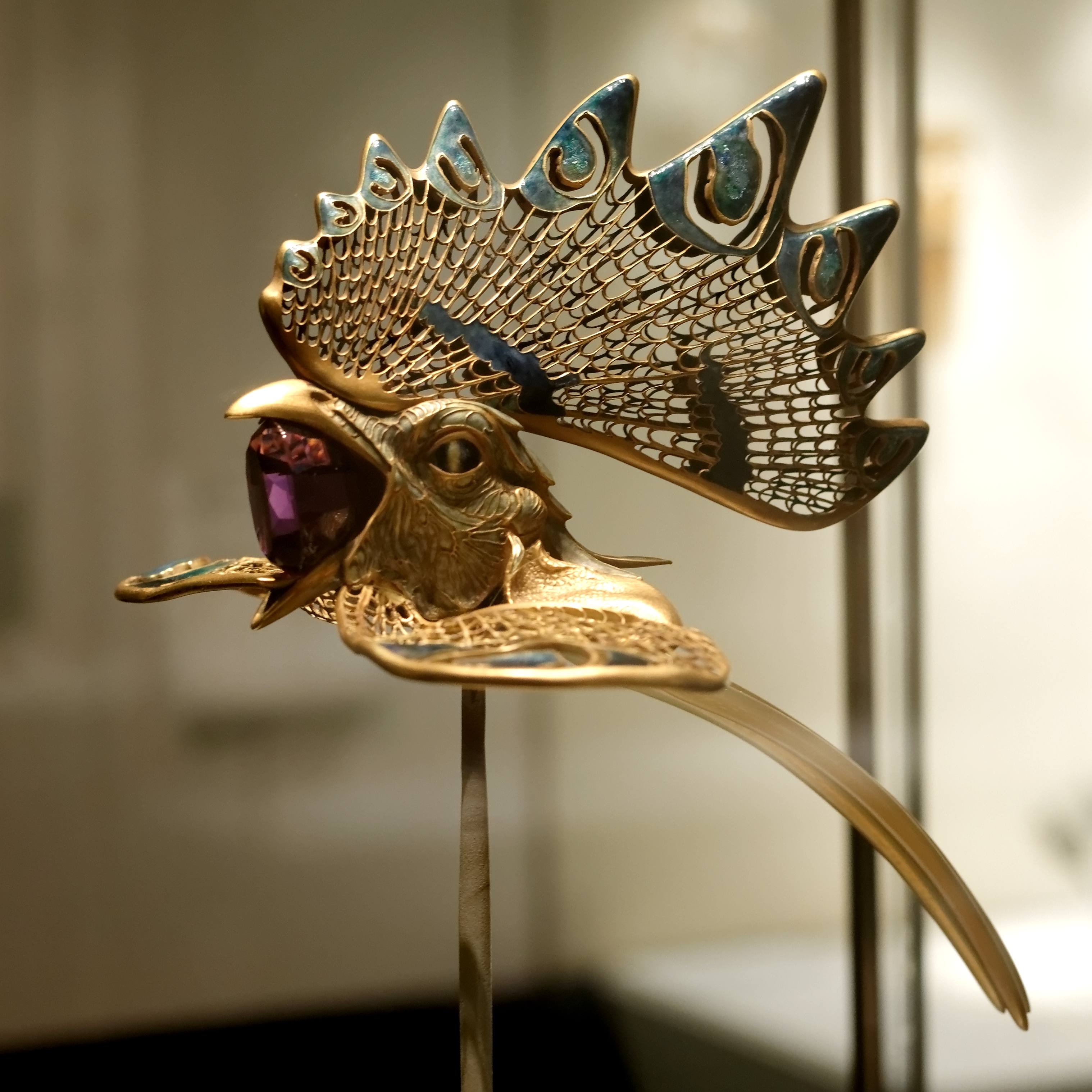
René Lalique, Diadème coq, Lisbonne, musée Calouste-Gulbenkian (1897-1898).
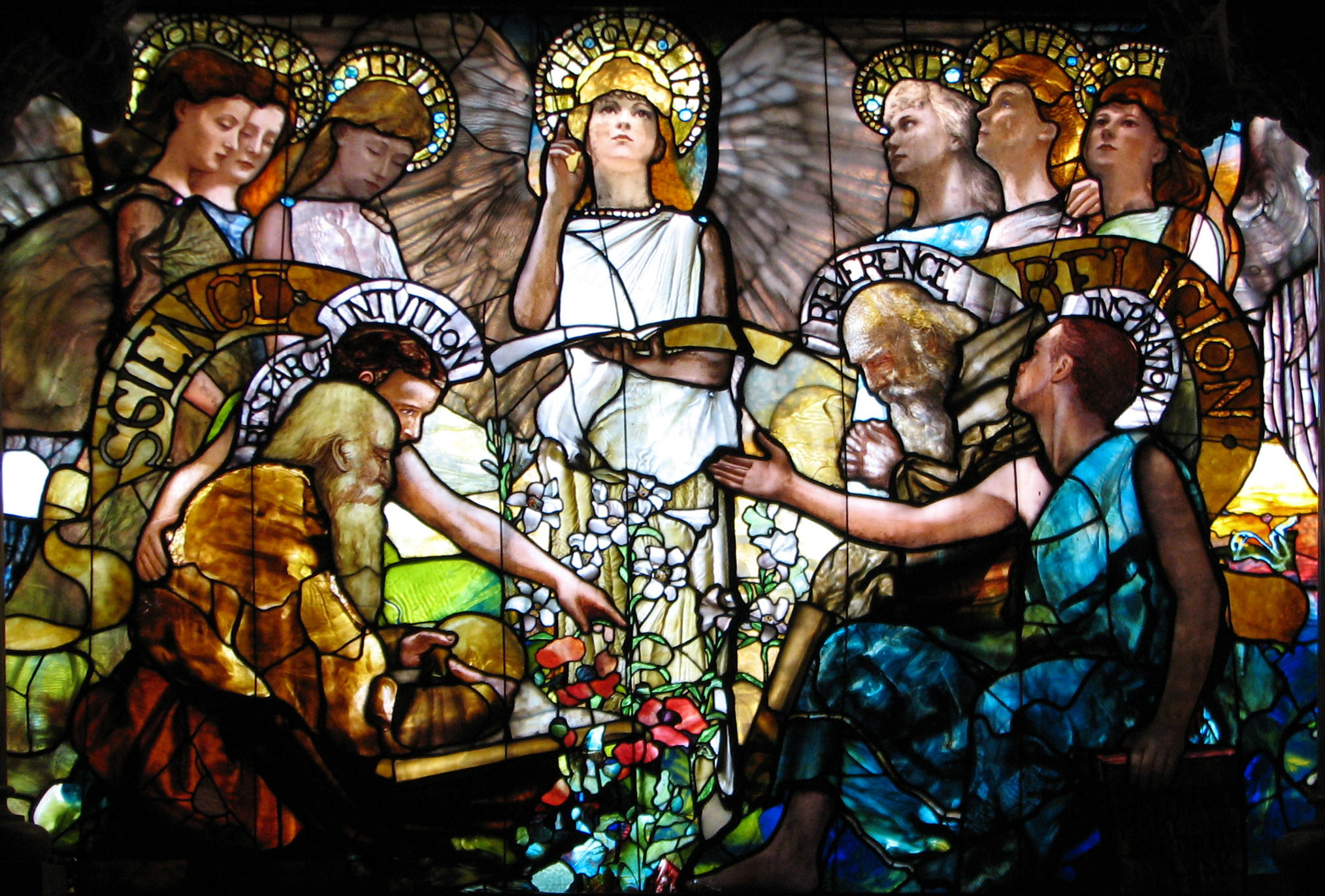
Louis Comfort Tiffany, Éducation, vitrail, panneau central (1890).

#### Art dans la ville

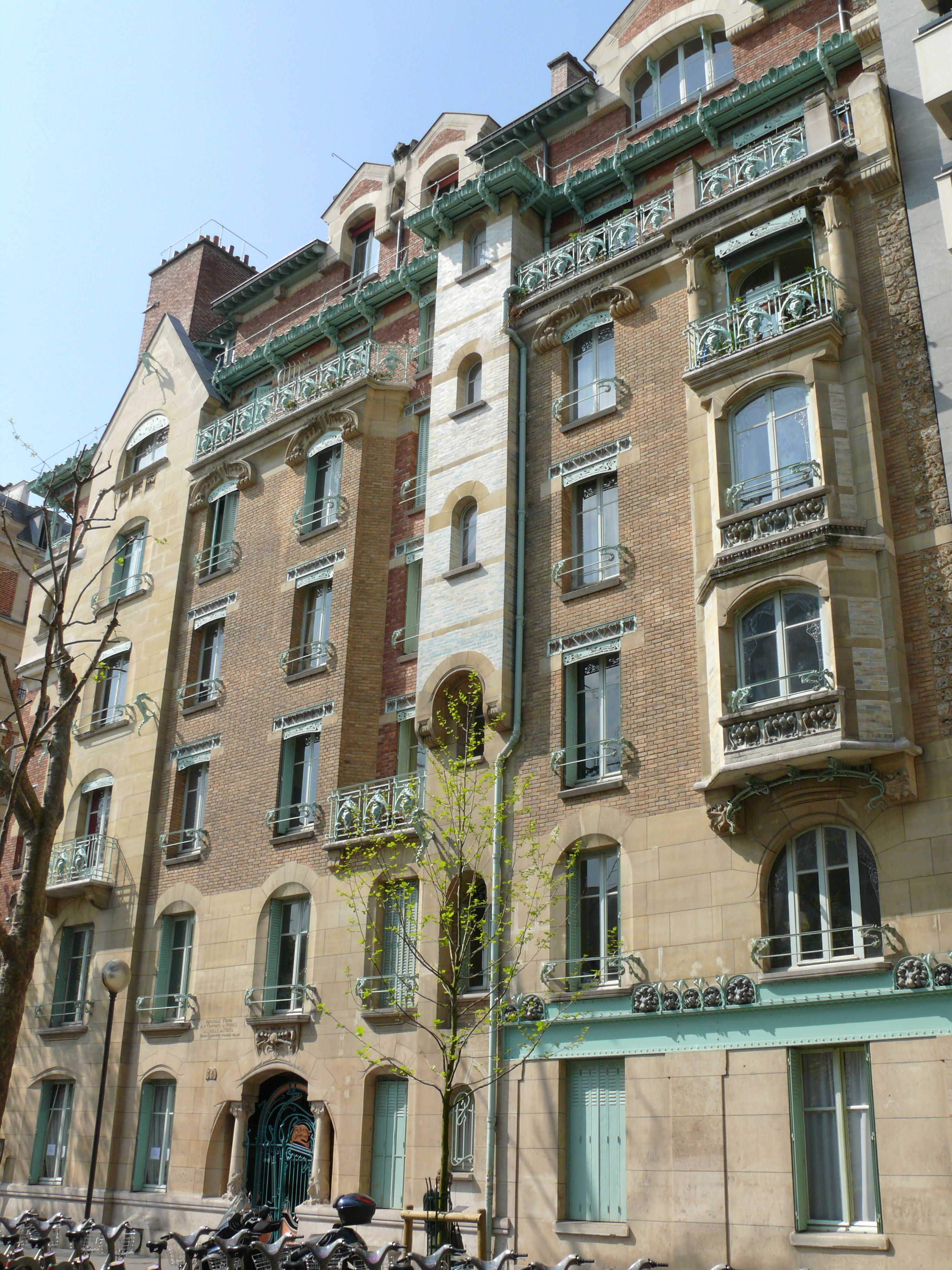
Hector Guimard, façade du Castel Béranger à Paris.

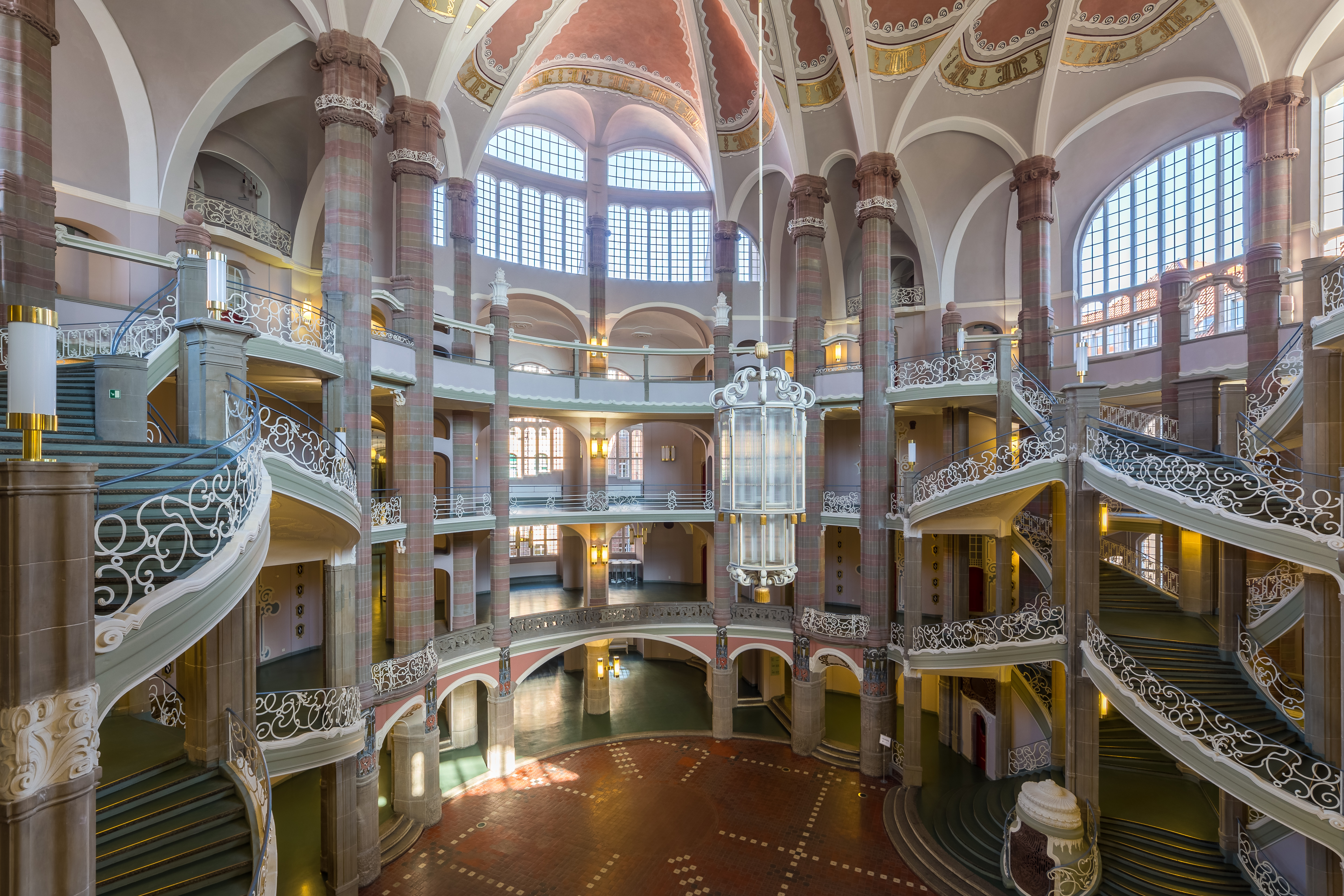
Hall de la cour régionale de Berlin au 12-17 Littenstrasse à Berlin Centre.

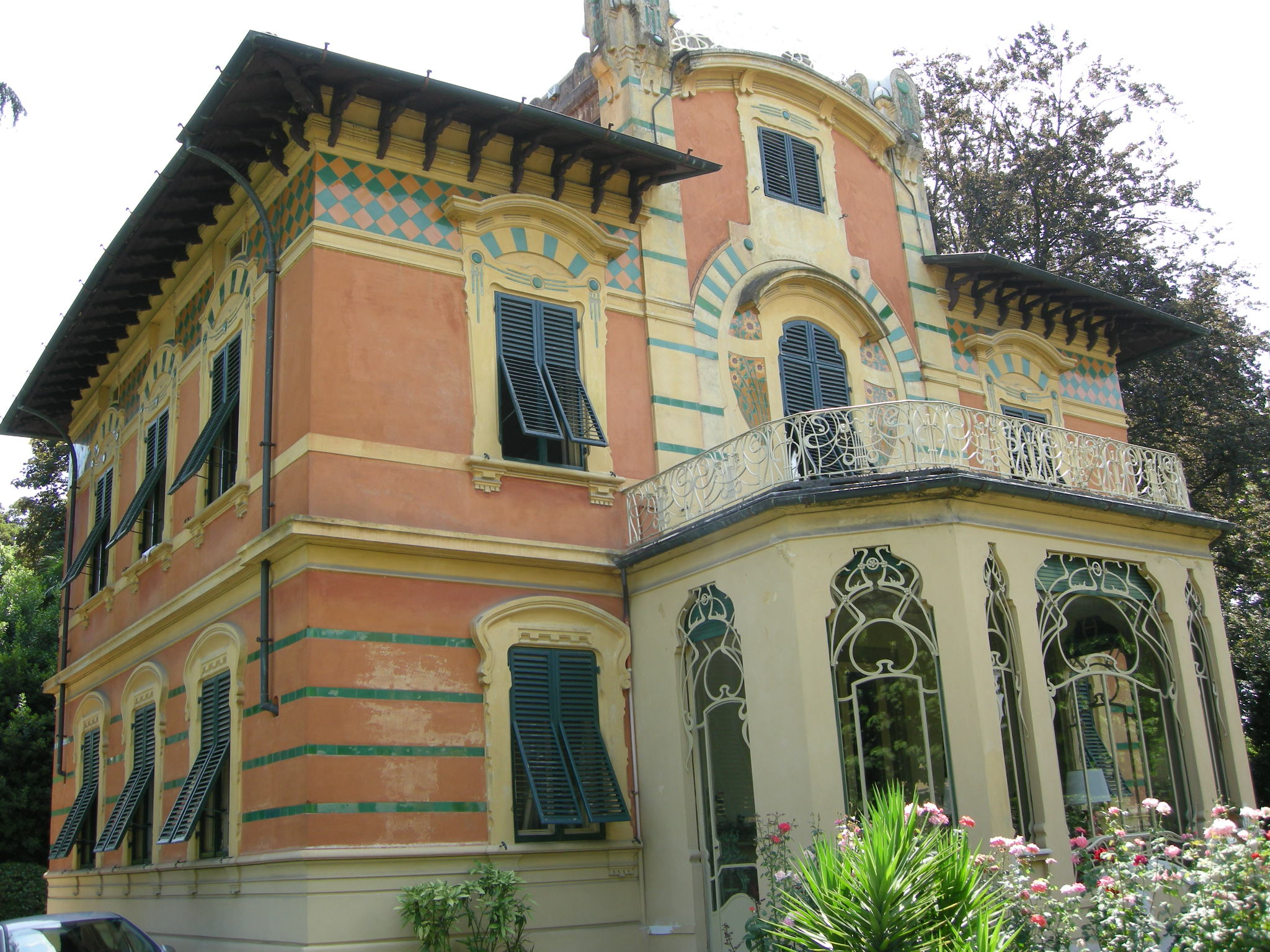
La villa Ducloz-Dianola, à Lucques (Italie).

Si le XXe siècle qui se profile se rêve nouveau et moderne, on se rend aussi compte que cette modernité risque de couper l'homme de la nature. Tout se passe comme si celle-ci risquait de s'échapper et que les artistes devaient essayer de la réintroduire le plus naturellement possible dans le cadre de vie. L’Art nouveau est un art essentiellement urbain, citadin qui trouve un écho dans des villes comme Barcelone, Glasgow, Vienne, Paris ou Bruxelles.
En France, l'Art nouveau se décline en deux écoles : Paris et Nancy.
À Paris, Samuel Bing, marchand d'art, ouvre en 1895 une galerie : la Maison de l'Art nouveau. Précurseur français du mouvement, qui sera baptisé, comme son magasin, l'Art nouveau, Bing expose des designers, tels Van de Velde, Colonna ou de Feure. À la même époque, la construction d'un immeuble, le Castel Béranger, rend célèbre, malgré les critiques, son architecte Hector Guimard ; le « style Guimard » est aujourd'hui indissociable des entrées du métro parisien, réalisées en fonte industrielle.
À Nancy, c'est autour d'Émile Gallé, verrier et ébéniste, qu'est créée en 1901 l'École de Nancy. Par ce courant résolument novateur, Nancy s'affirme comme la capitale de l'Art nouveau en France. Des verriers, ébénistes, architectes ou ferronniers de renom en étaient membres. À titre d'illustration, un immeuble aujourd'hui monument historique, sis au 22, rue de la Commanderie, à Nancy, est le fruit de la collaboration entre l'ébéniste et ferronnier d'art Eugène Vallin, le verrier Jacques Gruber et l'architecte Georges Biet. Parmi les architectes nancéiens, citons encore Émile André, membre du comité directeur de l'école de Nancy avec, à son actif, une douzaine d'immeubles Art nouveau dans cette ville.

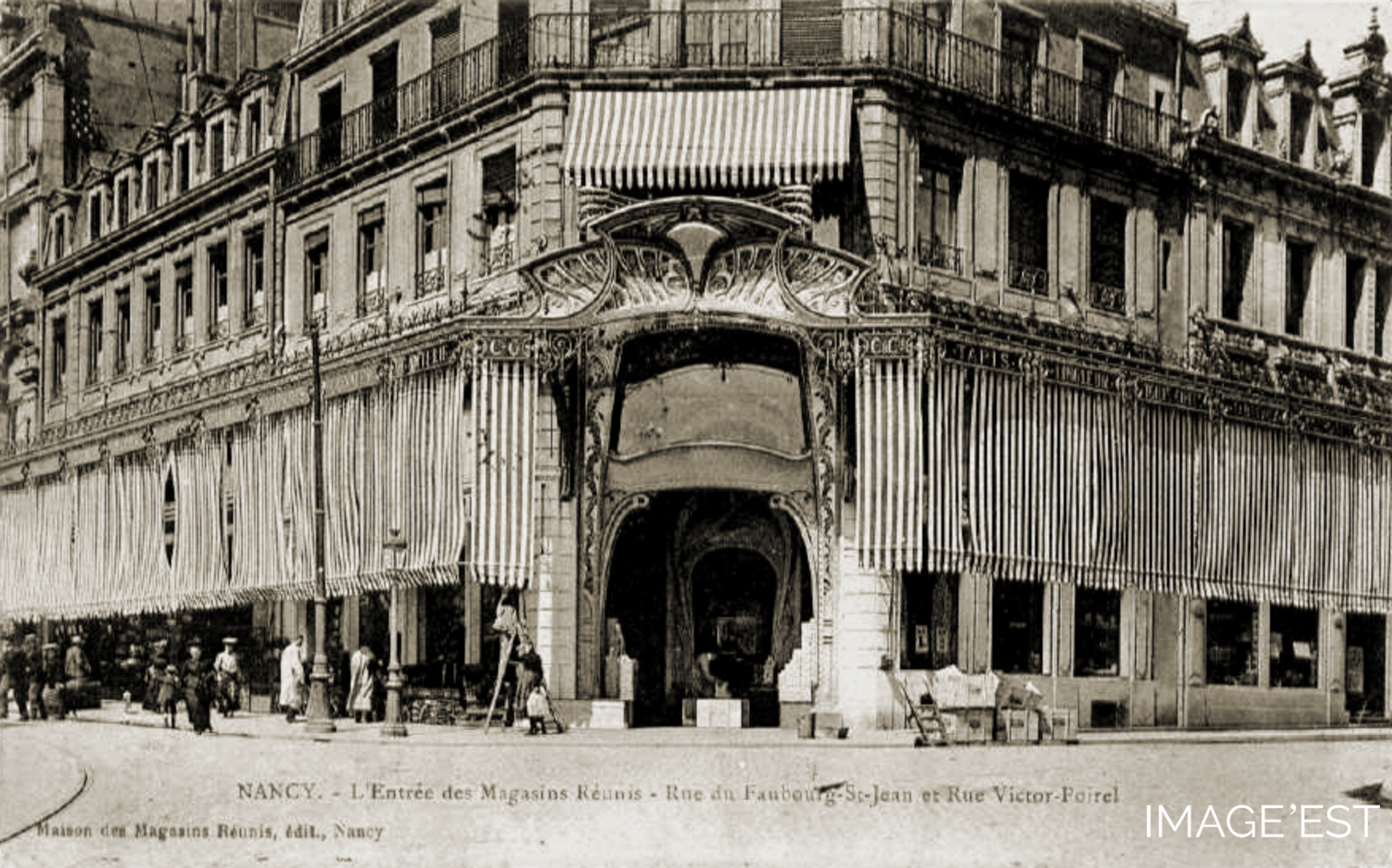
Carte postale illustrant l'entrée des Magasins Réunis de Nancy à l'angle de la rue du Faubourg Saint Jean et de la rue Victor Poirel.

Tout comme Samuel Bing à Paris, Eugène Corbin à Nancy joua un rôle primordial dans la diffusion des préceptes de l'École de Nancy tels que les avait promulgués Émile Gallé. En effet, la Maison des Magasins Réunis, grand magasin nancéien dont Corbin était propriétaire, permirent de diffuser commercialement les oeuvres créées par les artistes locaux en les faisant éditer dans les ateliers de production. Ainsi, les broderies de Jacques Gruber furent vendues sur les étals du grand magasin, tout comme le mobilier spécialement créé pour les Magasins Réunis par Majorelle et dessiné par l'architecte Lucien Weissenburger. En outre, Eugène Corbin encouragea la création artistique à travers la promotion de concours organisés dès 1905 en collaboration avec Victor Prouvé, alors président de l'École de Nancy. Ces concours visaient à renouveler et à diffuser les principes de l'Art nouveau et ils permirent à des artistes comme Henri Suhner, lauréat d'un des concours, de voir attribuer à son projet une place d'honneur sur les stands des Magasins Réunis. De même Reims, ville reconstruite après la Première Guerre mondiale, peut être considérée comme une ville de l’Art nouveau tardif. En Alsace-Moselle, on remarque la présence du Jugendstil (équivalent germanique de l'Art Nouveau) dans l'architecture, du fait de l'annexion allemande, notamment à Strasbourg et à Metz.
S'il existe des maisons de campagne d'inspiration Art nouveau, elles sont souvent commanditées par les mêmes personnes qui font construire leur hôtel particulier, ou hôtel de rapport, en plein cœur de la ville. L'Art nouveau inspire bien sûr l'architecture de nombreux immeubles parisiens, mais surtout celle, parfois très soignée, de nombreuses villas anciennes en meulière, construites pour la plupart au début du XXe siècle, et que l'on peut découvrir en périphérie de Paris, notamment dans les villes de banlieue du Val-de-Marne, de l'Essonne et de la Seine-Saint-Denis. Celles-ci se caractérisent par leurs audaces en fer forgé, leurs décors de briques et de faïence, leurs pignons et parfois leurs petites tours. C'est dans ces banlieues que des architectes français expérimentent de nouveaux matériaux et de nouveaux styles inaugurant l'Art nouveau qui, par opposition à l'académisme, se veut total.
En Catalogne, après l'Exposition universelle, l'Art nouveau est surtout un fait bourgeois. Il fleurit sur l'avenue du passeig de Gràcia, à Barcelone, et dans les principales artères de l'Eixample, à la faveur de concours d'architectures organisés par la ville. Il conquiert rapidement tous les domaines et devient un art officiel avec les commandes publiques de bâtiments de grandes dimensions (le palais de la musique catalane, l'hôpital de Sant Pau, le conservatoire de Barcelone, etc.) et pour l'aménagement urbain (des luminaires, places ou bancs). Pensé pour accueillir un quartier de la ville entièrement moderniste, le parc Güell resta cependant un des rares jardins publics Art nouveau, avec la fin de la vogue de cet art comme avant-garde, et le retrait des investisseurs. Propulsé par de riches industriels, l'Art nouveau devient rapidement — contre ses idéaux d'origine — un style industriel. L'usine textile Casaramora ou le cellier Güell sont des exemples de ce modernisme appliqué à l'industrie et aux exploitations agricoles. Cette architecture est également appliquée à l'art religieux (Sagrada Família, crypte de la Colonie Güell, cimetières), aux bâtiments scientifiques (observatoire Fabra), voire scolaires (école de la Sagrada Família, collège Sainte-Thérèse, etc.).

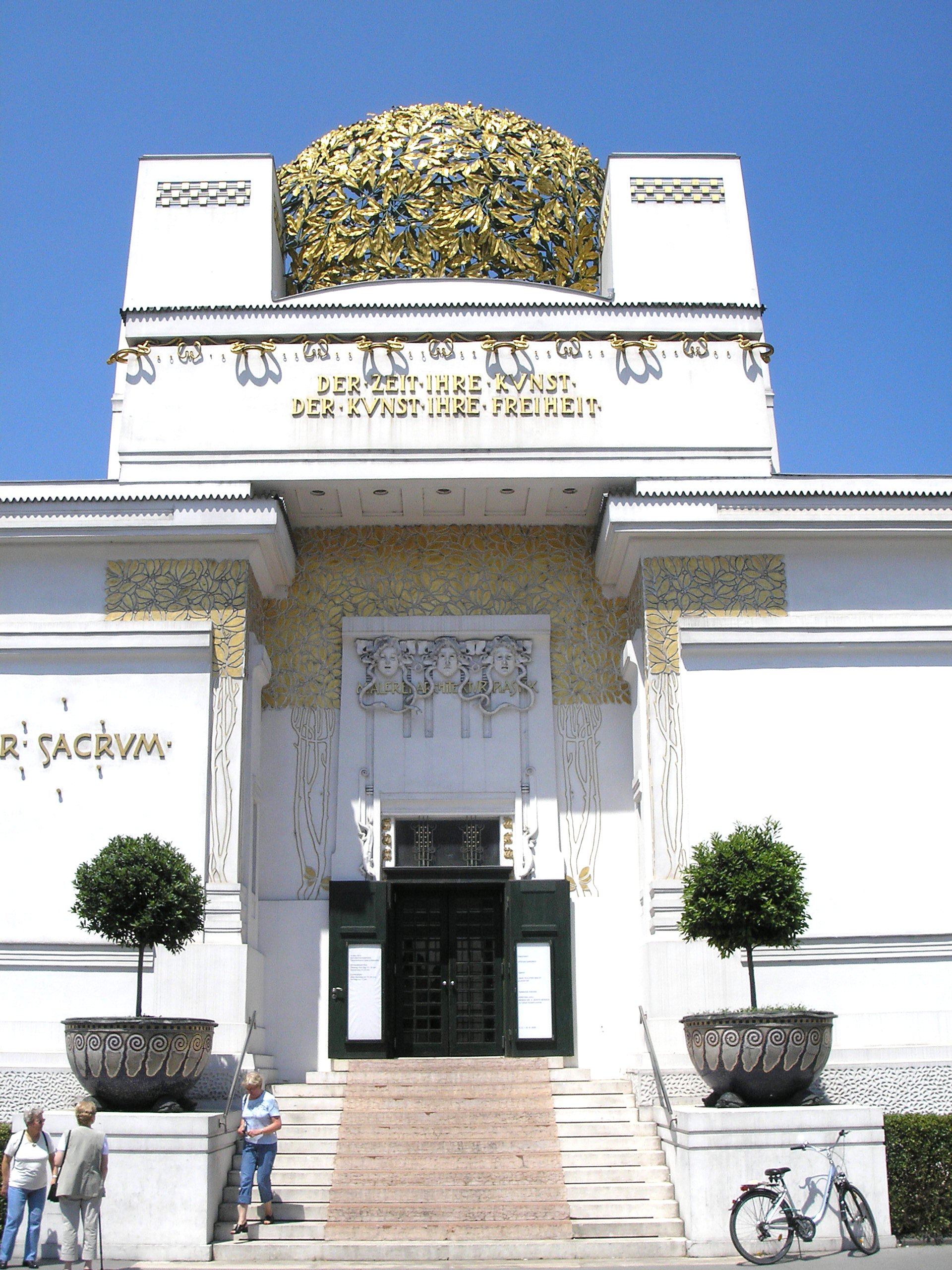
Joseph Maria Olbrich, palais de la Sécession (1897), Vienne.
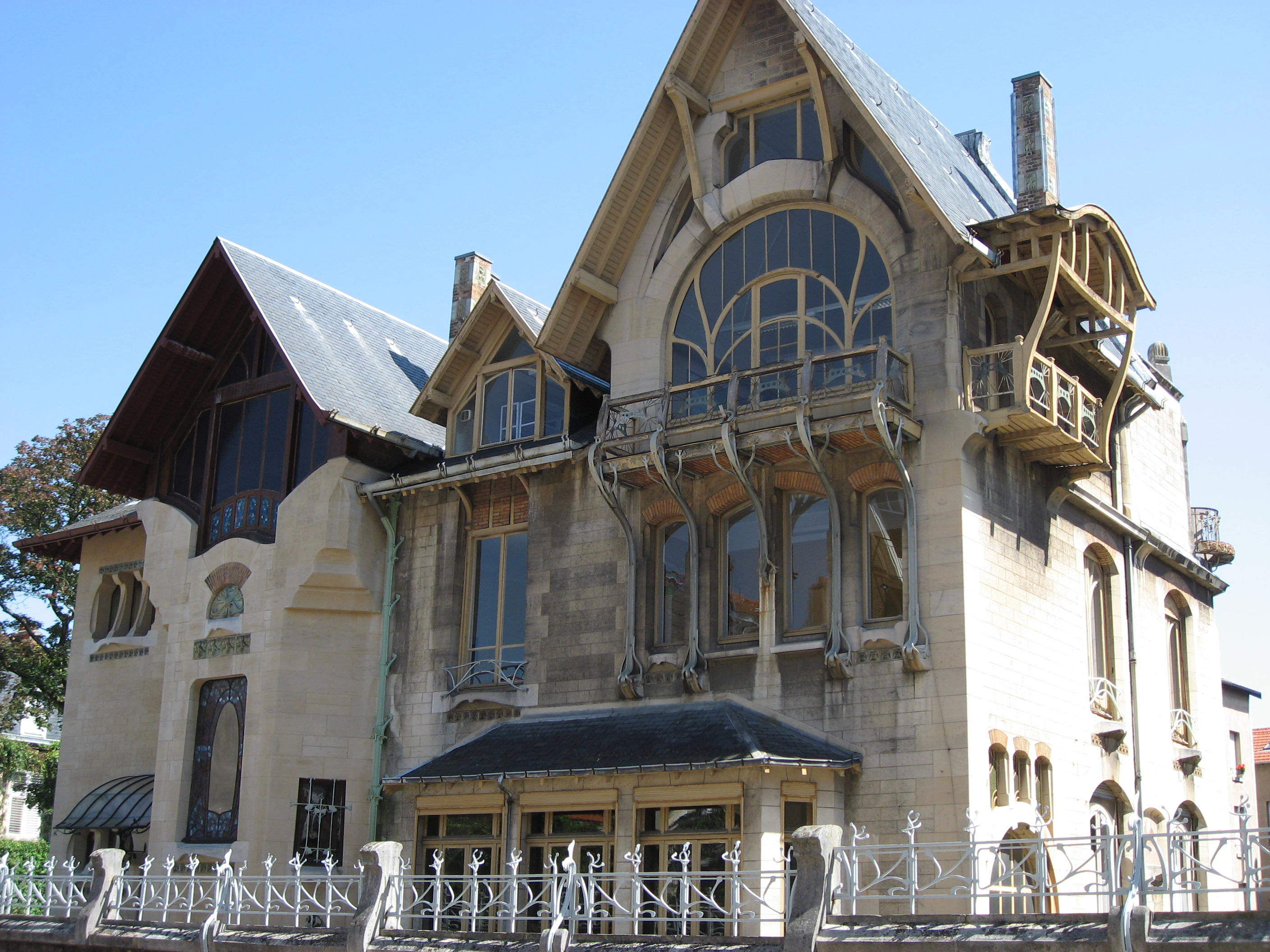
Henri Sauvage, villa Majorelle (1901-1902), Nancy.
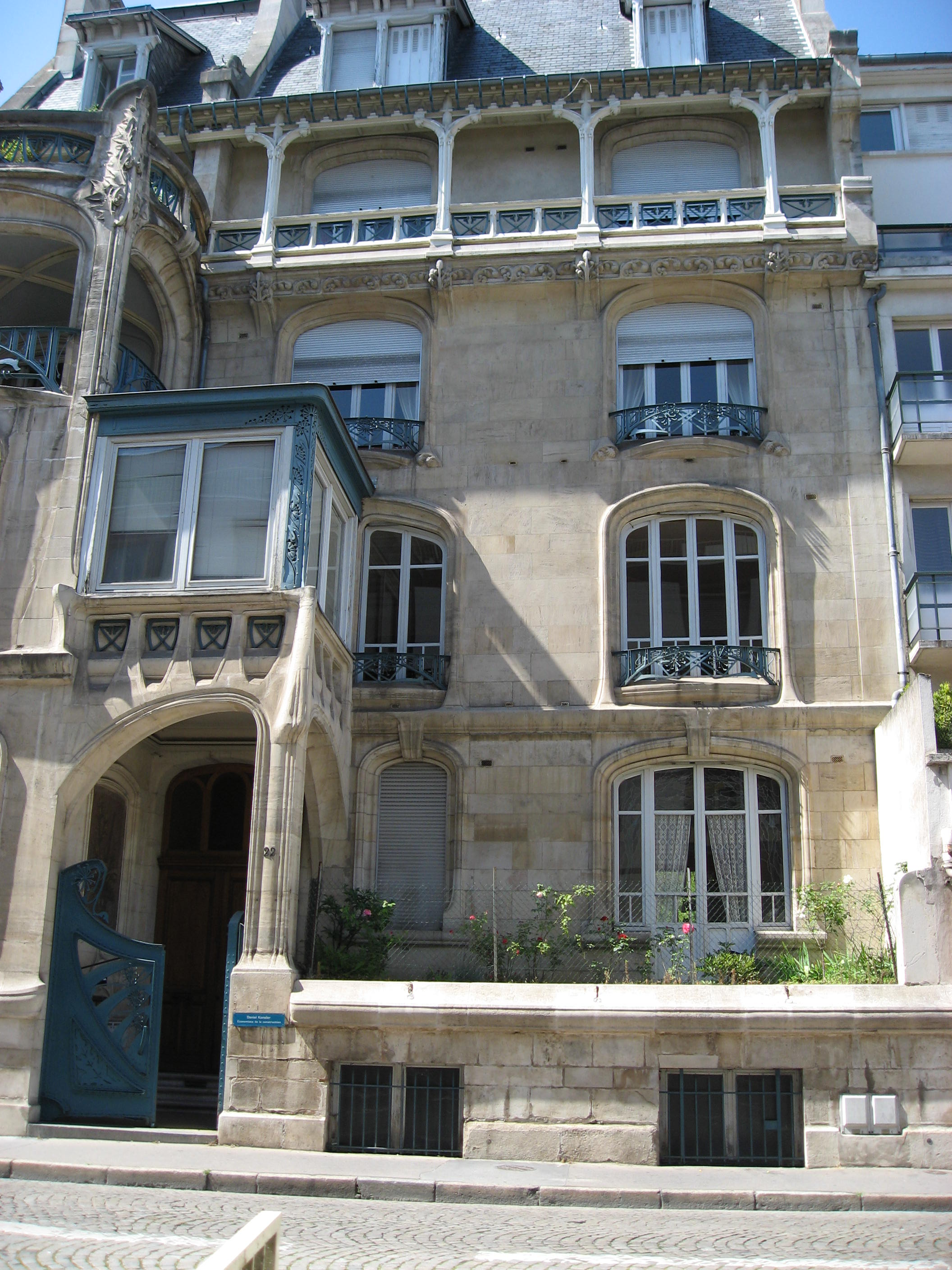
Immeuble Biet (1901-1903), Nancy.
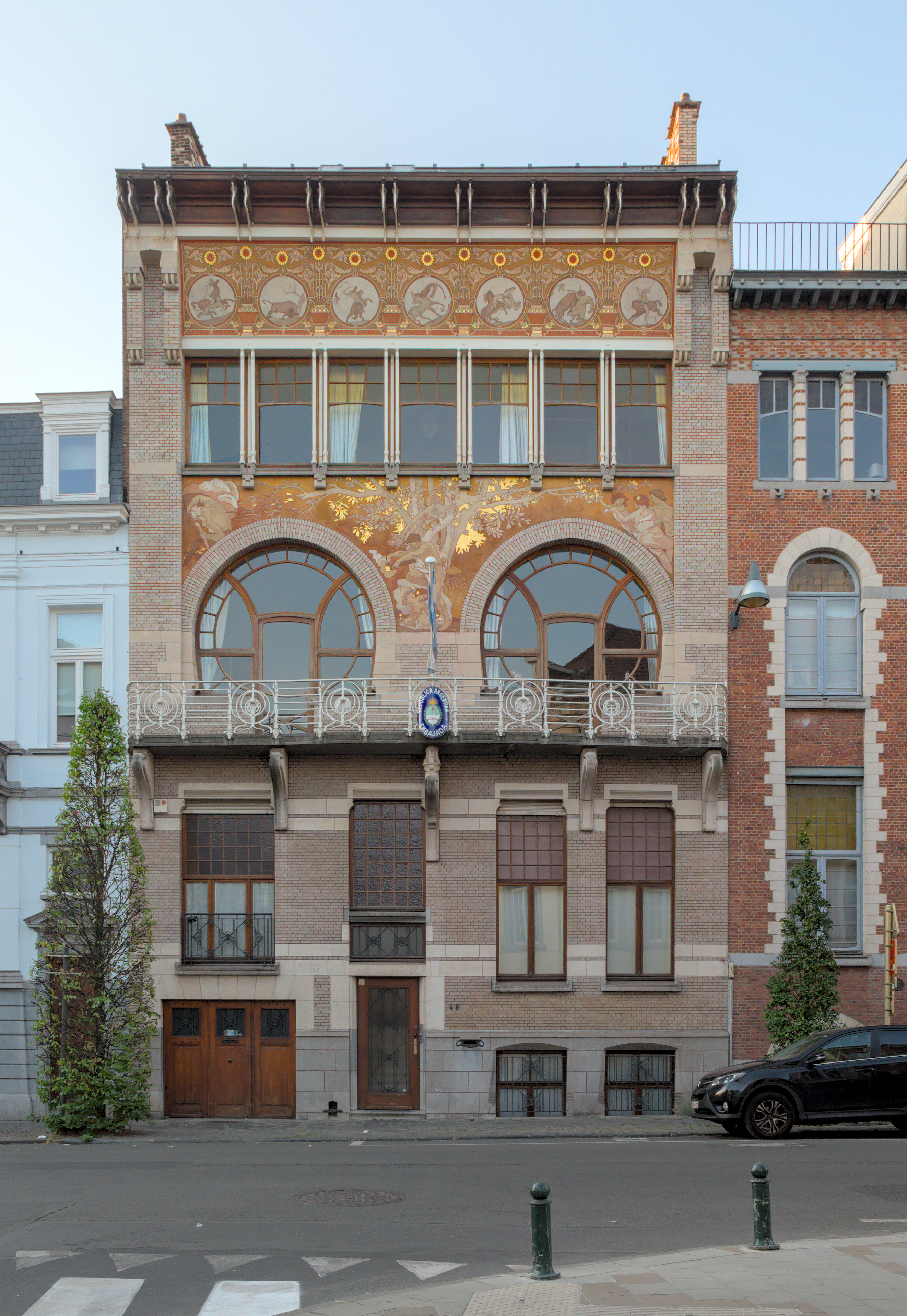
Paul Hankar, hôtel Albert Ciamberlani (1897), Ixelles.
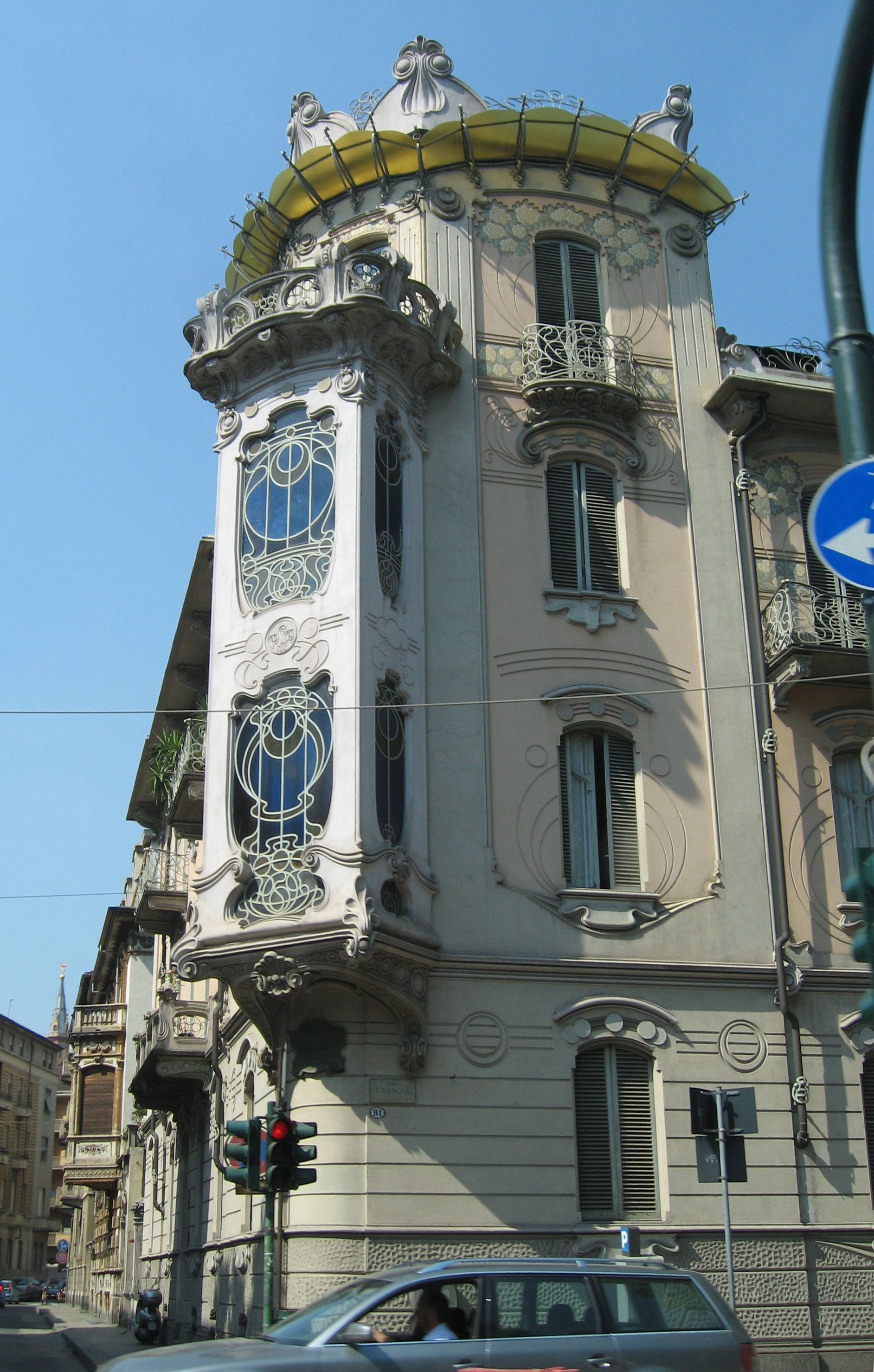
Maison Fenoglio-Lafleur (1902-1903), Turin.
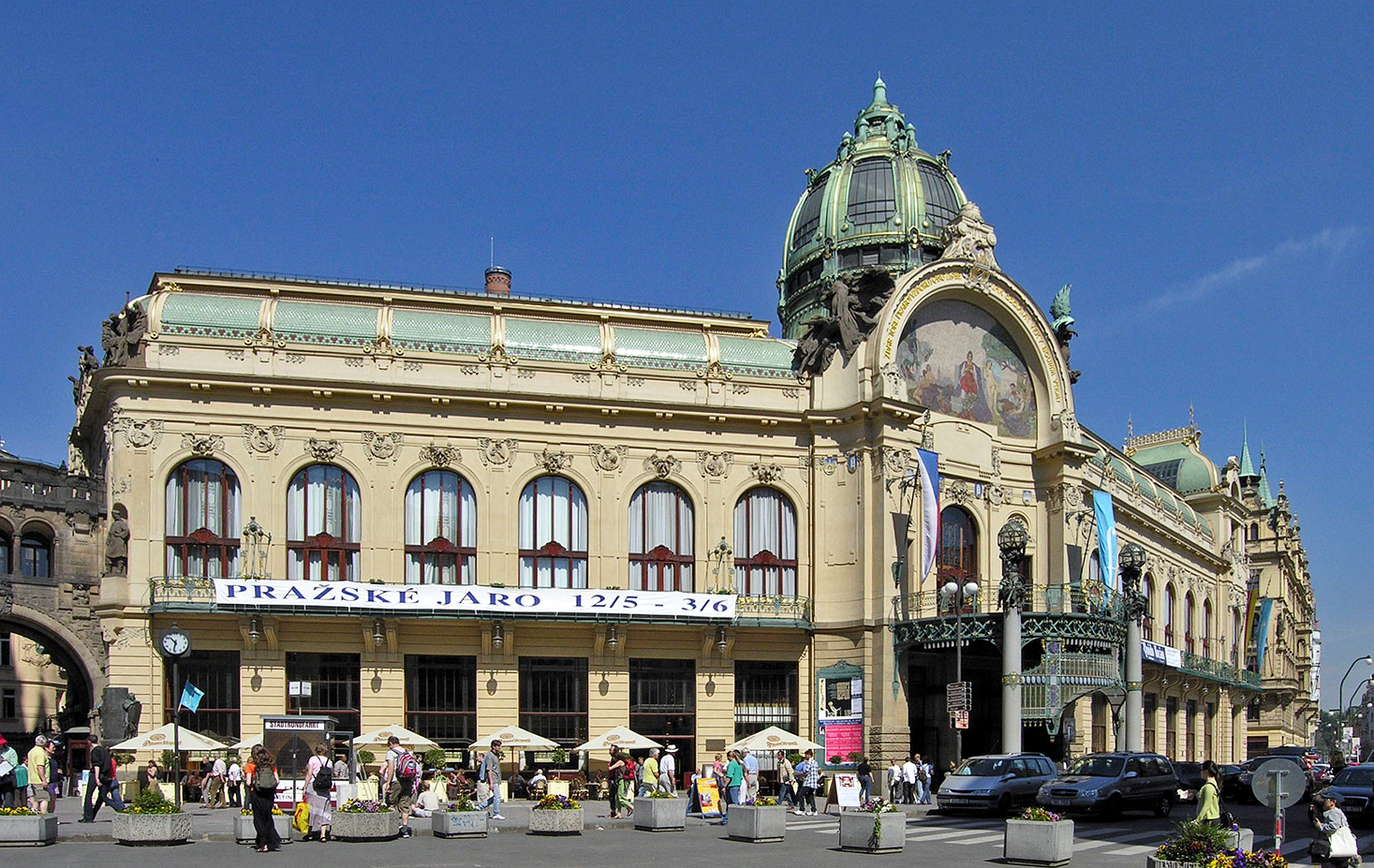
Maison municipale (1905-1912), Prague.
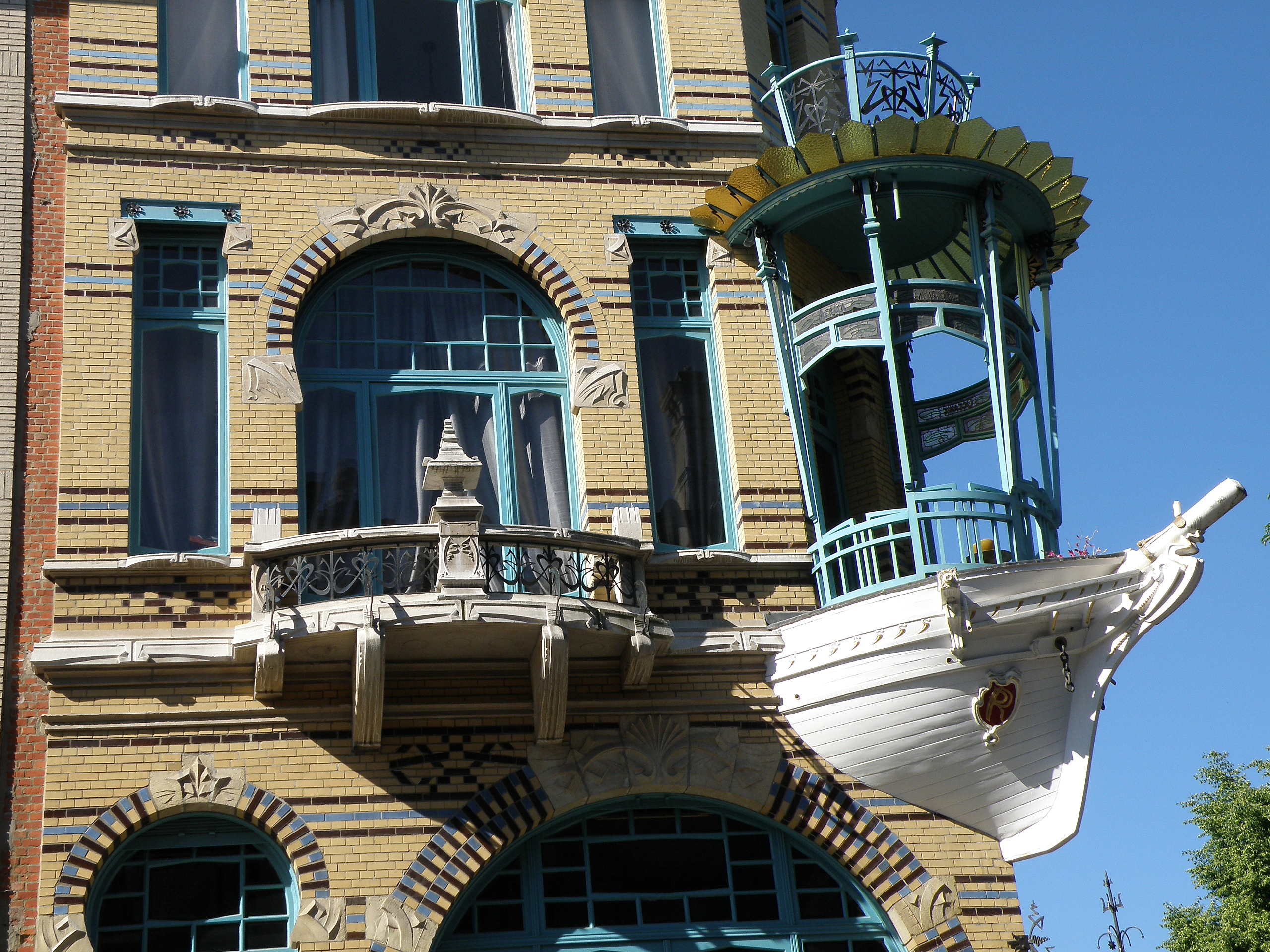
Immeuble Les Cinq Continents (1901), Anvers.
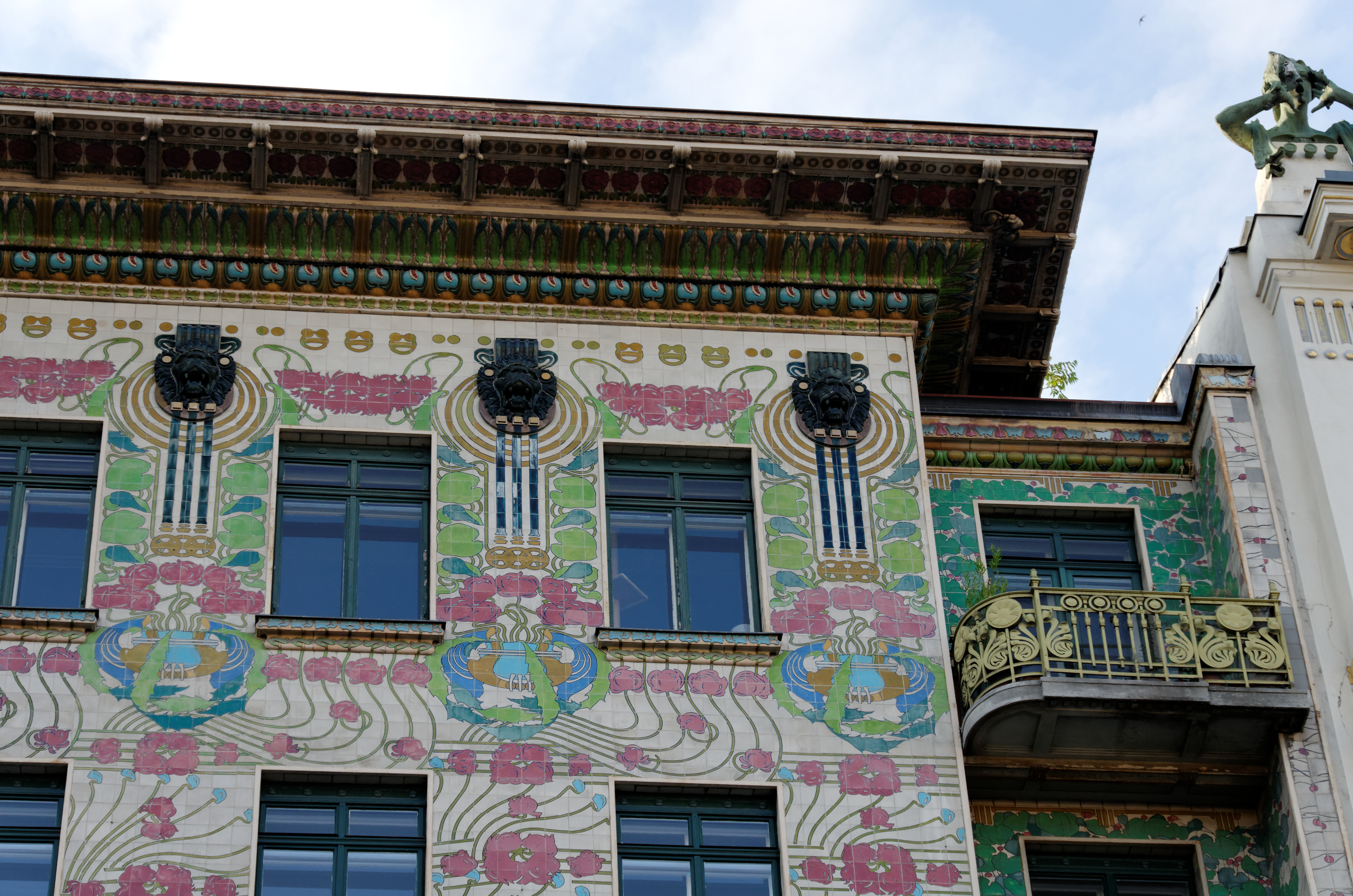
Otto Wagner, Maison des majoliques (Majolikahaus) (1899), Vienne.
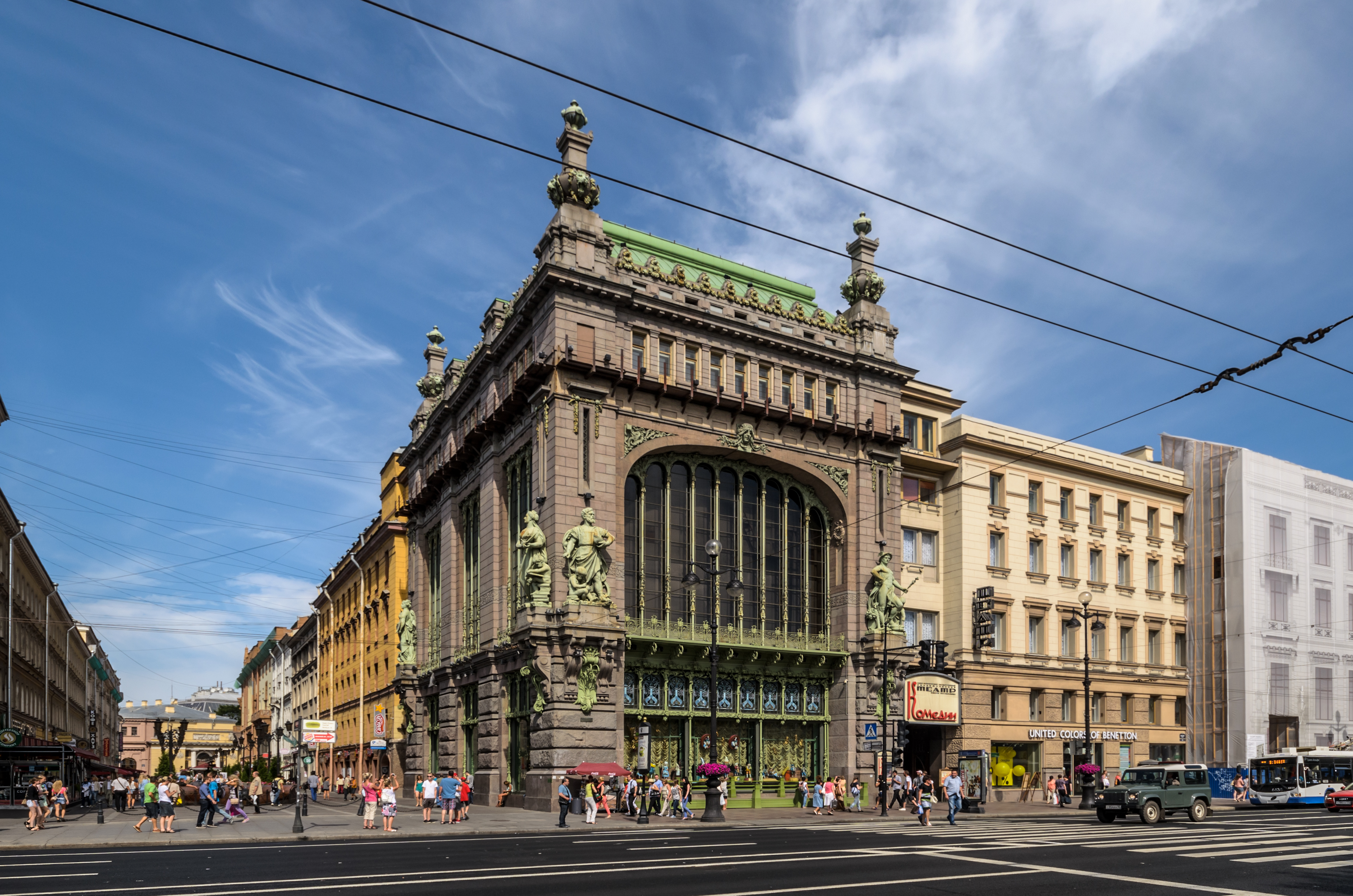
Épicerie Elisseïev (1903), Saint-Pétersbourg.
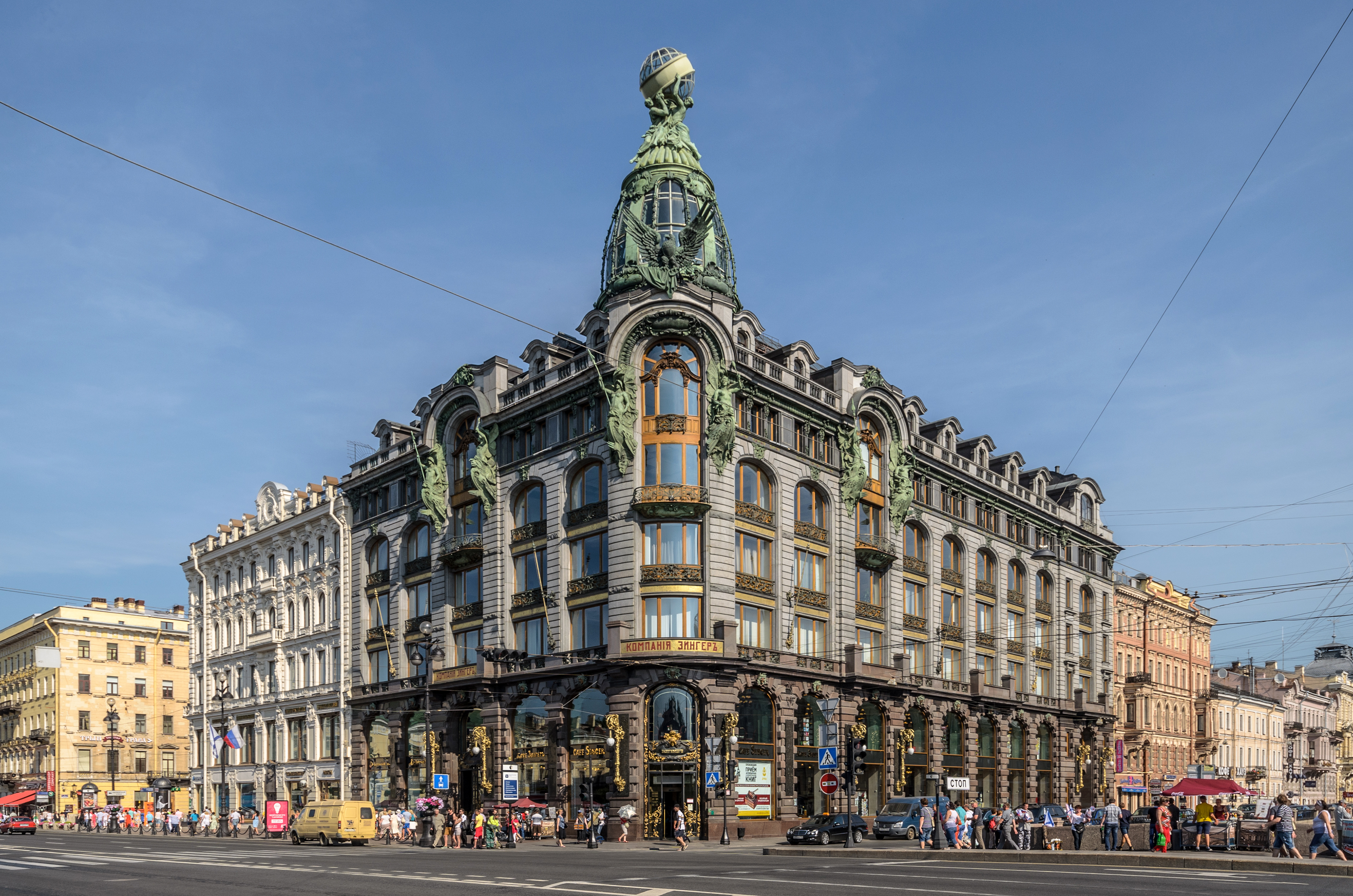
Immeuble de la compagnie Singer (1904), Saint-Pétersbourg.
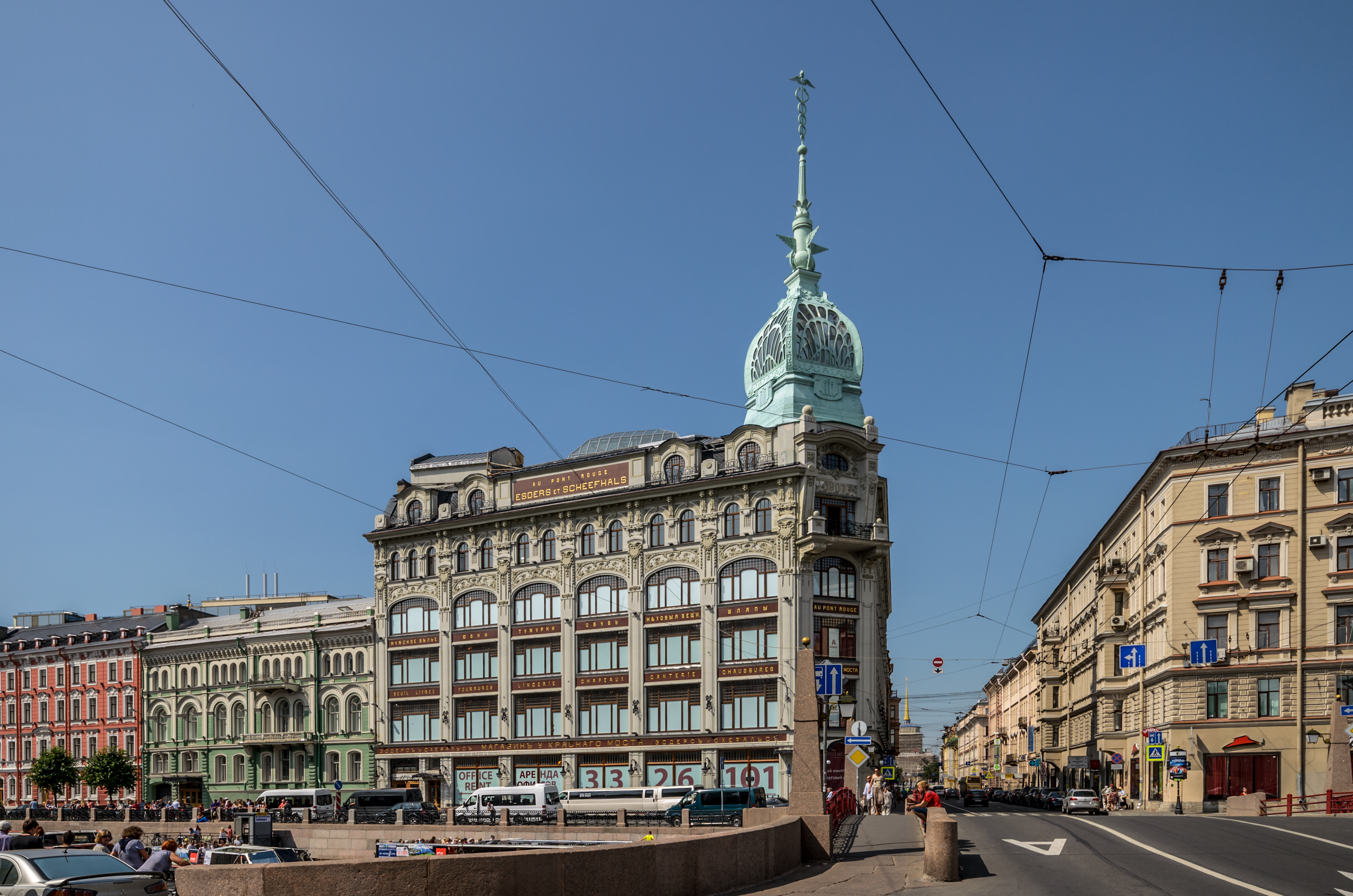
Bâtiment Esders et Scheefhaals (1907), Saint-Pétersbourg.
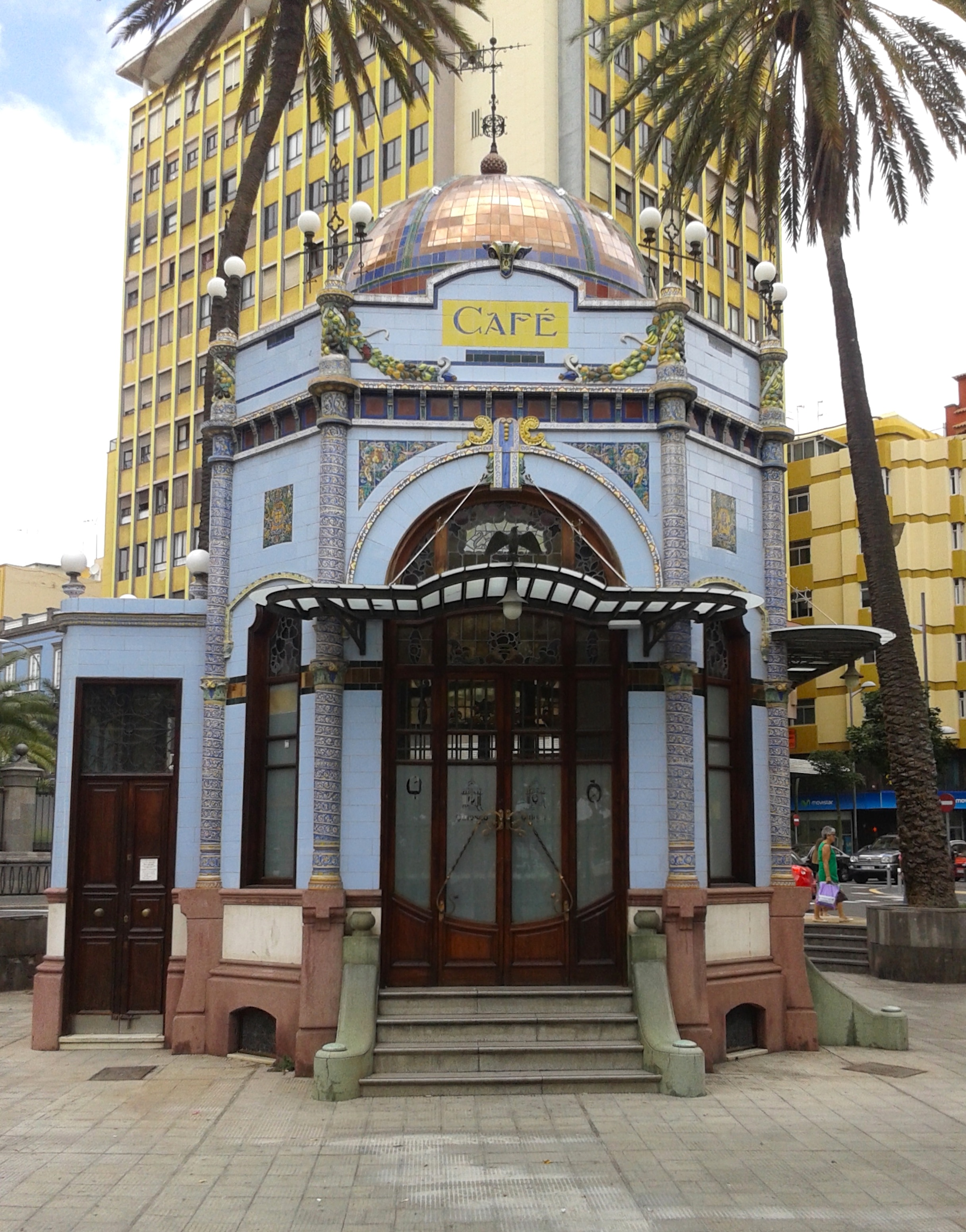
Art nouveau tardif, kiosque (1923), Las Palmas de Grande Canarie.

## Art total
S'il est relativement polymorphe, l'Art nouveau concerne avant tout l’architecture et les arts du décor. Ce rapprochement entre les arts majeurs et mineurs fait partie du combat qu'aura Viollet-le-Duc avec les Beaux-Arts de Paris dès l’année 1854. Les connexions entre le mouvement et les arts dits nobles tels la peinture ou la sculpture sont plus éloignés et si des influences croisées apparaissent de manière évidente, elles ne permettent pas de parler d'un style Art nouveau en peinture et sculpture[Information douteuse] pourtant des chapitres entiers sont consacrés à la sculpture Art nouveau dans des ouvrages de référence.

### Architecture

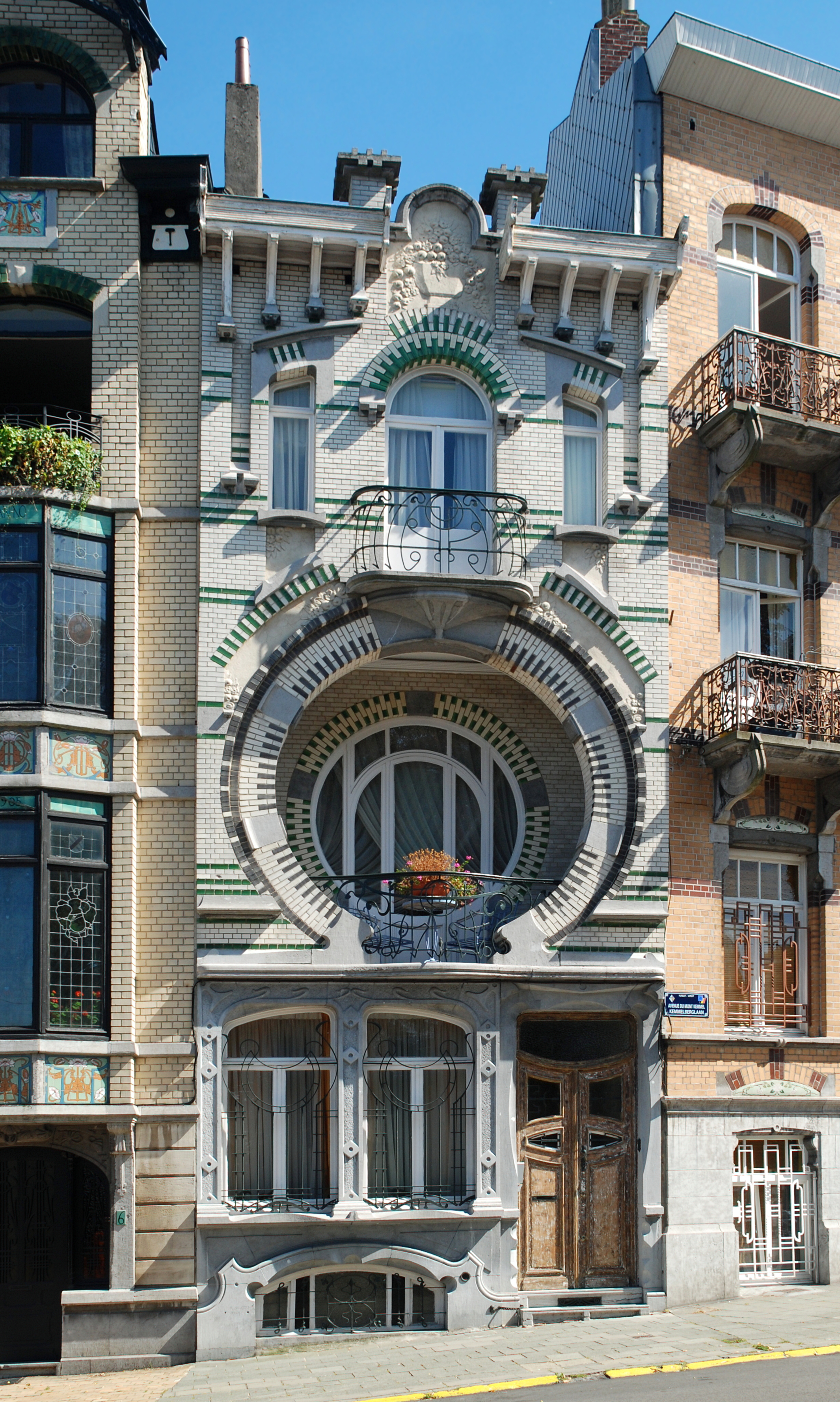
Maison Nelissen avec son élévation de composition asymétrique

Une partie des origines des réalisations Art nouveau en architecture vient des théories de Viollet-le-Duc qui, très tôt, utilise des formes nouvelles pour dépasser les styles anciens et surtout postule (sans la tester) la possibilité d'ériger des structures portantes en acier pour la recouvrir de maçonnerie. Cette nouvelle technique permet de penser différemment la construction des bâtiments par la suppression des ouvrages de renforcement obligatoires dans l'architecture traditionnelle tels les plafonds voûtés et les arcs-boutants. Cette idée est reprise lors de la période Art nouveau par tous les grands architectes du mouvement, Louis Sullivan, Victor Horta, Francis Jourdain ou Auguste Perret.

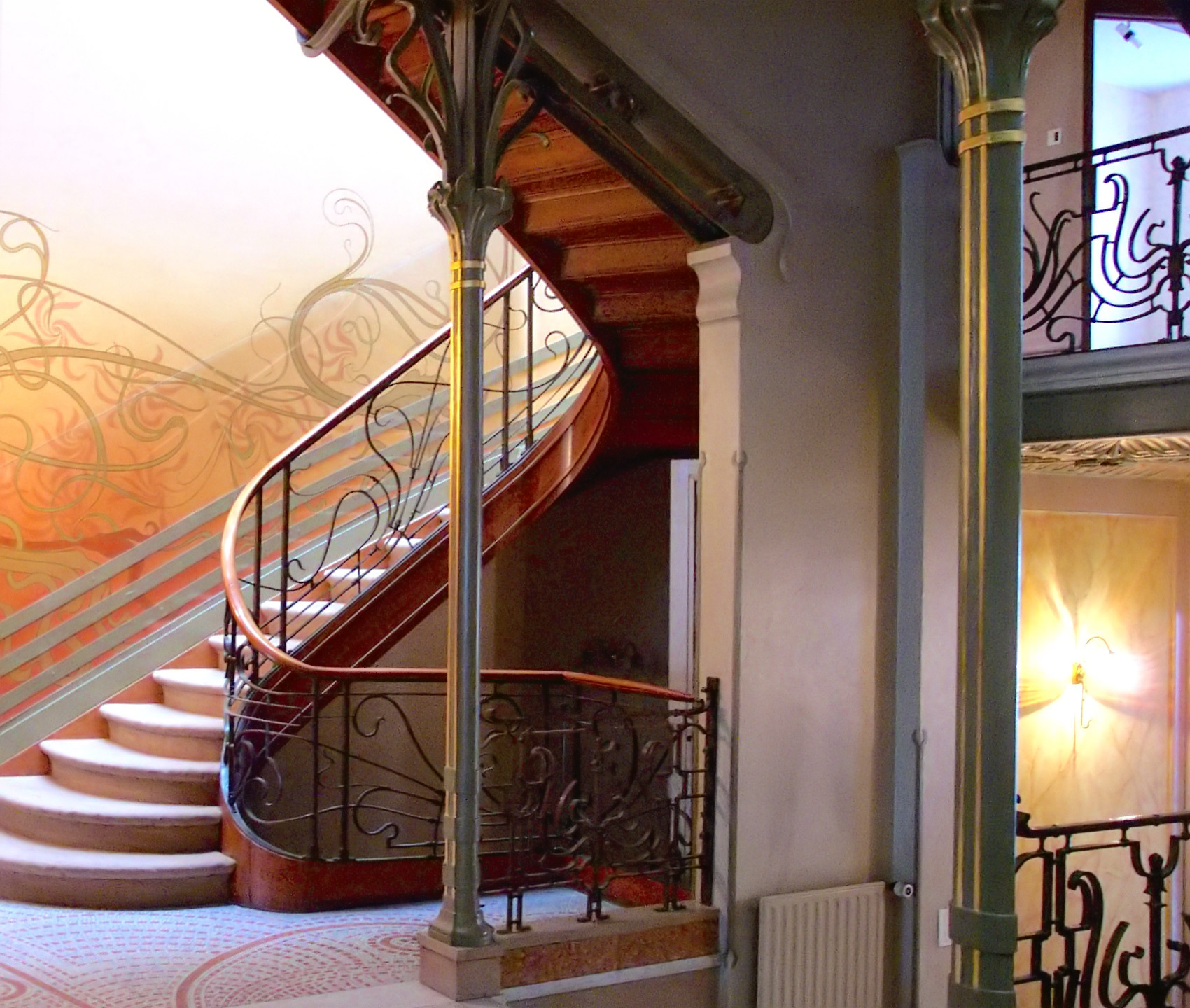
Intérieur de l'hôtel Tassel (1893) construit par Victor Horta, Bruxelles.

Le premier architecte véritablement Art nouveau est Victor Horta. Il emprunte résolument la voie de l'acier au sein de ses constructions ; mais, contrairement à la norme adoptée par ses contemporains qui les cachent, il décide de montrer les structures en acier, de les intégrer hardiment à l'ensemble décoratif du bâti. Ce parti-pris à rebours des habitudes fait sensation et devient une marque de fabrique, qu'il porte au plus haut point avec la Maison du Peuple commandée par le Parti ouvrier belge, achevée en 1899. Mais le programme de l'architecture Art nouveau est tout entier contenu dans la première construction de Horta, l'hôtel Tassel. Édifiée en 1892, cette construction surprend l'ensemble de la profession, car elle porte l'architecture bien au-delà des arts décoratifs pour toucher à un domaine beaucoup plus large.
L'hôtel Tassel a un retentissement important, bien au-delà des frontières belges. Ainsi à Paris de nombreux architectes sont conquis par cette nouveauté et s'en inspirent plus ou moins largement. Le personnage emblématique de l'architecture Art nouveau dans la capitale française est Hector Guimard qui adjoint les courbes caractéristiques du mouvement naissant à son propre style, déjà original. Toutefois, il est une exception car la plus grande partie des constructions Art nouveau parisiennes est l'œuvre de professionnels peu célèbres, surtout pour des magasins et restaurants tel Maxim's ou la bijouterie de Georges Fouquet. En France, la principale ville dans laquelle ce style se développe est Nancy où il s'insère dans le développement local d'un puissant mouvement artistique et industriel.
Le projet artistique de Victor Horta est très fréquemment utilisé de manière partielle, mêlé d'inspiration plus classique. Ainsi, Charles Plumet mélange des éléments Art nouveau à des bâtiments de style XVIIIe et Jules Aimé Lavirotte avec des immeubles somme toute classiques dans leur structure générale.
Les architectes qui reprennent le plus intégralement possible les fondamentaux Art nouveau sont peu nombreux. On peut citer en France Xavier Schoellkopf avec la maison de la chanteuse Yvette Guilbert.
L'Art nouveau en architecture est également le prétexte pour faire preuve d'une grande capacité d'invention, tout en dépassant les formes initiales. Ainsi, la villa Jika de Louis Majorelle édifiée par Henri Sauvage à Nancy est construite dans un mélange d'architecture médiévale fantasmée et de formes typiquement Art nouveau.

#### Quelques œuvres architecturales majeures

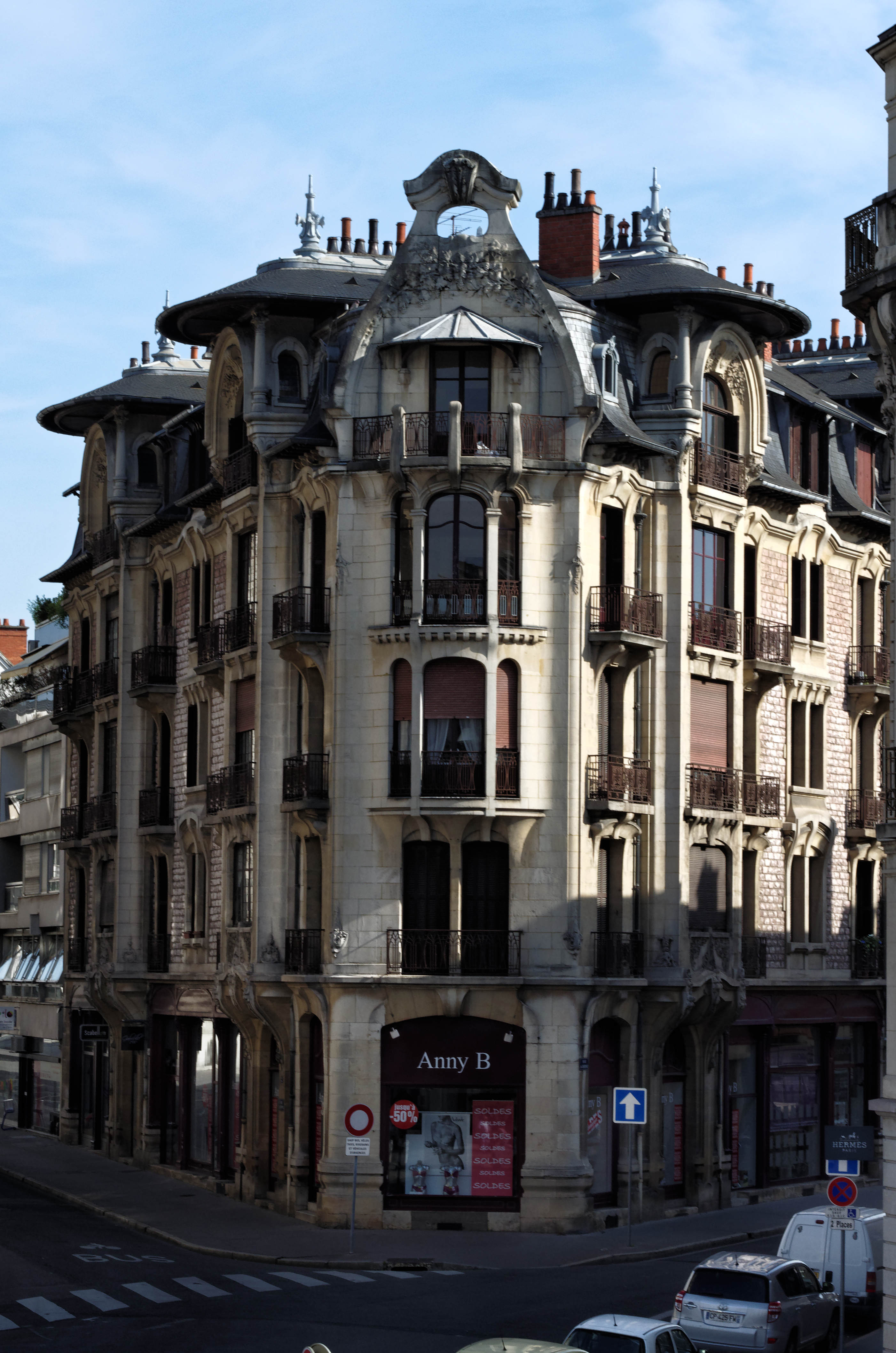
Immeuble Art nouveau construit par Louis Perreau, à Dijon.

L'Art nouveau a été décliné selon la sensibilité de chaque pays.
- Les habitations majeures de l'architecte Victor Horta à Bruxelles (patrimoine mondial de l'Unesco).
- Le Castel Béranger d'Hector Guimard à Paris.
- L'Alcazar à Angers[69].
- L'immeuble Art nouveau construit par l'architecte Louis Perreau, rues du Château et du Temple à Dijon (1907).
- La villa Demoiselle, par Louis Sorel, à Reims (1908).
- Ancien comptoir de l'Industrie (Reims), 6-12, rue Cérès ; architectes : Marcel Rousseau et Émile Thion (1922).
- Les bouches du métropolitain (métro) de la ville de Paris, par Hector Guimard.
- Les œuvres d'Antoni Gaudí, à Barcelone (patrimoine mondial de l'Unesco).
- Œuvres de Lluís Domènech i Montaner, à Barcelone et Reus (patrimoine mondial de l'Unesco).
- La maison Hankar et les hôtels Albert Ciamberlani et José Ciamberlani, de Paul Hankar, à Bruxelles.
- La maison Cauchie, de Paul Cauchie en collaboration avec Édouard Frankinet, à Bruxelles.
- La maison Frankinet d'Édouard Frankinet à Bruxelles
- La Maison dorée, à Charleroi, avec des sgraffites de Gabriel Van Dievoet.
- La maison Delune, de Léon Delune, à Bruxelles.
- Le centre belge de la bande dessinée à Bruxelles, anciens magasins Waucquez, par Victor Horta (1902).
- La Casa Fenoglio-Lafleur, à Turin.
- La villa Majorelle, à Nancy, d'Henri Sauvage et Lucien Weissenburger (1901-1902).
- L'hôtel du Parc (ex-hôtel Métropole) de Plombières-les-Bains.
- Le théâtre municipal de Tunis, par Jean-Émile Resplandy, construit en 1902.
- La maison municipale Obecni dum de Prague, par A. Balsanek et O. Polivska (1903-1905).
- Le palais de la Sécession à Vienne, par Joseph Maria Olbrich (1898).
- Le palais Stoclet à Bruxelles (patrimoine mondial de l'Unesco).
- La Cigale, sur la place Graslin, à Nantes, une des plus belles brasseries de France construite en 1895, classée monument historique.
- Les immeubles des rues Alberta iela et Elizabetes iela à Riga, Lettonie.
- La place d'Autriche, dans le district de Petrograd à Saint-Pétersbourg en Russie.

L'Art nouveau a également laissé de nombreuses œuvres dans les villes de Nancy et Bruxelles qui furent des centres de développement de ce mouvement. Également, Rīga contient la plus grande concentration d'Art nouveau en Europe.

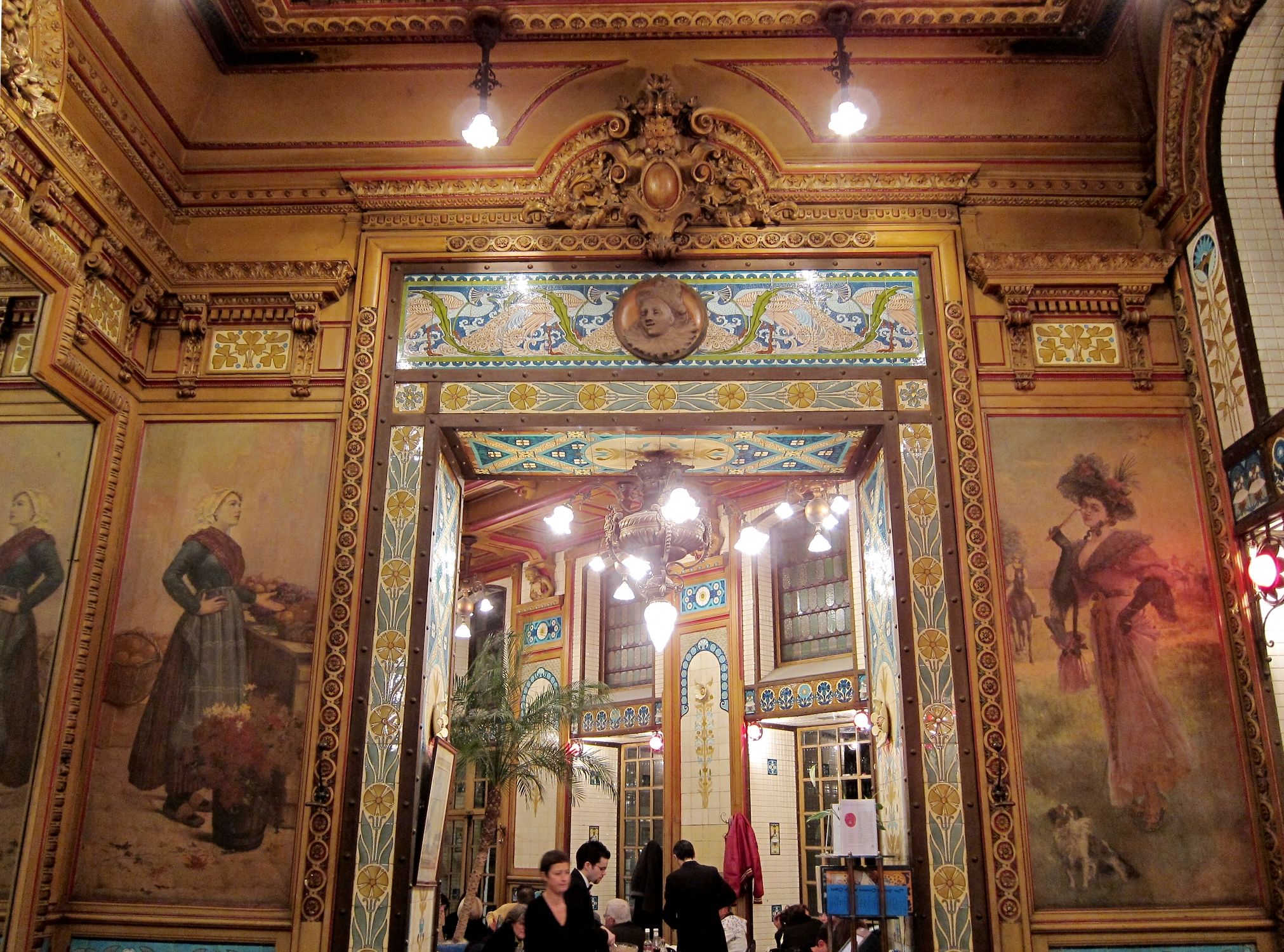
Brasserie La Cigale (1895), Nantes, place Graslin.
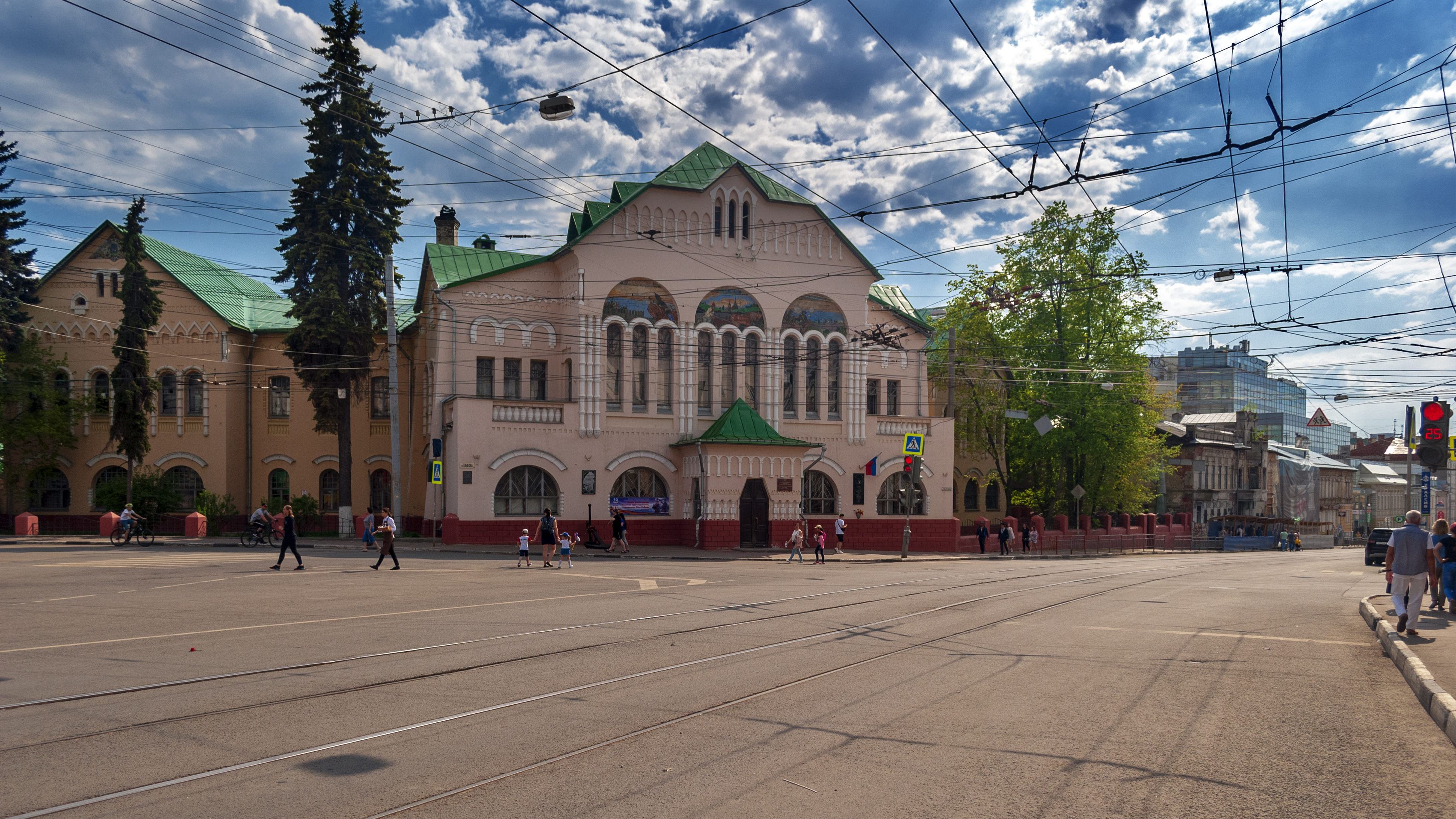
Maison russe construite en 1913-1916 à Nijni Novgorod.
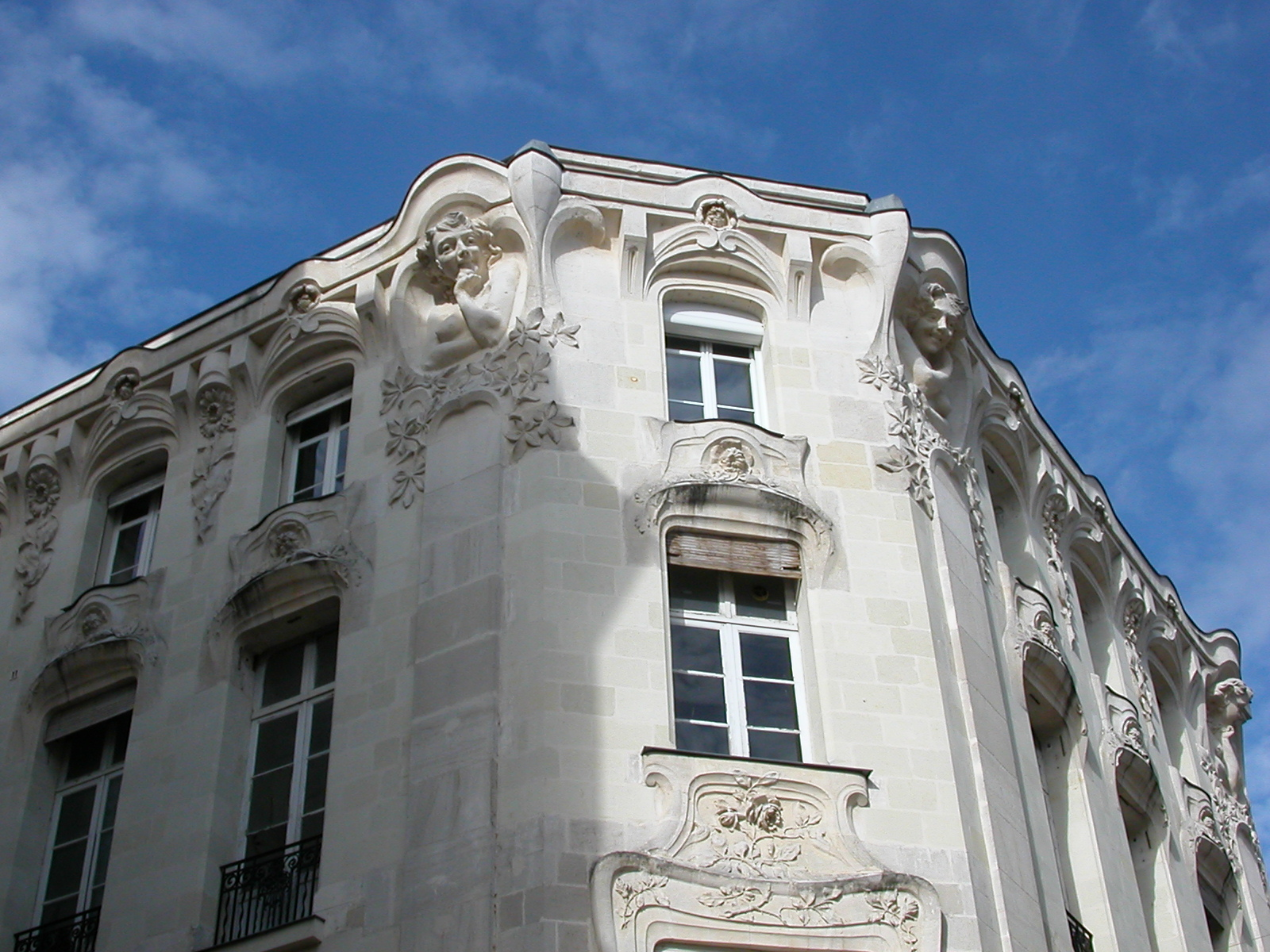
Gaston Réchin, Cabaret de l'Alcazar (premier quart du XXe siècle), Angers.
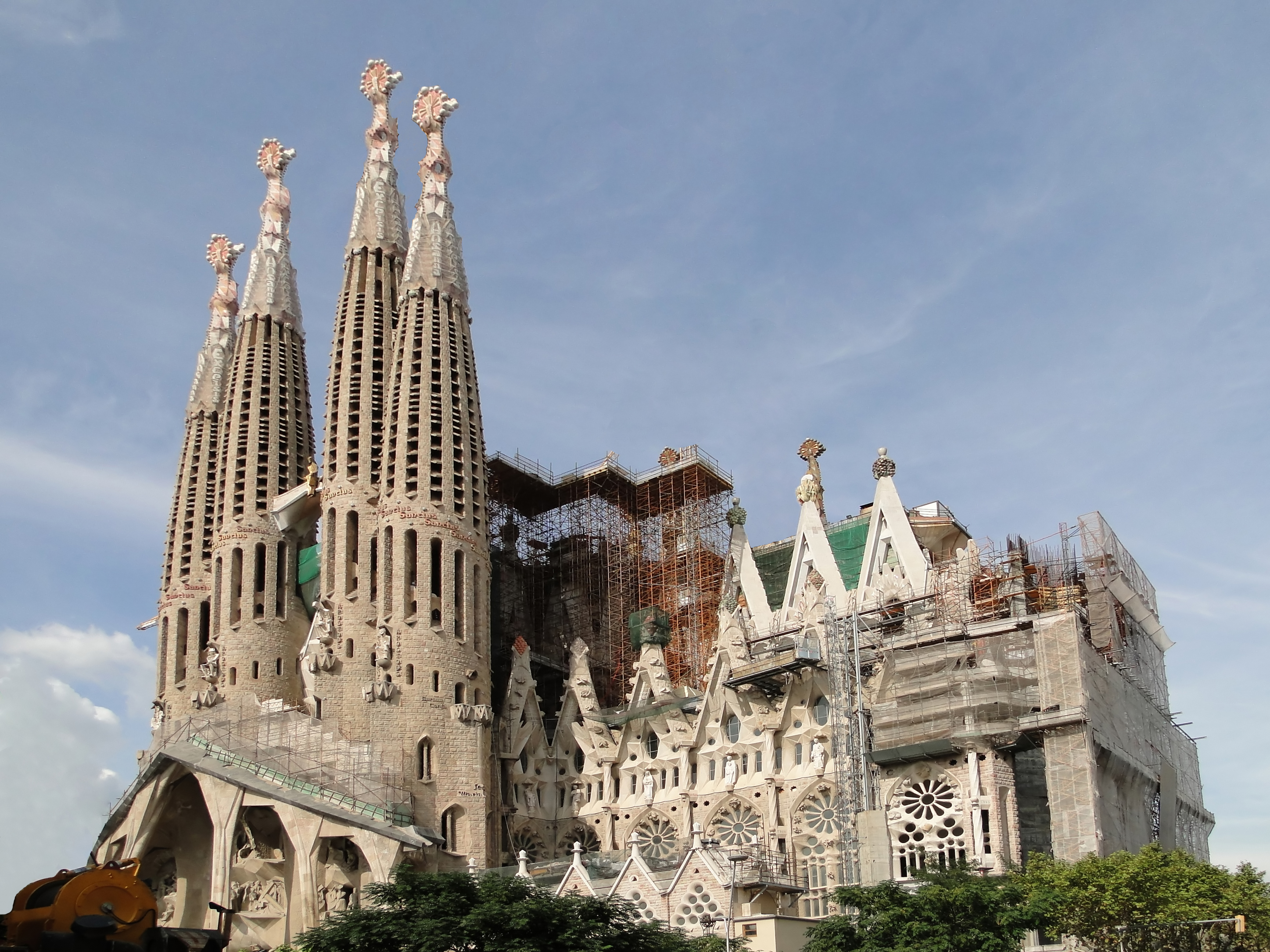
Antoni Gaudí, Sagrada Família, dont la construction a commencé en 1882 et devrait s'achever en 2026.
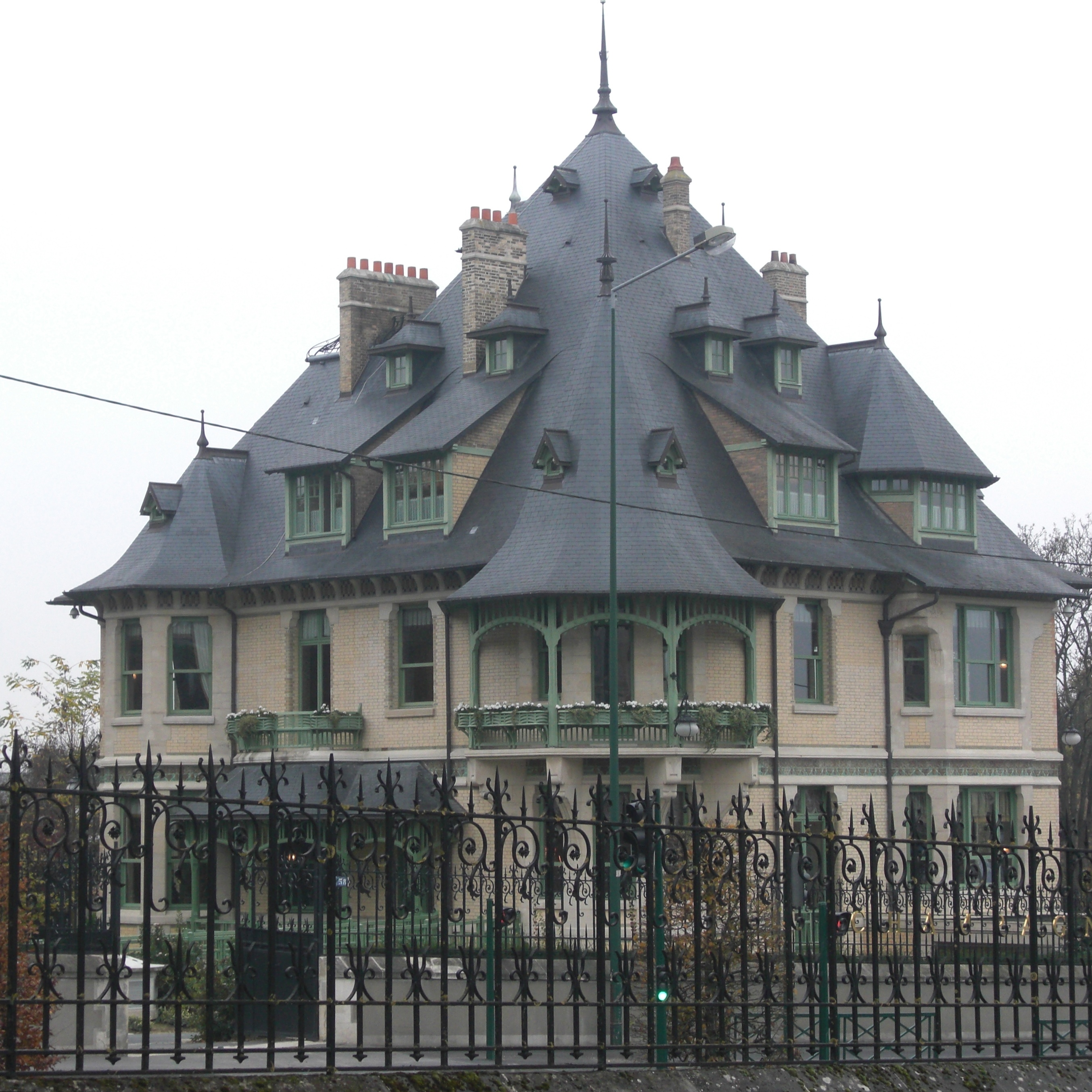
Louis Sorel, villa Demoiselle, Reims.
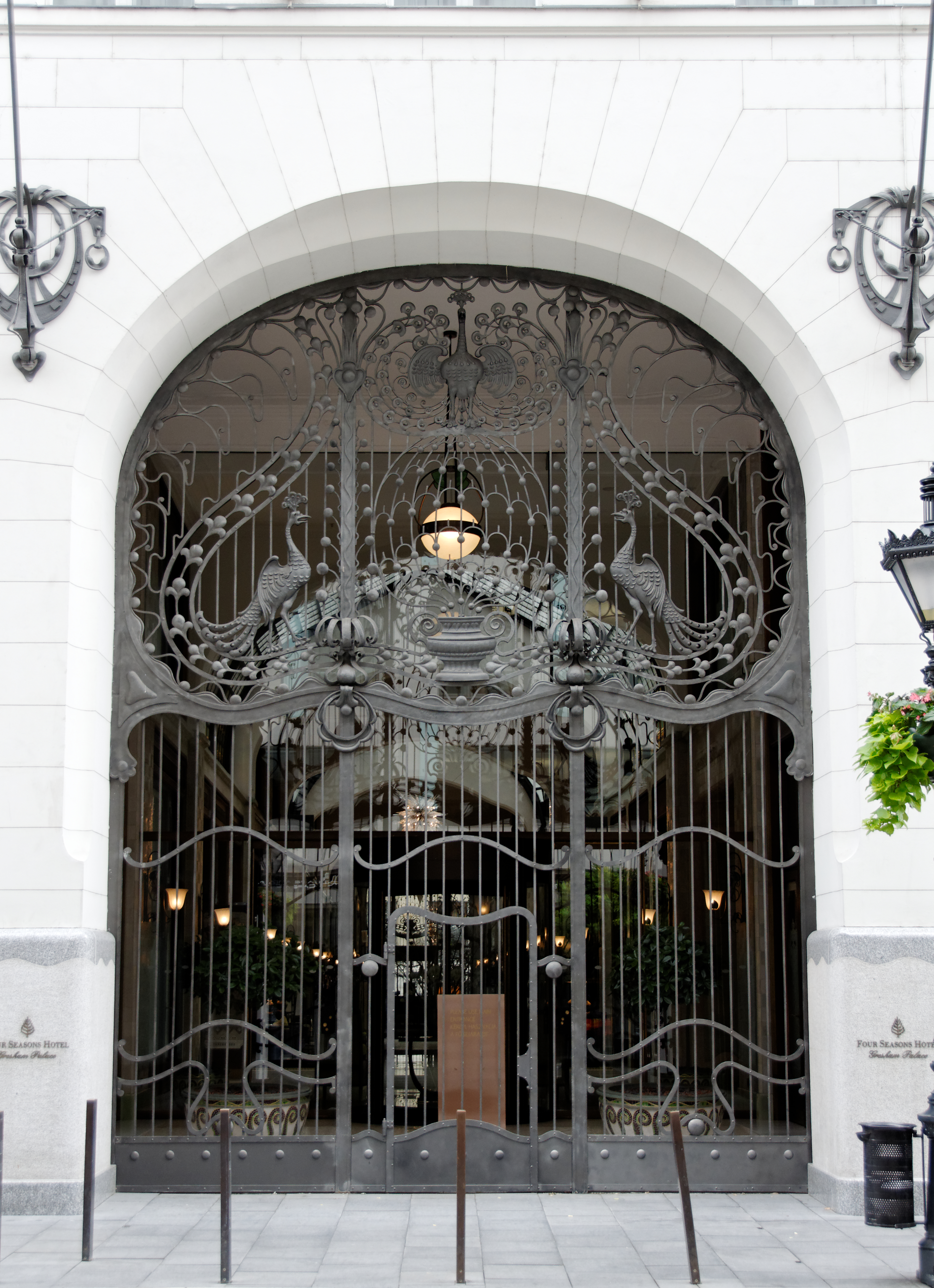
Ferronneries du palais Gresham (Budapest), avec des représentations de paons, motif très utilisé par la Sécession.
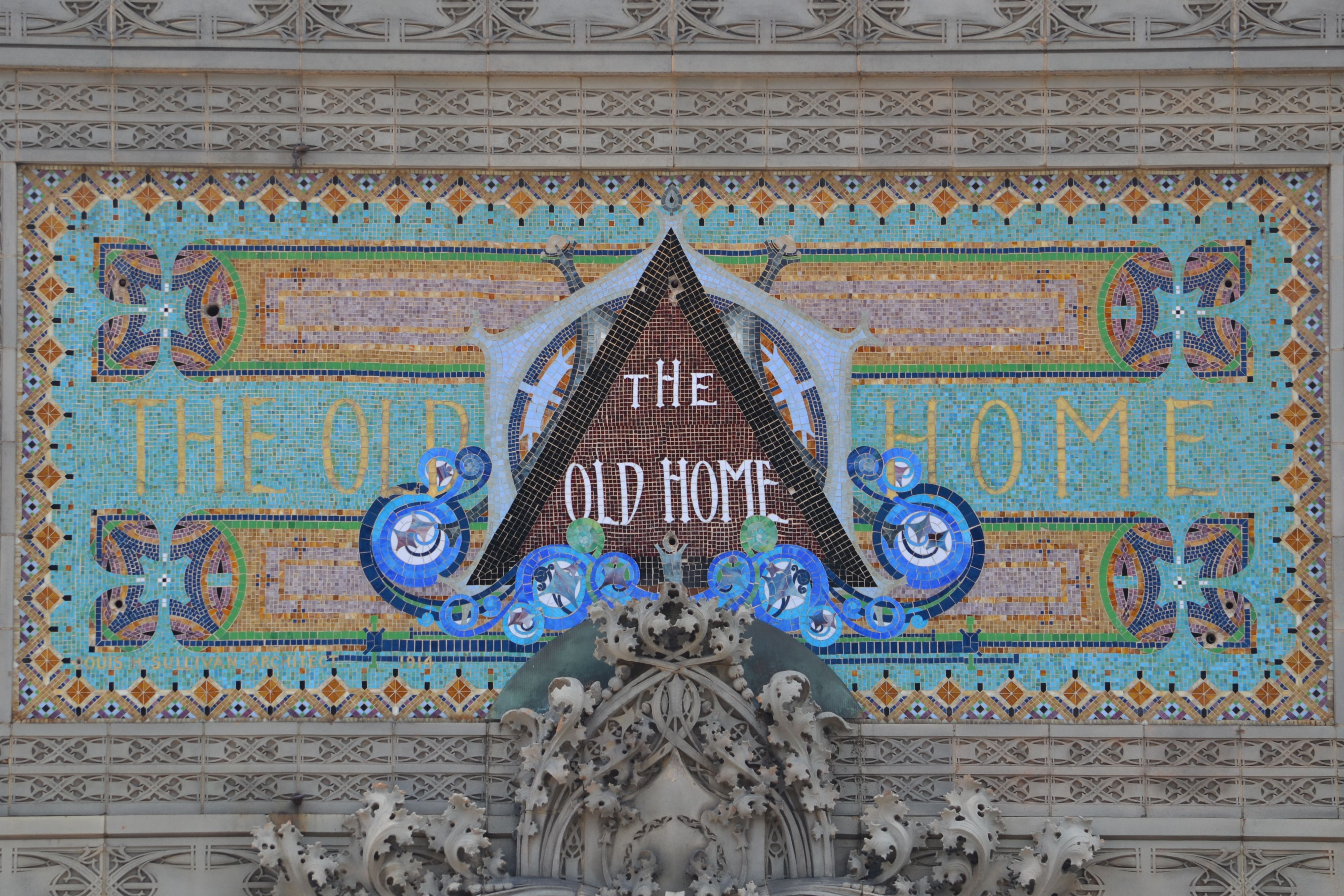
Louis Sullivan, fronton de la Home Building Association Bank (en) (2014), Newark.

### Mobilier
(août 2008).
La conception du meuble de l'Art nouveau fait revivre l'artisanat : il est le style du concepteur individuel, remettant en son centre le travail de l'artiste et éloignant celui de la machine. L'innovation majeure dans le domaine de la décoration intérieure se situe dans la recherche d’unité. Toutefois, le style n’échappe pas à certains parallèles avec la tradition, en particulier gothique, rococo et baroque ; le gothique servit ainsi de modèle théorique, le rococo d’exemple dans l’application de l’asymétrie, et le baroque de source d’inspiration en matière de conception plastique des formes. De son côté, l’art coloré du Japon, par son traitement hautement linéaire des volumes, contribua également massivement à l’émancipation de l’Art nouveau de l’asservissement à la symétrie des ordres grecs.
Le bois prenait des formes étranges et le métal, à l’imitation des entrelacements fluides de la nature, devint tortueux. En effet, le style est très largement basé sur l’observation de la nature, non seulement en ce qui concerne l’ornement, mais aussi d’un point de vue structurel. Des lignes vitales, sensuelles et ondoyantes, irriguent la structure et en prennent possession. Chaises et tables semblent modelées dans une matière à la mollesse caractéristique. Partout où cela est possible, la ligne droite est bannie et les divisions structurelles sont cachées au bénéfice de la ligne continue et du mouvement. Les plus belles réussites de l’Art nouveau, au rythme linéaire marqué, relèvent d’une harmonie qui les rapproche de l’ébénisterie du XVIIIe siècle.
C’est à Nancy que les affinités entre rococo et Art nouveau apparaissent de la manière la plus convaincante. Moins fascinant, mais faisant partie des personnalités artistiques les plus en vue de l’époque, Louis Majorelle (1859-1926) est le deuxième chef de file du courant Art nouveau à Nancy. Les travaux d’incrustation de Gallé étaient le point fort, en variant beaucoup les motifs, en allant du végétal aux inscriptions littéraires à contenu symbolique. Typique pour la production de ce maître est la transformation d’éléments structurels en tiges ou en branches se terminant en fleurs. Contrastant avec l’école de Nancy, l’Art nouveau parisien est plus léger, plus raffiné et austère. Les motifs d’inspiration naturelle présentent un degré de stylisation plus grand, parfois même une certaine abstraction, et apparaissent de manière marginale.

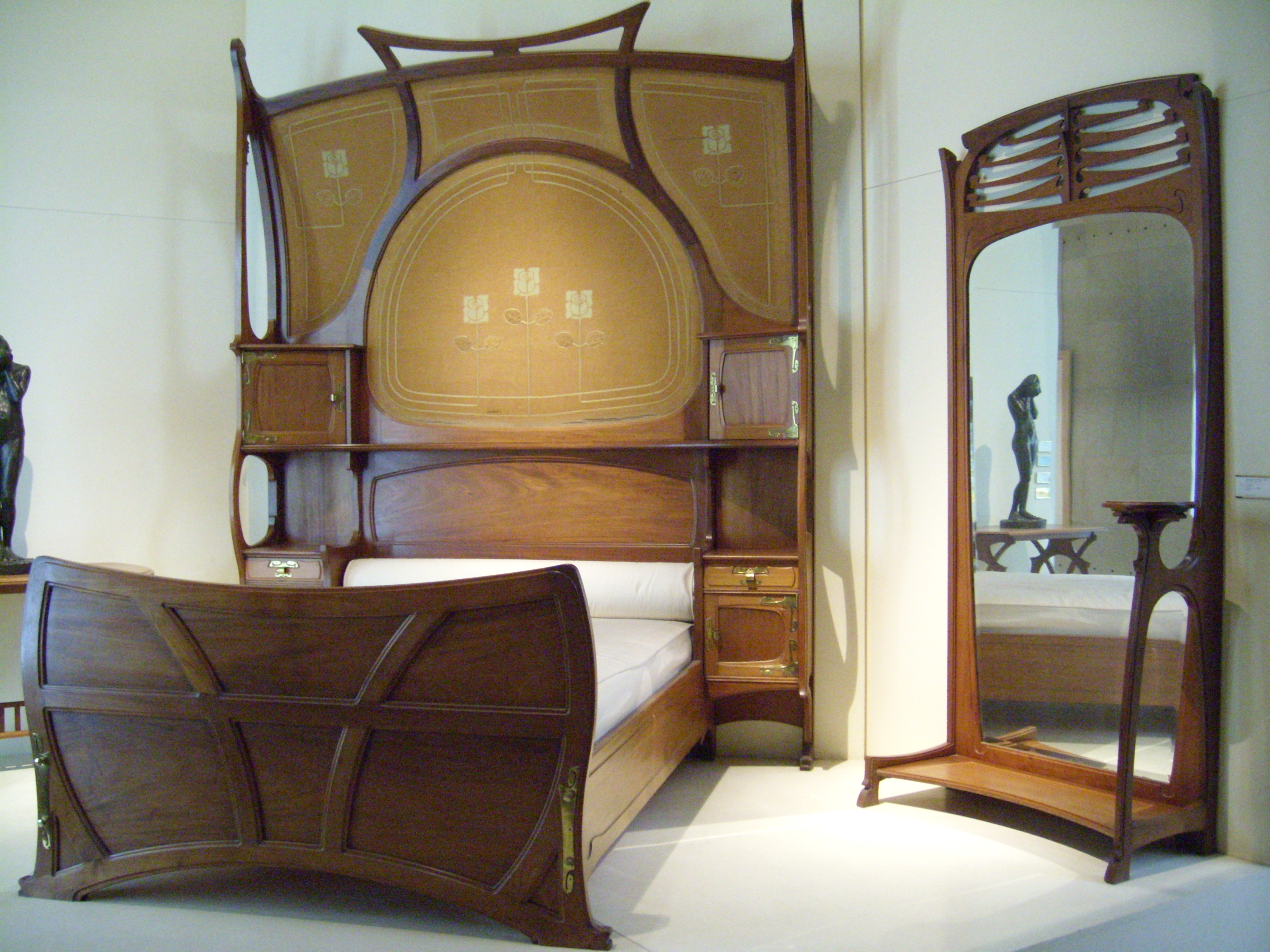
Gustave Serrurier-Bovy, lit et psyché (1899), Paris, musée d'Orsay.
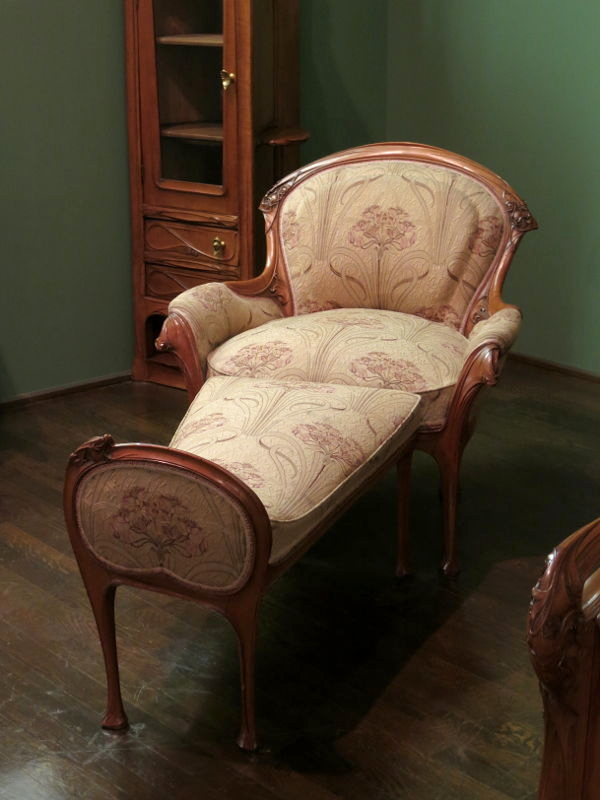
Hector Guimard, duchesse brisée (1903), Paris, musée des Arts décoratifs.
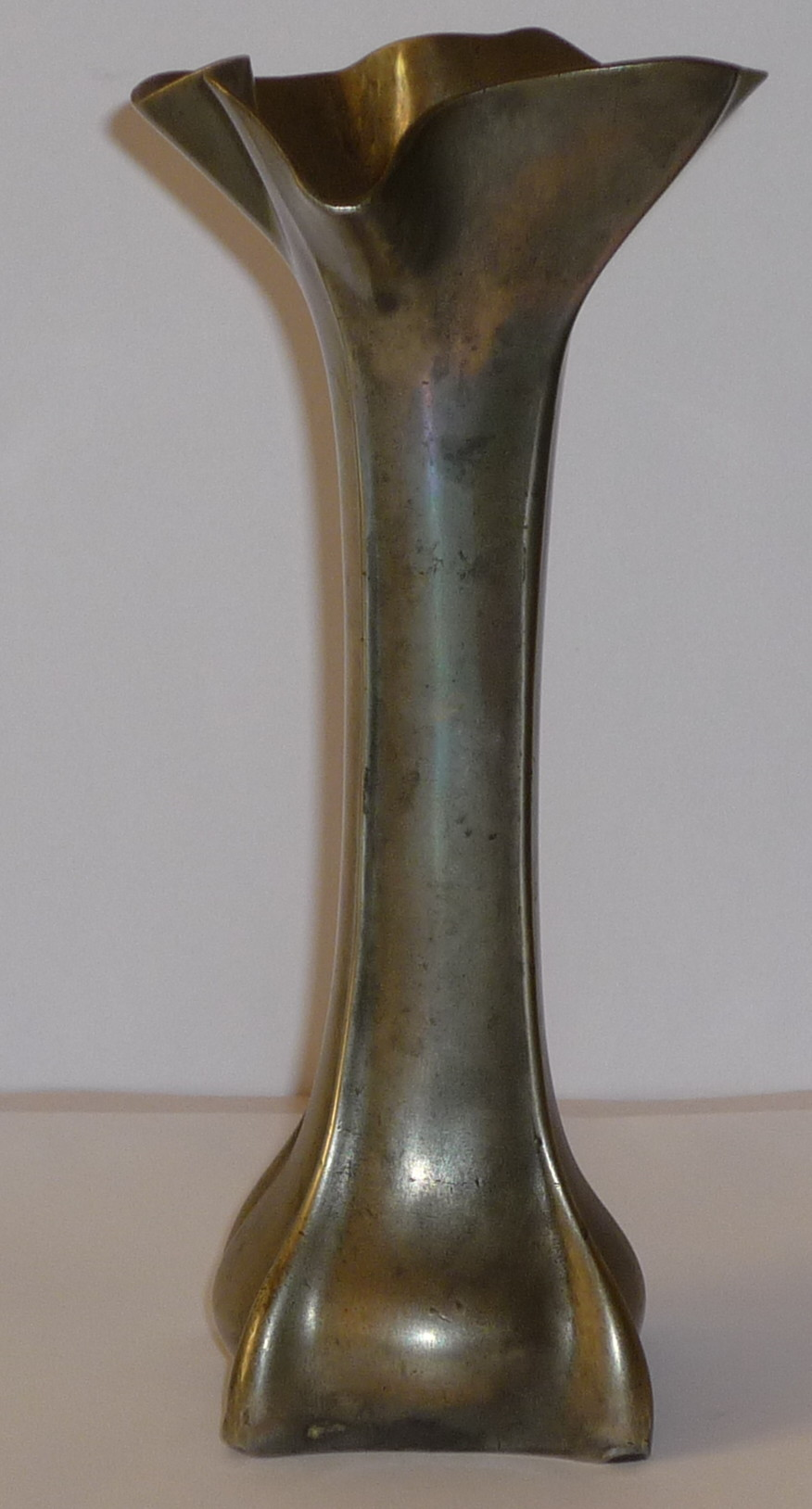
Orivit, vase en étain Art nouveau (vers 1900).
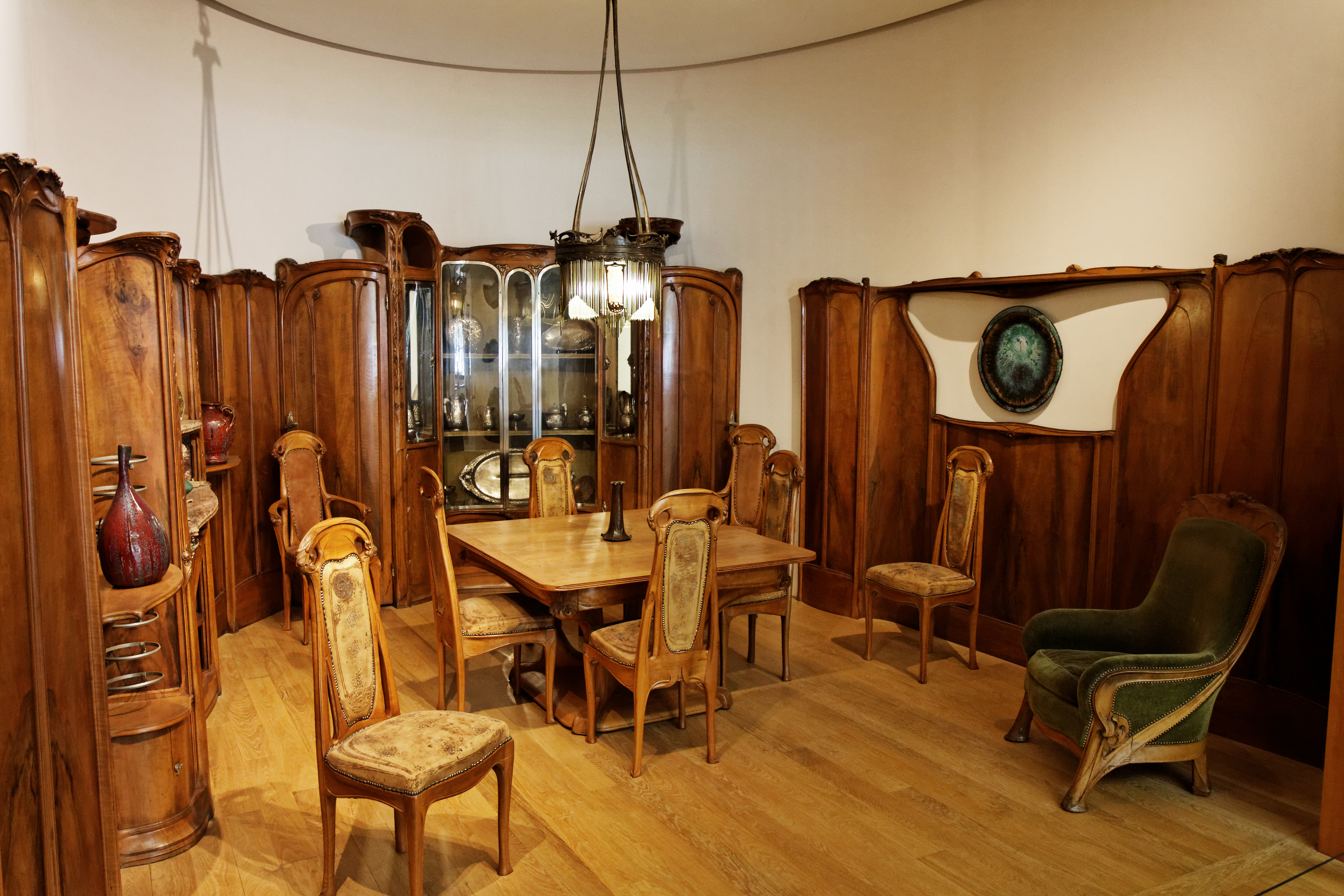
Hector Guimard, salle à manger de la maison Guimard (1909), Paris, Petit Palais.
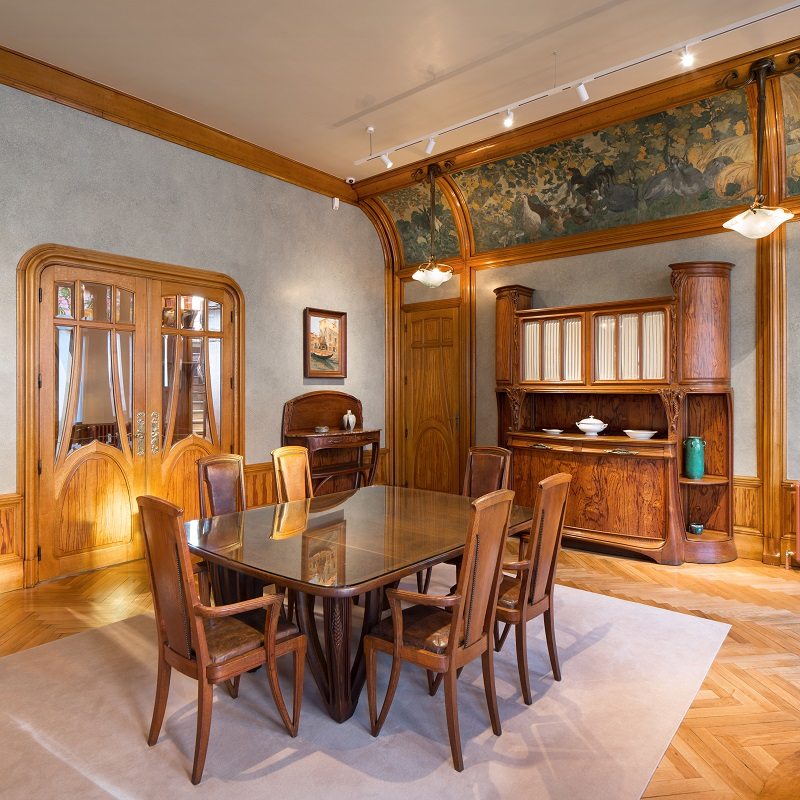
Louis Majorelle, mobilier Les Blés, salle à manger de la Villa Majorelle à Nancy.

### Mobilier urbain
Le mobilier urbain et la décoration urbaine ont joué un rôle essentiel dans la création d'une atmosphère esthétique cohérente et harmonieuse dans les villes influencées par l'Art nouveau. Les bancs publics, souvent ornés de lignes courbes, de motifs floraux et de détails ornementaux, offraient non seulement un endroit pour se reposer, mais embellissaient également les places et parcs urbains, ajoutant une touche d'élégance au paysage urbain. Par exemple, les célèbres colonnes Morris à Paris, conçues par l'architecte français Gabriel Davioud, présentent des motifs floraux et des détails sculpturaux caractéristiques de l'Art nouveau.
Les lampadaires de rue, avec leurs designs inspirés de la nature, contribuaient non seulement à l'éclairage public, mais aussi à la beauté des rues, avec des feuilles, des fleurs et des oiseaux incorporés dans leurs styles Art nouveau. Même des éléments fonctionnels tels que les grilles de ventilation et de protection étaient transformés en œuvres d'art avec des motifs complexes et encore des motifs floraux, complétant l'architecture de la ville. Les fontaines publiques et les sculptures urbaines, caractérisées par des formes organiques et des détails ornementaux, fournissent de l'eau potable. Un exemple emblématique est celui des fontaines Wallace à Paris, conçues par le sculpteur français Charles-Auguste Lebourg, qui incorpore des éléments de l'Art nouveau dans leur design élégant et fonctionnel.
Même les enseignes commerciales et les signalisations adoptent le style Art nouveau, avec des lettres stylisées et des éléments décoratifs, offrant une expérience visuelle cohérente et attrayante en naviguant dans la ville. Dans l'ensemble, ces éléments n'étaient pas seulement fonctionnels, mais représentaient également des expressions artistiques enrichissant la vie urbaine, reflétant les idéaux de beauté, d'harmonie et d'intégration de l'art dans la vie quotidienne si chers au mouvement Art nouveau.

### Arts graphiques
(août 2008).

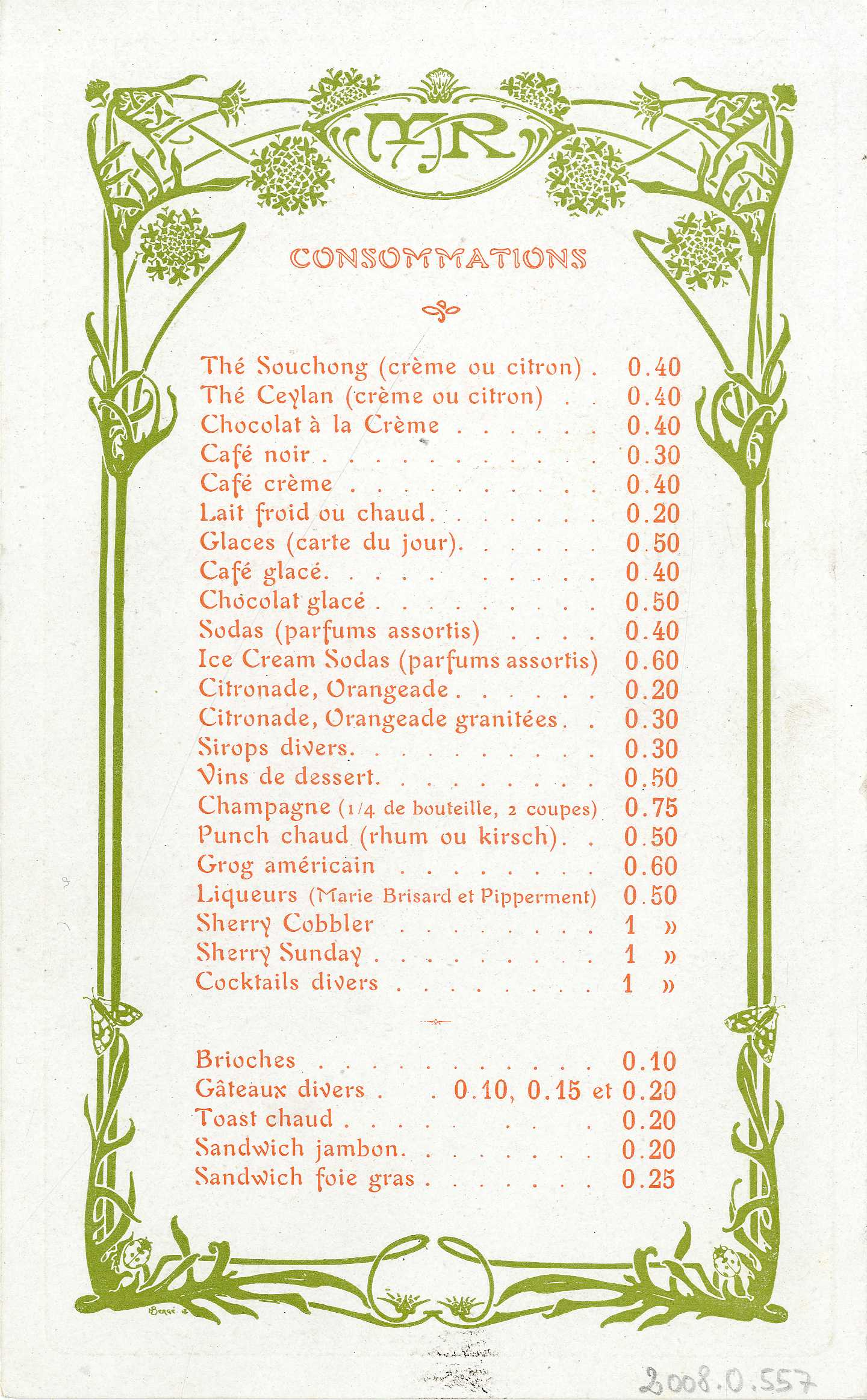
Carte des consommations du salon de thé des Magasins réunis de Nancy, 1908, illustrée par Henri Bergé dans le style Art Nouveau

Des couvertures de livres aux illustrations de revues, des affiches publicitaires aux panneaux décoratifs, de la typographie de presse aux cartes postales, l’Art nouveau a laissé sa trace.
Dans le cadre du renouveau de l'estampe dans les années 1880, soutenu notamment par Auguste Lepère et sa revue L'Estampe originale (1888-1895) illustrée par Henri de Toulouse-Lautrec ou Pierre Bonnard qui s'inspirent du japonisme, l'un des précurseurs du nouveau graphisme a été Jules Chéret. Fils d'un typographe, il suit des cours à la Petite École, future École nationale des arts décoratifs, et développe une nouvelle technique plus économique pour la reproduction de la lithographie en couleurs et plus adaptée à la reproduction de masse de l'affiche publicitaire. En outre, il a amélioré la nature esthétique du manifeste, en lui fournissant des motifs décoratifs, le transformant en un art décoratif de forme autonome. Il a été appelé « le père de l'affiche Belle Époque », et a inspiré et encouragé d'autres artistes à explorer le genre.
Des nombreux auteurs qui s’y adonnèrent, le plus influent étant sans conteste le Tchèque Alfons Mucha. Ses créations gagnèrent une renommée internationale, grâce à la délicatesse de ses dessins qui incluaient le plus souvent la figure féminine comme figure centrale, enveloppée par des arabesques d’éléments naturels et soulignée de lignes rappelant la mosaïque ou le vitrail. Son style, principalement utilisé dans les œuvres à caractère commercial, fut imité par les illustrateurs de son époque. Ce fut, par exemple, le cas de Gaspar Camps, surnommé le Mucha catalan. Aubrey Beardsley fut l'un des plus originaux artistes Art nouveau, malgré l’irrévérence érotique et la polémique issue des thèmes qu’il choisit d’illustrer en noir et blanc pour l'édition, la ligne tant sinueuse qu'anguleuse qui délimite des plages sombres sur un fond blanc, évoquant la gravure érotique japonaise Shunga. D’autres affichistes célèbres sont Privat Livemont, Koloman Moser, Charles Rennie Mackintosh, Eugène Grasset, Franz von Stuck, Cesare Saccaggi ou encore Ramon Casas qui est un artiste du modernisme catalan.
En typographie, de nombreuses créations de caractères se font dans l’esprit de l’Art nouveau, avec, entre autres, Eugène Grasset, Ernest Lessieux et George Auriol (polices Auriol, Française légère) en France, Otto Weisert (police Arnold Böcklin, 1904) en Suisse…

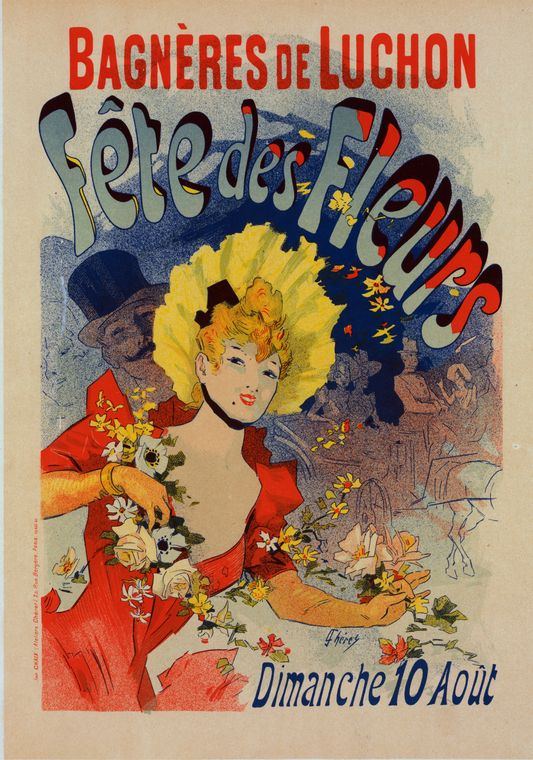
Jules Chéret, affiche pour la Fête des fleurs de Bagnères-de-Luchon (1890).
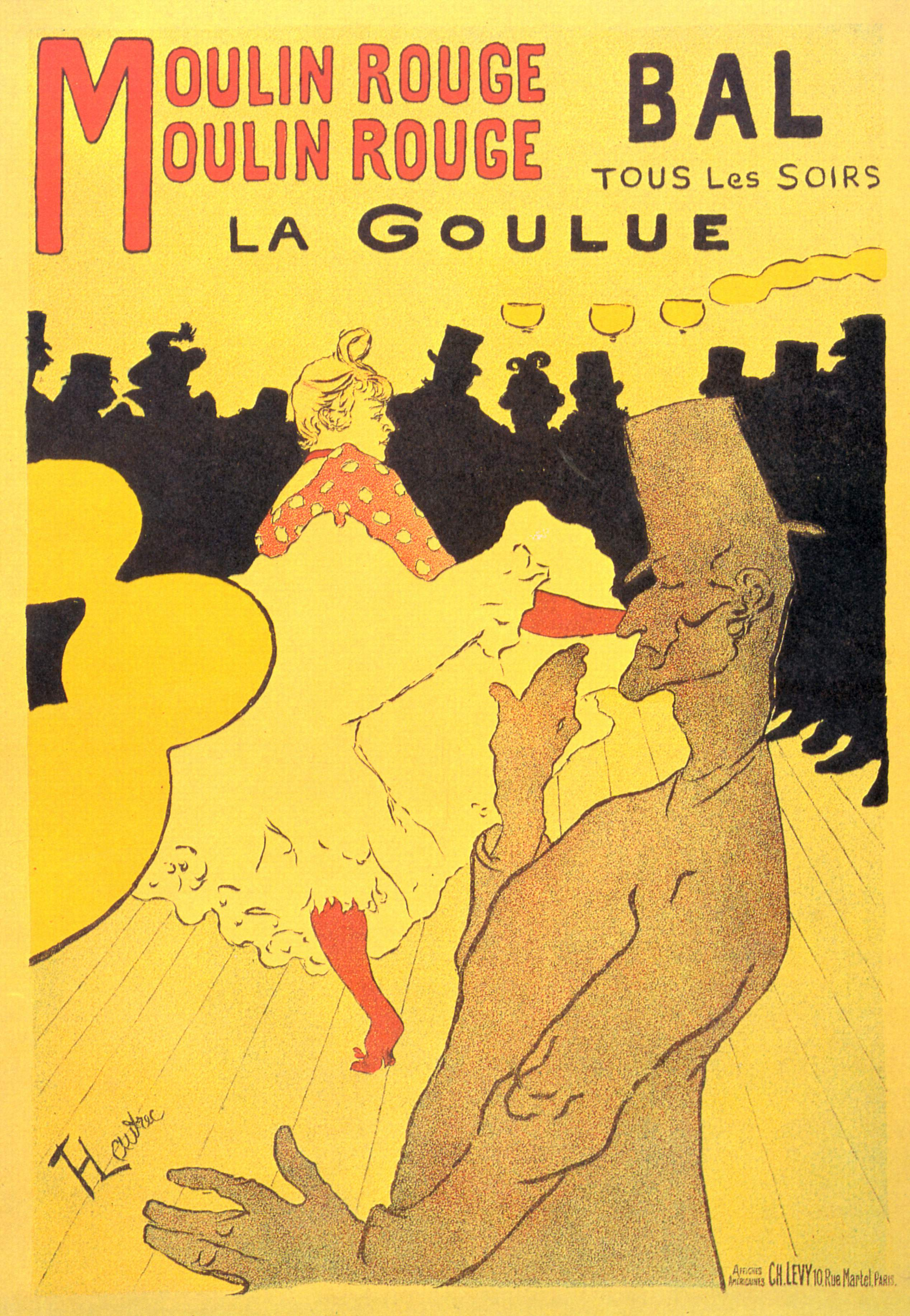
Henri de Toulouse-Lautrec, Moulin Rouge - La Goulue, affiche (1891).
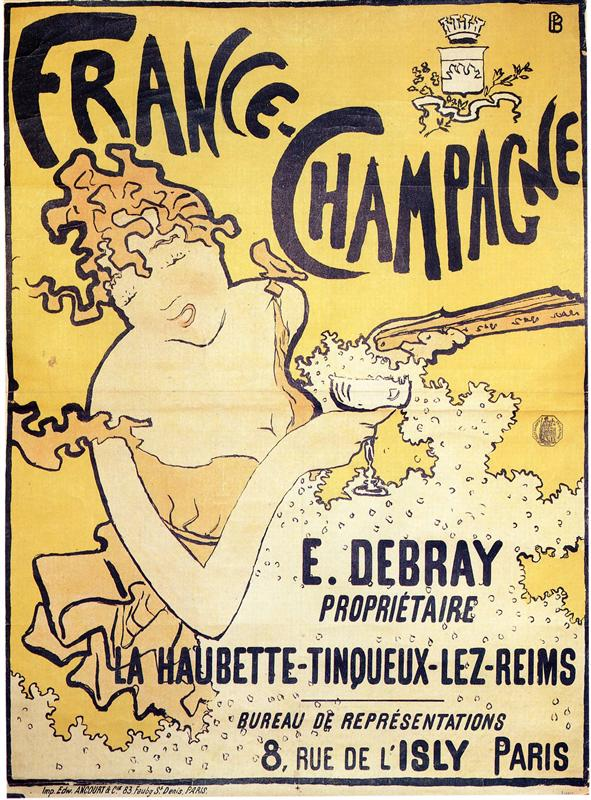
Pierre Bonnard, France-Champagne, lithographie, 78 × 50 cm, (1891).
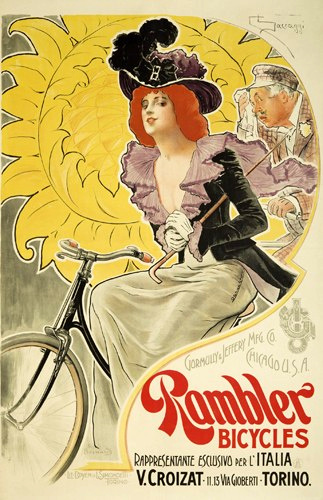
Cesare Saccaggi, Rambler Bicycles, affiche (vers 1891).
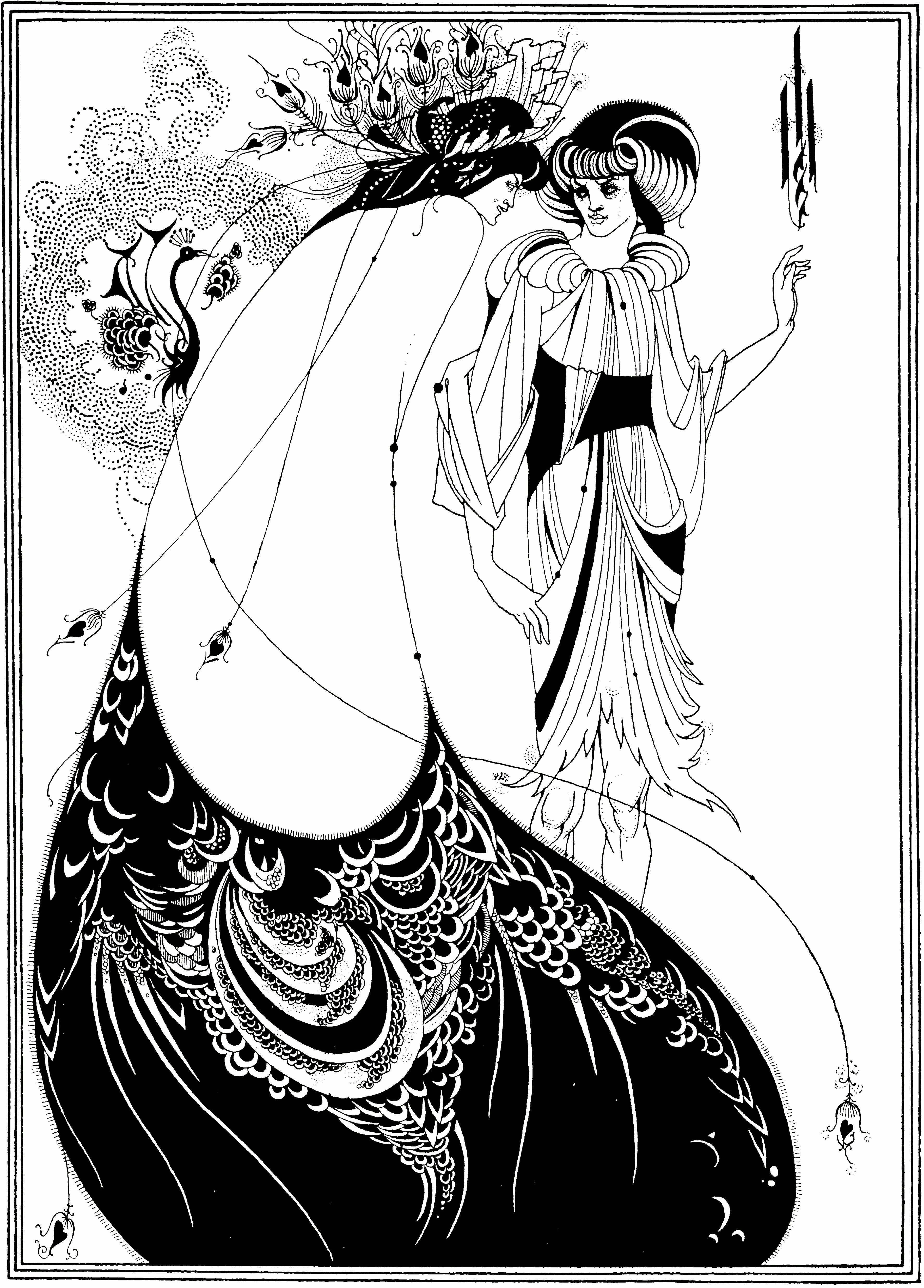
Aubrey Beardsley, La Jupe-paon, illustration pour Salomé d'Oscar Wilde (1893-1894).
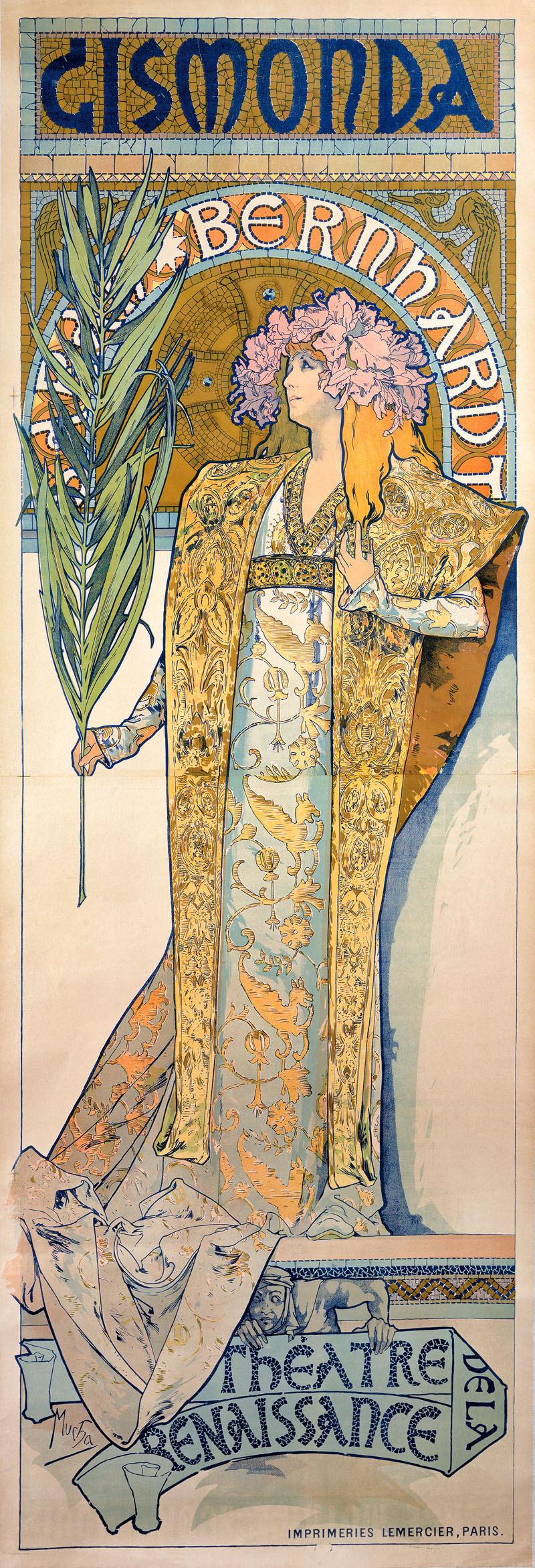
Alfons Mucha, Gismonda, affiche (1894).
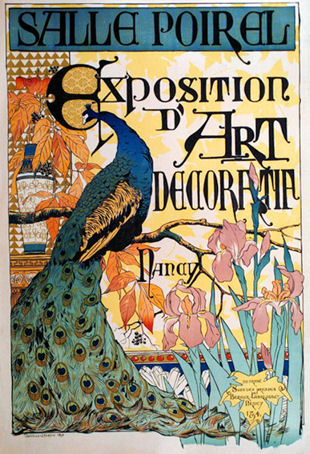
Affiche de l'Exposition d'art décoratif lorrain de 1894 aux galeries Poirel de Nancy. Utilisation du thème du paon récurrente dans l'Art nouveau.
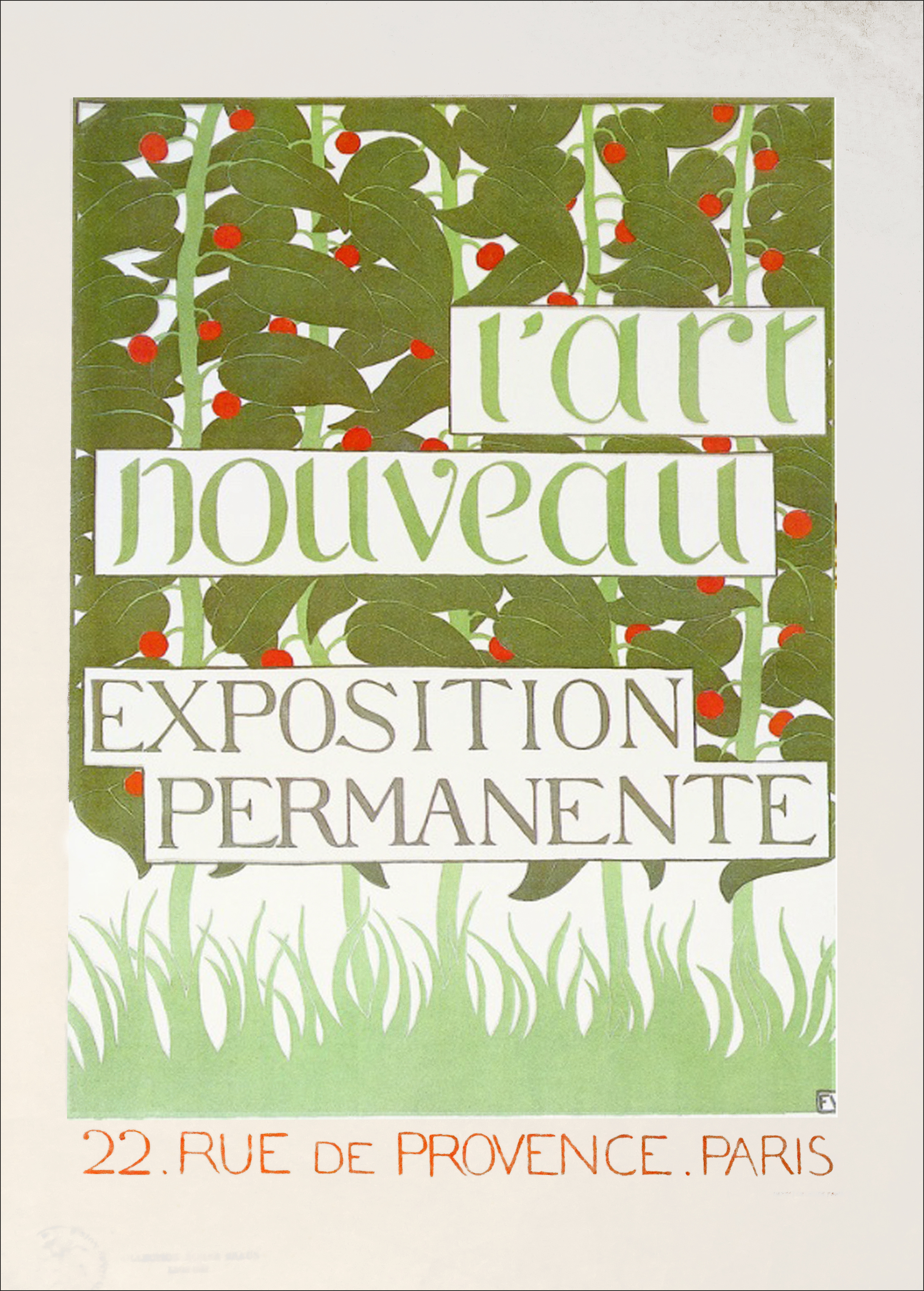
Félix Vallotton, l'Art nouveau - Exposition permanente (1895), Musée des arts déco, Paris.
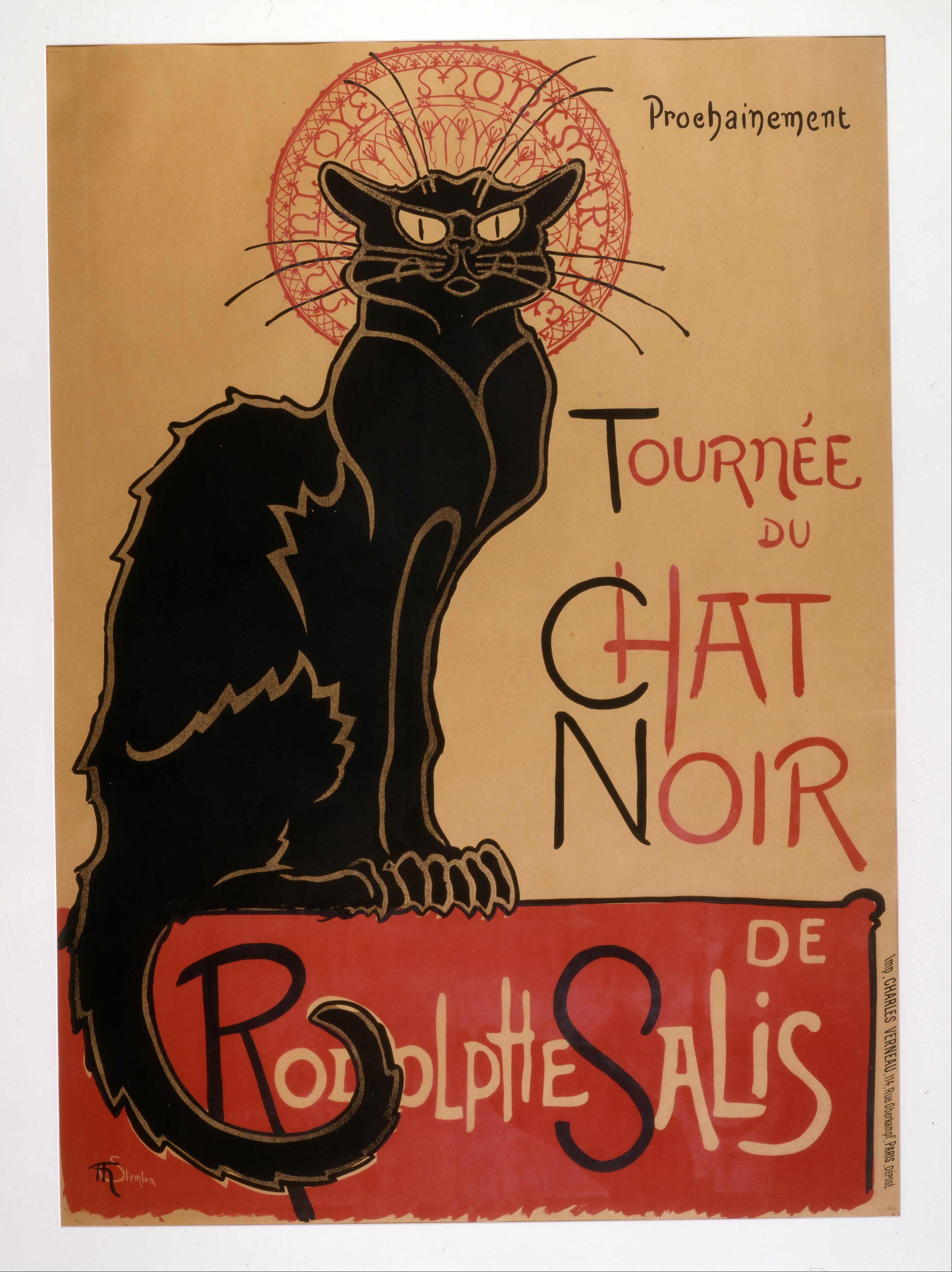
Théophile Alexandre Steinlen, Tournée du Chat noir, affiche (1896).
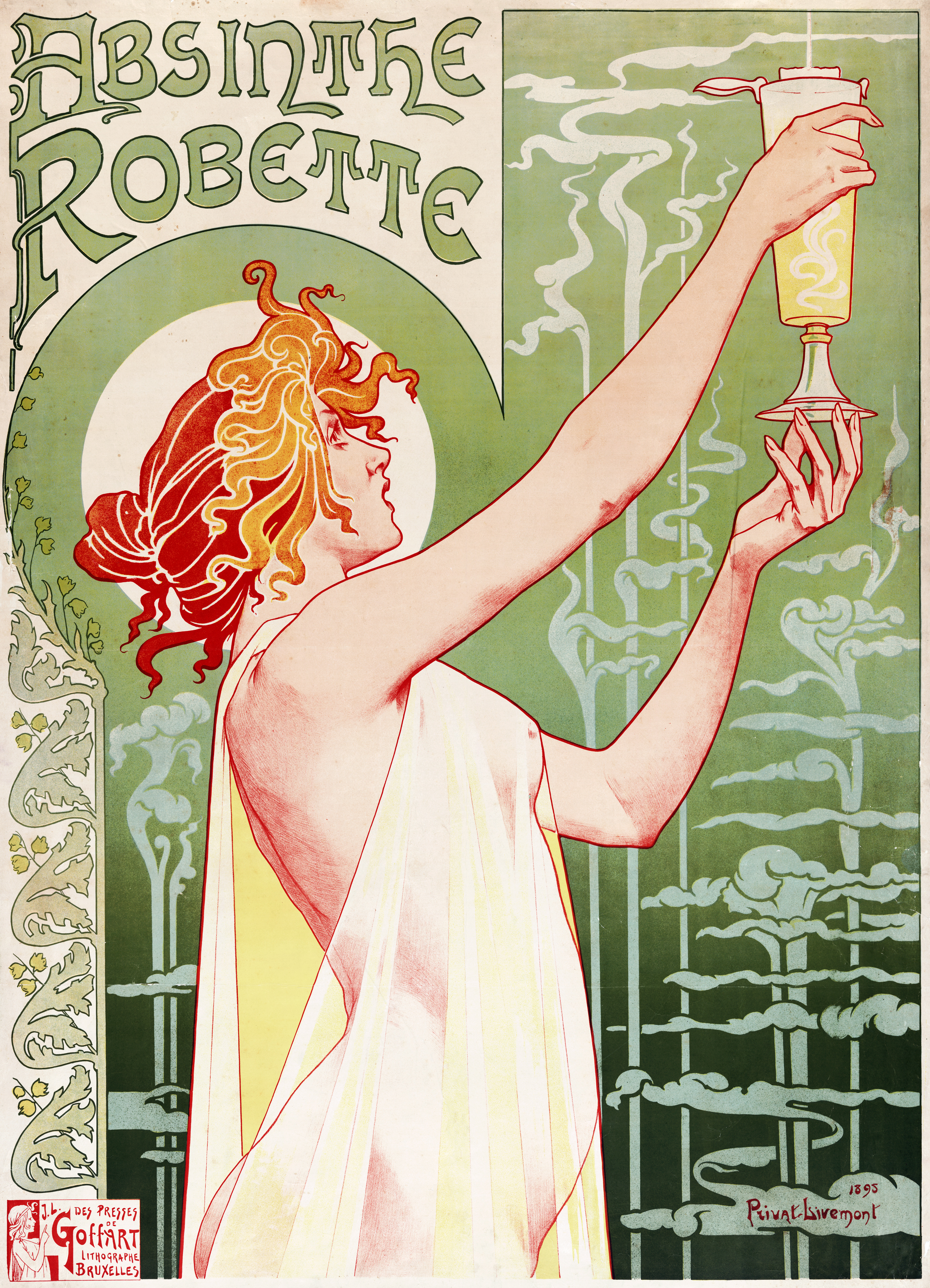
Henri Privat-Livemont, Absinthe Robette, affiche (1896).
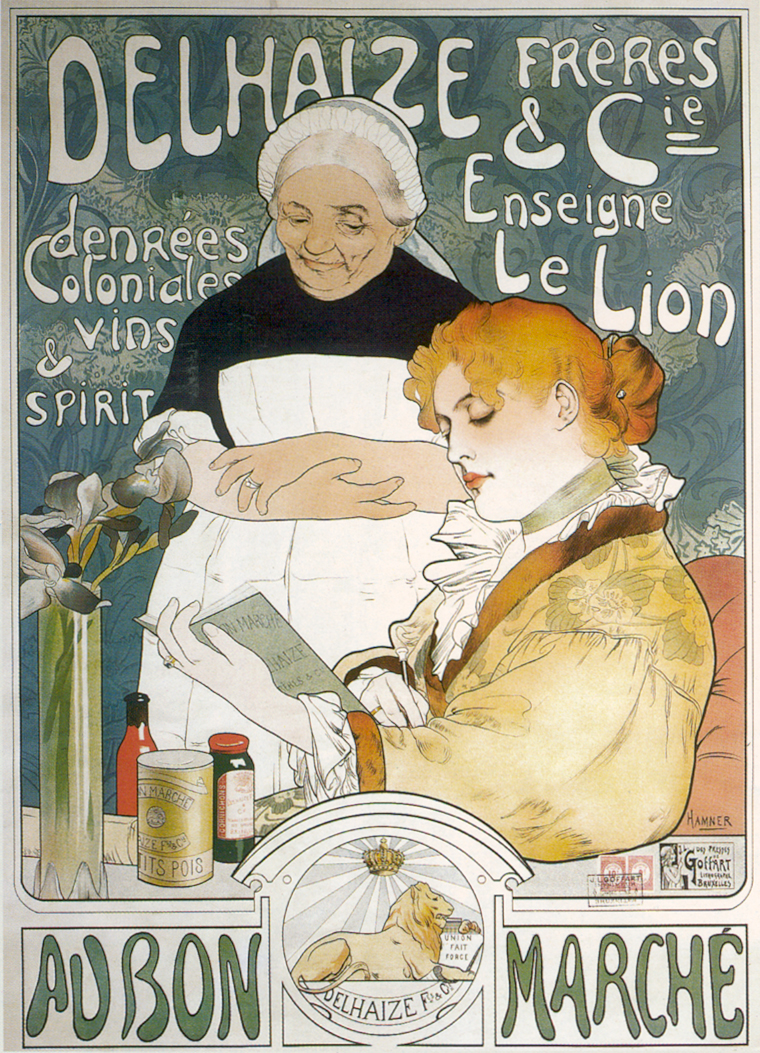
Herman Richir (Hamner), Au Bon Marché, affiche pour Delhaize Frères et Cie (1896).
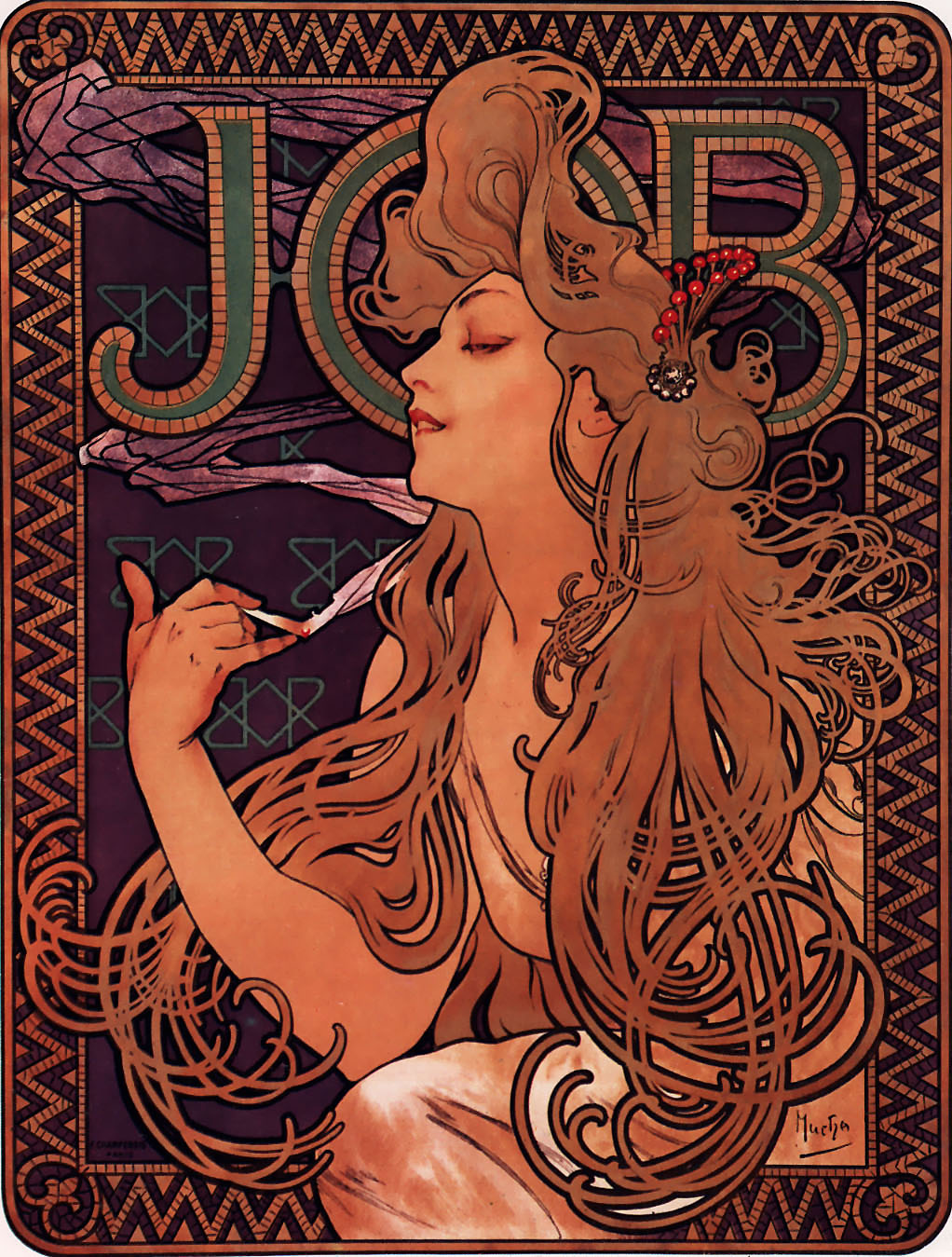
Alfons Mucha, La Femme blonde, Calendrier JOB (1897).
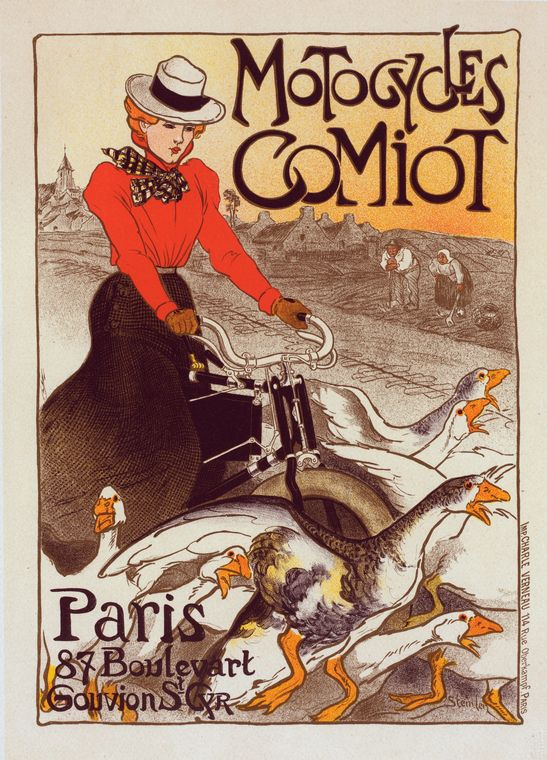
Théophile Alexandre Steinlen, affiche pour les Motocycles Comiot (1899).

### Peinture
« En raison de son influence ambiguë et souvent très marginale sur les beaux-arts, il est beaucoup plus difficile d'étudier l'Art nouveau dans ce domaine que dans les autres disciplines. Le mouvement correspond plus à une recherche de lignes qu'au domaine de la peinture au sens traditionnel du terme, aussi s'incarna-t-il davantage dans des réalisations plastiques que sur la surface plane ». Ainsi, de nombreux éléments propres au mouvement Art nouveau sont expérimentés par des peintres avant-gardistes avant d'être repris par des artistes d'autres disciplines. Les caractéristiques les plus significatives communes à la peinture de l'époque et constitutives de l'Art nouveau sont :
- la simplification des formes,
- l'aplatissement de l'espace,

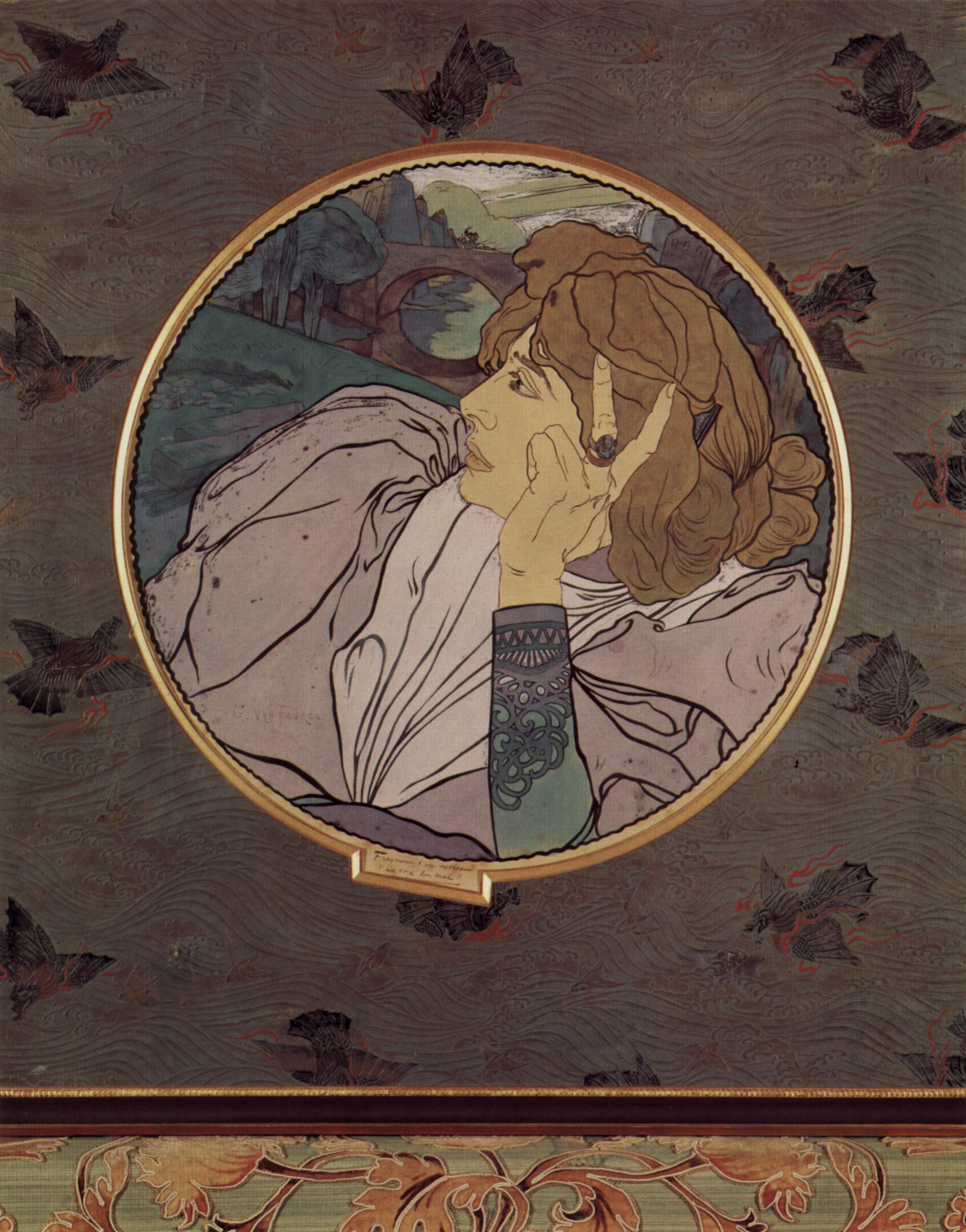
Georges de Feure, Mélancolie, collection particulière.

- les capacités évocatrices des lignes courbes,
- la proximité avec le symbolisme[73].

Il n'existe donc pas réellement d'école de peinture Art nouveau, mais le mouvement est si protéiforme, il touche tant à tous les aspects des représentations graphiques qu'il a une influence sur un grand nombre d'artistes et d'écoles, quelle que soit leur orientation finale.
À la fin des années 1880, la recherche d'un dépassement de l'impressionnisme pousse de nombreux peintres a « réagir contre la conception illusionniste de la forme et contre la dissolution de la ligne et de la surface qui en résulte ». Initiées par deux associations d'artistes novateurs, les Vingt de Bruxelles et la Société des artistes indépendants à Paris, les écoles de peinture européennes de la fin du siècle empruntent beaucoup au mouvement Art nouveau, que ce soit les symbolistes, les préraphaélites anglais, les expressionnistes allemands, les Nabis et les Fauves.

#### Peintres notables
(octobre 2017).
Henri Bellery-Desfontaines, Jules Chéret, Georges de Feure, Victor Prouvé et Théophile Alexandre Steinlen, tous artistes peintres qui se dédièrent tout autant à la peinture, à la lithographie et à l'affiche, refusèrent la séparation entre arts nobles et arts mineurs : la peinture devient un élément du décor.
En Suisse, on peut aussi citer les noms d'André Evard et Charles L'Eplattenier.

### Bijouterie-joaillerie
(août 2008).
L’art de la joaillerie a été revitalisé par l’Art nouveau, la principale source d’inspiration étant la nature. Cette rénovation fut complétée par la virtuosité atteinte dans le travail de l’émail et des nouveaux matériaux, tels que l’opale et autres gemmes. L’intérêt généralisé porté à l’art japonais et l’enthousiasme grandissant pour les différentes techniques de la transformation du métal, jouèrent un rôle considérable dans les nouvelles approches artistiques et les thèmes d’ornementation.
Durant les deux siècles précédents, la joaillerie fine s’était centrée sur les pierres précieuses, particulièrement sur les diamants. La préoccupation du joaillier consistait principalement à former un cadre adapté, afin que la pierre resplendisse. Avec l’Art nouveau, un nouveau type de joaillerie voit le jour, motivé et dirigé par le concept du dessin artistique, ne donnant plus l’importance centrale du bijou à la pierre sertie.
Les joailliers de Paris et Bruxelles furent les principaux instigateurs de ce revirement, donnant un nouveau souffle qui se traduira rapidement par une large renommée du style Art nouveau. Les critiques français contemporains étaient unanimes : l’art de la joaillerie traversait une transformation radicale, et le joaillier et maître verrier René Lalique se trouvait en son centre. Lalique glorifia la nature dans ses créations, amplifiant son répertoire pour y intégrer des éléments peu conventionnels — citons les libellules et herbes — inspirés par les dessins de l’art japonais.
Les joailliers désiraient se démarquer tout en inscrivant ce nouveau style dans une tradition, puisant leur inspiration dans la Renaissance, pensons notamment aux bijoux en or émaillé et sculpté. On voit réapparaître à cette période des techniques anciennes remises au goût du jour, telle que la technique du plique-à-jour, qui permet d'obtenir des bijoux traités en cloisonné et émail translucide, semblable à du vitrail miniature. De très nombreux joailliers de la période en firent usage, comme René Lalique, Henri Vever ou encore Eugène Feuillâtre. Dans la majorité des créations émaillées, les pierres précieuses cédèrent leur place prédominante, les diamants étant relégués à un rôle subsidiaire en combinaison avec des matériaux moins habituels comme le verre modelé, l’ivoire et la corne. La perception du métier de joaillier évolue, considéré par ses créations comme artiste et non plus comme artisan.

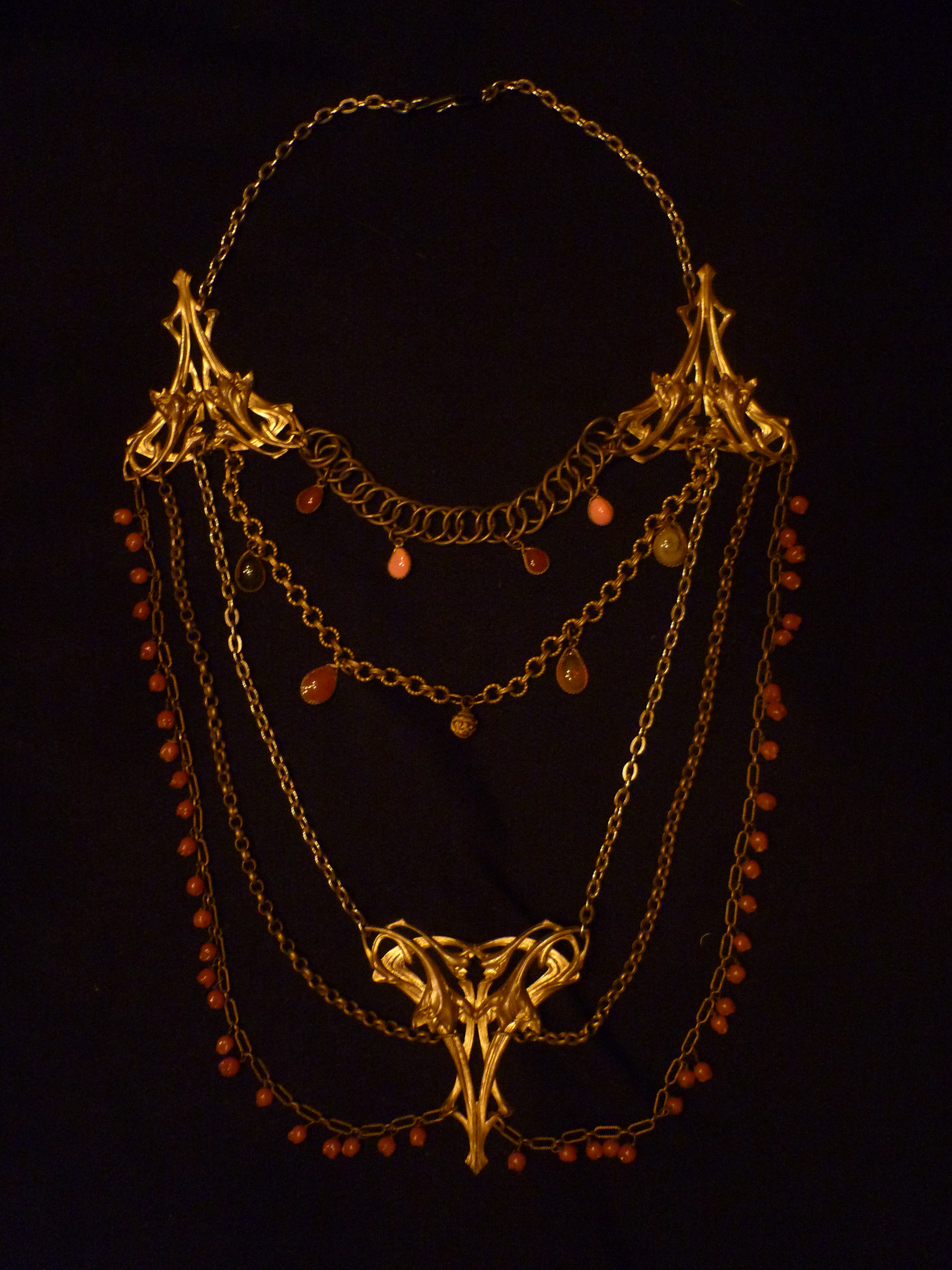
Long collier dit sautoir. La mode est au bijou fantaisie (laiton, verre, corail…).
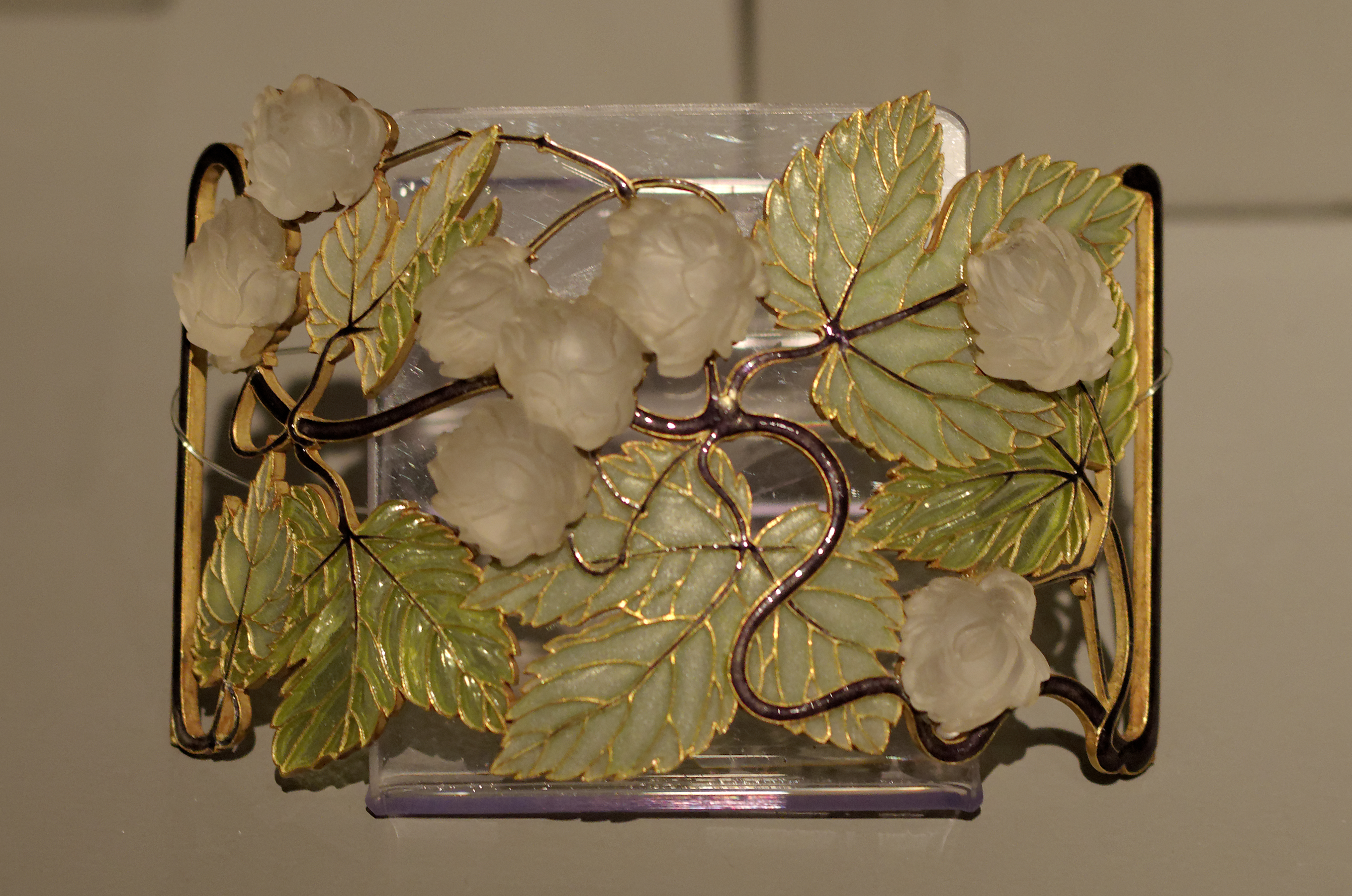
René Lalique, collier (vers 1898-1900).

### Verrerie

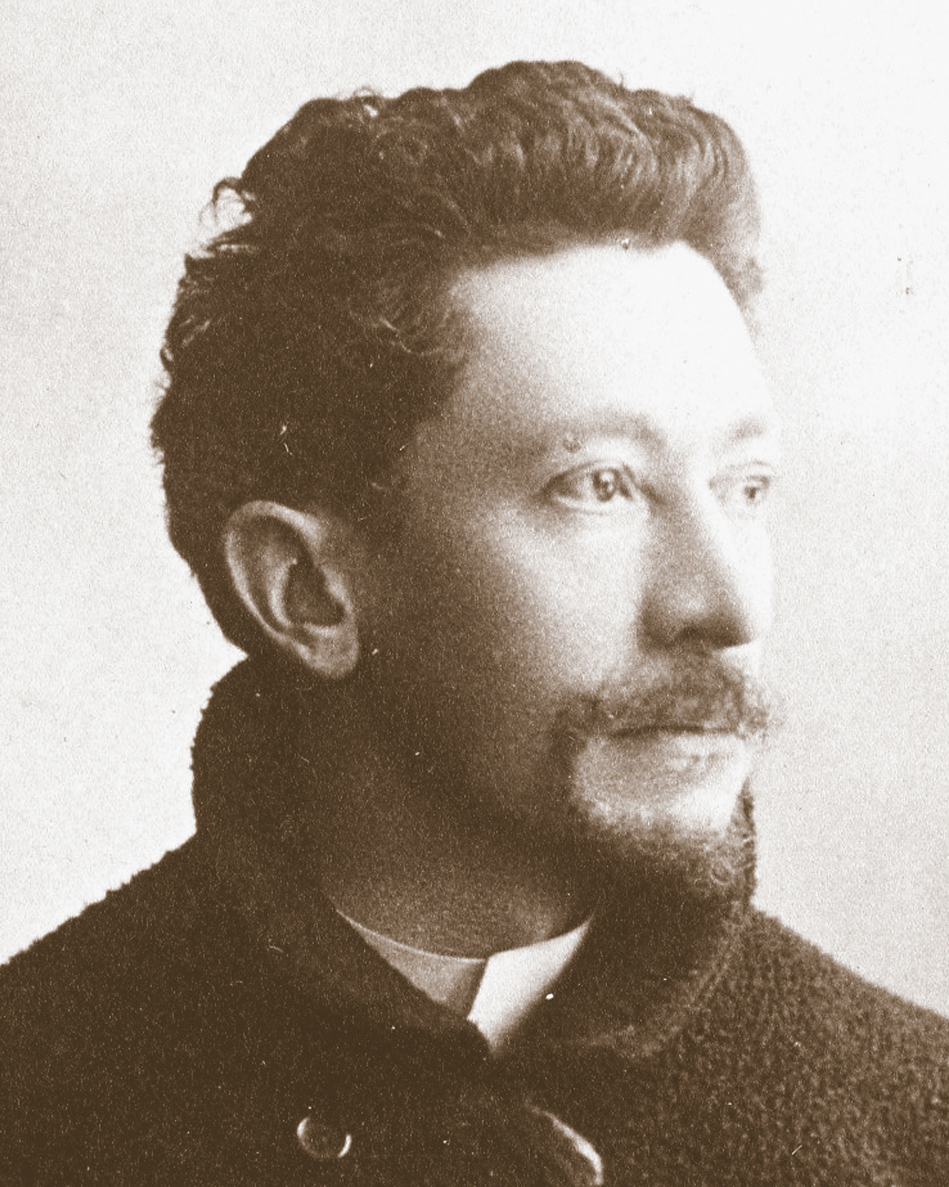
Émile Gallé, un des grands maîtres verriers du mouvement Art nouveau.

Dans le domaine de la verrerie, la France connaît une révolution artistique dès les années 1880. Cette évolution importante s'ouvre au grand public via l'exposition La pierre, le bois, la terre et le verre qui a lieu à Paris en 1884. Cette exposition présente les deux pionniers du mouvement, Eugène Rousseau, inspiré par le japonisme, et Eugène Michel. Cette nouvelle vague est immédiatement rejointe par celui qui deviendra le symbole de la verrerie Art nouveau : Émile Gallé.
Émile Gallé révolutionne l'art de la verrerie durant ses vingt années d'activité, autant par l'immense inventivité des formes déployées que par le travail sur de nouvelles techniques et des combinaisons de techniques inédites. Il est connu ainsi pour ses « verreries parlantes », sur lesquelles il inscrit des vers. Son inspiration de prédilection est la nature, que ce soit via la botanique ou l'entomologie. Il bénéficie dès ses premières productions d'un immense succès critique et public. Rapidement, des imitateurs voient le jour et satisfont une demande croissante pour ce type d'objets décoratifs. Certains présentent de belles réussites artistiques, tels les frères Auguste et Antonin Daum, qui s'associent pour certaines réalisations avec Louis Majorelle, ou les frères Muller.
De très nombreuses sociétés s'engagent donc dans l'Art nouveau, certaines avec une certaine originalité, les plus nombreuses en produisant des copies à moindre coût. Parmi les sociétés dignes d'intérêt sont Schverer & Cie, H. A. Copillet & Cie, Legras & Cie ou les frères Pannier. Cette vague dure jusque dans les années 1930, s'éteignant donc bien après la mort de Gallé en 1904 et bien après la transformation de l'Art nouveau. Cet essor de la verrerie porte également le renouveau de la fabrication d'objets en pâte de verre, avec deux vagues d'artistes, les premiers entre les années 1890 et 1900 (Henry Cros, François-Émile Décorchemont ou Georges Depret) et les seconds durant les années 1910 et 1920 (Gabriel Argy-Rousseau, Jules-Paul Brateau, Albert-Louis Dammouse et Amalric Walter).
À l'étranger, la verrerie Art nouveau se développe largement en Bohême. Une des entreprises majeures de ce mouvement est la verrerie Johann Loetz (de). « La verrerie Loetz se caractérise à l'origine par des formes asymétriques qui combinent des couleurs opaques rehaussées de finitions texturées » ; elle est également connue pour des verres iridescents aux incrustations d'or, proche de la production de Tiffany, ou l'application aux vases d'anses aux formes graciles et grimpantes. Outre la verrerie Loetz, les quelques autres sociétés à travailler ce style ne le font que de manière superficielle et pour une petite part de leur production : Ludwig Moser und sohn, Meyr's Neffe (de) ou la Glasfabrik Blumenbach.
En Allemagne, le Jungendstil s'empare de la verrerie avec des motifs floraux chez Karl Köpping ou issus de la mythologie germanique dans la verrerie Petersdorfer Glashütte Fritz Heckert (de).
En Scandinavie et en Russie, peu d'entreprises se lancent dans la fabrication d'objets de style Art nouveau. En Suède, les entreprises Kosta et Orrefors, en Russie, la manufacture de verre de la cour tsariste, procèdent à quelques imitations Art nouveau, bien après les débuts du mouvement en Europe de l'Ouest.
Les verriers du Royaume-Uni sont très peu réceptifs à la stylistique Art nouveau, préférant les motifs classiques ou mythologiques. Seules les sociétés Thomas Webb & Sons et Stevens & Williams, domiciliées à Stourbridge, osent timidement quelques réalisations aux motifs floraux, tout en restant assez conventionnels.
En Amérique du Nord, la production d'objets en verre est dominée par Tiffany. Celui-ci, tout en réalisant toujours des gammes d'objets conventionnels, se tourne vers des thèmes floraux proches de l'Art nouveau européen. La mise au point d'un procédé de fabrication industriel nouveau lui permit de développer un commerce à destination des classes moyennes, étant ainsi en phase avec l'une des aspirations des artistes Art nouveau. On peut citer également la société Steuben Glass Works (en) (à Corning) et Philip Julius Handel (dans le Connecticut). L'immense succès de Tiffany incite de nombreuses compagnies à l'imiter, et à poursuivre même lorsque le mouvement s'essouffle dans les années 1920 et 1930.

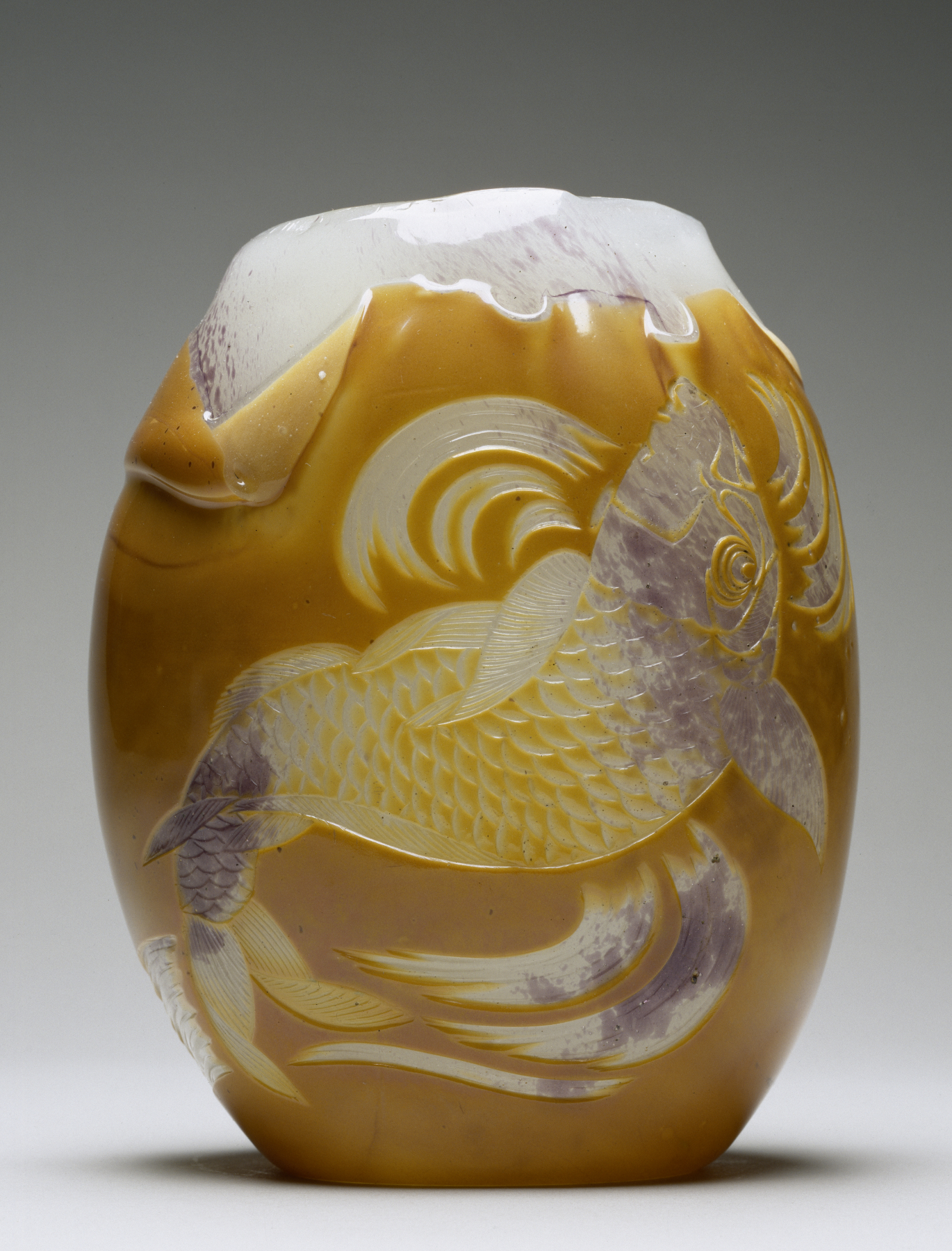
Eugène Rousseau, Appert Frères, Vase à la carpe (entre 1878 et 1884), Baltimore, Walters Art Museum.
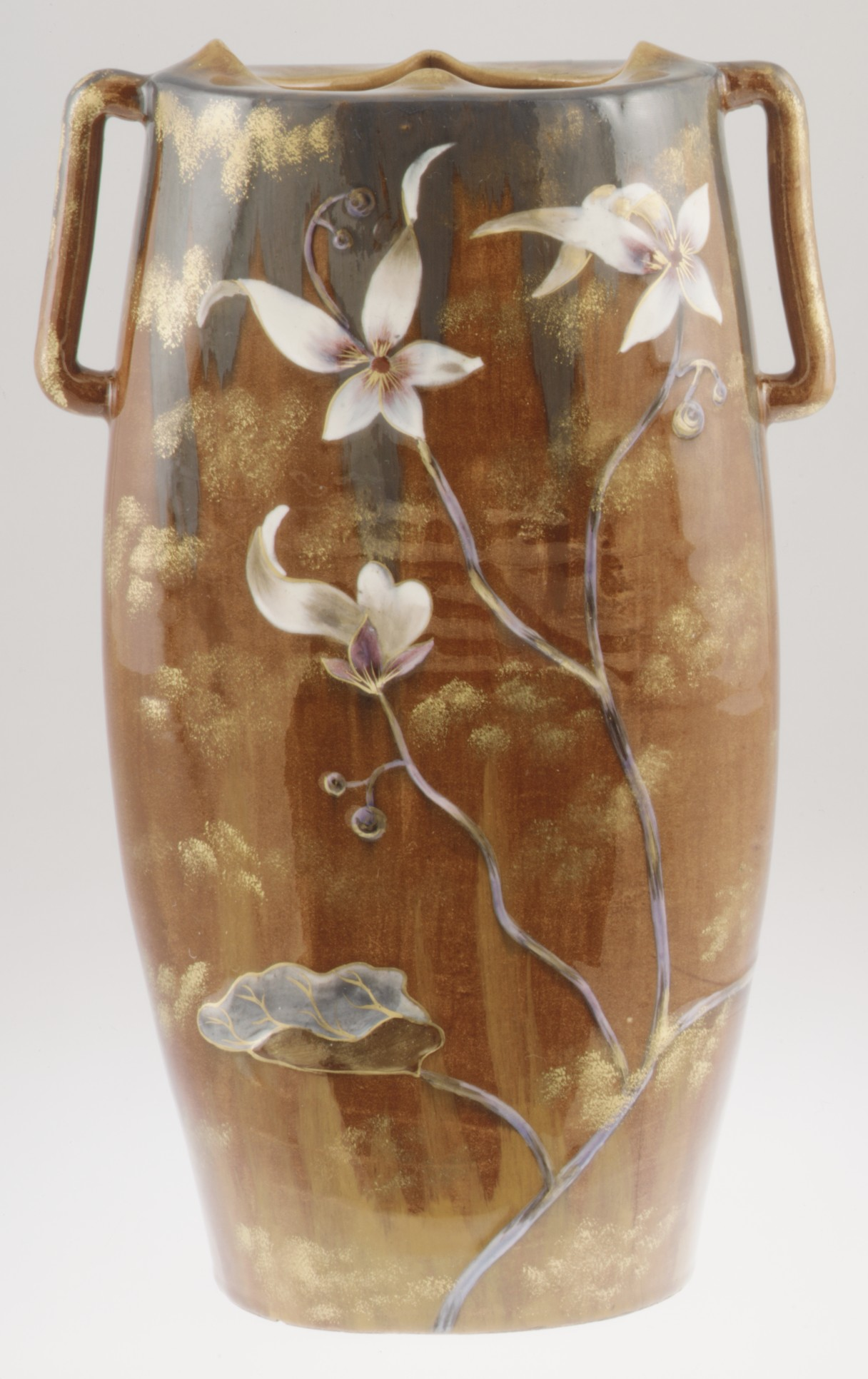
Émile Gallé, vase (vers 1885), New York, Metropolitan Museum of Art.
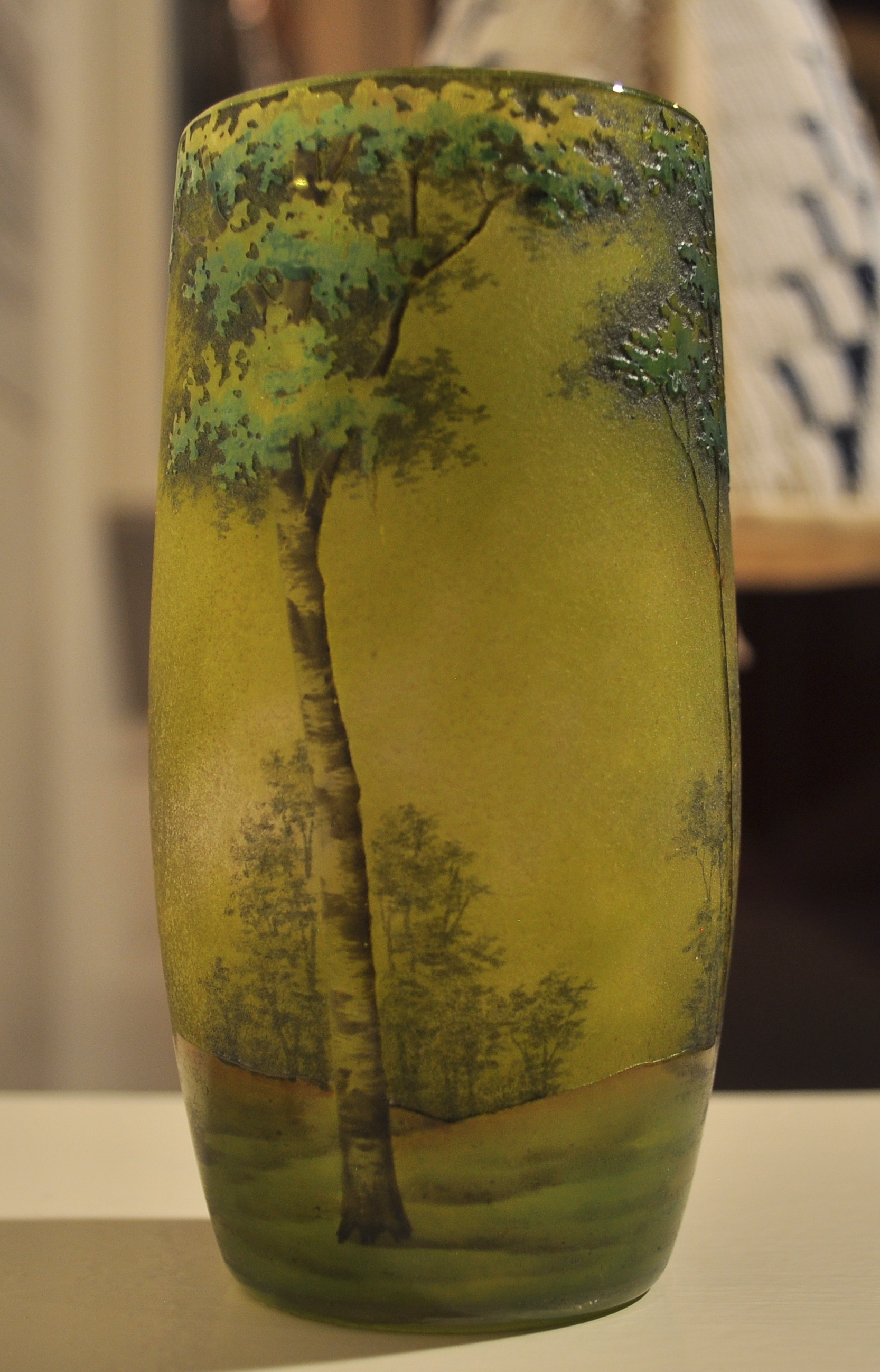
Frères Daum, Vase aux arbres, Maryhill (en), Maryhill Museum of Art.
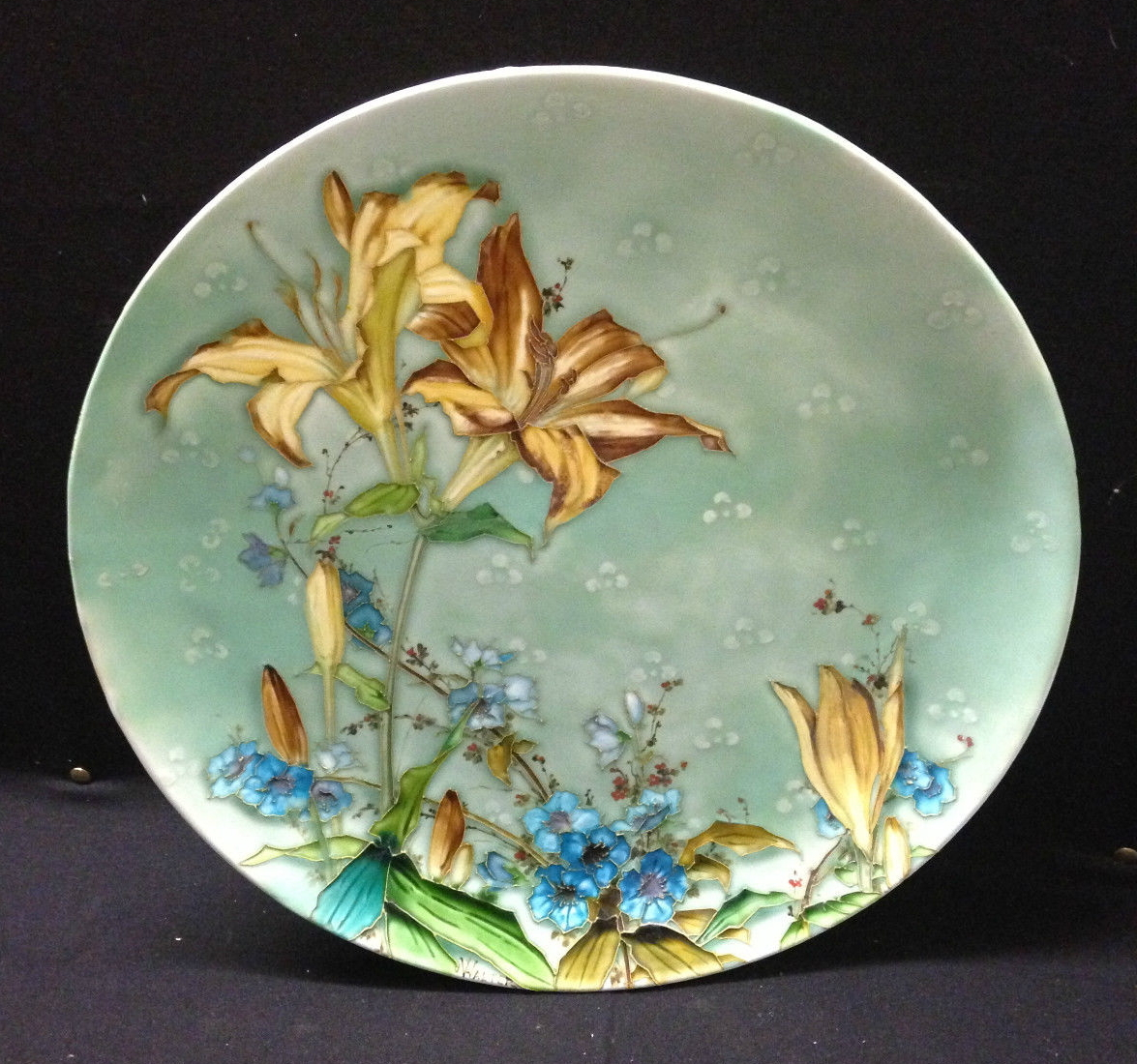
Amalric Walter, assiette en faience (vers 1900).
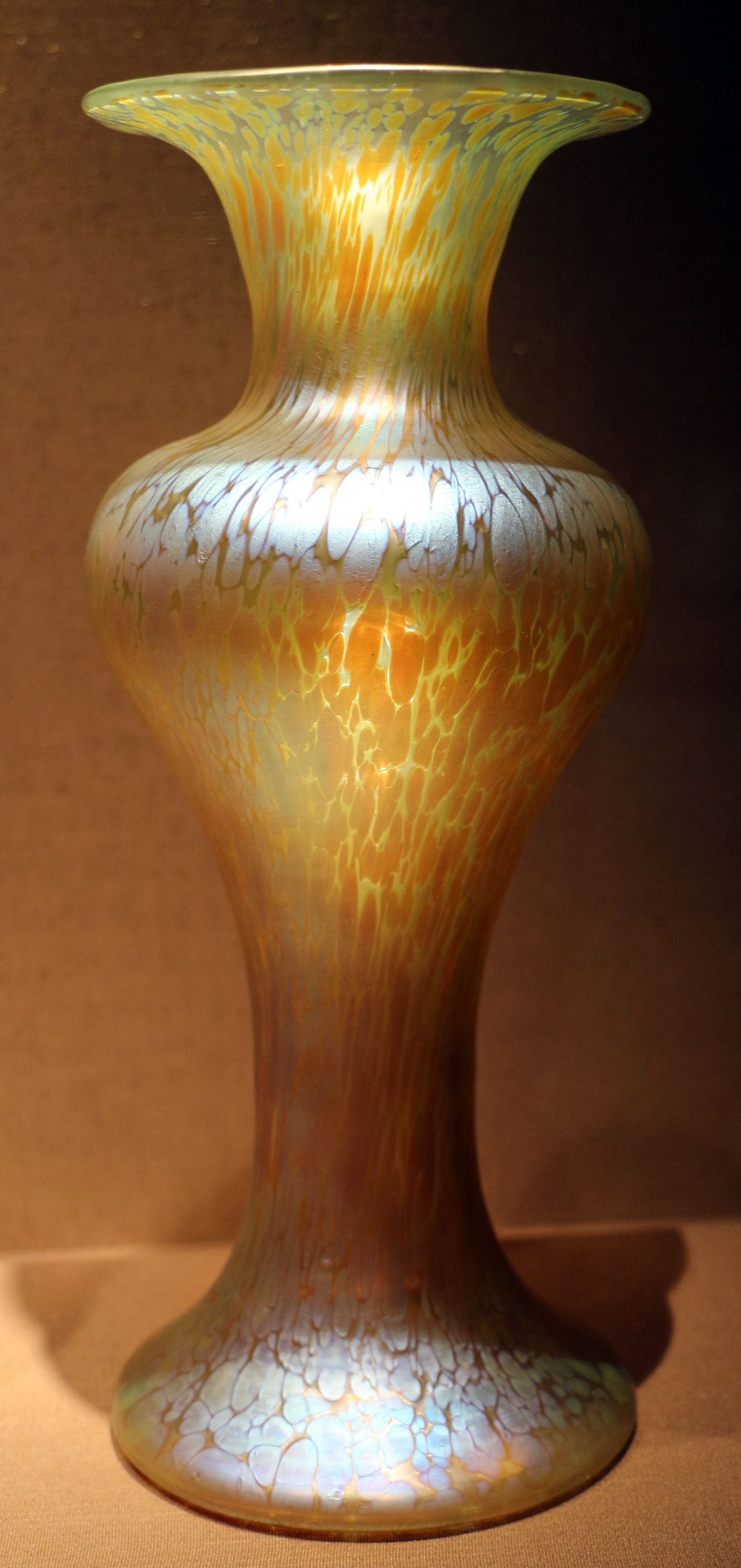
Johann Loetz, vase (vers 1900), Bruxelles, musée Fin-de-Siècle.
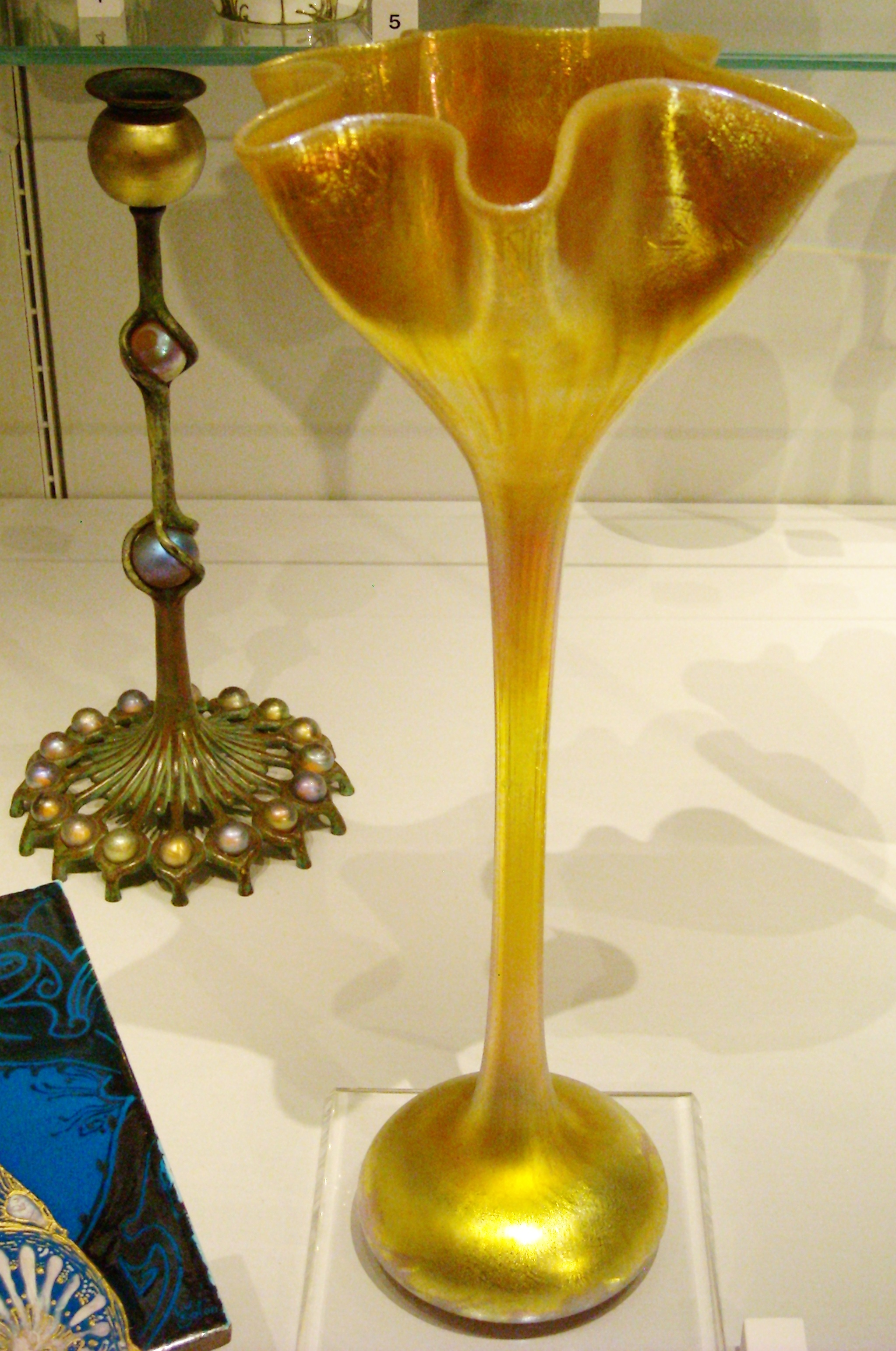
Vases Tiffany, Bedford, Higgins museum (en).
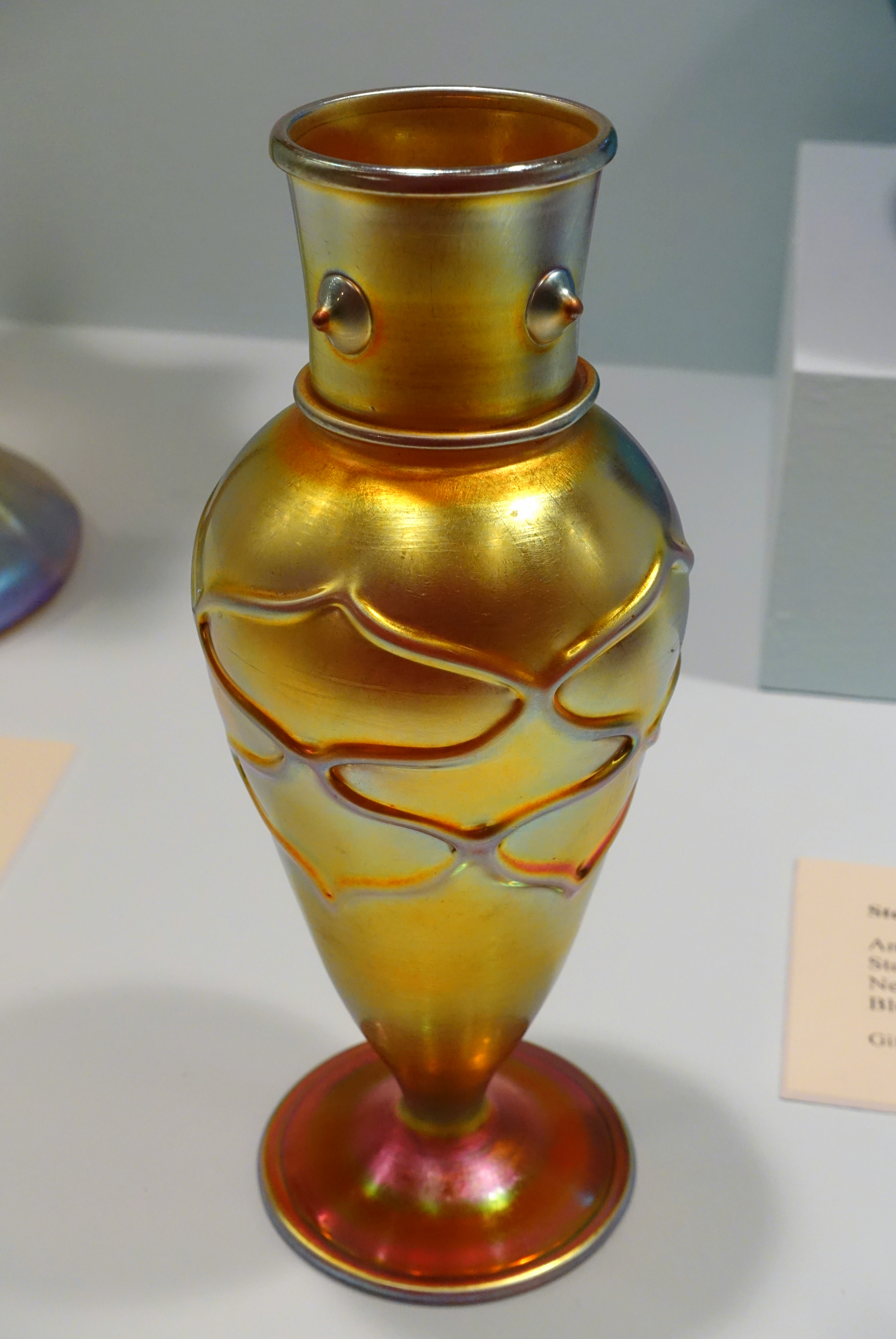
Vase réalisé par la société Steuben Glass Works (entre 1900 et 1925), Champaign, Krannert Art Museum (en).

## Principales tendances

### Autriche-Hongrie
Au sein de la monarchie Austro-hongroise, l'Art nouveau est dénommé mouvement sécessionnisme et est mené par Otto Wagner et ses élèves Olbricht et Hoffmann.
La première période de ce mouvement, entre 1895 et 1904, voit apparaître des bâtiments colorés, plein de courbes, fantaisistes et même facétieux. Par la suite, ils évoluent vers des formes plus épurées et un retour à la tradition. L'exemple le plus significatif de cette école est la maison d'Adolphe Stoclet à Bruxelles, réalisé par Hoffmann entre 1904 et 1911, et qui à elle seule expose une grande partie du savoir-faire des artisans viennois.

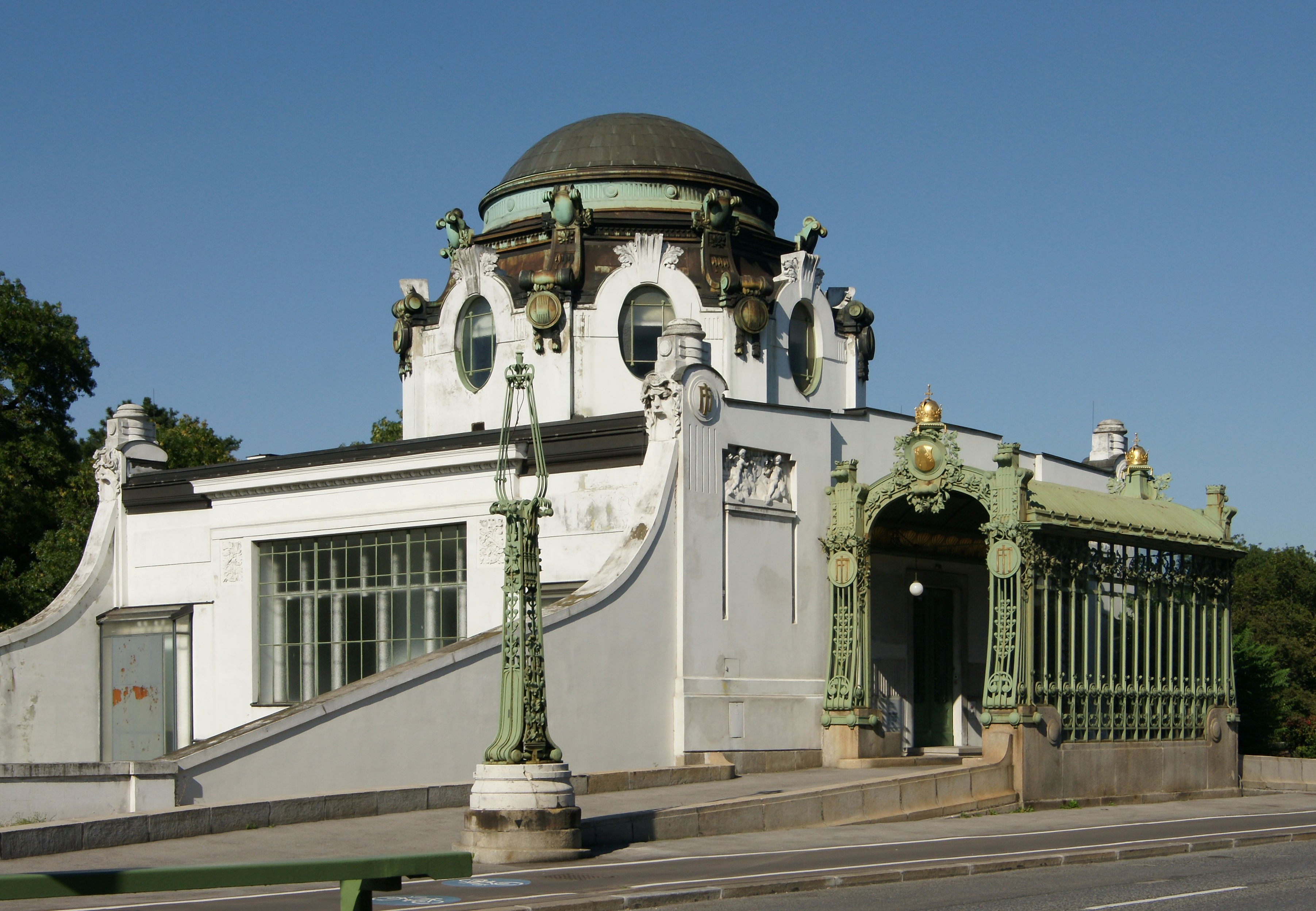
Otto Wagner, pavillon du musée de Vienne.
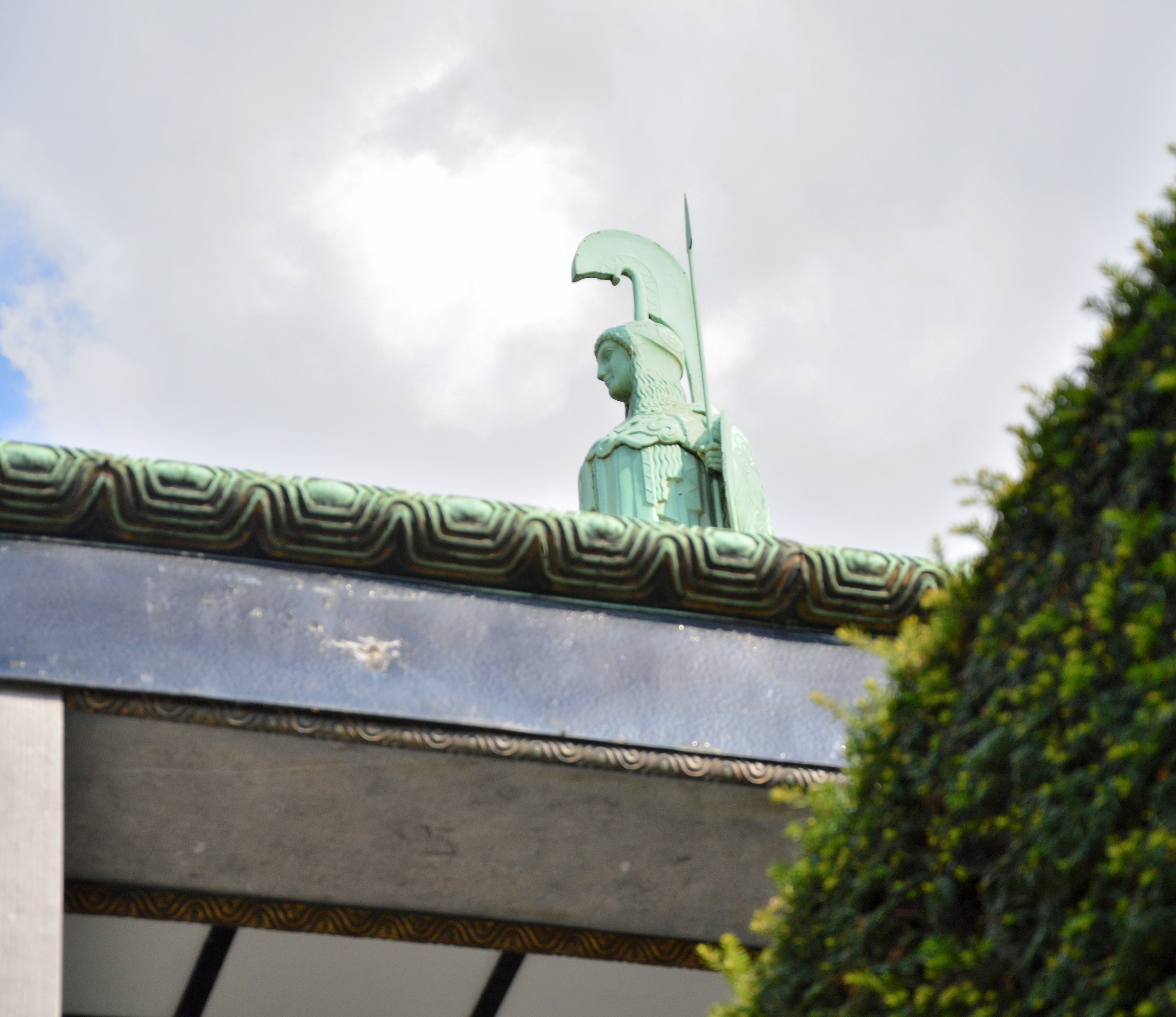
Josef Hoffmann, palais Stoclet, détail de l'entrée, Woluwe-Saint-Pierre.
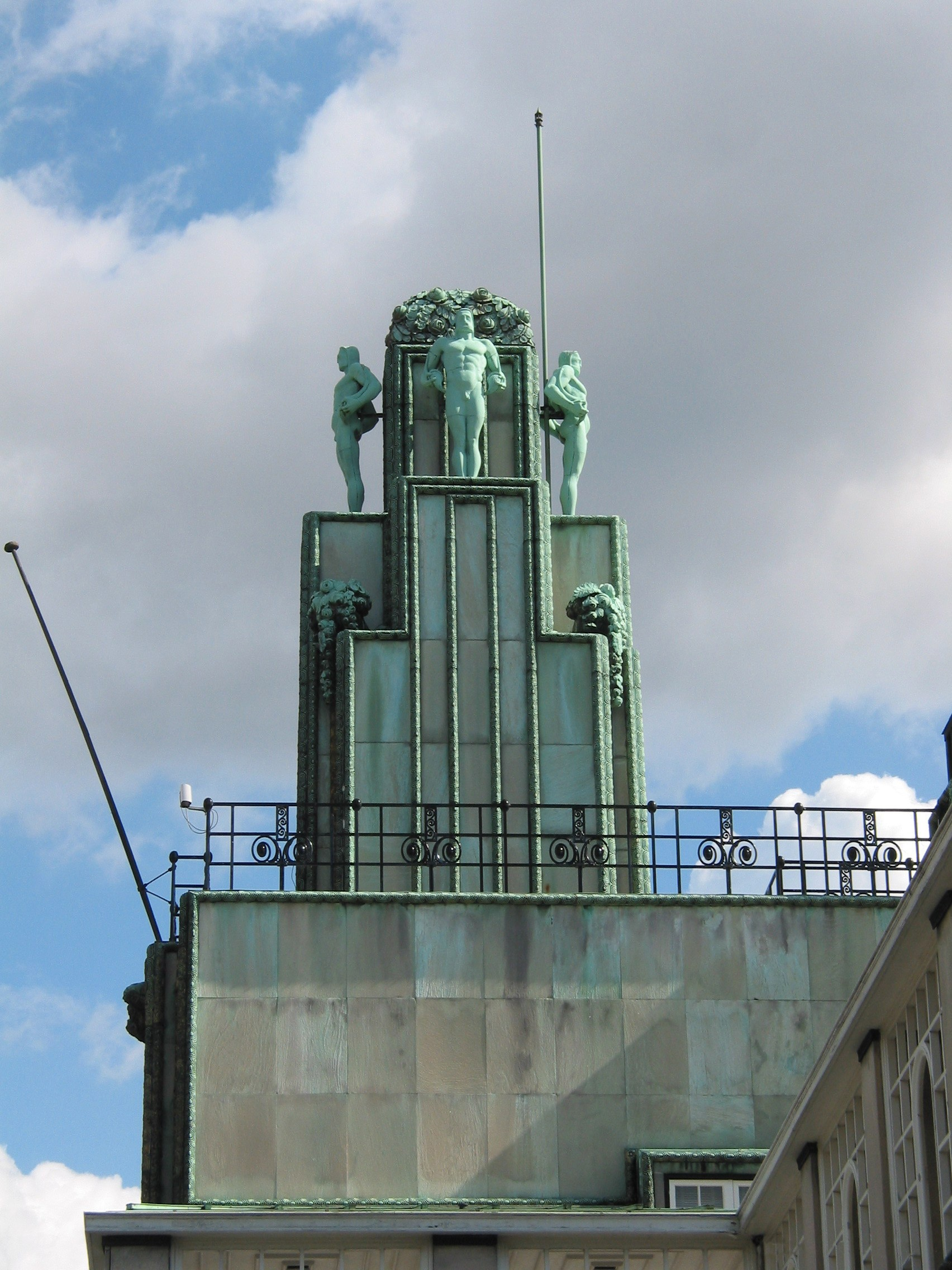
Josef Hoffmann, palais Stoclet, coupole, Woluwe-Saint-Pierre.
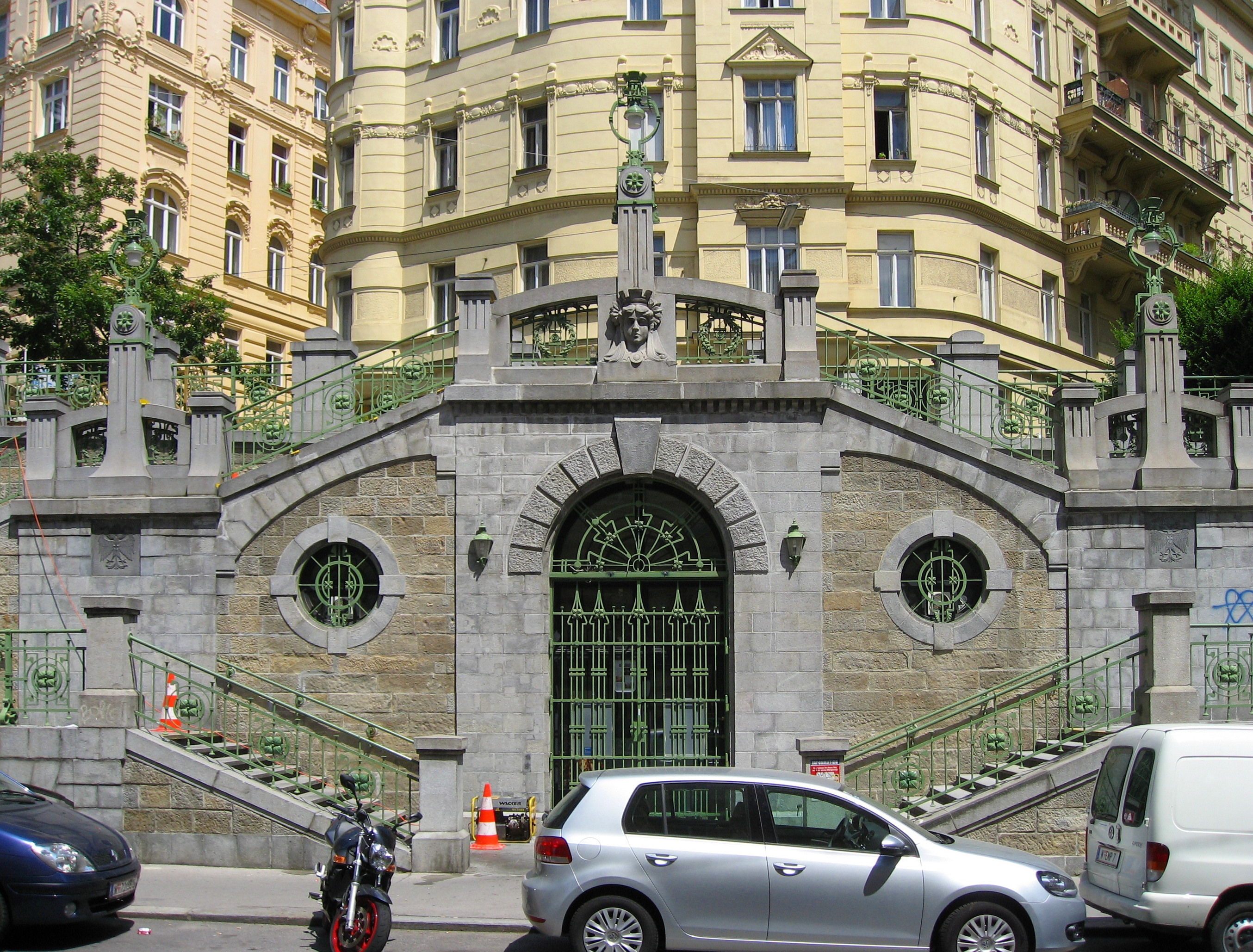
Escalier Fillgraderstiege, à Vienne.
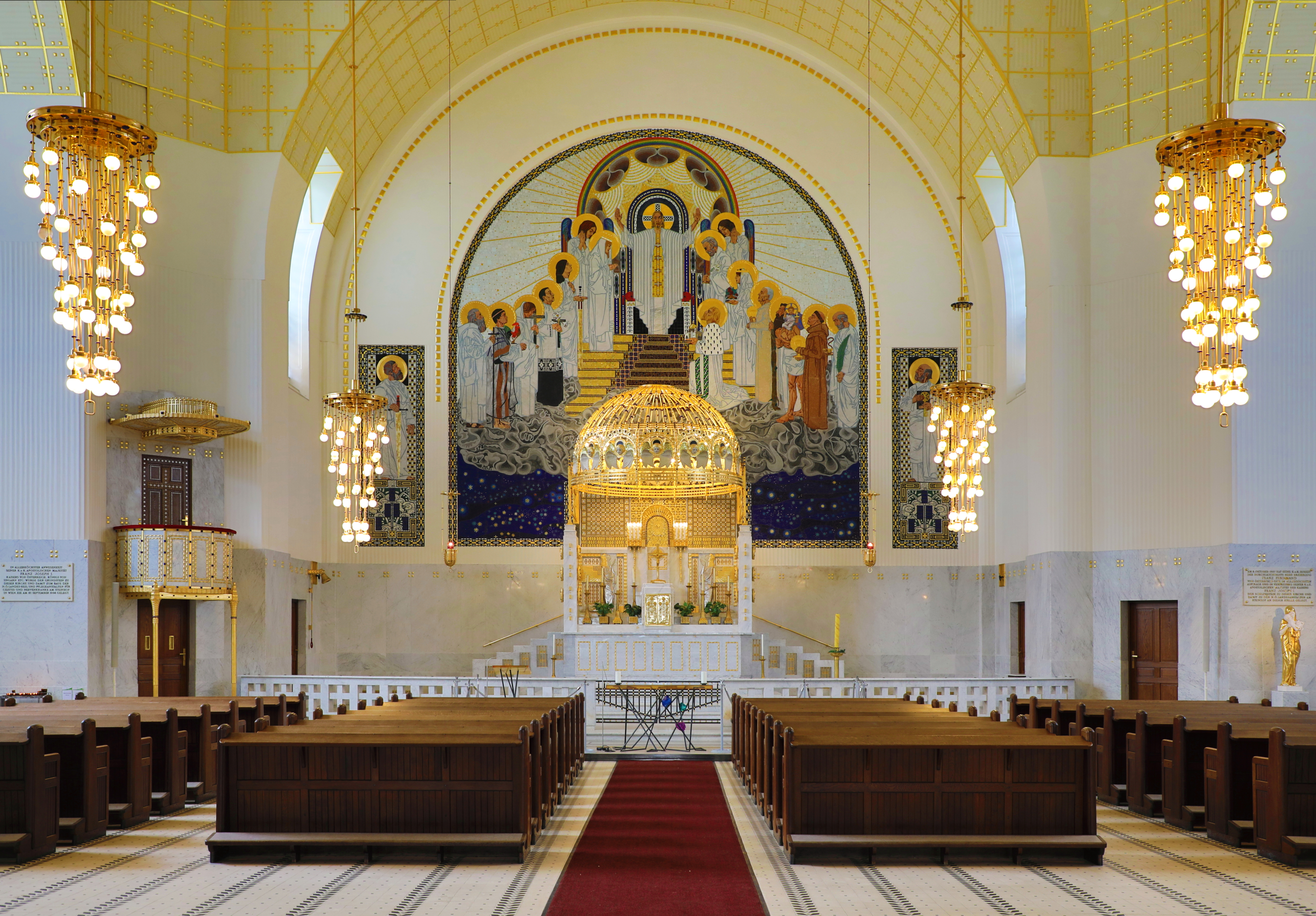
Vue intérieure de l'église Saint-Léopold am Steinhof (vers 1907).

### France
Si Nancy et Paris concentrent à elles deux la majorité de l'Art nouveau architectural en France, de nombreuses villes abritent plusieurs réalisations de cette époque et de ce style.

#### Paris

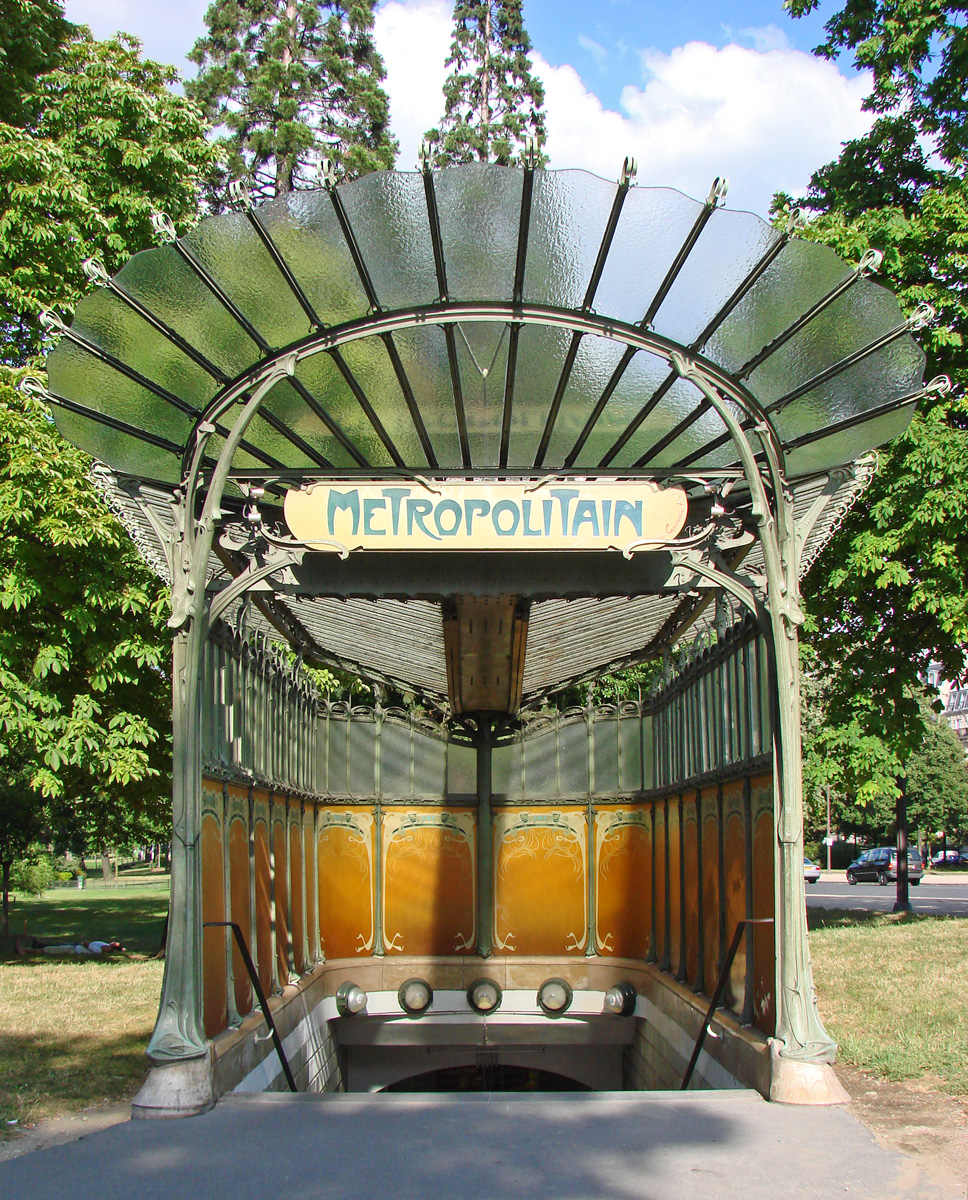
Hector Guimard, porche d'entrée de la station de métro Porte Dauphine à Paris.

À Paris, comme ailleurs en France, mais en plus foisonnant, l'Art nouveau se développe à la suite de deux mouvements majeurs de la société française : l'esprit fin de siècle, esthétisant et décadent et dont les initiateurs sont les poètes Rimbaud, Verlaine, Baudelaire ou Gautier et le triomphe du modèle social bourgeois sous l'Empire et surtout la Troisième République. L'Art nouveau spécifiquement parisien est défini par les réalisations d'Eugène Gaillard et Georges de Feure, qui mettent en avant au-delà d'autres motifs les arabesques élégantes et la féminité.
Le mouvement artistique Art nouveau s'exprime dans la capitale dans tous les arts et se déploie pleinement dans tous les aspects de la vie quotidienne, architecture, orfèvrerie, ébénisterie et arts visuels. De nombreux artistes tel Hector Guimard ne se limitent pas à tel ou tel aspect mais explorent leurs idées au travers des réalisations très variées.
Paris découvre l'Art nouveau essentiellement grâce aux efforts et au talent de dénicheur de Siegfried Bing. Celui-ci, mécène et revendeur passionné d'objets d'art ouvre en 1895 une galerie appelée Maison de l'Art nouveau qui fait connaître tout autant les productions d'un très grand nombre d'artistes du mouvement qu'il ne popularise le terme auprès du grand public. Bing investit également une forte somme pour aménager le pavillon de l'Exposition universelle, dont il confie la décoration de la façade à André Arfvidson, et qui lui assure, à lui tout autant qu'à l'Art nouveau, une très large renommée.

#### Nancy

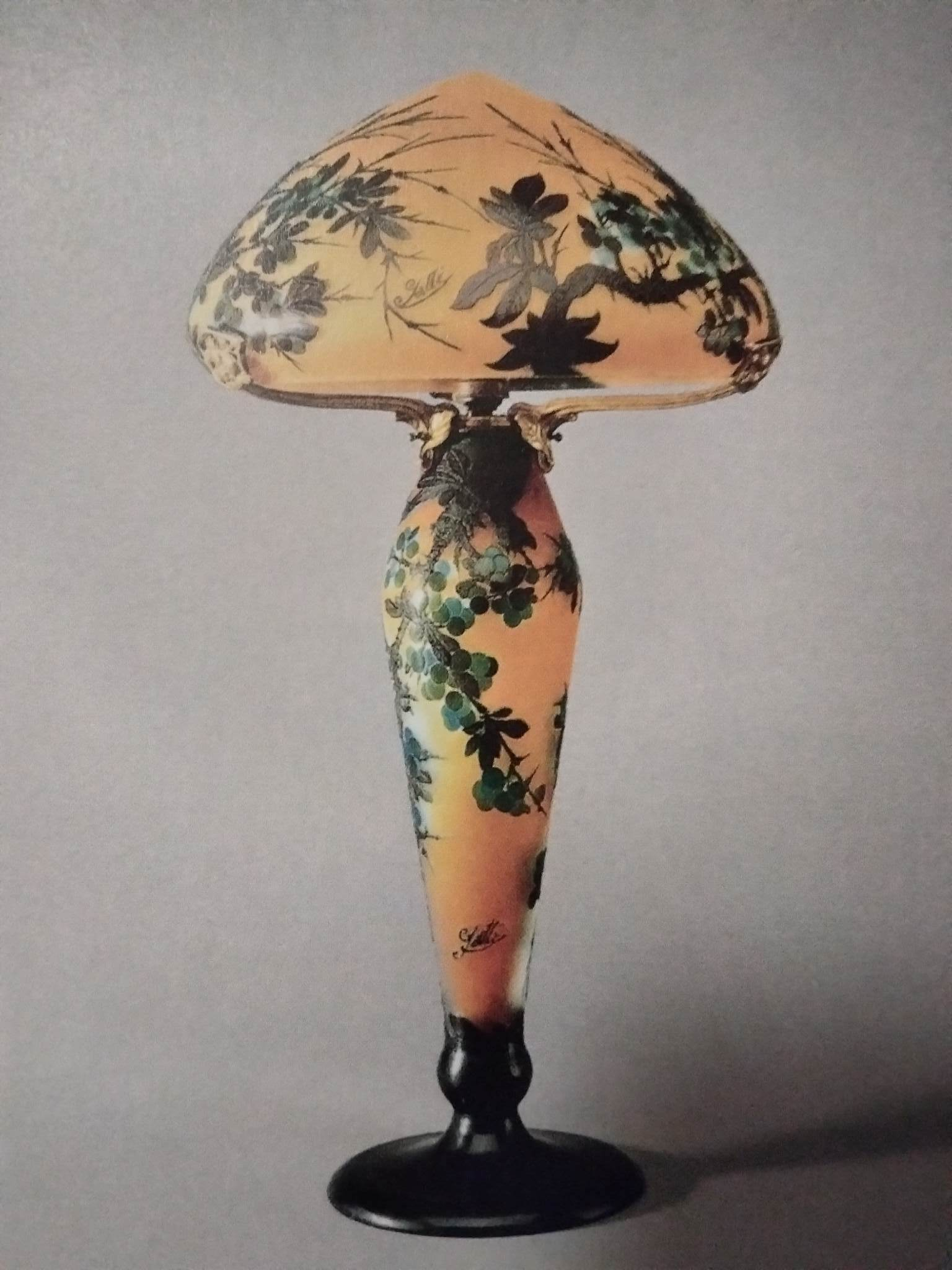
Lampe à décor de prunellier, Émile Gallé, c. 1900, 76 cm, pâte de verre avec monture en bronze, Zurich, galerie Katharina Bütteker.

Nancy a accueilli à partir de 1871 de nombreux lorrains qui souhaitaient rester Français, après l'annexion d'une partie de la Lorraine par l'Empire allemand. L'Art nouveau y devient le moyen d'expression d'un régionalisme revendiqué.
Émile Gallé, Daum Frères, Jacques Gruber et bien d'autres, créent le 13 février 1901 l'association École de Nancy, aussi appelée Alliance Provinciale des Industries d’Art. L'association se définit comme une « sorte de syndicat des industriels d'art et des artistes décorateurs, [qui] s'efforce de constituer en province, pour la défense et le développement des intérêts industriels, ouvriers et commerciaux du pays, des milieux d'enseignement et de culture favorables à l'épanouissement des industries d'art ». Présidée par Émile Gallé et vice-présidée par Louis Majorelle, Antonin Daum et Eugène Vallin, l'École de Nancy rassemble de nombreux industriels d'art, architectes et artistes qui ont à cœur d'améliorer le cadre de vie de leur époque par la création d'un art nouveau inspiré de la nature.

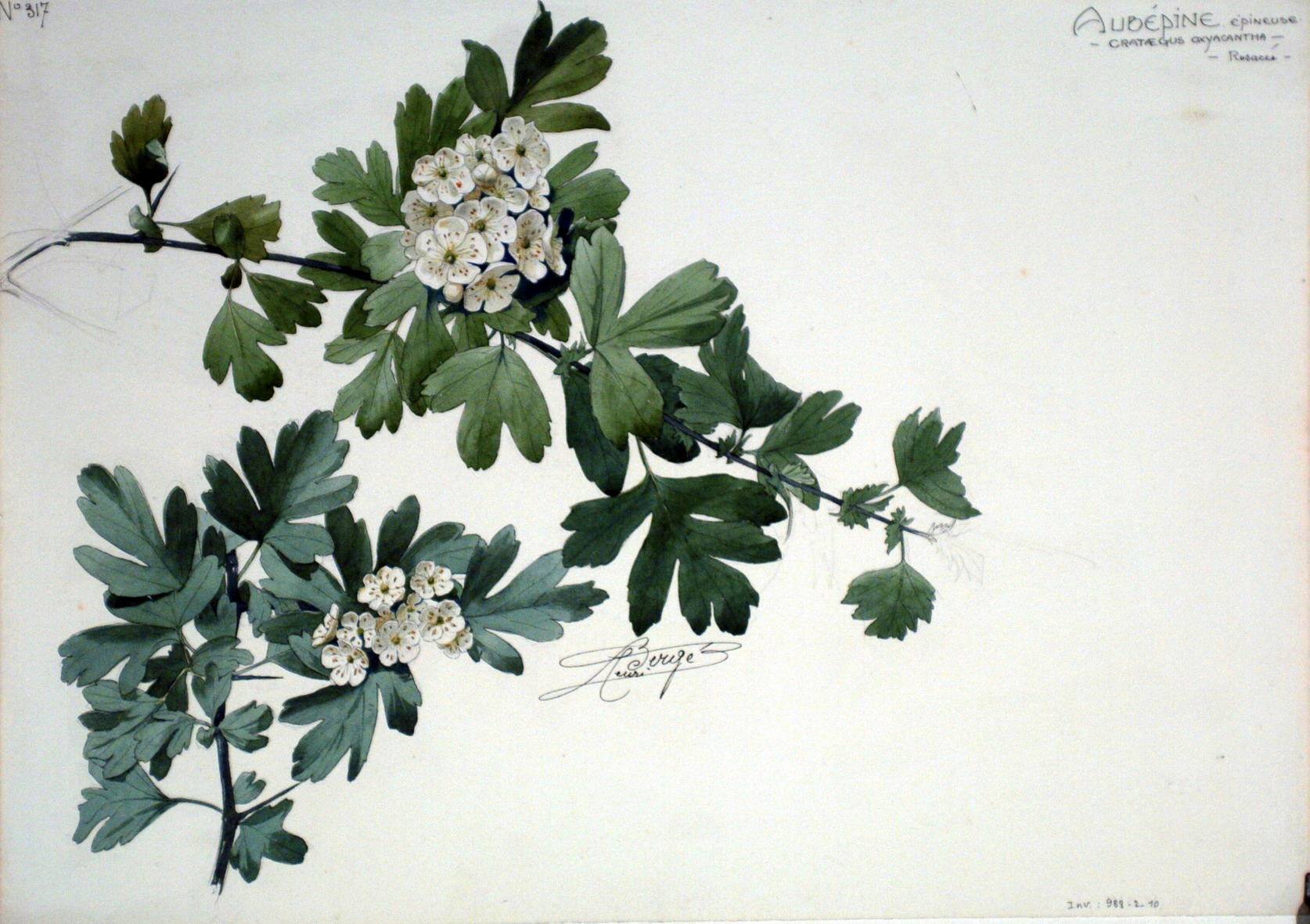
Étude d'aubépine épineuse, début du XXe siècle, Henri Bergé, musée de l'École de Nancy.

La nature constitue la principale source d'inspiration des artistes nancéiens. Cet intérêt n'est pas neuf puisque « la Lorraine entretient depuis plusieurs siècles déjà un vrai rapport à la nature ». La ville de Nancy compte en effet un jardin cultivé à des fins scientifiques par l'université de Nancy depuis la fin du XVIe siècle et un véritable jardin botanique depuis le milieu du XVIIIe siècle. Témoin au XXe siècle de nombre d'innovations au sein des maisons Crousse ou Lemoine qui créent plusieurs nouvelles espèces hybrides, la ville accueille également la Société centrale d'horticulture mais aussi plusieurs établissements horticoles et de nombreux jardins.
Les productions des industries d'art nancéiennes, à l'instar de celles de la verrerie Daum, sont ainsi majoritairement ornées de motifs floraux et/ ou végétaux. Pour réaliser ces œuvres, les ouvriers d'art s'appuient sur des modèles tels que l'Encyclopédie florale d'Henri Bergé.

### Belgique

#### Bruxelles
Les prémisses de l'Art nouveau se retrouvent dans les serres royales de Laeken, construites à la demande du roi Léopold II. Mais c'est le Parti ouvrier belge qui lança véritablement l'Art nouveau en Belgique, en confiant la construction de la Maison du Peuple à Victor Horta, en 1897. Parmi les influences de Victor Horta, on peut nommer Paul Hankar et Gustave Serrurier-Bovy, inventeurs du style à membrures.
Pour Klaus-Jürgen Sembach, la maison de l'ingénieur Tassel incarne toute la complexité de l'Art nouveau : « Les éléments rationnels et artistiques sont parvenus à une symbiose où ne prédomine aucun des deux éléments. » L'utilisation des structures d'acier permet d'assurer la transparence, concept central dans l'œuvre d'Horta, et donner une illusion d'espace dans une ville où les parcelles constructibles sont étroites.
L'artiste le plus célèbre de Bruxelles est Henry van de Velde, sans doute grâce à son talent dans le marketing personnel. Il commence sa carrière par la construction de sa propre maison, la villa Le Bloemenwerf, sans formation de design ou d'architecture.

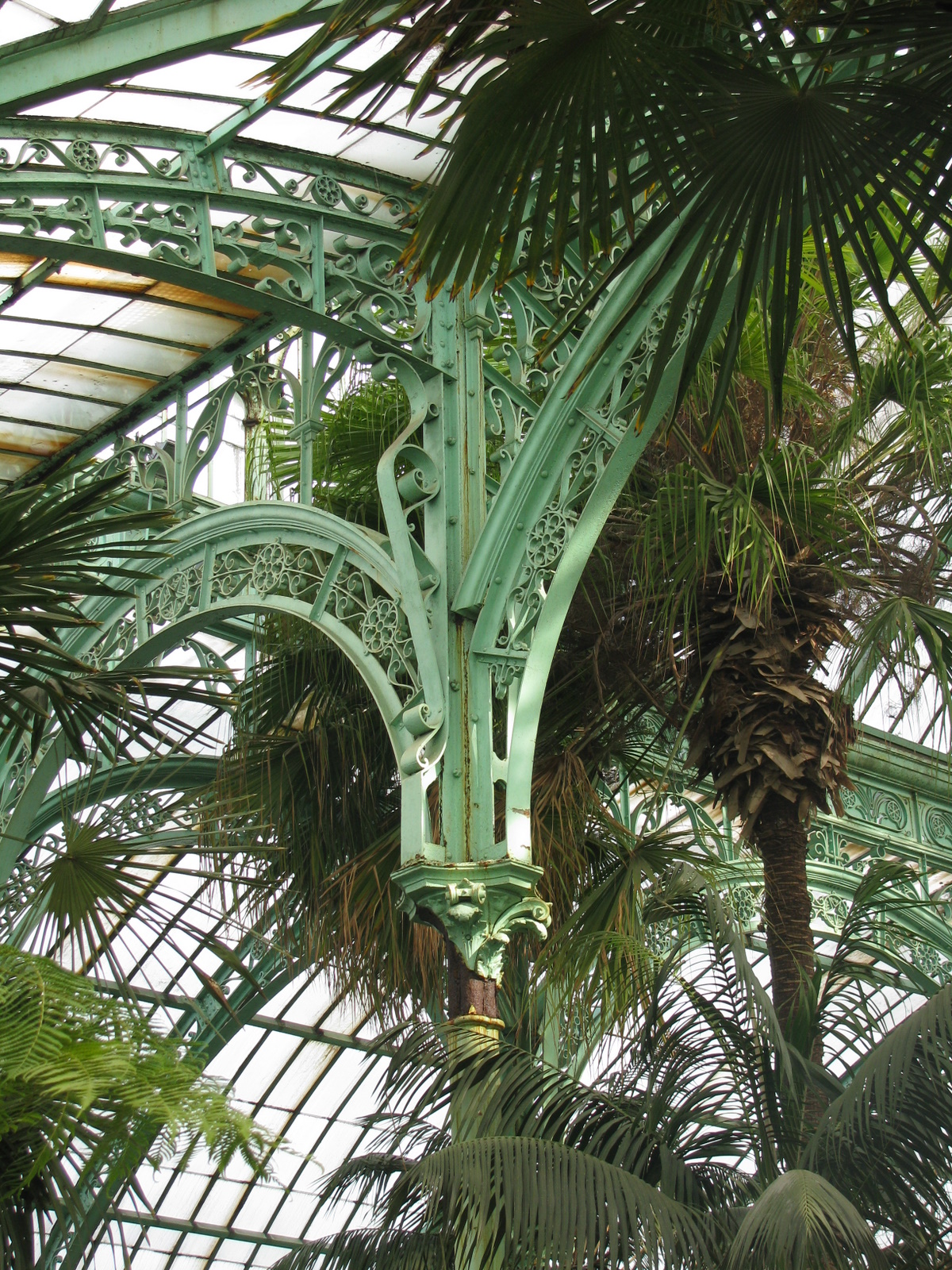
Intérieur des serres royales de Laeken.
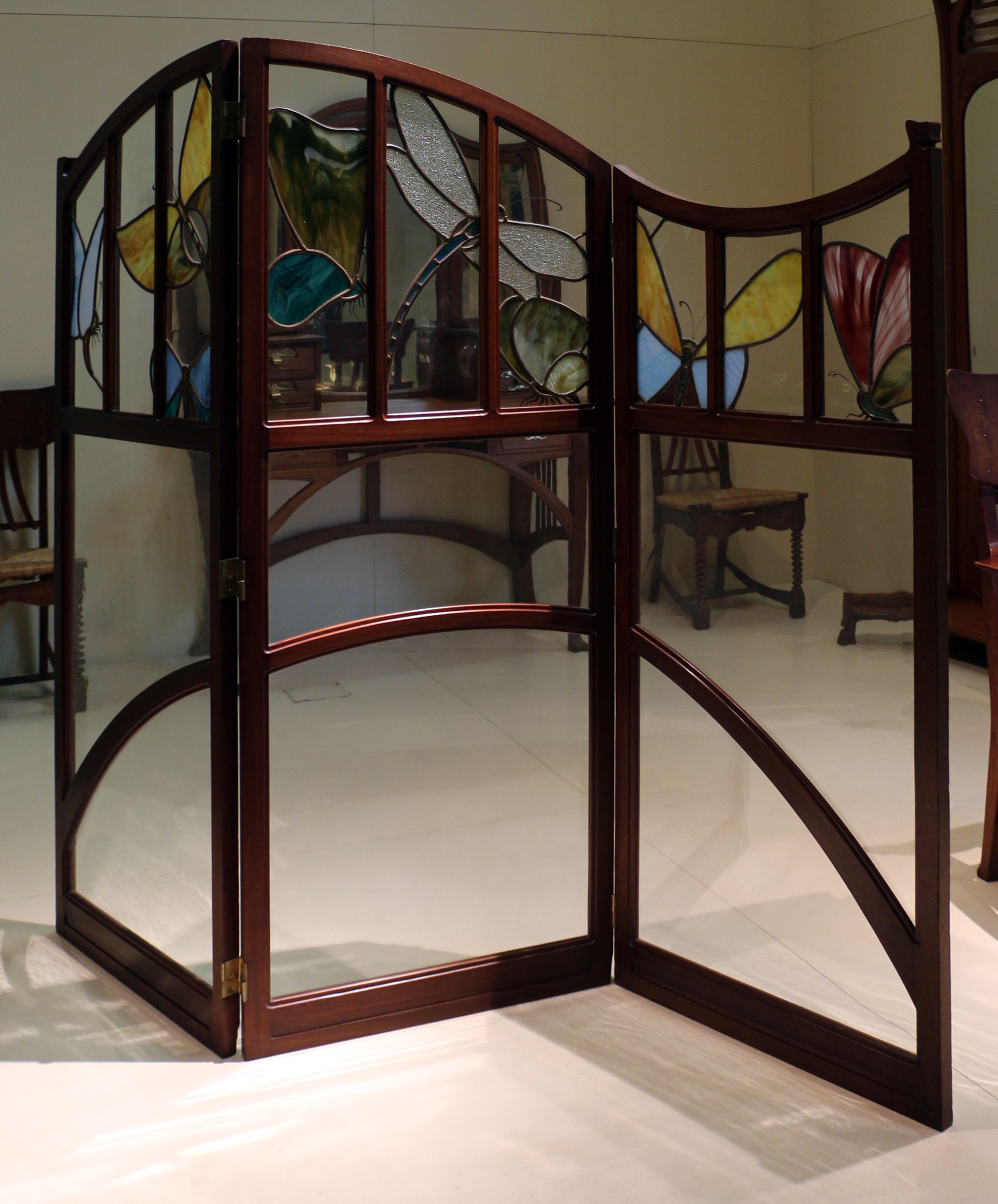
Gustave Serrurier-Bovy, paravent (1899), aux formes arquées typiques de l'artiste, Paris, musée d'Orsay.
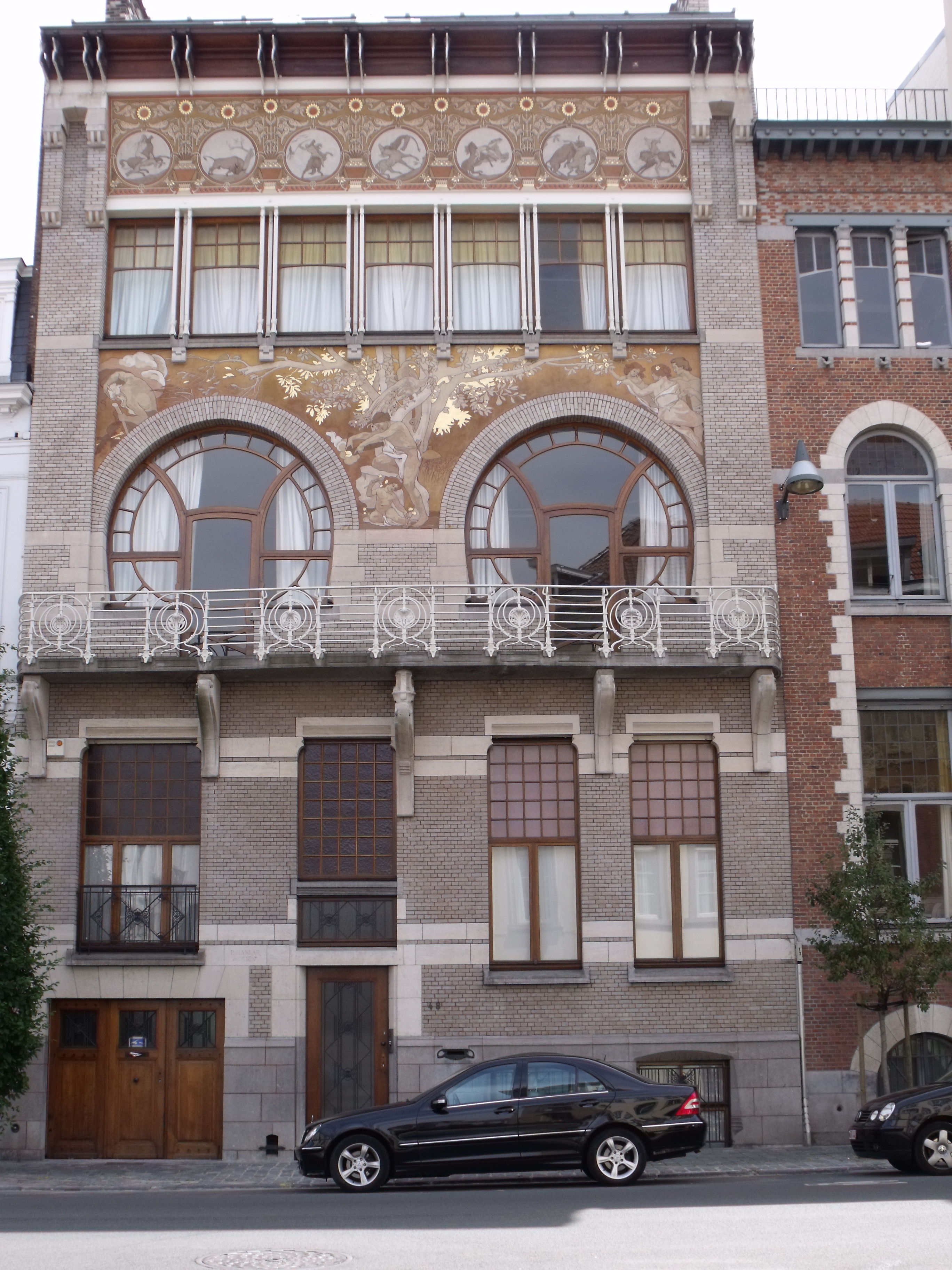
Paul Hankar, hôtel Albert Ciamberlani, Ixelles.
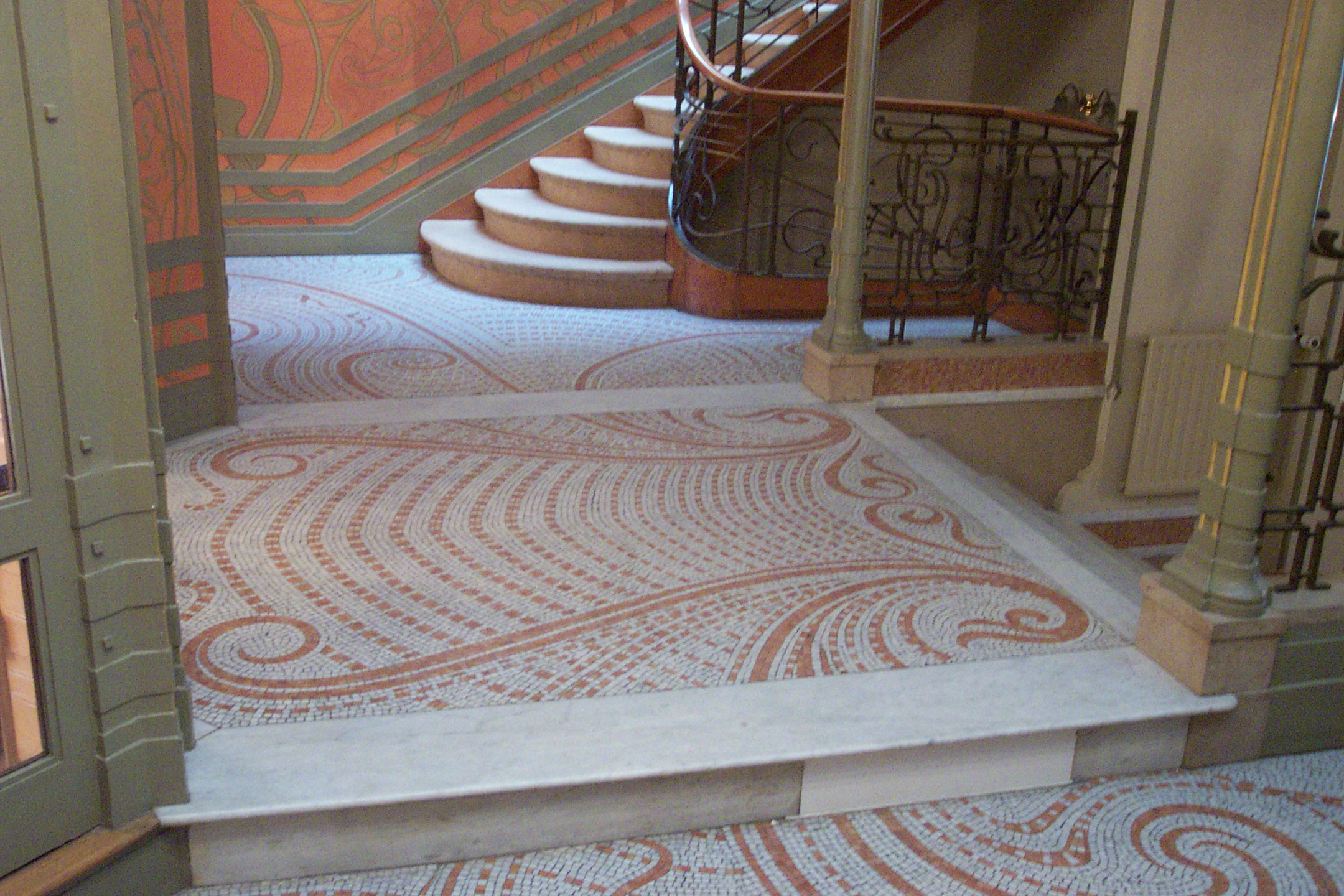
Victor Horta, hôtel Tassel, Bruxelles.

### Suisse
En Suisse, sous l'impulsion de Charles L'Eplattenier, une variante locale de l'Art nouveau s'attache à évoquer la végétation propre aux régions montagneuses du Jura. Il s'agit du style sapin visible dans la région de La Chaux-de-Fonds. Le musée des beaux-arts de cette ville conserve un important ensemble de meubles, peintures, ainsi que de créations horlogères.

### Espagne

#### Catalogne

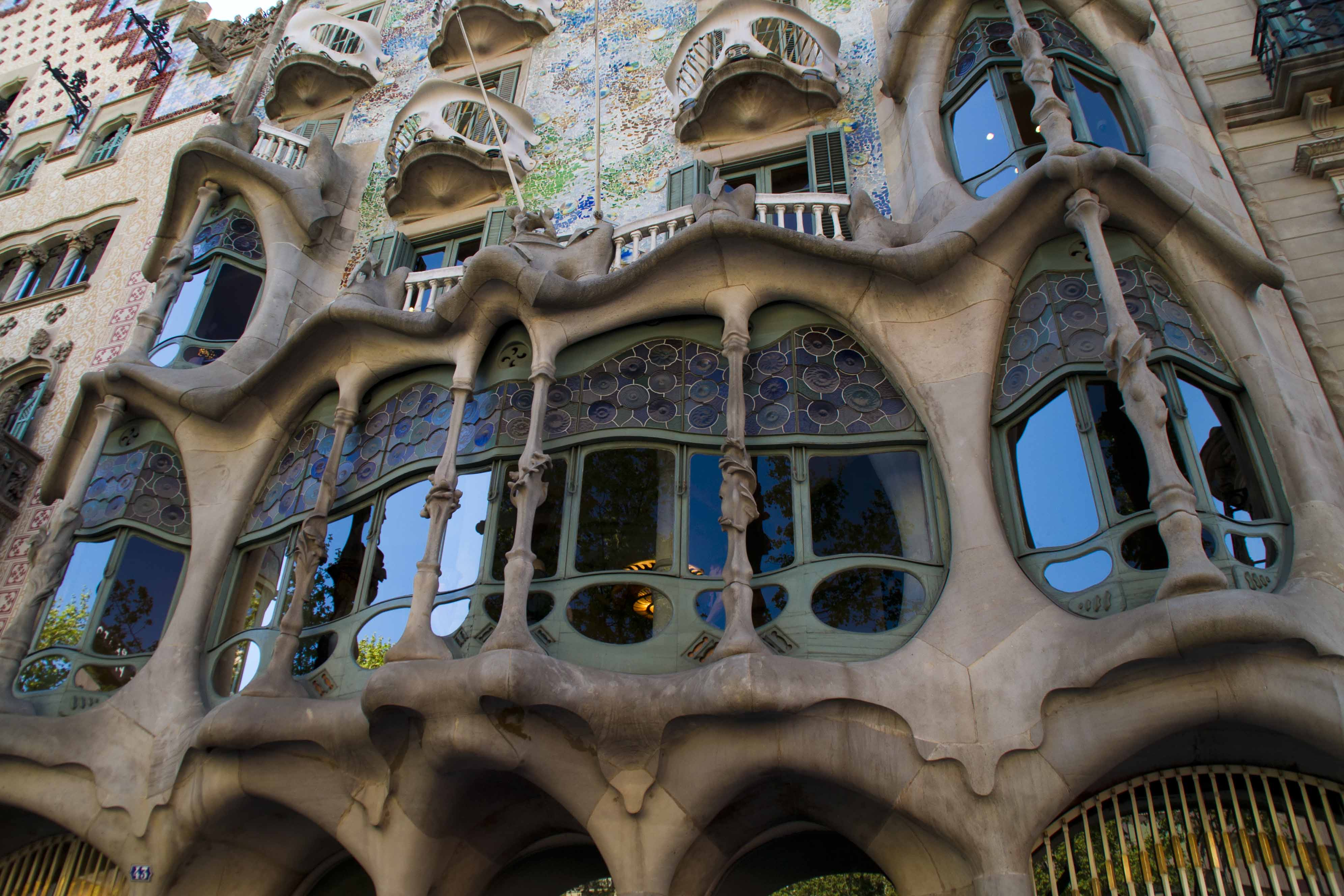
Antoni Gaudí, Casa Batlló (1906), Barcelone.

À l'opposé des autres tendances de l'Art nouveau en Europe, les artistes, en Catalogne et en Hongrie, cherchent à créer ou à mettre en valeur une architecture nationale réelle ou supposée. Lorsque Lluis Domènech i Montaner déclarait, en 1878 : « Le mot de la fin sur toutes ces discussions sur l’architecture, la question centrale de toutes ces critiques tourne autour de l'idée d’une architecture moderne nationale. »
L’Art nouveau en Catalogne est donc l’occasion comme l’écrit l’écrivain catalan Joan Fuster de créer « une culture nationale moderne. Elle s’exprime notamment à travers l’architecture, spécifique à l’Art nouveau catalan et spectaculaire dans l’espace urbain comme à Barcelone où s’exprime « la libération des couleurs et des formes » :
- Arc de triomphe par Josep Vilaseca (1888) ;
- Casa Batlló, casa Mila dit La Pedrera 1905-1910, Sagrada Família (commencée en 1882) et parc Güell (1900-1914) par Antoni Gaudí ;
- hôpital de Saint Pau (1901-1930) par Lluis Domenech.

### Hongrie
(août 2008).

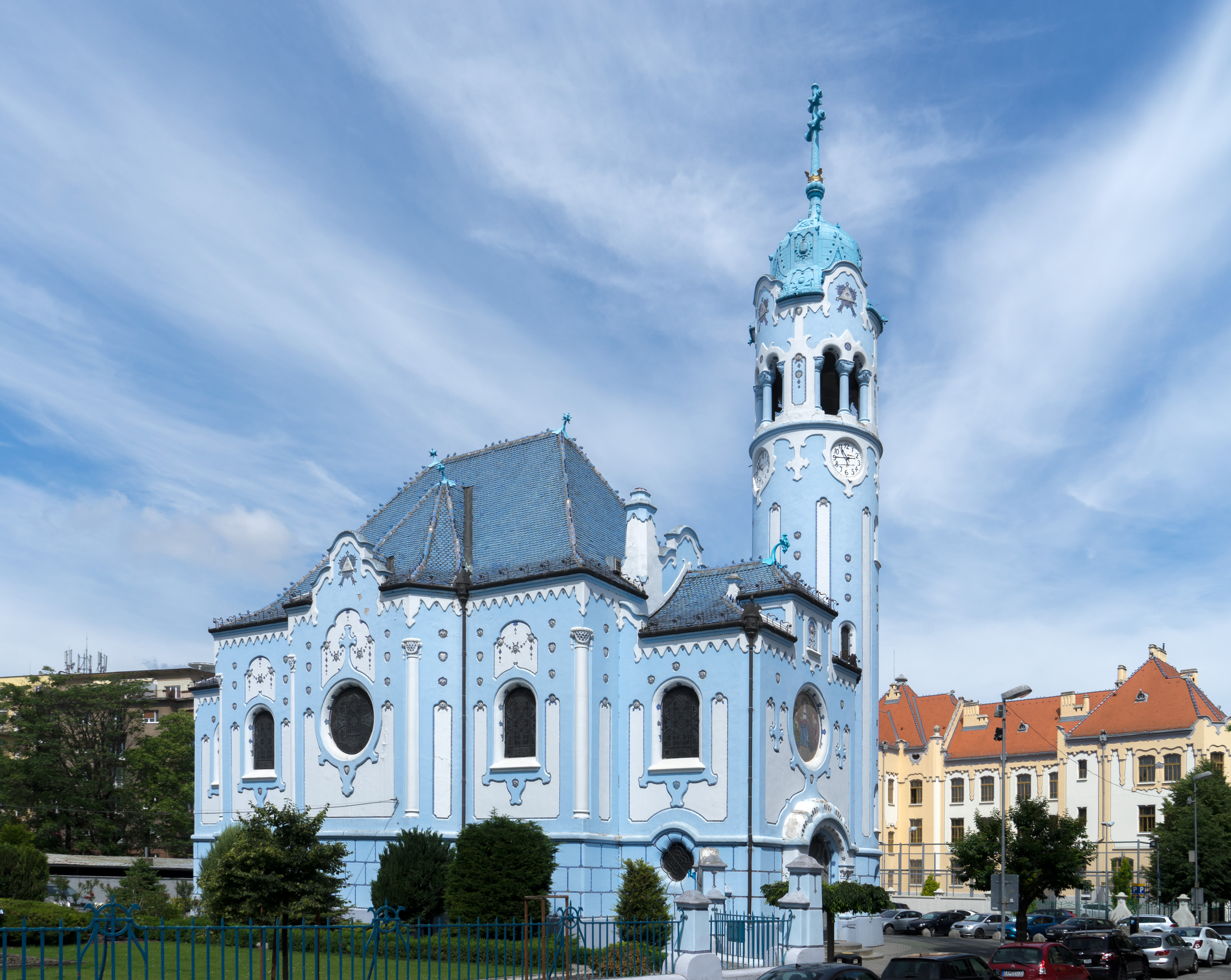
Ödön Lechner, église Sainte-Élisabeth de Bratislava, Slovaquie.

En Hongrie, Ödön Lechner (1845-1914), s'inspirait de l'architecture indienne et syrienne, récupérait et intégrait les éléments et techniques de construction et de design traditionnels hongrois. Suivant un style différent, le Groupe des Jeunes (Fiatalok), qui incluait Károly Kós et Dezső Zrumeczky, s’inspira de ses méthodes et créa un autre style trouvant ses racines dans l'architecture de Transylvanie. Cette démarche fait clairement écho à la réutilisation du néomudéjar, puis à la récupération des techniques traditionnelles par les architectes catalans pour créer un art national.
Si dans l'un et l'autre des cas, ces démarches aboutirent à des tendances originales, d'autres artistes s'inspirèrent des autres mouvements.

## Principaux représentants

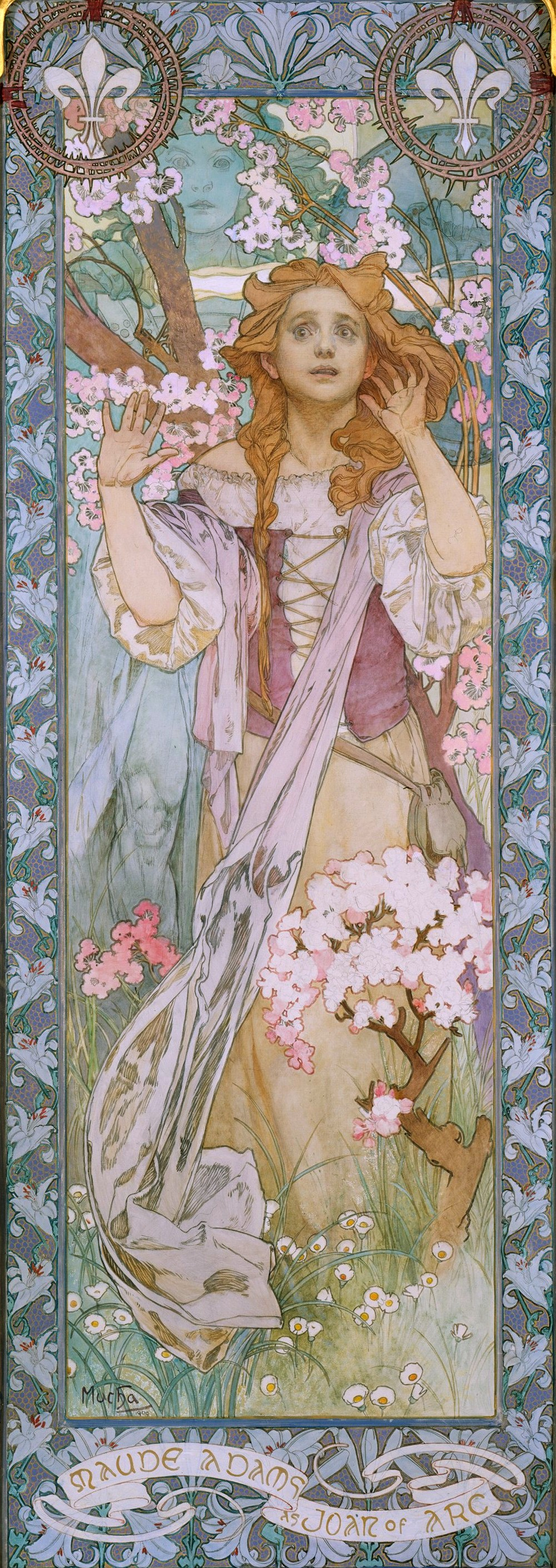
Alfons Mucha, Maude Adams en Jeanne d'Arc (1909).

L'Art nouveau est surtout un mouvement répandu en Europe, mais il existe aussi quelques développements aux États-Unis et en Tunisie.
Voici les principaux pôles et intervenants de l'Art nouveau à travers le monde :
- En Catalogne, surtout à Barcelone, le modernisme cherche à créer un art national, très au-delà de l'architecture et du design. Il est essentiellement représenté par Antoni Gaudí et Domènech i Montaner en architecture, Santiago Rusiñol et Ramon Casas en peinture, Josep Llimona et Alexandre de Riquer en sculpture, Joan Fuster, Joan Maragall et Jacint Verdaguer en poésie et littérature.
- En Belgique, Victor Horta inaugure les premiers édifices de l'Art nouveau. Il est suivi par Paul Hankar, Benjamin De Lestré de Fabribeckers, Ernest Blerot, Paul Cauchie, Gustave Strauven, Paul Saintenoy, Léon Delune, Philippe Wolfers, Jules Brunfaut, Gabriel Van Dievoet, Gustave Serrurier-Bovy, Victor Rousseau, Paul Jaspar, Victor Rogister, Édouard Frankinet et bien d'autres. L'intellectuel du mouvement, Henry van de Velde, développera son art en Allemagne.
- En France, outre Hector Guimard, Paris compte des personnalités comme Eugène Grasset, René Lalique, Jules Lavirotte, Eugène Gaillard, Edgar Brandt, Georges-Théodore Nachbaur, Samuel Bing ou Élisabeth Sonrel. Mais l'ensemble le plus cohérent est constitué par les membres de l'École de Nancy tels les frères Daum, Émile Gallé, Jacques Gruber, Louis Majorelle, Victor Prouvé, Eugène Vallin et bien d'autres, moins connus, comme Antonin Barthélemy, Octave Gelin, Jules et Louis Déon, Henri Bergé, etc.
- En Autriche avec Otto Wagner, Josef Olbrich, Josef Hoffmann, Koloman Moser, Otto Eckmann et dans les beaux arts Gustav Klimt, Egon Schiele ou Oskar Kokoschka à Vienne.
- Au Royaume-Uni, Charles R. Ashbee, William Morris, John Ruskin issus du mouvement Arts & Crafts forment à Londres les précurseurs. Il se développe ensuite à Glasgow avec Charles Rennie Mackintosh et son épouse Margaret MacDonald Mackintosh, qui ont formé avec la sœur de Margaret, Frances MacDonald et James Herbert MacNair, le collectif de l'École de Glasgow (Glasgow School) connu sous le nom The Four (Les Quatre) ou avec Aubrey Beardsley.
- Aux États-Unis, Louis Sullivan, Louis Comfort Tiffany, William Bradley à New York et Chicago.
- L'Allemagne est représentée par August Endell, Hermann Obrist, Peter Behrens et Josef Maria Olbrich à Munich, Berlin et Darmstadt.
- En Italie, Pietro Fenoglio, Ernesto Basile, Raimondo D'Aronco, Cesare Saccaggi, Giuseppe Sommaruga, Carlo Bugatti, Giovanni Battista Bossi, Giuseppe Brega, Alessandro Mazzucotelli, Galileo Chini, Vittorio Ducrot, Ettore De Maria Bergler, Duilio Cambellotti (it), Giulio Ulisse Arata (it), Gioacchino Luigi Mellucci (it), Gino Coppedè.
- En Suisse, le principal centre de création Art nouveau se trouve à l'École d'art de La Chaux-de-Fonds, il est représenté par le Style sapin de Charles L'Eplattenier, et également par ses élèves André Evard, Marie-Louise Goering, Jeanne Perrochet et Charles-Édouard Jeanneret Arnold Böcklin ou Théophile Alexandre Steinlen. La première réalisation dans ce pays, la maison Sandreuter, à Bâle, est l’œuvre de Flora Steiger-Crawford.
- Aux Pays-Bas, Jan Toorop et H.P. Berlage.
- Au Luxembourg, Eugène Fichefet à Mondorf-les-Bains.
- En République tchèque, Alfons Mucha (Prague).
- En Hongrie, l'Art nouveau, appelé sur le modèle de Vienne la Sécession hongroise, avait pour ambition de créer un style national avec pour particularité l'utilisation d'éléments issus de traditions rurales hongroises et de l'art d'Asie, continent d'origine, pensait-on, des Magyars. On peut citer l'architecte Ödön Lechner, dont les céramiques devinrent sa signature, Béla Latja, Aladár Árkay, Károly Kós et István Medgyaszay.
- Dans les pays nordiques, la Norvège a eu les toiles d'Edvard Munch à Ålesund ou Trondheim et la Finlande, Eliel Saarinen et l'architecte Uno Ullberg auteur notamment du Palais de granit à Vyborg. En Russie (Petrograd), Mikhaïl Eisenstein, architecte et père du cinéaste Sergueï Eisenstein, qui a également laissé son empreinte sur le paysage architectural de Riga en Lettonie. À Moscou : Lev Kekouchev, Franz Schechtel, Ivan Fomine architectes.
- En Lettonie, on peut citer les architectes Jānis Alksnis, Eižens Laube et Konstantīns Pēkšēns. Parmi les peintres lettons, c'est Jūlijs Madernieks qui s'est véritablement démarqué comme représentant de ce genre[96].
- En Tunisie, Jean-Émile Resplandy, à Tunis.

## Principales villes Art nouveau dans le monde

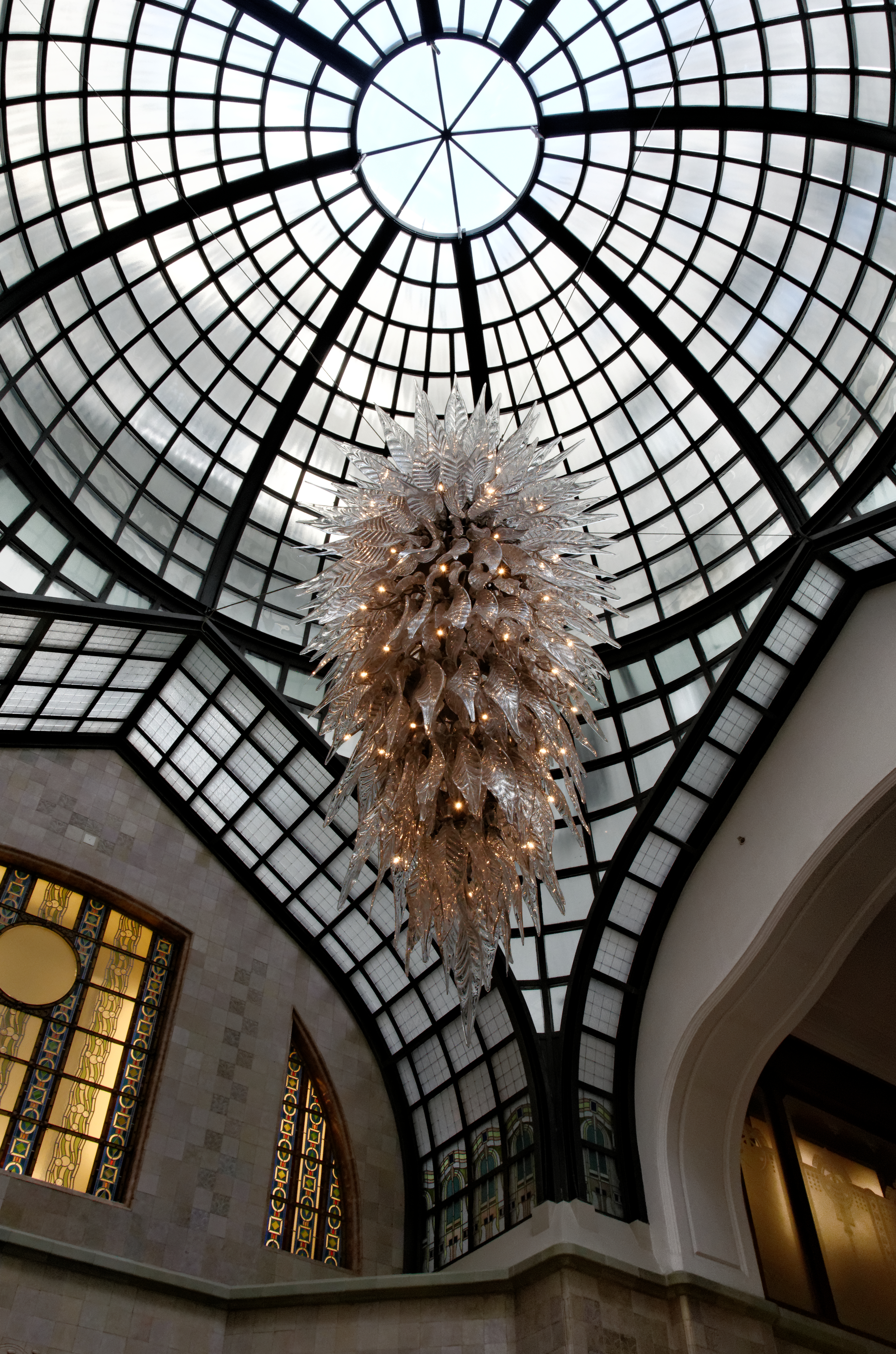
Verrière et lustre de la galerie du palais Gresham à Budapest.

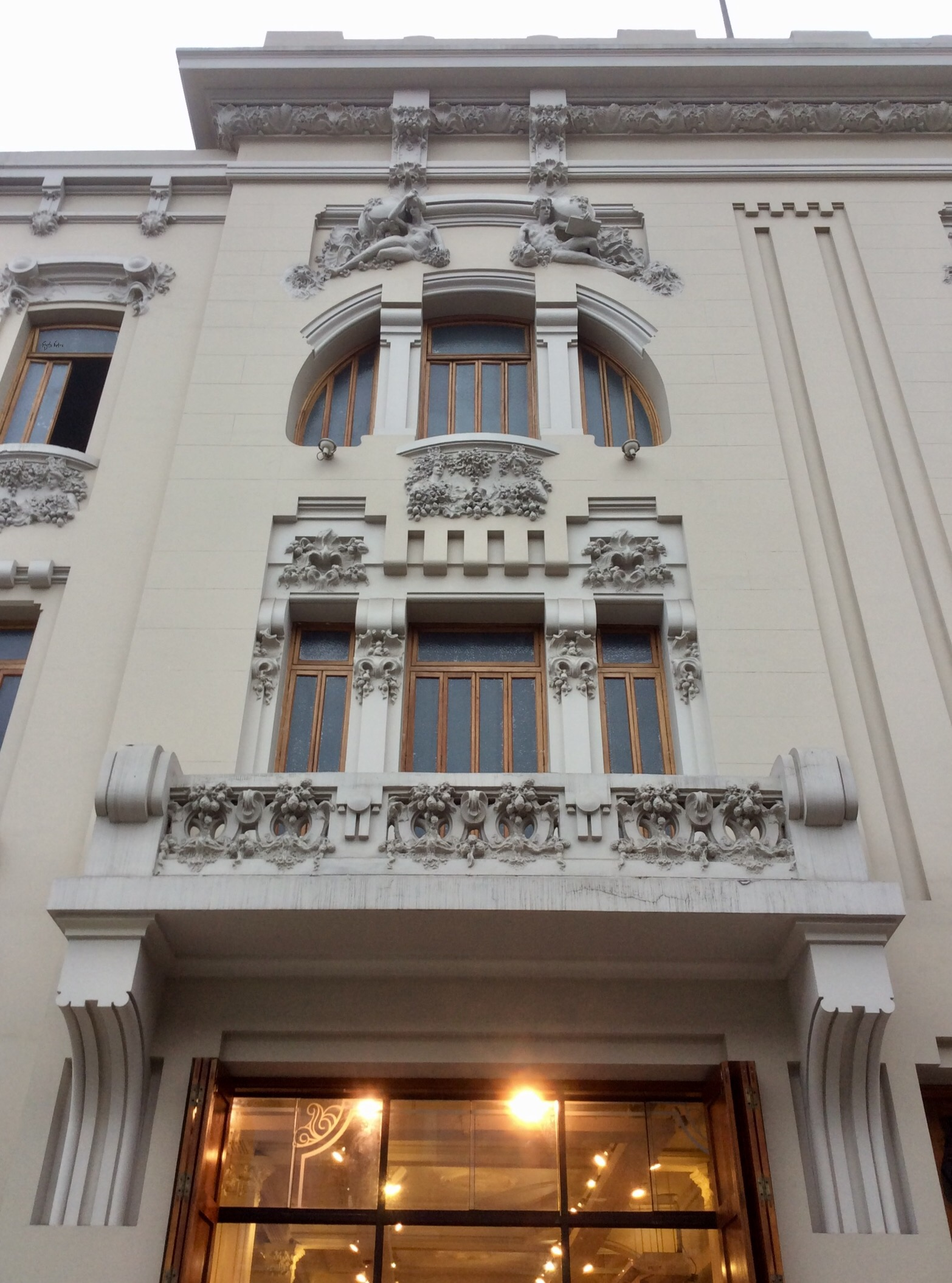
L’une des façades latérales de la Casa Barragán, située à Lima, Pérou.

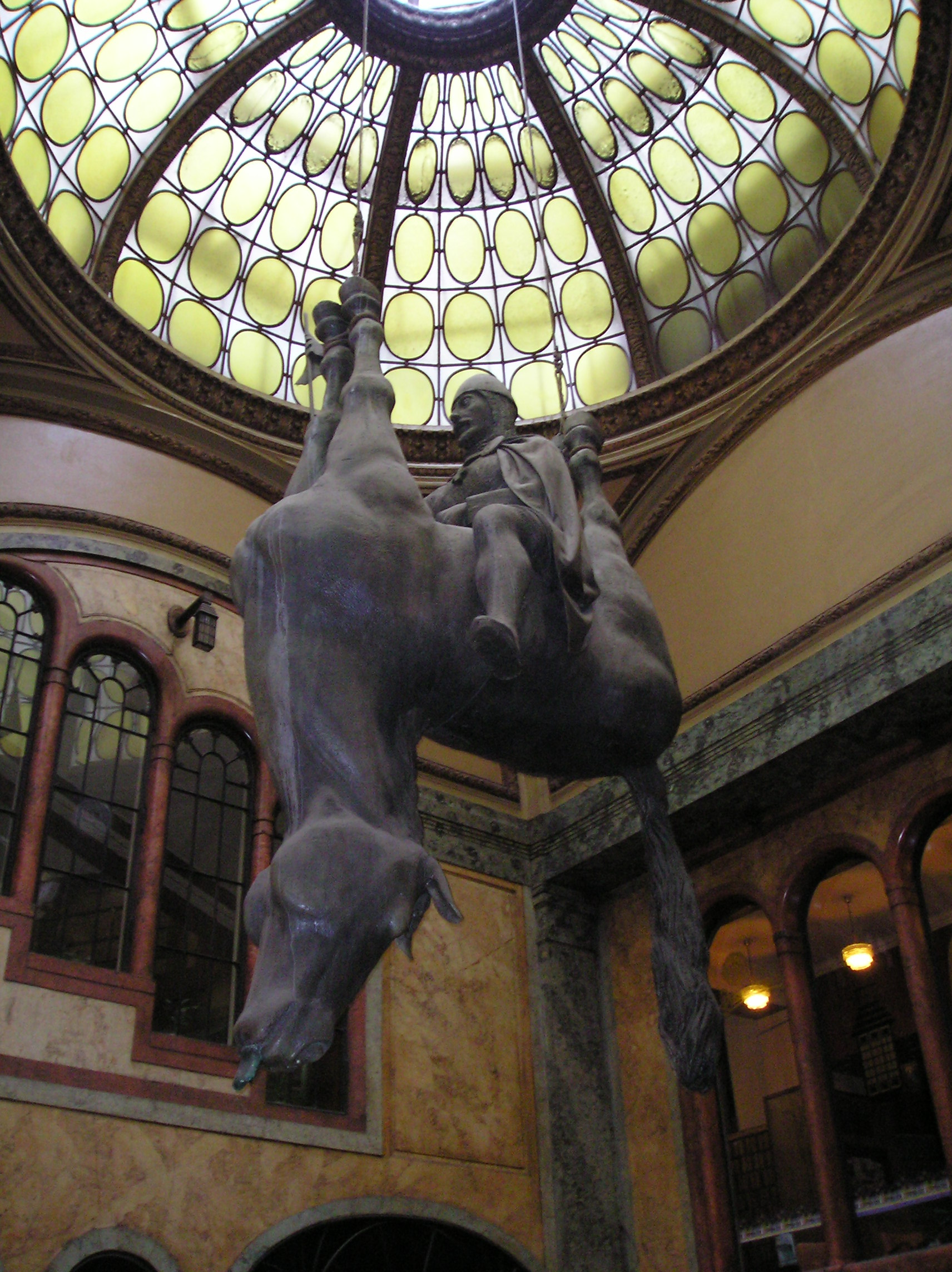
Kůň, Lucerna passage, Prague.

- Allemagne : Darmstadt, Weimar, Munich, Karlsruhe, Leipzig, Bad Nauheim, Halle (Saale), Berlin, Hagen, Stuttgart et Heidelberg
- Argentine : Buenos Aires et Rosario
- Autriche : Graz et Vienne
- Belgique : Bruxelles, Anvers, Liège, Charleroi, Gand, Tournai, Blankenberghe, Namur et Spa
- Bulgarie : Sofia
- Cuba : La Havane
- Espagne : Barcelone, Carthagène, Las Palmas de Grande Canarie, Palma de Mallorca, Reus et Terrassa
- Finlande : Helsinki
- France : Nancy, Paris et Strasbourg
- Géorgie : Tbilissi
- Royaume-Uni : Glasgow
- Hongrie : Budapest
- Italie : Turin, Milan, Gênes, Trieste, Naples (it), Palerme, Bologne
- Lettonie : Riga, Alberta iela
- Luxembourg : Mondorf-les-Bains
- Maroc : Casablanca
- Norvège : Ålesund et Trondheim
- Pays-Bas : La Haye
- Pérou : Lima
- Pologne : Łódź, Cracovie, Poznań, Szczecin et Wroclaw
- Portugal : Aveiro
- République tchèque : Prague
- Roumanie : Oradea
- Russie : Moscou et Saint-Pétersbourg
- Slovaquie : Bratislava
- Slovénie : Ljubljana
- Suisse : La Chaux-de-Fonds et Zurich
- Tunisie : Tunis
- Turquie : Istanbul

## Postérité de l'Art nouveau

### Le temps du déni des historiens (années 1920-1940)
Dans les grandes histoires de l’architecture européenne du XXe siècle, à partir des années 1930 et tout au long des années 1940-1950, les principaux historiens, à l'instar de Nikolaus Pevsner, Sigfried Giedion ou encore Henry-Russell Hitchcock, ne prennent pas en considération l’Art nouveau. Ainsi, les premières versions du Génie de l’architecture européenne, de Pevsner, ne mentionnent ni Hector Guimard, ni Antoni Gaudí. En fait, ces auteurs peinent à situer l’Art nouveau dans une perspective historique et acceptent difficilement la remise en cause de l’affirmation d’une structure (acier, verre…) claire, franche et très affirmée.

Chaise Panton, exemple de design organique.

Dans les années 1930, les surréalistes ont une part très active dans la réhabilitation de l’Art nouveau. Salvador Dalí publie un article dans la revue Minotaure, organisme de diffusion de la pensée surréaliste, qui s'intitule « De la beauté terrifiante et comestible du Modern style ». Cet article est illustré par les photographes les plus modernes, comme Brassaï, à qui Dalí commande un reportage sur les entrées du métropolitain nocturne de Guimard. Un autre reportage est commandé à Man Ray pour les architectures de Gaudí. André Breton partageait cette appréhension de l’Art nouveau à la manière de Dalí qui évoque les « formes libidineuses de l’Art nouveau ». Mais surtout Dalí y voit un formidable moyen de lutte contre Le Corbusier, car l’Art nouveau présente une architecture onirique, érotique et beaucoup plus proche du rythme de l’homme.
À la même époque, Dalí découvre l'œuvre du peintre Clovis Trouille — il se présentait comme un « rescapé de 1900 » —, qui l'enthousiasme par son absence d'autocensure et ses références récurrentes à l'Art nouveau. C'est aussi au cours de ces années 1930 que le designer finlandais, Alvar Aalto, conçoit des formes sinueuses, libres et expressives, évocatrices des créations les plus abstraites de l'Art nouveau.
La chaise Escargot, de Carlo Bugatti, préfigure la chaise Floris de Günter Beltzig, ou encore la célèbre Panton Chair, créée en 1959 par le Danois Verner Panton, et devenue depuis un grand classique de la décoration contemporaine. Quant aux créations de Carlo Mollino, dans les années 1950, elles rappellent les ossatures du mobilier de Gaudí.

### La redécouverte et la reconnaissance (1950-2000)

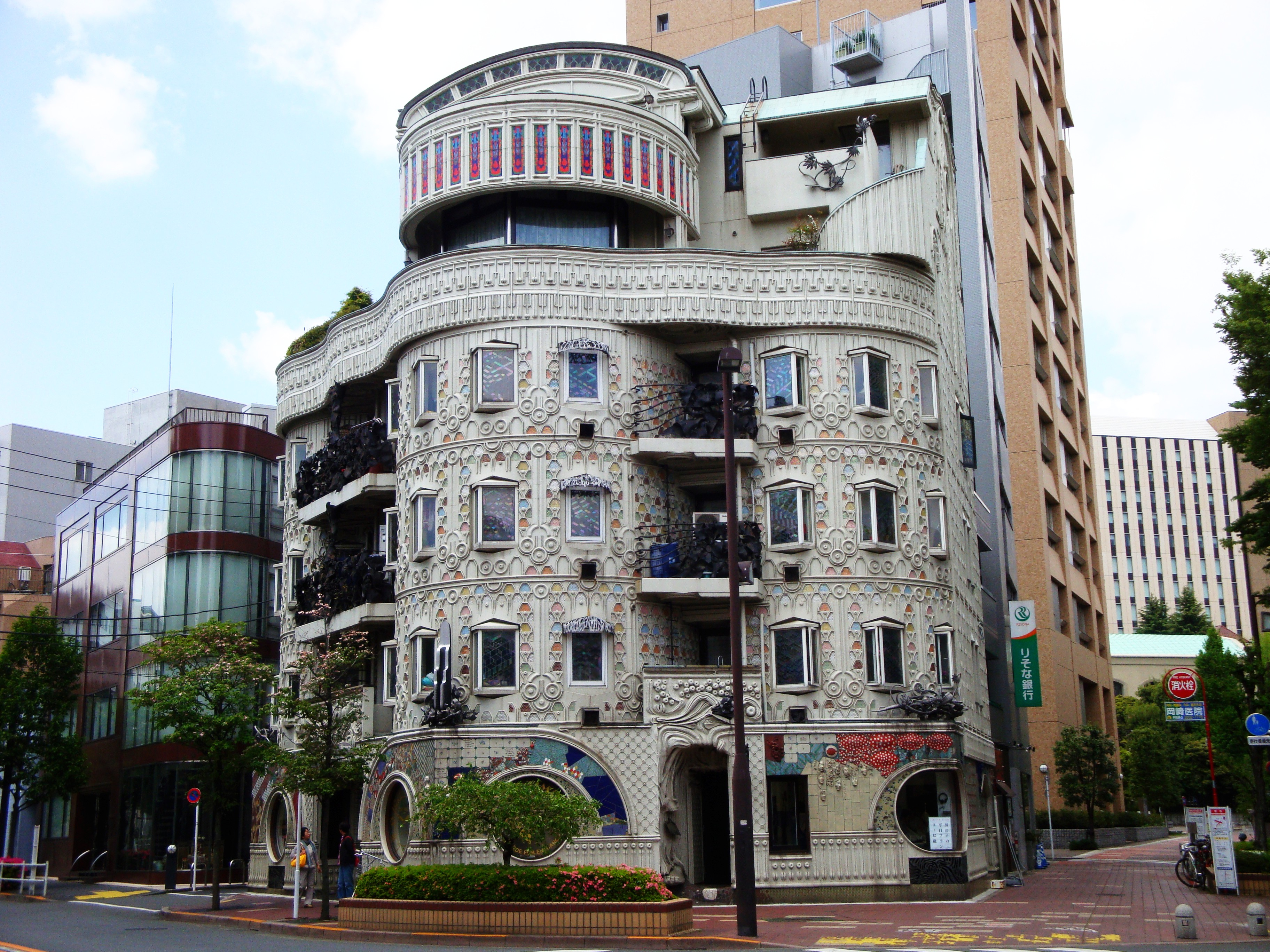
Waseda El Dorado (Tokyo, 1983), de l'architecte japonais Von Jour Caux, exemple d'influence de l'Art nouveau.

La parution des premiers grands ouvrages traitant de l’Art nouveau se fait à la fin des années 1950, avec Johnny Watser. Rétrospectivement, ce sont surtout les reproductions des affiches qui ont séduit et le matériel Art nouveau devient accessible aux gens qui font du design. Les motifs seront repris dans les années 1960 par les jeunes artistes graphistes designers. Deux dates expliquent cette connaissance : l'organisation en 1963, au Victoria and Albert Museum de Londres, d'une exposition Mucha et, en 1966, une exposition consacrée au dessinateur Aubrey Beardsley, deux évènements essentiels dans la redécouverte de l'Art nouveau.
En 1966, le sculpteur François-Xavier Lalanne renoue avec le projet de l'Art nouveau de saisir la nature pour améliorer le cadre de vie de l'homme moderne. Cette même année apparaissent à San Francisco les premières affiches psychédéliques dont les graphistes reprendront certains thèmes de l'Art nouveau tels que la chevelure, le paon ou les formes féminines.
Entre les années 1980 et 1990, le très nombreuses institutions muséales ont recherché et acquis des éléments Art nouveau. Elles ont consacré à ce mouvement de nombreuses expositions et rétrospectives. Enfin, de nombreux ouvrages parus montrent l'intérêt que le public porte à l'Art nouveau sur cette période.

#### Patrimoine mondial de l'Unesco
Les principaux bâtiments classés par l'Unesco comme patrimoine mondial se trouvent à Barcelone et Bruxelles.
La première ville abrite des monuments classés du modernisme catalan des architectes Antoni Gaudí et Lluís Domènech i Montaner. Pour le premier, il s'agit du parc Güell, du palais Güell, de la Casa Mila, de la Casa Vicens, du travail de Gaudí sur la façade de la Nativité et la crypte de la basilique de la Sagrada Familia, de la Casa Batlló et de la crypte de la Colonie Güell. Pour le second, il s'agit de l'hôpital de Sant Pau et du palais de la musique catalane.
À Bruxelles, ce sont des bâtiments de Victor Horta et Josef Hoffmann. Du premier, ce sont les quatre habitations majeures : l'hôtel Tassel, l'hôtel Solvay, l'hôtel van Eetvelde et la maison Horta, maison-atelier de l'architecte, devenue musée Horta. Du second, c'est le palais Stoclet, réalisé entre 1905 et 1911 par l'architecte autrichien Josef Hoffmann, l'un des maîtres de la Sécession viennoise.